# الحملة الصليبية الأولى
الْحَمْلَةُ الصَّلِيبِيَّةُ الْأوْلَى هي أولى الحملات العسكريَّة المُنظَّمة التي شنَّها الغرب الأوروپي على ديار الإسلام بِدعم ورعاية الكنيسة الكاثوليكيَّة، وكان سببها الرئيسي المُعلن هو نزع السيطرة الإسلاميَّة على الديار المُقدَّسة وإعادتها تحت جناح العالم المسيحي، بينما كان لها على أرض الواقع أهدافٌ عديدة سياسيَّة واقتصاديَّة واستراتيجيَّة واستعماريَّة، إلى جانب الهدف الديني.
كان السلاجقة قد ظهروا على مسرح الأحداث في الشرق الأدنى في أوائل الثُلُث الثاني من القرن الحادي عشر الميلادي، وتحت رايتهم أخذ المُسلمون يتوسَّعون على حساب الإمبراطوريَّة البيزنطيَّة في آسيا الصُغرى. وفي سنة 463هـ المُوافقة لِسنة 1071م، هزم المُسلمون الروم في معركة ملاذكرد وأسروا الإمبراطور رومانوس الرابع ثُمَّ افتتحوا أغلب بلاد الأناضول، فوجَّه الروم نداءاتٍ عديدةٍ لِلغرب كان آخرها الذي وجَّهه الإمبراطور ألكسيوس الأوَّل، يطلب فيه المُساعدة لِلوُقُوف بِوجه التوسُّع الإسلامي. استجاب البابا أوربان الثاني لِاستغاثة الإمبراطور البيزنطي مدفوعًا بِأطماعه الدينيَّة والسياسيَّة، وهي توجيه ما في طبائع أُمراء الإقطاع والنُبلاء من حُبِّ القتال إلى حربٍ مُقدَّسةٍ، تصُدُّ جُيُوش المُسلمين عن أوروپَّا وبيزنطة، وإدخال الكنيسة الأرثوذكسيَّة الشرقيَّة تحت جناح البابويَّة، وتوحيد العالم المسيحي تحت الحُكم الديني لِلبابوات، والعودة بِرومة لِتكون حاضرة للعالم. وفي مجمعٍ كنسيٍّ عُقد في مدينة كليرمونت سنة 1095م، ألقى البابا عظةً حثَّ فيها أوروپَّا الكاثوليكيَّة على الحرب لِتخليص القبر المُقدَّس من المُسلمين، ووعد المُحاربين بِأن تكون رحلتهم إلى المشرق بِمثابة غُفرانٍ كاملٍ لِذُنُوبهم، كما وعدهم بِهدنةٍ عامَّةٍ تحمي بُيُوتهم خلال غيبتهم.
أصابت دعوة البابا أوربان نجاحًا كبيرًا، فنهض العديد من النُبلاء والأُمراء لِلزحف شرقًا، وكان لِكُلِّ فريقٍ منهم حوافز دُنيويَّة مُختلفة، إلى جانب الحافز الديني، فقد استهدف النُبلاء المغانم وتأسيس الإمارات، وكانت لِلنورمان أهدافٌ توسُّعيَّةٌ على حساب الروم والمُسلمين على السواء. وكانت المُدن الإيطاليَّة تهدف إلى توسيع نطاق تجارتها مع الشرق. واجتذب هؤلاء كُلُّهم أيضًا حُب المُغامرة والأسفار. ومن الأخطاء الشائعة أنَّ تسمية «صليبيين» أُطلقت على الغربيين الزاحفين شرقًا لِمُحاربة المُسلمين كونهم كانوا يخيطون صُلبانًا قماشيَّة على ستراتهم، والواقع أنَّ هذه التسمية مُتأخرة نسبيًّا، ودخيلة على اللُغة العربيَّة، فلم يعرف المُسلمون المُحتلين الغربيين إلَّا بالـ«فرنجة» أو «الفرنج» أو «الإفرنج».
قُبيل انطلاق هذه الحملة، زحفت عدَّة جُيُوش غير مُنظَّمة من الفلَّاحين الفرنجة والألمان يقودها أميرٌ يُدعى ولتر المُفلس وراهبٌ يُسمَّى بُطرس الناسك وآخرون غيرهما، وعُرفت هذه الحملة بـ«حملة الفُقراء أو الحملة الشعبيَّة» نظرًا لأنَّها تكوَّنت من عوام الناس. واستهلَّ هؤلاء أعمالهم بِذبح اليهود في بلاد الراين، وأثاروا فيما بعد البُلغار والمجريين فهاجموهم وشتَّتوهم. أمَّا الفرق التي وصلت القُسطنطينيَّة فقد سارع الإمبراطور ألكسيوس بنقلها إلى آسيا الصُغرى حيثُ هزمها السلاجقة وأفنوا ثلاثة أرباعها. وتبع هؤلاء جُيُوش صليبيَّةٌ مُنظَّمةٌ بِقيادة ريمُند الرابع قُمَّس طولوشة وصنجيل، وگُدفري البويني، وبوهيموند الأطرانطي، وتانكرد. وأقسم هؤلاء جميعًا باستثناء ريمُند وتانكرد يمين الولاء لِلإمبراطور البيزنطي، وتعهَّدوا بِموجبه بِقبول سيادته على ما يأخذونه من بلادٍ من المُسلمين. وزحفت جُيُوشهم على آسيا الصُغرى، فاستولوا على نيقية سنة 1097م، وهزموا السلاجقة في ضورليم، واحتلُّوا أنطاكية سنة 1098م، والساحل الشَّاميّ، ثُمَّ زحفوا على بيت المقدس واحتلُّوها في شهر تمُّوز (يوليو) 1099م، وأوقعوا بِأهلها المُسلمين واليهود مذبحةً هائلةً دامت يومين، حتَّى أفنوهم عن بُكرة أبيهم، وكان مصير القلَّة التي نجت أن بيعوا في أسواق النخاسة. بعد تمام انتصارهم على المُسلمين، نكث الصليبيُّون بِيمينهم لِلإمبراطور البيزنطي، فلم يُسلِّموه ما احتلُّوه من بلادٍ، فأسَّسوا أربع دُولٍ لاتينيَّة، هي: قُمَّسيَّة الرُّها وإمارة أنطاكية وقُمسيَّة طرابُلس ومملكة بيت المقدس، وقد صمدت مُعظم هذه الدُول ما يقرب من قرنين رُغم أنَّها كانت مُحاطةً بِبحرٍ إسلاميّ، بِسبب الخلافات والإنقسامات الحادَّة بين المُسلمين، ولم تفقد بعض أراضيها إلَّا حينما برز قادةٌ مُسلمون تمكنوا من توحيد كلمة أهل الإسلام خلال العُقُود التالية من تثبيت دعائم الحُكم الصليبي في الشَّام.

## الخلفية
يُجمع المُؤرخون على أنَّ لِلحملات الصليبيَّة -وبِالأخص الحملة الصليبيَّة الأولى- جُملة أسبابٍ منها ما يتعلَّق بِالأوضاع الدينيَّة والاجتماعيَّة والاقتصاديَّة لِأوروپَّا الغربيَّة، ومنها ما يتعلَّق بِالعلاقات الإسلاميَّة المسيحيَّة في المشرق العربي والأناضول.

### الأسباب الدينيَّة

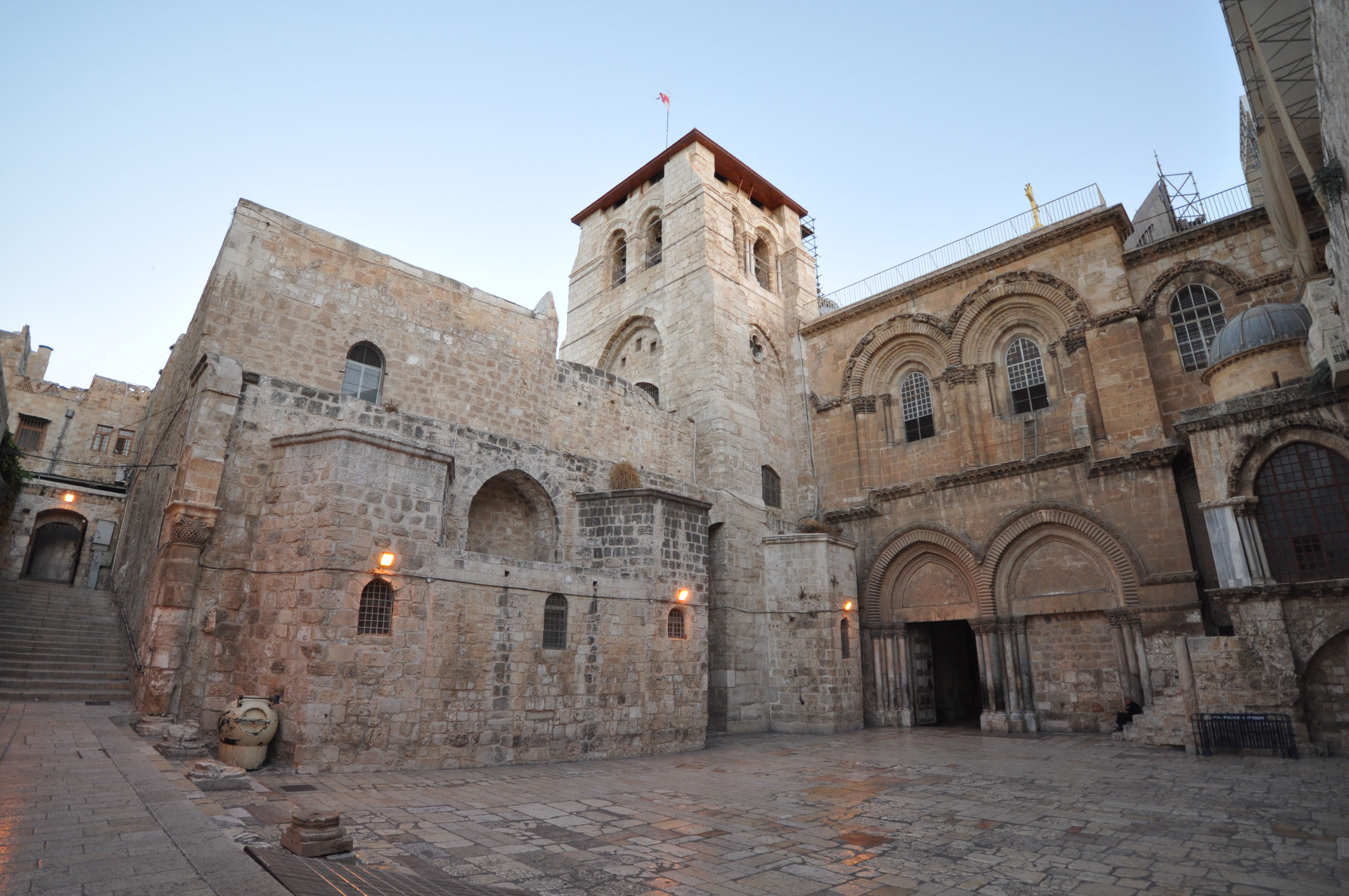
كنيسة القيامة في بيت المقدس، وهي أقدس المواقع المسيحية. أُحرقت خِلال عهد الحاكم بِأمر الله.

كان المشرق العربي قُبيل انطلاق الحملات الصليبيَّة مُقسَّمًا بين الدولتين العبَّاسيَّة في بغداد والفاطميَّة في القاهرة، وكان المسيحيُّون في ديار الإسلام آنذاك من أصحاب العلم والنُفُوذ والشأن -بِالأخص في الدولة الفاطميَّة- التي تساهل خُلفاؤها مع أهل الذمَّة لِدرجةٍ كبيرة، فقدَّموهم في الوظائف ممَّا جعلهم يستأثرون بِالنُفُوذ في الدولة، فاقتنوا الأرزاق والأموال ما مكَّنهم من العيش بِرغد، وبنوا الكثير من الكنائس والأديرة. لكنَّ الحال تبدَّل بدايةً من سنة 393هـ المُوافقة لِسنة 1003م خِلال خلافة الحاكم بأمر الله، فقسا على اليهود والنصارى في المُعاملة، ويُحتمل أنَّهُ كان مدفوعًا في ذلك من النقمة الشعبيَّة الإسلاميَّة العامَّة، إذ ساء المُسلمون أن يتقرَّب الخليفة إلى غيرهم بِهذا الشكل المُبالغ فيه، وأن يتقلَّص نُفُوذهم وهم الأكثريَّة لِصالح الأقليَّة، التي عمل بعض أفرادها على إقصاء المُسلمين عن الوظائف الحُكُوميَّة وتقديمهم لِأبناء دينهم. وتشدَّد الحاكم بدايةً مع النصارى الملكانيين بِسبب ازدياد نُفُوذهم في البلاد مُنذُ عهد أبيه العزيز بالله، ورُبَّما كان لِلحُرُوب بين الفاطميين والبيزنطيين الملكانيين دافعٌ آخر لِاضطهاد أتباع هذه الطائفة، كما يبدو أنَّ هذه الخُطوة كانت تستهدف استقطاب الأكثريَّة القبطيَّة في مصر التي كانت على المذهب اليعقوبي المُخالفة لِلملكانيين. لكنَّ تشدُّد الحاكم لم يلبث أن طال النصارى بِعامَّةً، وبلغ ذُروته سنة 399هـ المُوافقة لِسنة 1009م، عندما أمر بِهدم كنيسة القيامة في بيت المقدس، وكتب إلى «باروخ العضُدي» والي الرملة أن يُزيل أعلامها ويقلع آثارها، فهُدمت واقتُلعت المعالم المُقدَّسة المسيحيَّة فيها ومُحقت آثارُها، كما هُدمت كنائسُ وأديرةٌ أُخرى في مصر والشَّام خلال السنة المذكورة. وأنزل الحاكم بِاليهود والنصارى المزيد من ضُرُوب الإذلال، فأجبرهم على الالتزام بِأشكالٍ معيَّنة في اللباس والرُمُوز، فكان المسيحيُّون مُرغمين على تعليق صُلبانٍ في أعناقهم زنة الواحد منها خمسة أرطال (نحو كيلوغرامين) عندما يرتادون الحمَّامات، وكذلك اليهود كان عليهم أن يجعلوا في أعناقهم إطارًا من الخشب بِالوزن نفسه يُشدُّ إليه جُلجُلٌ عوض الصليب.

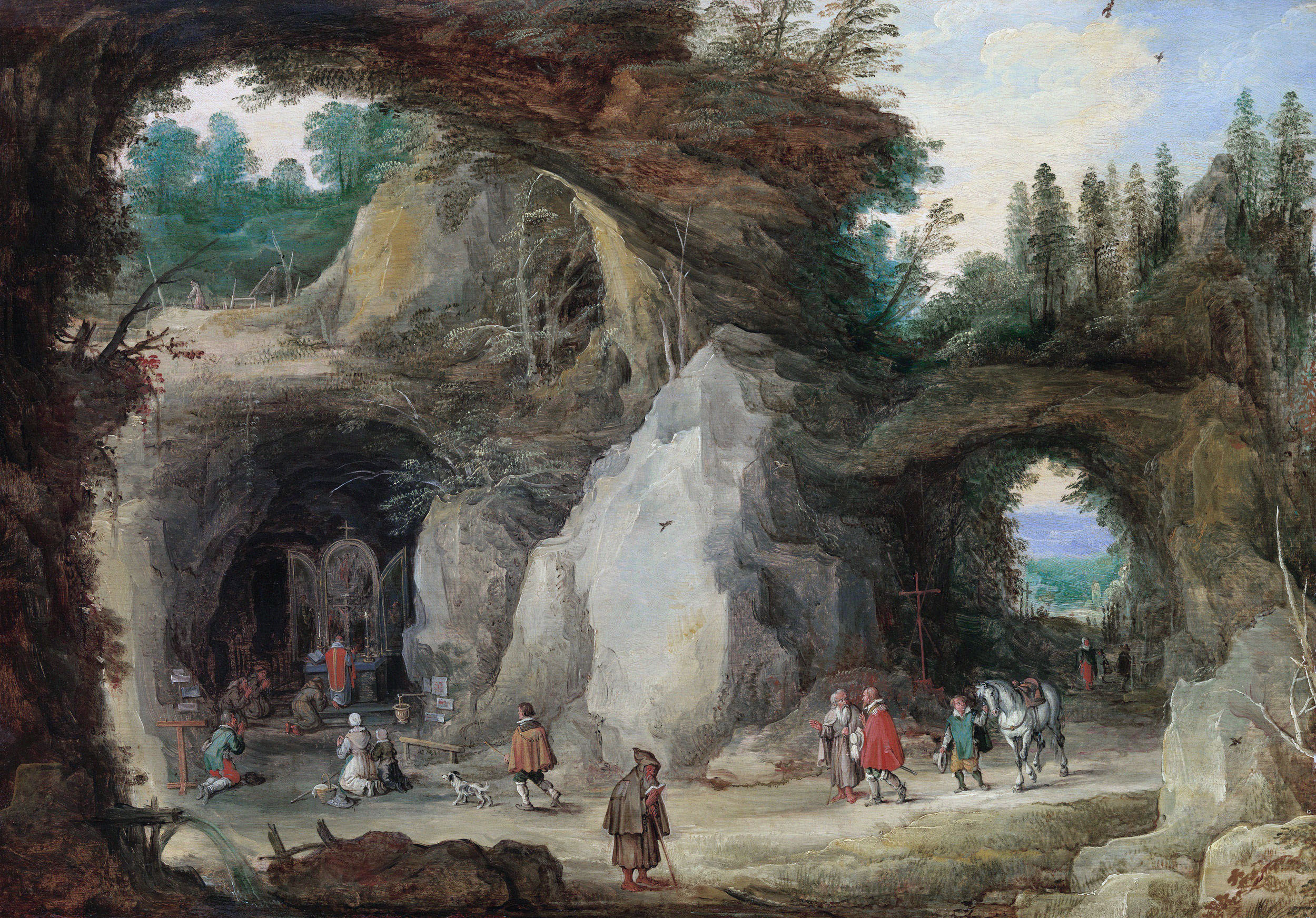
حُجَّاجٌ أوروپيُّون يُصلُّون في إحدى المغاور أثناء رحلة حجِّهم.

ولم يكن لِأهل الذمَّة عهدٌ بِمثل هذه الإجراءات والمُضايقات، فعانوا من هذه المحن والشدائد أعوامًا، وأخذ بعضهم يُهاجر سرَّا إلى بلاد الروم، وعندما علم الحاكم بِذلك أصدر قرارًا في سنة 404هـ المُوافقة لِسنة 1013م سمح بِموجبه لِلنصارى واليهود بِالهجرة إلى البلاد الروميَّة أو الحبشيَّة أو النوبيَّة، وأن يحملوا معهم أموالهم وأهلهم وما تحويه أيديهم، فهجر الكثير من النصارى الشوام والمصريين أوطانهم والتحقوا بِديار الروم. وممَّا لا شكَّ فيه أنَّ أخبار اضطهاد المسيحيين وصلت الإمبراطوريَّة البيزنطيَّة وأجَّجت الرأي العام، وما زاد الأُمُور سوءًا كان التعدِّيات التي طالت الحُجَّاج الأوروپيين بعد ضعف الدولة الفاطميَّة وخُرُوج العديد من بلاد الشَّام من تحت جناحها، ففي سنة 414هـ المُوافقة لِسنة 1024م، خرجت حلب من يد الفاطميين ودخلت في حوزة أعراب بني مرداس، ولم تلبث إمارة هؤلاء أن تمدَّدت بِاتجاه الشَّام الجنوبيَّة، ثُمَّ خرجت هذه البلاد من حوزة المرداسيين وانتهى بها الأمر أن دخلت في حوزة السلاجقة، وخِلال هذه الفترة المُضطربة كثُر التعدِّي على الحُجَّاج الأوروپيين بِشكلٍ خاص بِسبب ما كانوا يحملونه معهم من النفائس والأموال، ولمَّا عاد الحُجَّاجُ إلى أوطانهم ونشروا أخبار الاضطهاد الذي تعرَّضوا له في المشرق، أثاروا حماسة المسيحيين وجعلوهم يُفكرون في تأمين حُريَّة الوُصُول إلى الأماكن المُقدَّسة بِأمان. والحقيقة أنَّ بعض جماعات الحُجَّاج الأوروپيين كانت تأتي بِسلاحها الكامل وتسعى وراء المتاعب والأذى اعتقادًا منهم بأنَّهم كُلَّما تعرَّضوا لِمزيدٍ من هذا كانت رحلتهم أكثر نجاحًا وتطهَّروا من خطاياهم إذ كان لِلحج عند الأوروپيين في القُرُونُ الوسطى قيمة اجتماعيَّة، فابتعاد الساعي إلى التوبة لِمُدَّة سنة أو أكثر، وهي الوقت الذي تستغرقه الرحلة عادةً، وما تتكلَّفه رحلته من نفقاتٍ ومشاق يُعدُّ عقابًا وتأديبًا لهُ، وما يغلب عليه من جوٍّ عاطفيٍّ سوف يهبه الشُعُور بِالقُوَّة والطهارة الروحيَّة، فيعود إلى بلده إنسانًا صالحًا.
ويعتقد بعضهم أنَّ الحملة الصليبيَّة الأولى كانت التطوُّر المنطقي لِلحج المسيحي إلى فلسطين ذلك أنَّ تيَّار الحج الأوروپي المُستمر كان لا بُدَّ لهُ أن يُؤدي بِالضرورة إلى فكرة أنَّ الأرض التي شهدت حياة المسيح وقصَّته لا بُدَّ أن تكون تحت سيطرة أتباعه، ولم يكن السبب هو الرغبة في حل المُشكلات والصُعُوبات العمليَّة التي كانت تُواجه الحُجَّاج الغربيين، ولكن لِأنَّ أوروپَّا الغربيَّة -التي بدأت تشعر بِقُوَّتها- رفضت بقاء أرض المسيح بِأيدي المُسلمين الذين صوَّرتهم الدعاية الكنسيَّة في صورة الكُفَّار المُتوحشين، وتركَّزت فكرة تخليص الديار المُقدَّسة منهم في أذهان أبناء الغرب الأوروپي في أواخر القرن الحادي عشر الميلاديّ، وقد أدَّى هذا بِالضرورة إلى أهميَّة القيام بِحملة حجٍّ مُسلَّحةٍ لِتحقيق هذا الهدف، وهكذا صار الحج من أهم جُذُور فكرة الحملات الصليبيَّة. وكانت البابويَّة ترمي إلى الاستيلاء على الأماكن المُقدَّسة وجعلها تحت سيطرتها المُباشرة، لِذلك أيَّدت الحركة الصليبيَّة بِكُل قواها وعطفت عليها، ومنحت الغُفران عن الخطايا لِمن يتجنَّد في الجُيُوش المُسافرة إلى المشرق على أمل تحقيق هذه الأُمنية الغالية، فأقبل كثيرٌ من الأتقياء على السفر أملًا بِأن تُقبل توبتهم ولِينالوا الغُفران ويدخلوا الجنَّة.

### الأسباب السياسيَّة

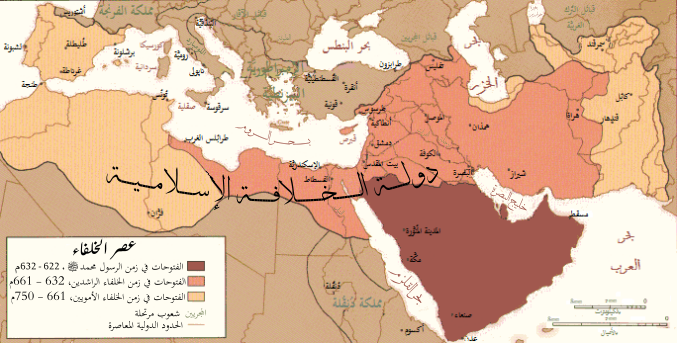
الحُدود التقريبيَّة لِديار الإسلام بعد تمام الفُتُوحات المُبكرة.

لا تقُل الأسباب السياسيَّة لِلحملات الصليبيَّة أهميَّةً عن الأسباب الدينيَّة، بل يعتبرها البعض مُجرَّد حلقةٍ من الصراع العنيف الطويل بين الشرق والغرب الذي تجلَّى من قبل في حُرُوب الفُرس والإغريق وفي حُرُوب قرطاج ورومة وغيرها من الحُرُوب. ففي سنة 13هـ المُوافقة لِسنة 634م ابتدأ الشرق يُهاجم الغرب، هذه المرَّة بِحُلَّةٍ إسلاميَّة، فتمكَّن المُسلمون من إلحاق الهزيمة بِالروم في عدَّة وقعات وافتتحوا الشَّام ومصر والمغرب الأدنى وانتزعوها نهائيًّا من الإمبراطوريَّة البيزنطيَّة. ولم يكتفِ المُسلمون بِهذه البلاد والمناطق، بل تخطُّوها إلى المغرب الأقصى وبلغوا ساحل المُحيط الأطلسي، واتخذوا من تلك المناطق قاعدةً لِلوُثُوب إلى أوروپَّا، فغزوا جزيرة سردانية سنة 92هـ المُوافقة لِسنة 711م، وفي السنة ذاتها عبر القائد الكبير طارق بن زياد المضيق الفاصل بين شبه الجزيرة الأيبيريَّة والمغرب الأقصى، واستطاع افتتاح شبه الجزيرة المذكورة بِحُلُول أواخر سنة 95هـ المُوافقة لِسنة 714م. وبِفتح أيبيريا بدت خسارة الكنيسة واضحةً جليلة، إذ فقدت بلادًا ارتبطت بها أُصُول المسيحيَّة الأولى مثل الشَّام ومصر فضلًا عن بلادٍ أُخرى كانت بِمثابة أعضاء أساسيَّة في العالم المسيحي مثل إفريقية وأيبيريا. وفي جميع البلاد التي فتحها المُسلمون أقبلت نسبة كبيرة من الأهالي على اعتناق الإسلام عن اختيارٍ وإرادةٍ حُرَّة، كما يقول المُستشرق البريطاني طوماس أرنولد. ولكنَّ المسيحيين في الإمبراطوريَّة البيزنطيَّة وأوروپَّا الغربيَّة، الذين لم يتثاقفوا مع المُسلمين أو يتعايشوا معهم، لم يفهموا طبيعة الديانة الجديدة التي خرجت من شبه الجزيرة العربيَّة، وكُل ما أدركوه هو أنَّ المُسلمين خرجوا لِيبتلعوا بلدًا بعد آخر من البُلدان التي كانت المسيحيَّة قد سبقت إليها، وانتشرت فيها، وصارت تعتز بِبقائها في حوزتها، وبِعبارةٍ أُخرى فإنَّ كنيستيّ القُسطنطينيَّة ورومة ورجالاتهما لم يروا في الإسلام والمُسلمين إلَّا خطرًا جاثمًا هدَّدهما وهدَّد كيانهما، ولم يستطيعوا حتَّى نهاية العُصُور الوُسطى أن ينسوا الخسارة التي لحقت بهم نتيجة لِانتشار الإسلام، ممَّا جعلهم يشعرون دائمًا بِالرغبة في الانتقام من الإسلام والمُسلمين.

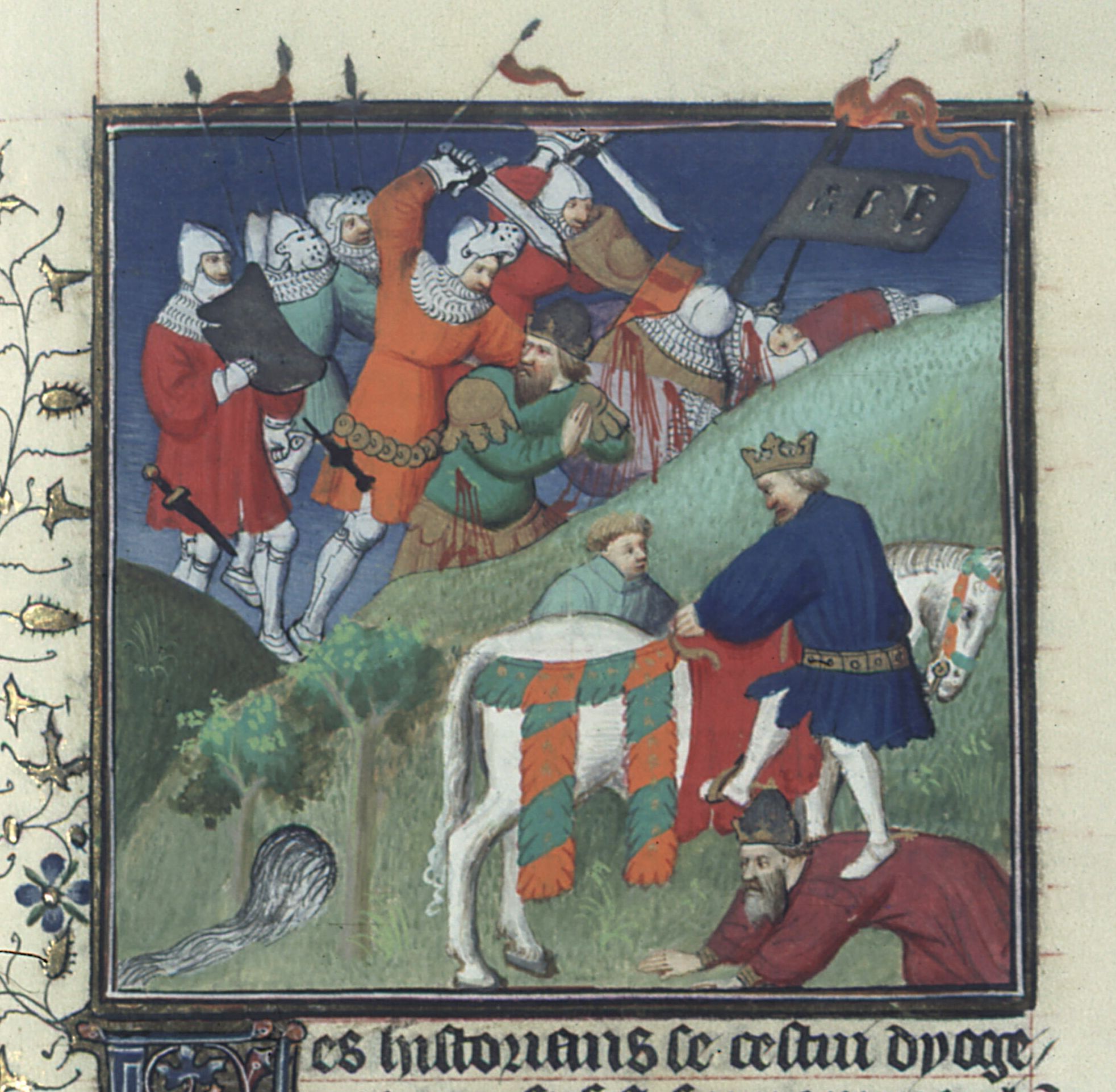
مُنمنمة إفرنجيَّة تُصوِّرُ وقعة ملاذكرد بين الروم والمُسلمين تحت راية السلاجقة. اتُخذت هزيمة الروم في هذه المعركة حُجَّةً لِتدخُّل أوروپَّا عسكريًّا في المشرق.

وكانت الإمبراطوريَّة البيزنطيَّة أقرب القوى المسيحيَّة إلى حُدُود المُسلمين، وربطتها بِالدولة الإسلاميَّة الناشئة علاقاتٍ مُباشرةٍ وفصلت بينهما حُدُودٌ مُباشرةٌ أيضًا، ممَّا جعل الاحتكاك لا ينقطع بين القُوَّتين. وقد ظهر المُسلمون على الروم خلال فترة ضعف هؤلاء، وظهر الروم على المُسلمين خلال فترة تشرذمهم وتفرُّق كلمتهم. واستمر الأمر على هذا المنوال إلى أن تُوفي الإمبراطور البيزنطي باسيل الثاني سنة 416هـ المُوافقة لِسنة 1025م، فشكَّلت وفاته انعطافة سلبيَّة في تاريخ الروم دخلت خلالها الإمبراطوريَّة في مرحلة اضطرابٍ سياسيٍّ ودينيٍّ واقتصاديٍّ استمرَّت حتَّى سنة 474هـ المُوافقة لِسنة 1081م. فخلال هذه الفترة تعاقب على العرش البيزنطي أباطرة ضعاف افتقدوا المقدرة والكفاءة التي تمتَّع بها أباطرة الأُسرة الهرقليَّة أو الأُسرة الإيساوريَّة أو بعض أعضاء الأُسرة المقدونيَّة مثل باسيل الأوَّل وباسيل الثاني. وشهدت هذه الفترة أيضًا وُقُوع الانشقاق العظيم بين كنيستيّ رومة والقُسطنطينيَّة نتيجة الخلافات اللاهوتيَّة والسياسيَّة بين الغرب والشرق المسيحيين، كما تراجع الاقتصاد البيزنطي، وأخذت الإمبراطوريَّة تفقد السيطرة على أطرافها. وفي سنة 463هـ المُوافقة لِسنة 1071م، التحم المُسلمون بِقيادة السُلطان السُلجُوقي ألب أرسلان مع الروم بِقيادة الإمبراطور رومانوس الرابع في معركةٍ طاحنةٍ على تُخُوم مدينة ملاذكرد، وقد أسفرت المعركة عن هزيمة الروم ووُقُوع الإمبراطور في أسر المُسلمين، فأطلق السُلطان سراحه لقاء فديةٍ كبيرة وشريطة أن يُطلق سراح أسراه من المُسلمين، ويمدَّ السُلطان بِالعساكر اللازمة عند الطلب. شكَّلت معركة ملاذكرد أقصى ما بذله الروم من جُهدٍ لِوقف الفُتُوحات الإسلاميَّة بِاتجاه الغرب، وأنهت دور الإمبراطوريَّة البيزنطيَّة في حماية المسيحيَّة من ضغط المُسلمين وفي حراسة الباب الشرقي لِأوروپَّا من غزو الآسيويين، فانساب السلاجقة إلى جوف آسيا الصُغرى وفتحوا أغلب بلادها بِقيادة سُليمان بن قُتلُمش الذي أسَّس دولةً جديدةً عُرفت باسم دولة سلاجقة الروم، واتخذ مدينة نيقية عاصمةً له. اتخذت البابويَّة، ومن ورائها أوروپَّا الغربيَّة من نتيجة هذه المعركة مُسوغًا لِتدخُّلها العسكري في المشرق، لِأنَّ بيزنطة لم يعد بِوسعها حماية العالم المسيحي من المُسلمين نظرًا لِتدمير قُوَّتها العسكريَّة، ومن ثَمَّ فقد جرت العادة على اعتبار هذه الوقعة إحدى حُجج الغرب لِشن حربه المُقدَّسة على ديار الإسلام.

### الأسباب الاقتصاديَّة

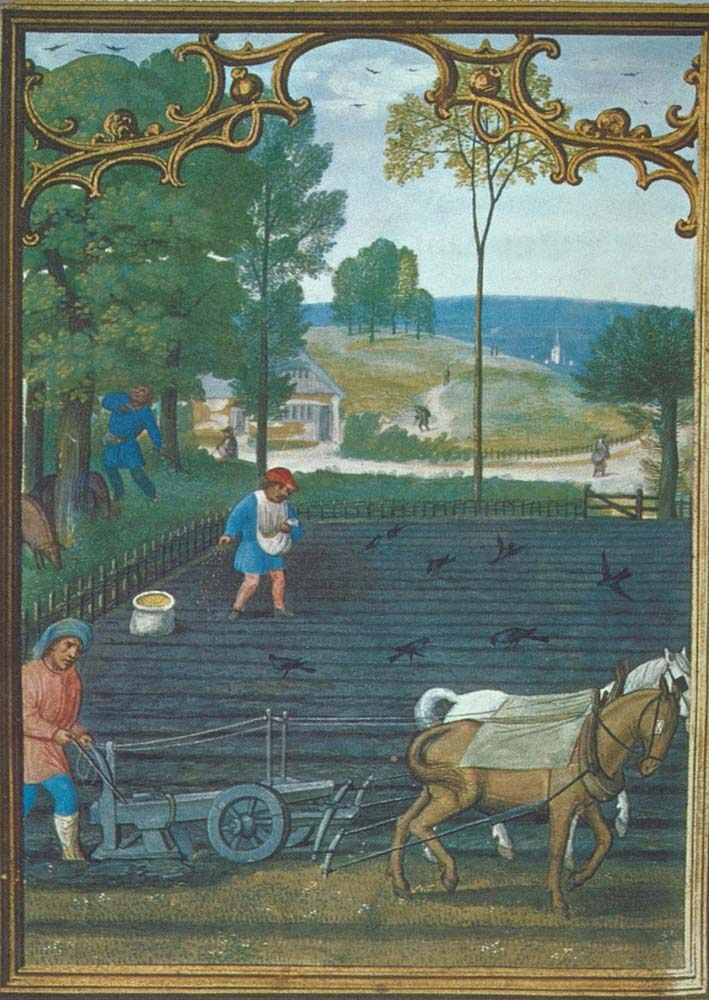
فلَّاحون أوروپيُّون قُروسطيُّون يحرثون أرضهم.

تشيرُ جميع الوثائق المُعاصرة لِحملتيّ الفُقراء والصليبيَّة الأولى إلى سُوء الأحوال الاقتصاديَّة في غرب أوروپَّا -وبِخاصَّةٍ فرنسا- في أواخر القرن الحادي عشر الميلاديّ. فالمُؤرِّخ المُعاصر «گويبيرت النوگينتي» (بالفرنسية: Guibert de Nogent) يُؤكِّد أنَّ فرنسا بِالذات كانت تُعاني مجاعةً شاملةً قُبيل الدعوة لِلحملة الصليبيَّة الأولى، فندر وُجُود الغِلال وارتفعت أثمانها ارتفاعًا فاحشًا، ممَّا ترتب عليه حُدُوث أزمة في الخُبز، فاضطرَّ الناس إلى أكل الأعشاب والحشائش. ويعتبر المُؤرِّخ المصري المُعاصر سعيد عبد الفتَّاح عاشور أنَّ هذا يُفسِّر لِمَ كانت نسبة الصليبيين الفرنجة المُشتركين في الحملة الصليبيَّة الأولى أكبر من الوافدين من أي دولةٍ أُخرى في غرب أوروپَّا. وزاد من سوء الأحوال الاقتصاديَّة في الغرب الأوروپي في ذلك الوقت كثرة الحُرُوب المحليَّة بين الأُمراء الإقطاعيين، وهي الحُرُوب التي لم تنجح الكنيسة أو المُلُوك في وقفها، ممَّا أضرَّ بِالتجارةِ وطُرُقِها والزراعةِ وحُقُولِها أبلغ الضرر. وهكذا جاءت الحملات الصليبيَّة لِتفتح أمام الجوعى في غرب أوروپَّا بابًا جديدًا لِلهجرة، وطريقًا لِلخلاص من الأوضاع الاقتصاديَّة الصعبة التي عاشوا فيها داخل أوطانهم، فضمَّت حملتا الفُقراء والصليبيَّة الأولى جُمُوعًا غفيرةً من المُعدمين والفُقراء والمساكين وطريدي القانون، وجميعهم كانوا يُفكرون في بُطُونهم قبل أن يُفكروا في دينهم، بِدليل ما أتوه طوال طريقهم إلى القُسطنطينيَّة من أعمال العُدوان والسلب والنهب ضدَّ إخوانهم من النصارى -الذين مرُّوا بِأراضيهم- دون أي وازعٍ دينيّ. ويُلاحظ أنَّ الدُويلات البحريَّة الإيطاليَّة القائمة على التجارة كجُمهُوريَّات البُندُقيَّة وجنوة وپيزة رأت في الدعوة الصليبيَّة فُرصةً طيِّبةٍ يجب اقتناصها لِتحقيق أكبر قدرٍ مُمكنٍ من المكاسب الذاتيَّة على حساب البابويَّة والكنيسة والصليبيين جميعًا، فأخذت تعرض خدماتها لِنقل الجُند عن طريق البحر إلى المشرق العربي، وفيما بعد لِنقل المُؤن والأسلحة وكافَّة الإمدادات إلى الصليبيين في الشَّام وتقديم المعونة البحريَّة لِلدفاع عن الموانئ الشاميَّة المُحتلَّة ضدَّ هجمات الأساطيل الإسلاميَّة. وهكذا اصطبغت الحركة الصليبيَّة من أوِّل أمرها بِصبغةٍ اقتصاديَّةٍ بعضها كان استغلاليًَا واضحًا، فالكثير من الجماعات والأفراد الذين أيَّدوا تلك الحركة وشاركوا فيها لم يفعلوا ذلك لِخدمة المسيحيَّة وحرب المُسلمين، وإنما جريًا وراء المال وجمع الثروات وإقامة مُستعمراتٍ ومراكزَ ثابتةٍ لهم في قلب ديار الإسلام بِغية استغلال مواردها والمُتاجرة فيها.

### الأسباب الاجتماعيَّة

مُنمنمة إفرنجيَّة قُروسطيَّة تُصوِّرُ طبقات المُجتمع الأوروپي في ذلك الزمان: الفلَّاحون (يمينًا) والفُرسان (في الوسط) ورجال الدين (يسارًا).

تألَّف المُجتمع الأوروپي في العُصُور الوُسطى من ثلاث طبقات: طبقة رجال الدين، وطبقة المُحاربين من النُبلاء والفُرسان، وطبقة الفلَّاحين من الأقنان ورقيق الأرض. وكانت الطبقتان الأوَّليتان تُمثلان الهيئة الحاكمة من وجهة النظر السياسيَّة، والأرستقراطيَّة السائدة من وجهة النظر الاجتماعيَّة، والفئة الثريَّة من وجهة النظر الاقتصاديَّة؛ في حين كانت طبقة الفلَّاحين تُمثِّل جُمُوع الكادحين المغلوبين على أمرهم المحرومين من النُفُوذ والثروة، والتي كان على أفرادها أن يعملوا ويشقوا لِيسُدُّوا حاجة الطبقتين الأوَّليتين. والواقع إنَّ آلاف الفلَّاحين عاشوا في غرب أوروپَّا عيشةً مُنحطَّة في ظل نظام الضِيَاع، حيثُ شيَّدوا لِأنفُسهم أكواخًا قذرة من جُذُوع الأشجار وفُرُوعها غُطيت سُقُوفها وأرضيتها بِالطين والقش دون أن يكون لها نوافذ أو بداخلها أثاثٌ عدا صُندُوقٍ صغيرٍ من الخشب وبعض الأدوات الفخَّاريَّة والمعدنيَّة البسيطة. وكان مُعظم أولئك الفلَّاحين من العبيد والأقنان الذين ارتبطوا ارتباطًا وثيقًا بِالأرض التي يعملون عليها، وقضوا حياتهم محرومين من أبسط مبادئ الحُريَّة الشخصيَّة، فكُلُّ ما يجمعه القنّ يُعتبر مُلكًا خاصًّا لِلسيِّد الإقطاعي لِأنَّ القن محرومٌ حتَّى من المُلكيَّة الشخصيَّة. وعاش أولئك الفلَّاحون مُثقلين بِمجموعةٍ ضخمةٍ من الالتزامات والخدمات، فكان عليهم أن يُقدِّموا خدماتٍ مُعيَّنةٍ لِلسيِّد الإقطاعي مثل فِلاحة أرضه الخاصَّة، فضلًا عن تسخيرهم في أعمالٍ شاقَّةٍ مثل شق الطُرُق وحفر الخنادق وإصلاح الجُسُور. كذلك كان على الفلَّاحين دفع مُقرَّرات مُعيَّنة مثل ضريبة الرأس التي يتعيَّن على كُلِّ قنٍّ دفعها سنويًّا رمزًا لِعُبُوديَّته، هذا عدا عن الضرائب المفروضة على ماشيته وما تُنتجه أرضه من خُضروات. أضف إلى ذلك أُلزم الفلَّاحون بِقَبُول احتكاراتٍ عديدةٍ أُخرى، فكان السيِّد الإقطاعي صاحب الضيعة وحده يمتلك طاحونةً وفُرنًا ومعصرةً، بل أحيانًا البئر الوحيدة في الضيعة، وفي هذه الحالة يُصبح كُلُّ قنٍ مُلزمًا بِإحضار غلَّته إلى طاحونة السيِّد لِطحنها، ويحمل خُبزه إلى فُرن السيِّد لِخبزه، وكُرُومه وزيتونه وتُفَّاحه إلى معصرة السيِّد لِعصرها، كُلُّ ذلك لقاء أُجُورٍ مُعيَّنةٍ يُقدِّمها الأقنان لِسيِّدهم الإقطاعي وهُم صاغرون، فإذا امتلك فلَّاحٌ طاحونةً أو غير ذلك من الأجهزة التي من حق السيِّد الإقطاعي وحده أن يحتكرها، صار ذلك جُرمًا خطيرًا يُحاكمُ عليه. وهكذا كانت الغالبيَّة العُظمى من الناس في أوروپَّا الغربيَّة يحيون حياةً شاقَّةً مليئةً بِالذُل والهوان عشيَّة الدعوة إلى الحملة الصليبيَّة الأولى، وممَّا زاد الطين بلَّة كان الظُرُوف الطبيعيَّة التي داهمت الفلَّاحين سنة 1095م، فهطلت كميَّات هائلة من الأمطار جرفت المزارع وأتلفت الأرزاق وخرَّبت بُيُوت الفُقراء والمساكين، وكوَّنت مُستنقعاتٍ آسنةً عملت على نشر الملاريا والطاعون في أوروپَّا، فمات مئات الآلاف من الناس جوعًا ومرضًا، ومن تبقَّى على قيد الحياة من الأقنان والفلَّاحين عاش جائعًا عاريًا، فلم يكن غريبًا والحالة هذه أن تجد دعوى الحرب لدى هؤلاء التُعساء كُلَّ حماسةٍ وتأييد لِيتخلَّصوا ممَّا كانوا يقبعون فيه من ذُل العيش ونكد الدُنيا، لا سيَّما بعد أن قيل لهم إنَّ في الديار المُقدَّسة نهرين من لبنٍ وعسل، وما على أحدهم إلَّا أن يجلس بين النهرين ويغرف بيمينه لبنًا وبِيساره عسلًا، والشرط الوحيد لِامتلاك ذانَيك النهرين قتل المُسلمين وتخليص بيت المقدس منهم، فيكون بِذلك قد ضمن الدُنيا بِلبنها وعسلها والآخرة بِجنَّاتها الوارفة.

## مجمعا بلاصانس وكليرمونت

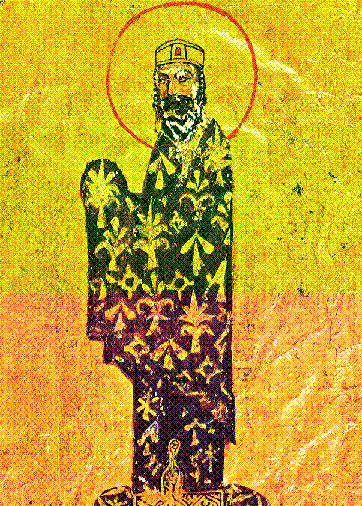
مُنمنمة مُذهَّبة لِلإمبراطور البيزنطي ألكسيوس الأوَّل كومنين، طالب المعونة العسكريَّة من الغرب لِحرب المُسلمين.

يرجع الفضل في ابتكار وتنفيذ فكرة إرسال حملةٍ صليبيَّةٍ إلى المشرق لِلبابا أوربان الثاني. ففي ضوء ما سمعهُ هذا البابا عن وُقُوع الأذى والضرر لِلحُجَّاج المسيحيين المُتوجهين إلى الديار المُقدَّسة، بدأ يُفكِّرُ في مشروعٍ لِطرد المُسلمين من آسيا الصُغرى، بِنفس الجُهُد والعزيمة التي كان يجري بها طردهم من الأندلُس. كما أنَّ البابويَّة كانت قد بلغت حينذاك درجةً كبيرةً من سعة النُفُوذ والسُلطان ممَّا جعلها تُفكِّر في انتهاز فُرصة ضعف الإمبراطوريَّة البيزنطيَّة وعدم قُدرتها على صد الخطر الإسلامي، لِتبسط سيطرتها على الكنيسة الأرثوذكسيَّة الشرقيَّة. والواقع أنَّ البابا أوربان كان أصلح شخصيَّة مُعاصرة لِتنفيذ المشروع الصليبي؛ إذ كانت لديه الجُرأة على الدعوة لِهذه الحرب المُكتسية بِغطاءٍ دينيٍّ ورعايتها، فضلًا عمَّا عُرف به من بُعد النظر ومقدرة في اختيار الرجال وتوجيههم والتأثير عليهم. ثُمَّ إنَّ البابا أوربان الثاني لم يقل مُرونةً عن الإمبراطور البيزنطي ألكسيوس الأوَّل كومنين، فلم يكد ذلك البابا يتولَّى منصبه حتَّى فتح باب المُفاوضات مع الإمبراطور البيزنطي لِتسوية المُشكلات المُعلَّقة بين الطرفين، كما رفع الحرمان الكنسي الذي كان مُوَقَّعًا على ذلك الإمبراطور، الأمر الذي أدَّى إلى نوعٍ من التقارب بين الكنيستين الشرقيَّة والغربيَّة وإلى منح الكنائس الكاثوليكيَّة في البلاد الأرثوذكسيَّة قسطًا من الحُريَّة في تصريف شُؤونها. وفي سنة 1090م أرسل الإمبراطور الرومي سفارةً إلى البابا أوربان الثاني تحملُ لهُ إخلاص الإمبراطور ومحبَّته. على أنَّ تبادُل السفارات والمُجاملات لم يكفِ لِتخليص آسيا الصُغرى من خطر السلاجقة، لِذلك أراد الإمبراطور البيزنطي استغلال تلك العلاقات الطيِّبة مع البابويَّة لِلحُصُول على مُساعدةٍ عمليَّةٍ من الغرب ضدَّ المُسلمين، فانتهز فُرصة عقد مجمعٍ كنسيٍّ بِرآسة البابا في مدينة بلاصانس - بِشمال إيطاليا - في شهر آذار (مارس) سنة 1095م، وأرسل بعثةً من القُسطنطينيَّة لِحُضُور المجمع وطلب مُساعدة البابا. ولمَّا حضر الوفد البيزنطي، لفت أعضاؤه الأنظار بِسبب ملابسهم الشرقيَّة الفاخرة غير المألوفة عند الغربيين، ثُمَّ رفعوا أصواتهم وأوصلوا رسالة إمبراطورهم المُلتمسة المعونة من مُلُوك أوروپَّا بِأن يُوجِّهوا قُوَّة أسلحتهم لِمُعاضدة القُسطنطينيَّة ولِإنقاذ بيت المقدس. وشرع البابا بِتحريض الجميع بِاتحاد قُواهم واتفاق عزائمهم نحو هذه القضيَّة المُقدَّسة، فقبلوا جميعًا الأوامر واعدين بِأنَّهم بعد أيَّامٍ قليلةٍ يجتمعون تحت بيارق الصليب لِذهابهم إلى بلاد فلسطين لِقتال المُسلمين. ثُمَّ لم تمضِ أيَّامٌ قليلة على هذا المجمع حتَّى سكنت ثائرة من حضره من الحُكَّام، بعد أن اعتراهم الخوف من ترك بلادهم وأوطانهم والذهاب إلى بلادٍ وأقاليم مجهولة عندهم وترك أملاكهم تقع لُقمة سائغة في يد أعدائهم. وهكذا لم تحصل ثمرة من المجمع ولم تتقرَّر فيه كيفيَّة مُحاربة المُسلمين.

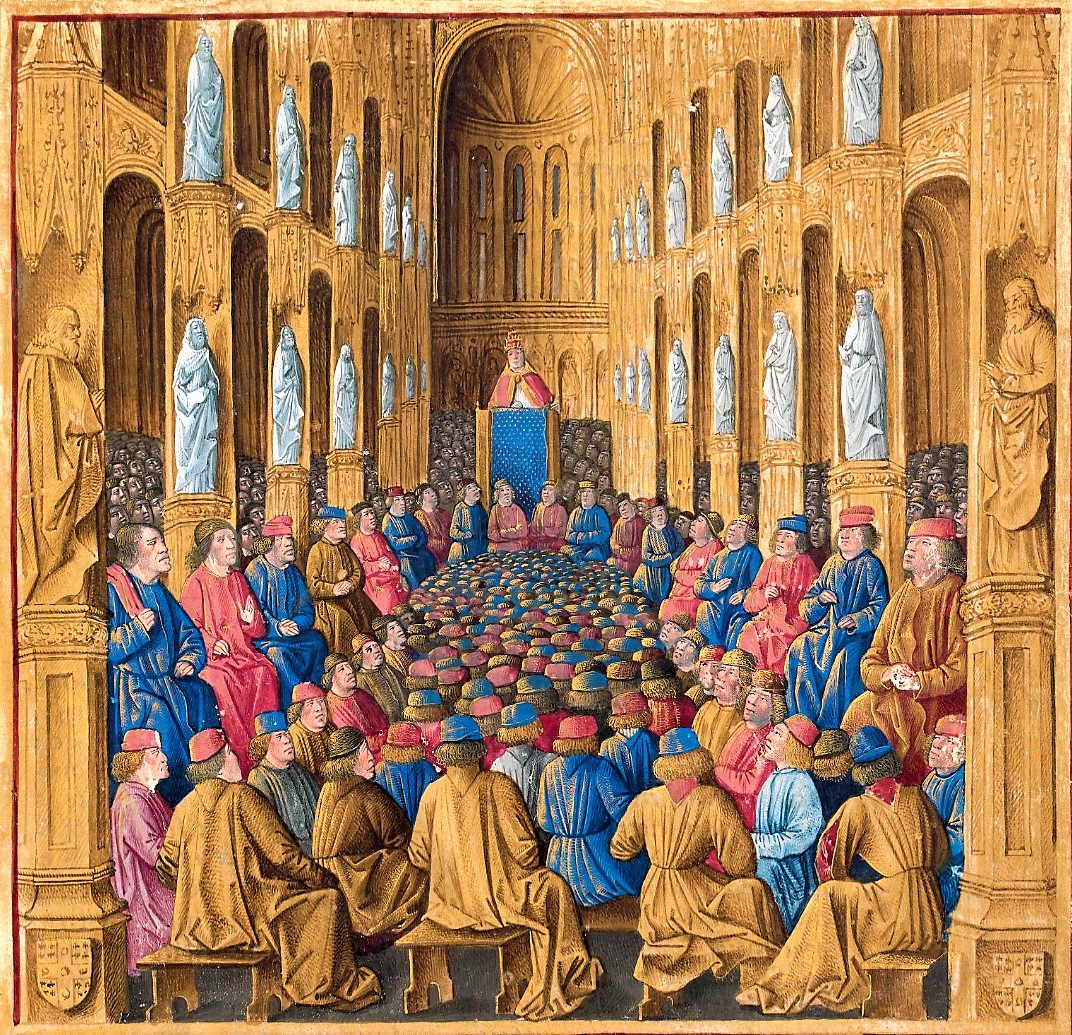
رسمٌ يُصوِّرُ البابا أوربان الثاني (في الصدر) أثناء إلقائه عظته في كليرمونت، التي تضمَّنت إعلان قيام الحملة الصليبيَّة الأولى إلى المشرق العربي.

على أنَّ البابا أوربان الثاني كان قد آمن بِضرورة مُعاونة الإمبراطوريَّة البيزنطيَّة ضدَّ المُسلمين فضلًا عمَّا وجده في هذه الفكرة من توجيه جُهُود الأُمراء والفُرسان وجهةً صالحةً تُخفِّف من الحُرُوب والمُنازعات المحليَّة الدائرة بينهم في غرب أوروپَّا. لكنَّ البابا اختار أن يُحيط مشروعه الجديد بِالسريَّة التامَّة، وأخذ يُقلِّب الفكرة في ذهنه حتَّى قرَّر على ما يبدو إعلانها في المجمع الكنسي التالي في مدينة كليرمونت بِدوقيَّة أقطانية. وعندما انعقد هذا المجمع في 18 تشرين الثاني (نوڤمبر) 1095م، انقضت الأيَّام التسعة الأولى منه في مُناقشة المسائل الكَنَسيَّة المُختلفة، حتَّى إذا ما تمَّ ذلك وجَّه البابا دعوته في اليوم العاشر إلى المسيحيين جميعًا لِلاتحاد لِاستخلاص الديار المُقدَّسة من المُسلمين. وعرض البابا على المُجتمعين - في أُسلوبٍ بلاغيٍّ جذَّاب - مدى ما تُعانيه الديار المُقدَّسة وحُجَّاجها من متاعب بِسبب سيطرة المُسلمين عليها، الأمر الذي صار يتطلَّب من المسيحيين الغربيين الإسراع لِنجدة إخوانهم في الشرق. ووجَّه أوربان دعوته هذه لِلقادرين والفُقراء على حدٍّ سواء، لِيترُك الجميع مُشاحناتهم في أوروپَّا الغربيَّة ويُوجهون جُهُودهم ضدَّ المُسلمين في الشرق، حيثُ يرعاهم الله ويُبارك جُهُودهم ويغفر ذُنُوبهم؛ ثُمَّ نادى البابا بِالإسراع في تقديم النجدة بِحيثُ يكون جميع المُتطوِّعين على أهبة الاستعداد إلى الرحيل شرقًا مع بداية فصل الصيف. ومن بعض ما ورد في عظة أوربان الثاني بحسب المُؤرِّخ وليم الصوري:

«...وإنَّ مهد أيماننا، ومهبط رأس مولانا ومنبع الخلاص قد تملَّكها الآن عنوةً شعبٌ غير مُتألِّه، هو ابن الجارية المصريَّة الذي يفرض على أبناء المرأة الحُرَّة ظُرُوفًا بالغة السوء حتَّى قالت: «اطْرُدْ هذِهِ الْجَارِيَةَ وَابْنَهَا». لقد ظلَّ جنس السراسنة البغيض عبر سنواتٍ طوالٍ مضت يبسط سُلطانه على الأراضي الطاهرة التي مشى عليها السيِّدُ بِقدميه، ثُمَّ خضع المُؤمنون لِلقهر، وراحوا يتخبَّطون في قيد الأسر، فدخلت الكلاب الأماكن الطاهرة ودُنِّس الهيكل وضُربت المذلَّة على عباد الرب، واليوم ها هو ذا الشعب المُختار يحتملُ الأحوال التي لا يستحقها، وهاهم رجالُ الدين مُسترقُّون، والكرامةُ ساقطةٌ في الوحل والطين، وأصبحت مدينة الرب - التي هي فوق كُلِّ مدينة - محكومةً لا حاكمةً، فمن ذا الذي لا تنفطرُ نفسهُ كمدًا؟ ولا يذوبُ قلبهُ حسرةً حيثُ تخطرُ بباله هذه الإهانات!! أيُّها الإخوةُ الأعزَّاء: من ذا الذي يستطيعُ سماع هذا كُلُّه ولا تبكي مُقلتاه؟ لقد غضب يسوعٌ فطرد من هيكل الرب جميع من اتخذوه مكانًا لِلبيع والشراء، حتَّى لا يصير بيت أبيه - وهو بيتُ الصلاة - مغارةً لِلُّصوص ومأوىً لِلشياطين...»

ويُروى أيضًا أنَّ البابا وجَّه خطابه إلى أهل فرنسا قائلًا: «أَيَّتُهَا الطَّائِفَةُ الْفَرَنْسَاوِيَّةُ الْعَزِيزَةُ لَدَى الله، إِنَّ كَنِيسَةَ الْمَسِيحِيِّينَ قَدْ وَضُعَتْ رَجَاهَا مُسْنَدًا عَلَى شَجَاعَتِكُمْ، فَأَنَا الَّذِي أعْرَفُ جَيِّدًا تَقْوَاِكُمْ وَكَفَاءَتِكُمْ بِالشَّجَاعَةِ وَالْغَيْرَةِ، وَقَدِ اِجْتَزْتُ الْجِبَالَ الأَلْبِيَّةَ وَحَضَرَتُ لِكَيْ أُنْذِرَ بِكَلَاَمِ اللهِ فِي وَسَطِ بِلَادِكُمْ». وأخذ يُحُثُّهم مُذكِّرًا إيَّاهم بِشاعجتهم القديمة. وقيل أنَّ البابا خصَّ الفرنجة بِكلامه لانقسام أهالي الإمارات الألمانيَّة وقيام فريق منهم ضدَّ الكُرسي الرسولي، ولِانشغال أهالي البلاد الشماليَّة في صد غزوات البرابرة، ولِضعف مملكة إنگلترا حينذاك، فلم يجد الحبر الأعظم أمامه غير بلاد فرنسا لِتُلقي بِثقلها العسكري نحو المشرق. وما أن أتمَّ البابا كلامه حتَّى نهض الفُرسان الحاضرين ووضعوا أيديهم على سُيُوفهم وأقسموا بِأن يُبادروا إلى إنقاذ المسيحيَّة والديار المُقدَّسة وتخليصها من أيدي المُسلمين، كما يُروى أنَّ جُمُوع الحاضرين أخذت تصيحُ «هذه مشيئة الله» (باللاتينية: Deus vult)، فكانت هذه الصيحة إيذانًا ببداية صفحةٍ جديدةٍ في التاريخين الأوروپي والإسلامي قُدِّر لها أن تستمر عدَّة قُرُون.

## دعوة الناس إلى الحرب

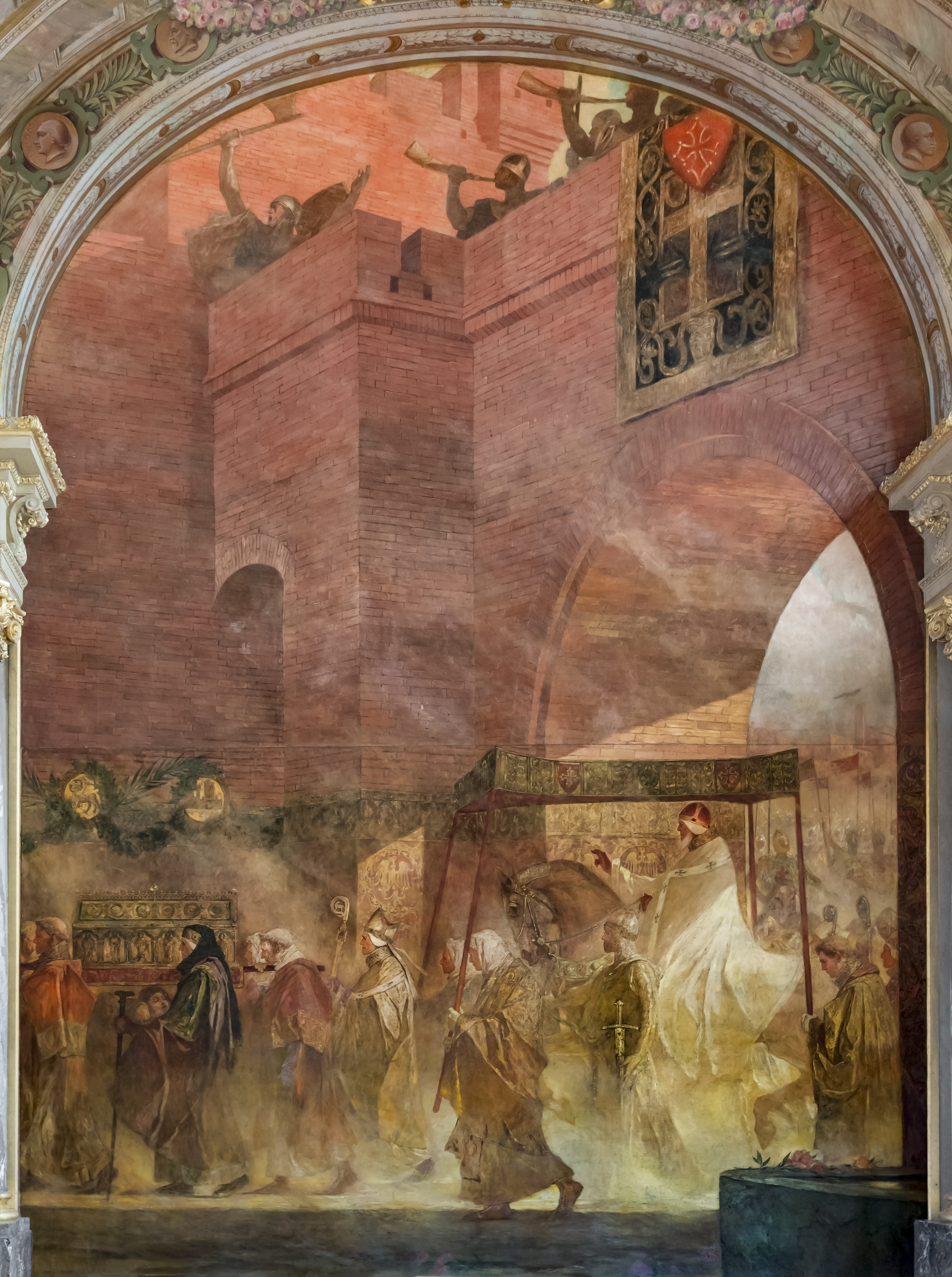
رسمٌ لِلبابا أوربان الثاني أثناء دُخُوله مدينة طولوشة لِدعوة أهلها وحُكَّامها إلى الحرب الصليبيَّة.

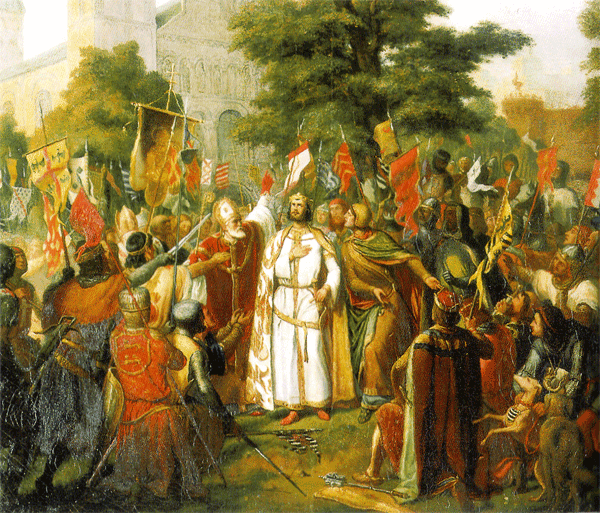
لوحة تُصوِّرُ الأُسقف أدهمار (بالأحمر يسارًا) وريمُند الرابع (بِالأبيض في الوسط) وسط جمع من الفُرسان الصليبيين عند الإعداد لِلحملة الصليبيَّة الأولى.

لم يكد البابا أوربان يفرغ من خطبته التي دعا فيها لِحرب المُسلمين، حتَّى جثا أدهمار أُسقف لوپوي (بالفرنسية: Adhémar de Le Puy) أمام قدميه راجيًا أن يكون لهُ شرف المُساهمة في الحرب المُقدَّسة الآتية، وبِذلك صار هذا الأُسقف أوَّل من افتتح قائمة المُتطوعين، واختاره أوربان الثاني مندوبًا بابويًّا في الحملة الأولى، ثُمَّ دعاه في وقتٍ لاحقٍ قائد الحملة بِأكملها. ويُقال أيضًا أنَّ تلك الحركة كانت مُجرَّد تمثيليَّةٍ اتفق عليها البابا والأُسقُف قبل انعقاد المجمع. وبجميع الأحوال، يتفق الباحثون على أنَّ حرص البابويَّة على تعيين مندوبٍ عنها يُرافق الصليبيين في رحلتهم إلى ديار الإسلام، معناه أنَّها كانت حريصةً على إشرافها وسيطرتها على الحركة الصليبيَّة وعلى الأراضي التي سيُسيطر عليها الصليبيُّون بعد ذلك. وجديرٌ بِالمُلاحظة أنَّ أحدًا من كبار الأُمراء العلمانيين لم يكن حاضرًا مجمع كليرمونت لِيُبدي استعداده لِلمُشاركة في تلك الحرب المُنتظرة ضدَّ المُسلمين في المشرق. وقد أحسَّ البابا أوربان من أوَّل الأمر بِأنَّ مشروعه الصليبي في حاجةٍ إلى تأييدٍ من القوى العلمانيَّة، فجمع الأساقفة وأصدر المجمع قرارًا بِأنَّ كُل من يشترك في الحرب المُقدَّسة تُغفر لهُ ذُنُوبه، فضلًا عن أنَّ مُمتلكات الصليبيين ستوضع تحت رعاية الكنيسة وحمايتها طوال مُدَّة غيابهم. كذلك، استقرَّ الرأي على أن يحيك كُل مُحارب صليبًا من القماش الأحمر على ردائه الخارجي من ناحية الكتف رمزًا لِلحركة التي اشترك فيها والفكرة التي خرج لِيُحارب من أجلها. ثُمَّ إنَّ كُل من يضع هذا الصليب بُغية المُشاركة في الحرب المُقدَّسة عليه أن يتجه فورًا إلى المشرق، فإذا تردَّد وعاد دون أن يُؤدي واجبه أو أظهر تقاعُسًا عن تأدية ذلك الواجب، عُوقب بِالحرمان الكنسيّ. وطلب البابا من الأساقفة دعوة الناس إلى الحرب الصليبيَّة، وأخذ هو بِنفسه يتنقَّل بين المُدن والبُلدان الإفرنجيَّة داعيًا لِلحرب، فعقد مجمعًا في ليمُوجش، وكرَّر الدعوة نفسها في أنجيرش ولومان وطُرش وبيتارش وبرديل وطولوشة وغيرها. وكان أوَّل من استجاب لِلدعوة الصليبيَّة من كبار الأُمراء الأوروپيين هو ريمُند الرابع قُمَّس طولوشة وصنجيل (بالفرنسية: Raymond 
IV de Toulouse et Saint-Gilles)، الذي سبق وحارب المُسلمين في الأندلُس وحجَّ إلى بيت المقدس، فعيَّنه البابا قائدًا عسكريًّا لِلحملة، على أن تبقى الزعامة الروحيَّة لِلمندوب البابوي أدهمار.
ولم يلبث أن أقبل على البابا عدَّة أُمراء وكثيرٌ من الناس الراغبين بِالمُشاركة في الحركة الجديدة، وكان من جُملتهم: وليم أُسقف أورنج، وهيوج قُمَّس فرماندوة شقيق فيليپ الأوَّل ملك الفرنجة، وروبرت الثاني قُمَّس الفلمنك، وروبرت قُمَّس نرمندية ابن وليم الفاتح ملك الإنگليز، وأسطفان قُمَّس بلوة، وبلدوين البولوني، وغيرهم. ونبَّه ريمُند الرابع البابا إلى ضرورة الاعتماد على مُساندة قُوَّة بحريَّة لِتنفيذ مشروع الحرب الصليبيَّة، فأرسل أوربان الثاني مبعوثين إلى جنوة طالبًا مُشاركتها في المشروع الصليبي الكبير. ولم يلبث الجنويُّون أن استجابوا لِدعوة البابا، فأعدُّوا اثنتيّ عشرة سفينة حربيَّة كبيرة لِمُساندة الحملة، فضلًا عن ناقلةٍ كبيرة. وبِذلك حقَّقت جنوة لِنفسها سبقًا كبيرًا مكَّنها من اكتساب حُقُوقٍ في الشَّام، وهي حُقُوقٌ لم يستطع الپيازنة (أهل پيزة) أو البنادقة الظفر بها إلَّا بعد جُهدٍ طويل. وإلى جانب الأُمراء والنُبلاء، أثارت دعوة البابا حركةً شعبيَّةً ضخمةً ارتبطت في التاريخ باسم بُطرس الناسك. فقد ظهرت طائفةٌ جديدةٌ من الدُعاة، إلى جانب الأساقفة، قاموا بِجُهدٍ كبيرٍ واسع النطاق في الدعاية لِمشروع الحرب المُقدَّسة، وكان على رأس هؤلاء كاهنٌ طاعنٌ في السن من مدينة أميان يُدعى بُطرس، واشتهر في التاريخ باسم «بُطرس الناسك» (بالفرنسية: Pierre l'Ermite)، يُقال أنَّهُ حاول أن يحُجَّ إلى بيت المقدس ولكنَّهُ تعرَّض في الطريق لِضغط السلاجقة، فعاد إلى بلده دون أن يُحقق أُمنيته، ممَّا ترك أثرًا في نفسه، على أنَّ العديد من الباحثين المُعاصرين يُشكِّكون بِصحَّة هذه الرواية. عمومًا، يبدو أنَّ حماسة بُطرس الناسك وفصاحته وهيئته الغريبة - بِثيابه المُهلهلة وقدميه الحافيتين وحماره الأعرج - جعلت منهُ شخصيَّة ذات تأثيرٍ خطيرٍ على جماهير العامَّة والدُهماء في أوروپَّا الغربيَّة، بِحيثُ أنَّهم كانوا لا يكادون يستمعون لِحديثه حتَّى تغلب عليهم الحماسة، فيجتمعون في سُرعةٍ غريبةٍ ويُشرعون في الزحف شرقًا، دون إعطاء البابا فُرصةً لِتنظيم الحركة الصليبيَّة تنظيمًا جديًّا من الناحيتين السياسيَّة والعسكريَّة، وفي ذلك يقول وليم الصوري:
| الحملة الصليبية الأولى | وَزِيَادَةً عَلَى ذَلِكَ، فَإِنَّهُ نَظَرًا لِلْخِدْمَاتِ الْجَلِيلَةِ الَّتِي أَدَّاهَا بُطِرْس لِلدِّينِ، فَإِنَّ الله أَنْعَمَ عَلَيْهِ - وَهُوَ الْخَادِمُ الْمُطِيعُ الْمُبَشِّرُ، ذُو الْهَمَّةِ الْعَالِيَةِ الرَّائِعَةِ- بِالْبَلَاغَةِ وَالْفَصَاحَةِ، وَوَهَبَهُ الْقَبُولُ الْحَسَنُ فِي عُيُونِ الْجَمِيعِ، حَتَّى أَنَّ كَلِمَاتِهِ كَانَتْ تَبْدُو وَكَأَنَّهَا وَحْيٌ مِنَ الله، إِذْ تَلَقَّاهَا الْقَوْمُ - صَغِيرَهُمْ وَكَبِيرَهُمْ- بِالرِّضَا وَالْاِمْتِثَالِ، غَيْرَ عَابِئِينَ بِمَا يَنْطَوِي عَلَيْهِ تَنْفِيذُهَا مِنْ مَشَقَّةٍ | الحملة الصليبية الأولى |

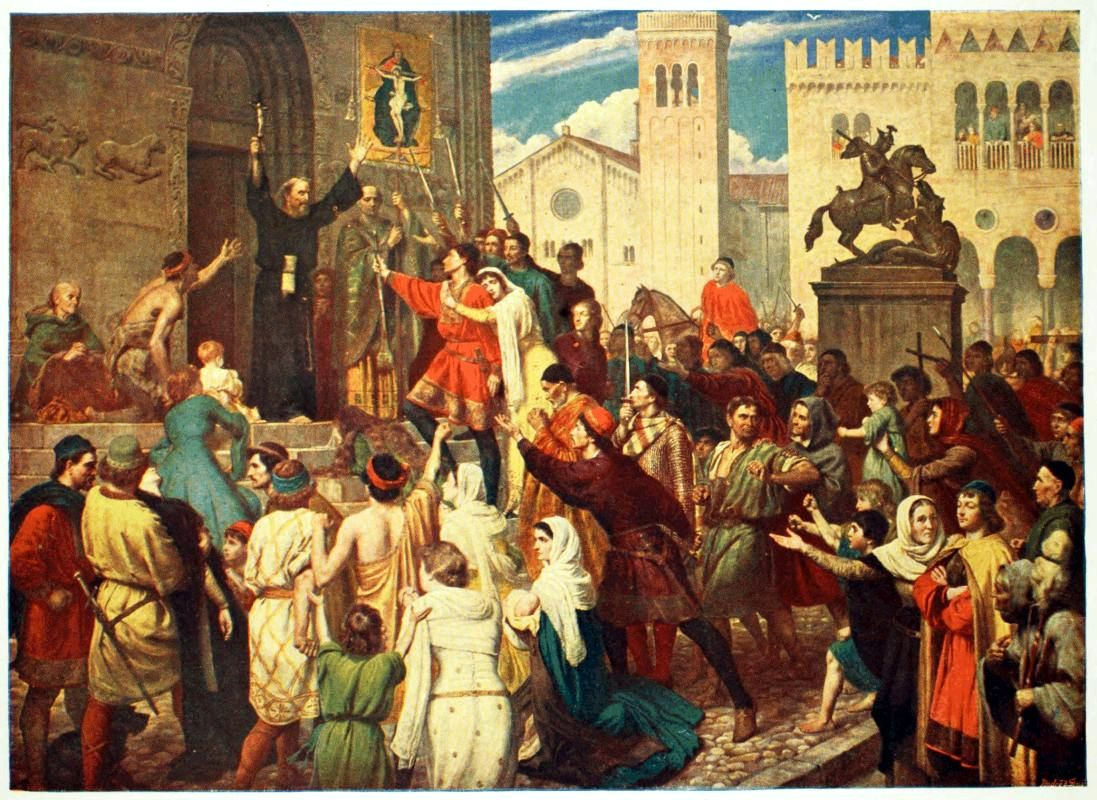
بُطرس الناسك (بالأسود على باب الكنيسة) وهو يحُثّ الناس على الاشتراك بالحرب الصليبيَّة التي دعا إليها البابا أوربان الثاني لِتحرير القبر المُقدَّس.

ومضى بُطرس الناسك في دعوته بِقُوَّة، فطاف بِمُختلف أقاليم فرنسا مثل أُرليانش وشمبانية ولوثرنجية، وخرج من هذه الأقاليم بِعددٍ ضخمٍ من الأتباع - حوالي خمسة عشر ألفًا - اصطحب بعضهم نساءهم وأطفالهم، تدفعهم إلى ذلك النكبات الطبيعيَّة والاقتصاديَّة التي ابتُلي بها الغرب الأوروپي آنذاك. إذ فهم عوام الناس دعوة البابا على أنها فُرصة لِمُستقبلٍ جديدٍ وحياةٍ أفضل في الشرق المُقدَّس، ورُبَّما حلم بعض الفُقراء بِامتلاك الضياع في فلسطين إن قُدَّر لهم النجاة والوُصُول إلى الديار المُقدَّسة، وإن مات أحدهم في الطريق فمن المُؤكَّد أنَّهُ سينال مُكافأةً في الجنَّة حسبما وعد البابا. وأعلن الأخير موعد انطلاق الصليبيين يوم 15 آب (أغسطس) 1096م المُوافق فيه 22 شعبان 489هـ حين تكون المحاصيل الزراعيَّة قد جُمعت من الحُقُول، وحدَّد مكان اللقاء في مدينة القُسطنطينيَّة. لكنَّ الفلَّاحين والعامَّة لم يصبروا حتَّى يرحلوا في الموعد المُحدَّد، فخرجوا على شكل مجموعاتٍ حاملين ما توفَّر لهم من المُؤن، وكانوا غالبًا من دون سلاحٍ سوى العصيّ والسكاكين والسُيُوف الخشبيَّة، ويتوقعون حُدُوث المُعجزات والنصر على الكُفَّار بِعون الملائكة. والواقع أنَّ قلَّة الزاد هذه ساهمت في جعل الصليبيين العوام هؤلاء يتصرَّفون بِتهوُّرٍ في المجر والبلقان في وقتٍ لاحقٍ، في حين استفاد صليبيُّو حملة الفُرسان والنُبلاء المُنظَّمة اللاحقة من محصول الصيف الوفير، فقد توفَّر لهم كميَّات كبيرة من الحنطة لِتغطية حاجاتهم في المراحل الأولى من مسيرتهم. كما أنَّ العوام تحرَّكوا من أوروپَّا الغربيَّة قبل أن تقوم الإمبراطوريَّة البيزنطيَّة بِتمهيد الطريق لهم، علمًا بِأنَّ بيزنطة لم تكن تتوقَّع قُدُوم القُوَّات الغربيَّة في مثل هذا الوقت المُبكر من السنة وبِتلك الأعداد الضخمة.

### تسمية الحملة بالـ«صليبيَّة»

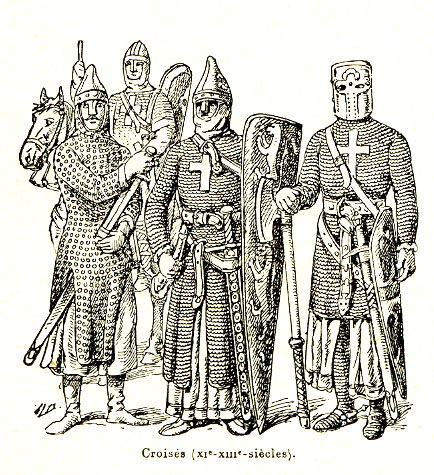
مُحاربون صليبيُّون يحملون شارة الصليب على ستراتهم.

يُشاعُ خطأً أنَّ المُحاربين الأوروپيين سُمُّوا «صليبيين» مُنذُ الأيَّام الأولى لِحملتهم. والواقع أنَّ مُصطلح «الحملة الصليبيَّة» أو «الصليبيين» لم يظهر سوى في أواخر القرن الثاني عشر الميلاديّ، مع استحداث كلمة «Crusesignati» اللاتينيَّة، ومعناها «الموسوم بالِصليب»، لِكي تُعبِّر عن الأوروپيين الغربيين المُحاربين باسم الكنيسة الكاثوليكيَّة، لأنَّهم كانوا يُخيطون صُلبان القُماش على سُتراتهم. ولم يحدث حتَّى أوائل القرن الثالث عشر الميلاديّ أن كانت هُناك كلمةٌ لاتينيَّةٌ تعني «الحركة الصليبيَّة». وفي بداية الأمر كان من يُشاركون في الحملة الصليبيَّة يُوصفون بِأنَّهم «حُجَّاج» (باللاتينية: Preregrini)، وغالبًا ما استُخدمت عدَّة تعبيرات ومُصطلحات أُخرى مثل «رحلة الحج» (باللاتينية: Peregrinatio) التي كانت شائعة تمامًا في الفترة الباكرة من تاريخ الحركة الصليبيَّة، كذلك استُخدمت كلمة «الحملة» (باللاتينية: Expeditio) وعبارة «الرحلة إلى الأرض المُقدَّسة» (باللاتينية: Iter in terramsanctam)، واصطلاح «الحرب المُقدَّسة» (باللاتينية: Sanctus bellum) كما استُخدمت عبارات ومُصطلحات مثل «الحملة العامَّة» (باللاتينية: Passagim general) أو «حملة الصليب» (باللاتينية: Expeditio cucis)، أو «مشروع يسوع المسيح» (باللاتينية: Negotium Jhesus Christi). أمَّا المُصطلح الإنگليزي «Crusade» فقد ابتُكر في القرن الثامن عشر الميلاديّ، وعُرِّب فأصبح «الحملة الصليبيَّة».
أمَّا المُؤرخون المُسلمون الذين عاصروا هذه الحملات فلم يستخدموا مُصطلح «الصليبيَّة» إطلاقًا، بل كانوا يُسمُّون هذه الحملات بِـ«حركة الفرنج»، رُغم تمييزهم بين الأقوام الأوروپيَّة المُختلفة التي شاركت فيها، من فرنجةٍ وألمان ونورمان وإنگليز وغيرهم، وسبب ذلك هو أنَّ الفرنجة سُكَّان بلاد الغال التي عُرفت فيما بعد بـ«فرنسا» كانوا أكثر إقبالًا من غيرهم على المُشاركة في هذه الحركة.

## خُرُوج حملة الفُقراء وفشلها

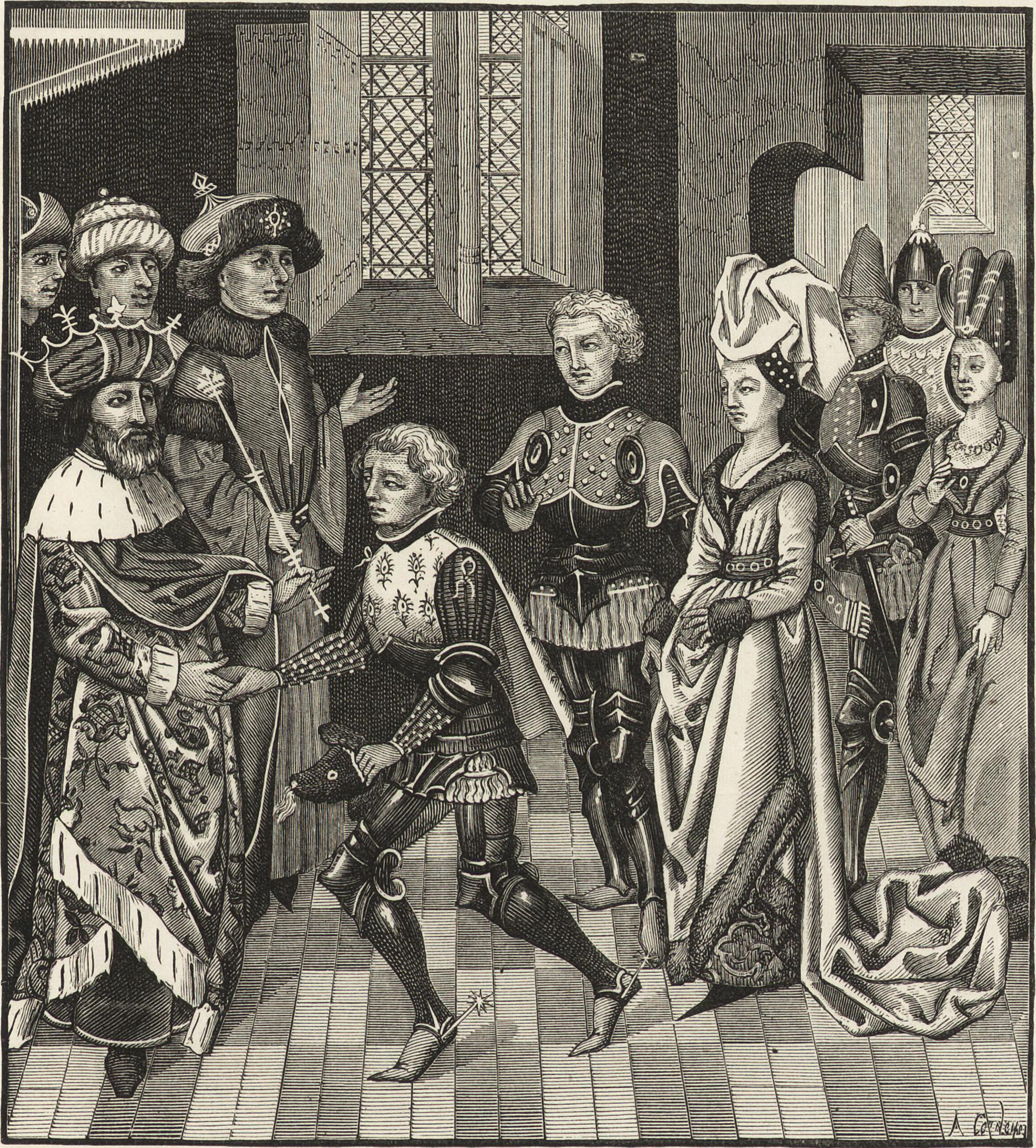
رسمٌ يُصوِّرُ استقبال ملك المجر كولومان بن گزاي لِولتر المُفلس أثناء زحفه شرقًا.

كان أوَّل من خرج من العوام الذين ضربوا بتعليمات البابا عرضَ الحائط جماعة من مدينة قُلُونية مُكوَّنة من الرُعاع والمُجرمين والأفَّاقين والرُهبان والنساء والأولاد والعجزة بِزعامة أميرٍ إفرنجيٍّ يُدعى ولتر المُفلس (بالفرنسية: Gautier Sans-Avoir)، فسار بهم ولتر هذا مُخترقًا مملكة المجر دون حادثٍ يُذكر، ولمَّا وصلوا إلى بلغراد، طالبوا السُلطات هُناك بِتزويدهم بِالمُؤن، فلم يُستجب طلبهم، فعمدوا إلى نهب ضواحي المدينة ممَّا دفع بالأهالي لِمُهاجمتهم وتجريدهم من أسلحتهم وما يحملونه من متاعٍ. وعلى إثر ذلك واصل ولتر ومن بقي معهُ من أصحابه سيرهم إلى نيش، فأترالسة، فأدرنة. وبِتاريخ 21 رجب 489هـ المُوافق فيه 20 تمُّوز (يوليو) 1096م اقترب الصليبيُّون من القُسطنطينيَّة، فأذن لهم الإمبراطور البيزنطي ألكسيوس الأوَّل بِالانتظار تحت أسوار المدينة ريثما يلحق بهم بقيَّة الجُيُوش.

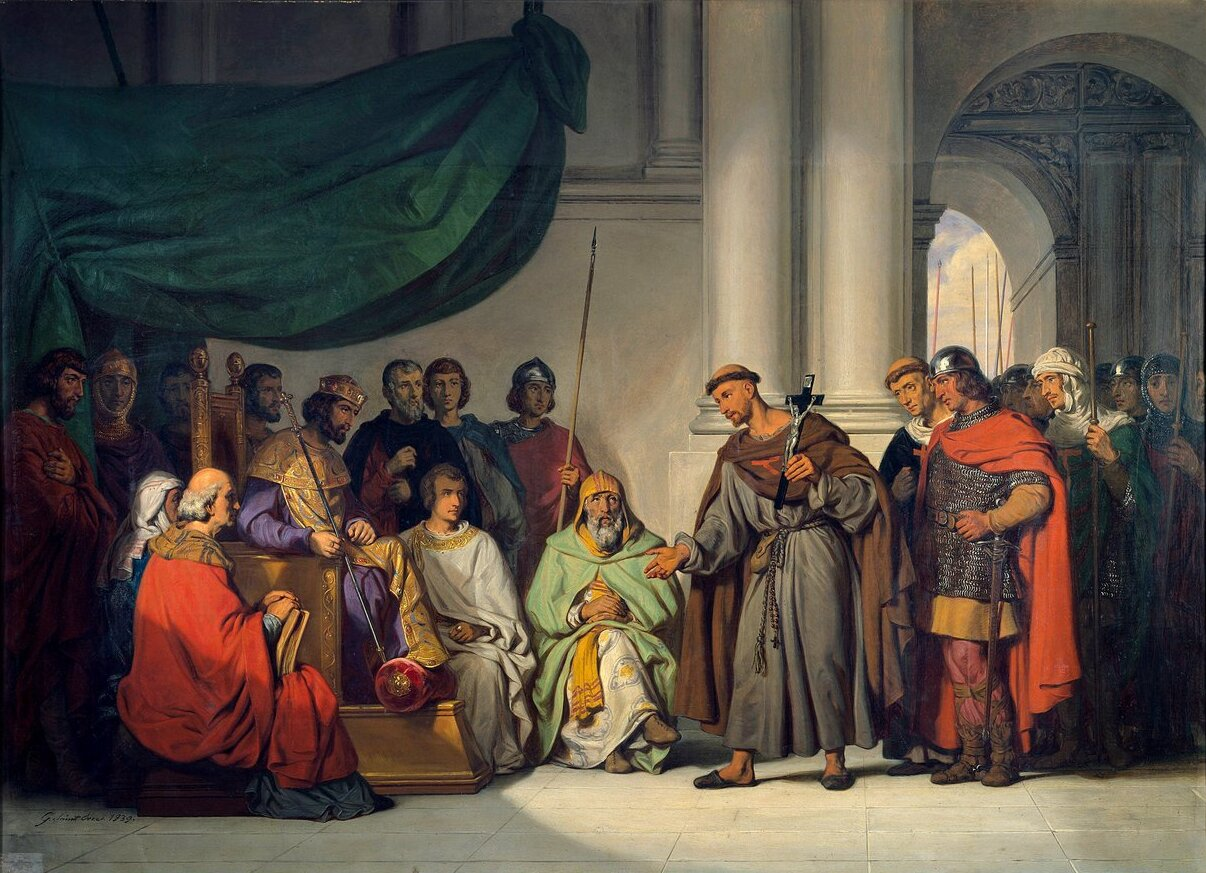
بُطرس الناسك (في الوسط) ماثلًا بين يديّ الإمبراطور البيزنطي بُعيد بُلُوغه عاصمة الروم.

لكنَّ من لحق بِهؤلاء لم يكن سوى جُمُوعٌ أُخرى من العوام بِقيادة بُطرس الناسك، الذي خرج من قُلُونية في 17 ربيع الآخر 489هـ المُوافق فيه 19 نيسان (أبريل) 1096م مُجتازًا لوثرنجية وفرنكُنية وباڤاريا والنمسا دون أن يُصيبه مكروه؛ وبعد نحو شهرين وصل بلاد المجر، فأحسن ملكها كولومان بن گزاي مُعاملته، إلَّا أنَّ ذلك لم يحل دون حُدُوث بعض القلاقل بين عصابته وبين الأهالي، ممَّا دعاه إلى الإسراع في السير نحو بلغراد، فوصلها بعد اجتيازه نهر صوه على أطوافٍ بسيطة، ثُمَّ تابع سيره إلى نيش حيثُ أقدمت عصابته على اقتراف أعمالٍ مُخزيةٍ؛ من إضرام النيران في المنازل والطواحين الواقعة على طول النهر، وسلب الأهالي وتقتيلهم، فهاجمهم حاكم المدينة وقتل قسمًا منهم، وجرَّد الباقي من أسلحته؛ غير أنَّ بُطرس أعاد النظام إلى جماعته، وأكمل سيره نحو أترالسة فوصلها في 13 رجب 489هـ المُوافق فيه 12 تمُّوز (يوليو) 1096م. وهُناك اجتمع بِمندوبي الإمبراطور البيزنطي، الذين نقلوا إليه رسالة ألكسيوس، وفيها اشترط على الصليبيين بِعدم التوقُّف أكثر من ثلاثة أيَّام في كُلِّ مدينةٍ يحلُّون بها، وذلك مُقابل تأمين إعاشتهم وعلف دوابهم، فوافق بُطرس على هذه الشُرُوط. وفي 3 شعبان 489هـ المُوافق فيه 1 آب (أغسطس) 1096م وصل بُطرس بِجماعته إلى القُسطنطينيَّة، فاجتمع بِولتر المُفلس تحت أسوارها، وانضمَّت إليهما عصاباتٌ أُخرى شعبيَّة، وكان اجتماع تلك العصابات المُختلفة مُشجعًا لأفرادها على إتيان الأعمال الغوغائيَّة التي اعتادوها، فراحوا ينهبون ضواحي القُسطنطينيَّة والقُرى المُجاورة وينهبون من الكنائس نفائسَها، وكُل ما تقع عليه أيديهم، الأمر الذي دعا إمبراطور الروم إلى التعجيل بِترحيلهم ونقلهم إلى الأناضول.

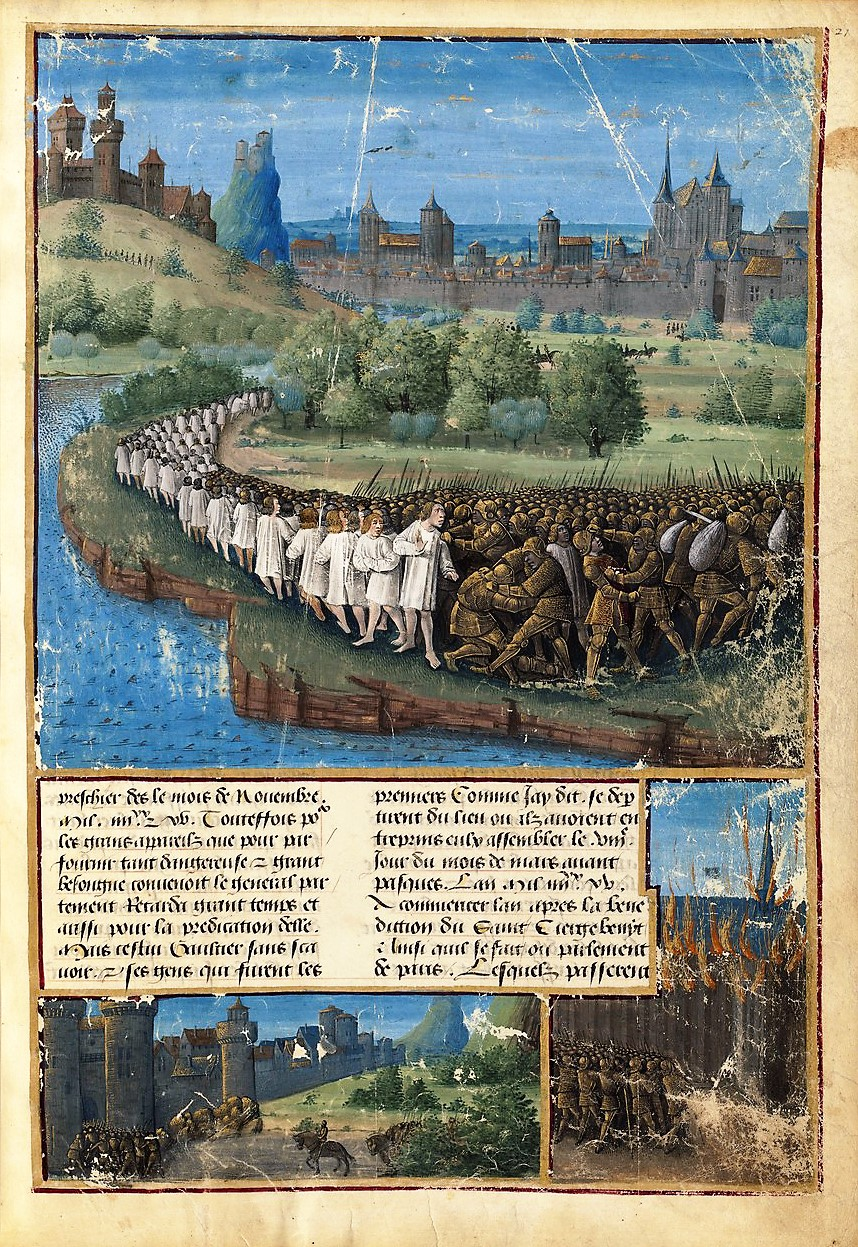
رسمٌ يُصوِّرُ انهزام عوام حملة الفُقراء على يد السلاجقة (الصُورة العُلُويَّة).

نقلت المراكب البيزنطيَّة جميع الصليبيين عبر بحر مرمرة إلى الأناضول يوم 8 شعبان 489هـ المُوافق فيه 6 آب (أغسطس) 1096م، وألقت بهم على ساحل بِثِينِيَة. وعلى الرُغم من الضرر الذي ألحقه الصليبيُّون بِرعايا الإمبراطور الآمنين، فإنَّهُ استمرَّ يُحسن النُصح إليهم، فأشار عليهم بِالتجمُّع والانتظار عند أحد المراكز الحصينة قُرب مضيق البوسفور حتَّى تأتيهم الإمدادات والجُيُوش النظاميَّة من الغرب. ولكنَّ جُمُوع العامَّة لم يستطيعوا ضبط أنفُسهم والكف عن النهب والسلب، فساروا على طول شاطئ مرمرة ينهبون الكنائس والمنازل دون أن يكبح جماحهم شيء، حتَّى إنهم نهبوا مدينة نيقوميدية التي كانت مهجورةً مُنذُ أن هاجمها السلاجقة قبل خمس عشرة سنة. وفي مُنتصف شهر أيلول (سپتمبر) 1096م انفردت جماعةٌ من هؤلاء الصليبيين وتقدَّمت نحو أسوار نيقية عاصمة دولة سلاجقة الروم، وأصابت غنيمة كبيرة، بعد أن اشتبكت بِمعركةٍ مع المُسلمين. ولم يقف هؤلاء عند هذا الحد، بل غرَّهم انتصارهم هذا وشجَّعهم على المضي في إغاراتهم والتوغُّل بعيدًا عبر الحُدُود السُلجُوقيَّة، حتَّى إنَّ أحد قادتهم المدعو «رينالد النورماني»، تمكَّن مع قسمٍ من رجاله الألمان والنورمان من احتلال أحد الحُصُون في ضواحي نيقية، وهو المُسمَّى بِالروميَّة «إكسيريگوردوس» (باليونانية: Ξερίγορδος). وراحت جُمُوع الألمان والنورمان والفرنجة تتسابق وتتنافس في شن الغارات على المناطق الزراعيَّة المُجاورة، فسلبوا سُكَّان القُرى ماشيتهم ودوابهم، واعتدوا عليهم واقترفوا بِحقِّهم أعمالًا جُرميَّةً رهيبةً دون تفرقةٍ بين المُسلمين والنصارى، وفي ذلك يقول المُؤرِّخ الفرنسي گوستاڤ لوبون (بالفرنسية: Gustave Le Bon): «...وَاِقْتَرَفَ هَؤُلَاءِ مِنَ الْجَرَائِمِ نَحْوَ الْمُسْلِمِينَ وَالنَّصَارَى مَا لَا يَصْدِرُ عَنْ غَيْرِ الْمَجَّانِينَ مِنَ الْأَعْمَالِ الْوَحْشِيَّةِ، وَكَانَ مَنْ أَحُبِّ ضُرُوبِ اللَّهْوِ إِلَيْهِمْ قَتَلَ مَنْ يُلَاقُونَ مِنَ الْأَطْفَالِ وَتَقْطيعِهِمْ إِرْبًا إِرْبًا وَشْيِهِمْ كَمَا رَوَتْ حَنِّة كُومنِين بِنْتُ قَيْصَرِ الرُّومِ».
لم يسكت الملك السُلجُوقي قلج أرسلان بن سُليمان على أفعال الصليبيين، فأرسل أحد كبار قادته العسكريين المدعو «إيلخانوس» على رأس جيشٍ كبيرٍ لِاسترداد الحصن سالف الذِكر، فحاصره ومنع الماء عن الصليبيين حينًا حتَّى استسلموا، فساقهم أسرى بمن فيهم قائدهم رينالد النورماني. وفي تلك الأثناء كان بُطرس الناسك قد عاد إلى القُسطنطينيَّة لِمُقابلة الإمبراطور البيزنطي، فانتهز رجاله الفُرصة بِغيابه لِمُهاجمة نيقية نفسها، فغادروا حصن «سيڤيتوت» (باللاتينية: Civetot) الذي اتخذوه مُعسكرًا، بعد أن تركوا فيه النساء والأولاد، وساروا دون ترتيبٍ أو نظامٍ مُتجهين نحو العاصمة السُلجُوقيَّة، فنصب لهم السلاجقة كمينًا في وادٍ ضيِّق وأبادوا القسم الأكبر منهم، ثُمَّ لاحقوا فُلُولهم إلى سيڤيتوت واقتحموه، وفتكوا بِكُل من كان في المُعسكر من المُقاتلين وسبوا الباقين، وكان من بين القتلى ولتر المُفلس نفسه. وفرَّت حفنة صغيرة من الصليبيين الناجين إلى قلعةٍ خربةٍ احتموا بها، وأرسلوا تحت جُنح الظلام رسولًا إلى القُسطنطينيَّة لِيُخبر أهل السُلطة بِالكارثة التي حلَّت، ويستنجدهم لِإنقاذ القلَّة الباقية على قيد الحياة والمُكابِدة لِلحصار الشديد. ولمَّا علم بُطرس بِكُلِّ ذلك بادر إلى الإمبراطور واستطاع بِتوسُّلاته إليه وتضرُّعاته أن يحمله على إرسال بعض القوارب إلى البر الآسيوي لِإنقاذ الصليبيين، فأبحرت تلك السُفُن في الحال، وما إن وصلت وشاهدها السلاجقة حتَّى رفعوا الحصار وانسحبوا إلى الداخل. ونقل الروم الأحياء من الصليبيين إلى القُسطنطينيَّة حيثُ خُصِّص لهم مكانُ إقامة في الضواحي بعد أن جُرِّدوا من أسلحتهم. وعلى هذا الشكل انتهت حملة الفُقراء الصليبيَّة، التي أثبتت أنها كانت طائشة وعديمة النظام، واستنفدت صبر الإمبراطور البيزنطي ورعيَّته.

## وُصُول الحملة النظاميَّة إلى القُسطنطينيَّة
بعد قيام حملة الفُقراء كانت الاستعدادات تجري في الغرب الأوروپي لِتحرُّك الجُيُوش النظاميَّة بِاتجاه الشرق، وقوامها الأُمراء الإقطاعيُّون في فرنسا وإيطاليا ونرمندية. وطبيعي أن يكون أفراد هذه المجموعة أكثر تقديرًا لِخطَّة سيرهم بعد الاستعدادات بِالسلاح والأموال والرجال والعتاد، والاتصال مُسبقًا بِأُمراء ومُلُوك وحُكَّام النواحي الذين سيمُرُّون بِأراضيهم حتَّى يمُدُّوا يد المُساعدة لهم. وتعدَّدت قيادات هذه المجموعة، فلِكُلِّ قائدٍ رجاله وجُندُه، كما اختلفت أهواؤهم واتجاهاتهم وسياساتهم، وكانوا على تبايُنٍ في نظرتهم إلى مفهوم الحركة الصليبيَّة، ممَّا جعل تلك الحملة في حقيقة أمرها عبارة عن عدَّة حملات رُبما عملت أحيانًا في اتجاهاتٍ مُعارضة.

### توافُد جُيُوش النُبلاء وتقسيمها

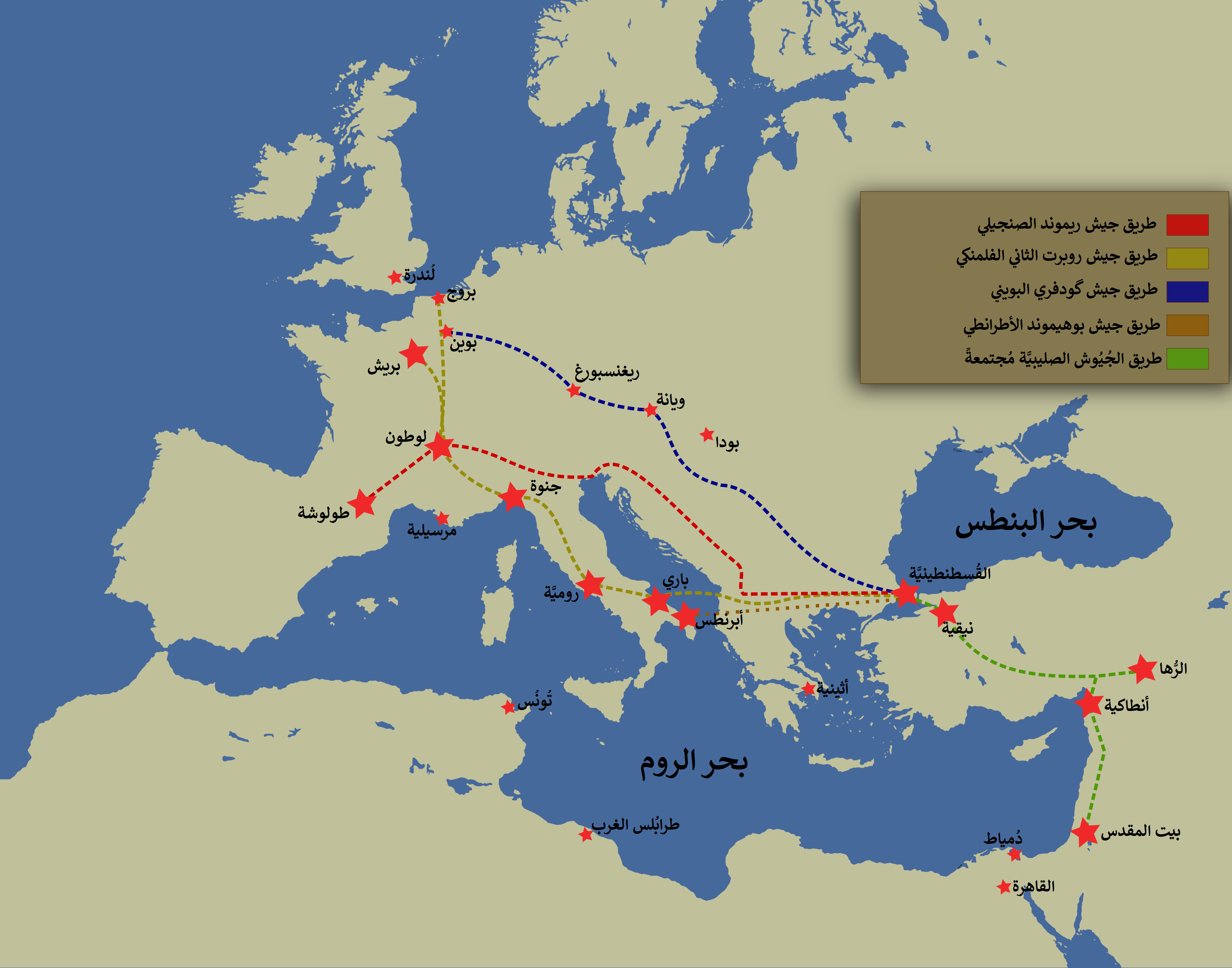
خريطة تُصوِّرُ مسير جُيُوش الحملة الصليبيَّة الأولى.

حُدُود الإمبراطوريَّة البيزنطيَّة سنة 600م، خلال حُكم السُلالة الهرقليَّة. رغب الروم بِاستعادة حُدُودهم هذه بِمُعاونة الصليبيين من خلال الاتفاقيَّة التي أبرمها معهم ألكسيوس كومنين.

تُقدِّر أبحاثٌ مُعاصرة أنَّ أعداد المُقاتلين الذين غادروا أوروپَّا الغربيَّة بعد مجمع كليرمونت تتراوح بين 70,000 و80,000 مُقاتل، انضمَّ إليهم مزيدًا من الرجال الذين اصطحب بعضهم أهله وعياله، خلال السنوات الثلاث لِلحملة. وتُفصِّل تلك الأبحاث أعداد الصليبيين على الشكل التالي: ما بين 7,000 و10,000 فارس، وما بين 35,000 إلى 50,000 راجل، وما بين 60,000 إلى 100,000 شخص من غير المُحاربين. أمَّا تقسيم تلك الجُيُوش ومسيرها فكان على الشكل التالي: 
- الجيش الأوَّل: كان على رأسه هيوج قُمَّس فرماندوة (بالفرنسية: Hugues de Vermandois)، وهو الابن الأصغر لِهنري الأوَّل ملك الفرنجة وشقيق فيليپ الأوَّل كما أُسلف،[la 25] وكان يطمع في أن يحصل في الشرق على السُلطة والأموال ما يُلائم أصالة نسبه، والراجح أنَّ أخاه فيليپ هو الذي شجَّعهُ على الاشتراك بِالحملة الصليبيَّة كي يلتمس الرضا من البابويَّة،[39] في حين نصَّت مصادر لاتينيَّة عائدة لِتلك الفترة أنَّهُ قرَّر المُشاركة بعدما شهد خُسُوفًا لِلقمر ليلة 11 شُباط (فبراير) 1096م، فاعتبر ذلك إشارةً إلهيَّة.[la 26] ويبدو أنَّ هيوج هذا كان أوَّل الأُمراء الصليبيين المُغادرين، كما كان أوَّلهم وُصُولًا إلى الأراضي الروميَّة. فقد ارتحل من فرنسا إلى إيطاليا في رمضان 489هـ المُوافق لِآب (أغسطس) 1096م، على رأس جيشٍ صغيرٍ من أتباعه وبعض الفُرسان من ضياع أخيه، وأرسل رسولًا خاصًّا إلى القُسطنطينيَّة يحملُ رسالةً تفيضُ غطرسةً وغُرُورًا، ويطلب من الإمبراطور أن يُقابله بما يليق بِمكانته السامية،[39] فقال:[la 27]| الحملة الصليبية الأولى | اعْلَمْ أَيُّهَا الْإمْبرَاطُورُ أَنَّنِي مَلِكُ الْمُلُوكِ، أَعَظْمُ مَا تَحْتَ السَّمَاءِ. مِنَ الْمُنَاسِبِ أَنْ أُلَاقَى فَوْرَ وُصُولِي وَأُسْتَقْبَلَ بِأُبَّهَةٍ وَحَفْلٍ يُلَائِمُ نِسْبِي النَّبِيلِ | الحملة الصليبية الأولى |

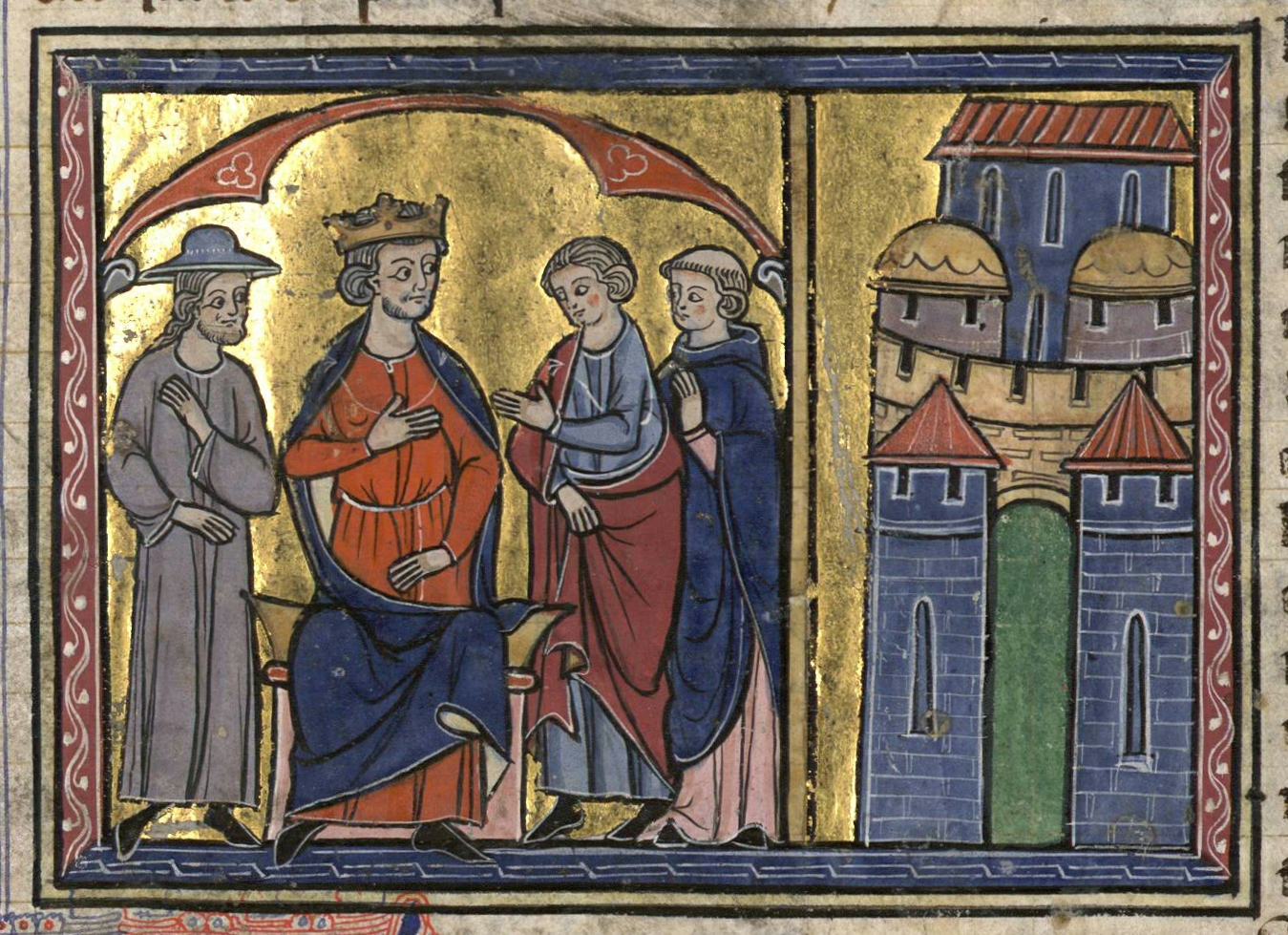
مُنمنمة أوروپيَّة تعود لِلقرن الثالث عشر الميلادي تُصوِّرُ هيوج قُمَّس فرماندوة (وسط اليمين) بين يدي الإمبراطور البيزنطي.

واجتاز هيوج وأتباعه رومة وبلغوا ثغر باري في أواخر شوَّال المُوافق لِأوائل تشرين الأوَّل (أكتوبر)، وأرسل من هذه المدينة وفدًا من أربعةٍ وعشرين فارسًا إلى دراست أخطر حاكمها الدوق يوحنَّا كومنين ابن أخي الإمبراطور بِأنَّهُ على وشك الوُصُول، وكرَّر طلبه بِما ينبغي الاحتفال بِاستقباله. ويبدو أنَّ الإمبراطور البيزنطي استُفزَّ بمُحتوى هذه الرسالة، وتخوَّف من تكرار تجربة حملة الفُقراء، فأرسل إلى ابن أخيه وقائد أُسطُوله أن يُعلماه بِوُصُول الصليبيين ما إن يظهروا في البلقان. وما أن أبحر هيوج برجاله من باري حتَّى ضربت أُسطُوله الصغير عاصفة بحريَّة أغرقت بعض السُفُن بِكُلِّ ما عليها من الرُكَّاب، فانتشلهُ الدوق يُوحنَّا حاكم دراست مع قادته ومن نجا من أتباعه وزجَّ بهم في السجن، ثُمَّ أرسلهم إلى القُسطنطينيَّة كي يقضي فيهم الإمبراطور بِما يشاء، فحبسهم حينًا بِانتظار وُصُول القادة الباقين، فإذا قُدِّر لهم النجاح في الحُضُور أطلق سراح هيوج ومن معه، أمَّا إن كان الأمر غير ذلك فسيُبقيهم أسرى طول حياتهم.

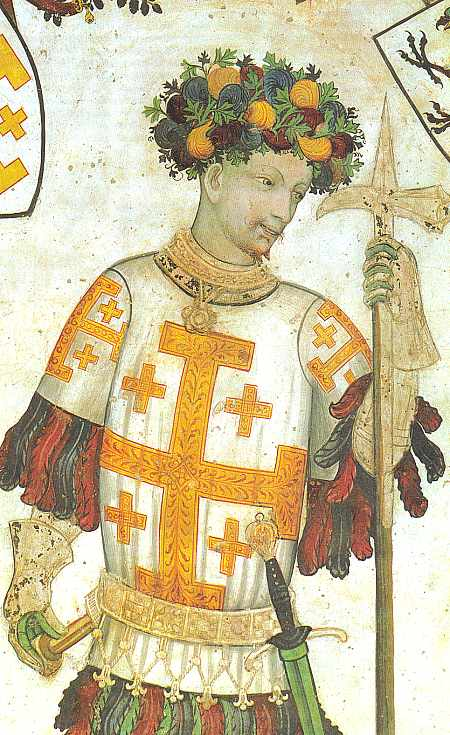
لوحة جصيَّة تُصوِّرُ گُدفري البويني.

- الجيش الثاني: تلا وُصُول هيوج قُمَّس فرماندوة إلى القُسطنطينيَّة، وُصُول گُدفري البويني (بالفرنسية: Godefroy de Bouillon) دوق لوثرنجية الواطئة، ورافقهُ أخوه بلدوين البولوني (بالفرنسية: Baudouin de Boulogne) فضلًا عن عددٍ آخر من كبار الأُمراء.[la 28] ويبدو أنَّ المكانة البارزة التي تمتَّع بها گُدفري في الإمبراطوريَّة الرومانيَّة المُقدَّسة، وأهميَّة الإمارات التي شارك أصحابها في تلك الحملة جعلت لها مكانة خاصَّة دفعت كثيرًا من الفُرسان إلى الانضمام إليها، فاكتسبت طابعًا مُميزًا من أوَّل الأمر.[la 29] هذا مع مُلاحظة أنَّ مُعظم المُشتركين في هذه الحملة كانوا من القطاع الإفرنجي في الإمبراطوريَّة الرومانيَّة المُقدَّسة، ولم يكن من القطاع الألماني سوى القليل، ممَّا جعل الطابع العام لِحملة گُدفري البويني إفرنجيًّا، وقد ظهر أثر ذلك عندما استقرَّ أولئك الصليبيُّون بالشَّام، إذ سُرعان ما ذبلت العلاقات الإقطاعيَّة التي ربطتهم بإمبراطور الرومانيَّة المُقدَّسة، وأقاموا مَلَكيَّة جديدة في بيت المقدس وفق النُظُم والتقاليد الإفرنجيَّة.[la 30]

وآثر گُدفري ألَّا يسلك الطريق الذي يجتاز إيطاليا كي يتجنَّب الحرج في علاقاته مع البابويَّة نظرًا لِأنَّهُ كان من أنصار إمبراطور الرومانيَّة المُقدَّسة هنري الرابع الذي كان بِدوره على خلافٍ معها مُنذُ سنة 1076م، نتيجة النزاع حول أحقيَّة أي الجهتين في تنصيب الأساقفة والمطارنة في الإمبراطوريَّة الرومانيَّة المُقدَّسة. لِذا سلك هذا القائد الطريق الذي يجتاز بلاد المجر وبُلغاريا عبر بلغراد - نيش - أترالسة - فيلپَّة - أدرنة، في الوقت الذي كان المجريُّون ما يزالون يحملون كثيرًا من الحقد والضغينة لِلصليبيين بعد الضرر الذي لحق بهم على أيدي جُمُوع بُطرس الناسك ورُعاع حملة الفُقراء. لِذلك رأى گُدفري أن يُبدِّد تلك المخاوف عند المجريين قبل أن يعبر بلادهم، فعقد اجتماعًا مع الملك كولومان بن گزاي على الحُدُود المجريَّة الألمانيَّة. وفي ذلك الاجتماع قدَّم گُدفري أخاه بلدوين لِيظلَّ رهينةً لدى الملك المجري حتَّى يتم انتقال قُوَّاته عبر الأراضي المجريَّة. وفي الوقت نفسه أصدر گُدفري أوامر مُشدَّدة لِرجاله لِيحول بينهم وبين أعمال النهب والعدوان على الأهالي أو مُمتلكاتهم. وبِفضل جُهُود التنظيم والاتفاق المُسبق هذا سار جيش گُدفري إلى القُسطنطينيَّة دون أن يُواجه متاعب، فلمَّا جاوز أدرنة بلغهُ أنَّ هيوج الفرماندوي قد زُجَّ في السجن مع ثُلَّةٍ من رفاقه النُبلاء، فأرسل على جناح السُرعة عددًا من الرُسُل إلى الإمبراطور ألكسيوس لِلإلحاح عليه بِضرورة إطلاق سراح هؤلاء، ويلومه على ما أنزله بهم «وهُم الذين وهبوا أنفُسهم لِرحلة الحج نفسها». وبِحسب وليم الصوري فإنَّ الإمبراطور رفض طلب گودفري، فما كان من الأخير إلَّا أن أذن لِعسكره بِنهب نواحي أدرنة، فدمَّروها دمارًا شاملًا على مدى ثمانية أيَّام، وما كادت أنباء ما فعلوا تصل إلى سمع الإمبراطور حتَّى بعث رُسُلًا من لدُنِّه إلى گُدفري يرجوه أن يكف أيدي جُنده عن أعمال التخريب هذه مُؤكدًا لهُ أنَّهُ سيستجيب لِرجائه ويُطلق سراح النُبلاء الذين في حبسه، فقبل گُدفري هذا الإجراء وأمر جُنده بِالتوقُّف عن مُتابعة السلب والنهب، ثُمَّ سار إلى القُسطنطينيَّة، فوصلها في 5 مُحرَّم 490هـ المُوافق فيه 23 كانون الأوَّل (ديسمبر) 1096م، وعسكر خارجها في الطرف الشمالي لِلقرن الذهبي بناءً على طلب الإمبراطور، الذي أرسل إليه هيوج الفرماندوي يدعوه لِزيارته.
والحقيقة إنَّ الإمبراطور البيزنطي كان يرمي من وراء هذه الدعوة أن يضمن سيطرته على گُدفري وجُنُوده مُدركًا أنَّ قُوَّته من المُمكن أن تجعله شديد الخُطُورة على الإمبراطوريَّة البيزنطيَّة ومصالحها، فطلب مُنهُ أن يُقسم لهُ يمين الولاء، بِمعنى أن يكون القائد الصليبي تابعًا لِلإمبراطور الرومي في الأراضي الآسيويَّة التي عساه ينجح في استردادها من المُسلمين. غير أنَّ گُدفري رفض الدعوة بِحُجَّة أنَّهُ حلف يمين الولاء لِلإمبراطور هنري الرابع، وأنَّ هذا اليمين يمنعهُ من أن يحلف يمينًا أُخرى لِلإمبراطور البيزنطي، كما أصرَّ على ألَّا يلتزم بِشيءٍ إلَّا بعد انضمام سائر القادة الصليبيين إليه. عندئذٍ شدَّد ألكسيوس كومنين الضغط على القائد الصليبي بِمنع المُؤن عن جيشه، فما كان من الأخير إلَّا أن اتفق مع أُمرائه وقادته بِاجتياح القُرى والبلدات من نواحي القُسطنطينيَّة بِجماعاتٍ مُسلَّحةٍ كبيرة، فنهبوها وأحرقوها وعادوا يسوقون أمامهم قُطعان الأبقار والأغنام التي غنموها. ولمَّا رأى الإمبراطور ردَّة الفعل الصليبيَّة هذه عدل بسُرعةٍ عن قراره، وسمح لهم بالإقامة في ضاحية پيرا -من ضواحي القُسطنطينيَّة (شمال القرن الذهبي)- حتَّى يحتموا بها من قسوة الشتاء من ناحية، وحيثُ يسهُل على الإمبراطور مُراقبتهم والإشراف عليهم من ناحيةٍ أُخرى. ومكث الصليبيُّون في الضاحية المذكورة طوال الأشهر الثلاثة الأولى من سنة 1097م دون أن يقبل گُدفري تأدية يمين الولاء لِلإمبراطور أو حتَّى مُقابلته، فضاق الأخير ذرعًا، ومنع التموين عن الصليبيين مرَّةً أُخرى، الأمر الذي أدَّى إلى صدامٍ عسكريِّ بين الطرفين هُزم فيه الصليبيُّون، ممَّا جعل گُدفري يُدرك حقيقة قُوَّته، فلم يجد بدًّا من مُسالمة الإمبراطور، فقصد قصره حيثُ قدَّم ولاءَه واعترف بِألكسيوس كومنين سيدًا على جميع البلاد التي سيأخذها من المُسلمين، وأن يرُدَّ إليه جميع البلاد التي كانت تابعة لِلإمبراطوريَّة البيزنطيَّة وضاعت منها بسبب الفُتُوحات الإسلاميَّة.
وهكذا جاءت تلك الاتفاقيَّة التي تمَّت في شهر نيسان (أبريل) 1097م واضحةٌ حاسمة، ممَّا جعل الإمبراطوريَّة البيزنطيَّة تعتمد عليها وتتمسَّك بها في المُطالبة بِحُقُوقها من الصليبيين طوال القرن الثاني عشر الميلادي، والحقيقة إنَّ هذه الاتفاقيَّة ولَّدت مُشكلةً في العلاقة بين الروم والصليبيين، إذ إنَّ الإمبراطوريَّة اختارت ألَّا تُفسِّرها في ضوء ما كان لها من مُمتلكاتٍ في القرن الحادي عشر الميلادي -على عهد باسيل الثاني- وإنما في ضوء ما كان لِلإمبراطوريَّة قديمًا من أملاكٍ واسعةٍ في الشرق على عهد الإمبراطور جستنيان، أي لم ترغب فقط باسترداد جميع البلاد الواقعة في الأناضول، بل تلك الواقعة في أطراف الشَّام والعراق مثل أنطاكية والرُّها إضافةً إلى الشَّام نفسها. وعلى الرُغم من أنَّ يمين الولاء الذي أقسمه گُدفري جعل منه -ولو من الناحية الأدبيَّة- تابعًا لِلإمبراطور البيزنطي، إلَّا أنَّهُ كان كارهًا لِاتّباعه حاكمًا غير إمبراطوره، لا سيَّما وأنَّهُ كاثوليكي زحف تنفيذًا لِدعوة البابا، بينما ألكسيوس كومنين هو حامي الكنيسة الأرثوذكسيَّة التي تُخاصم البابويَّة وبينها وبين الكاثوليك شقاقٌ ونُفُور، لِذلك أخذ يتحيَّن الفُرص لِلتملُّص من يمينه هذا. وأغدق الإمبراطور البيزنطي الدوق گُدفري بِالهدايا الثمينة والخُيُول المُطهَّمة، كما غالى في إمداد جيشه بِالإمدادات السخيَّة. وفي 25 ربيع الآخر 490هـ المُوافق فيه 10 نيسان (أبريل) 1097م أمر ألكسيوس كومنين بِنقل گُدفري وجيشه إلى الشاطئ الآسيوي بانتظار بقيَّة القادة الصليبيين، فما كاد يتمُّ نقلهم حتَّى وصل الجيش الثالث.
- الجيش الثالث: تولَّى بوهيموند الأطرانطي النورماني (باللاتينية: Boamundus Tarentinus) -الابن الأكبر لِروبرت جيسكارد دوق قلورية وأبوليا- قيادة هذا الجيش، وصحبه ابن أخيه تانكرد، وتألَّف من المُقاتلين النورمان الأشدَّاء. والواقع إنَّ النورمان لم يحفلوا في بادئ الأمر بِدعوة البابا أوربان الثاني إلى الحملة الصليبيَّة نظرًا لِاستمرار الحُرُوب الأهليَّة بينهم في جنوبيّ إيطاليا، فقد تنازع بوهيموند مع أخيه الأصغر روجر بورسا بِشأن وراثة والدهما،[la 35] إذ ورث الأخير أملاك النورمان في جنوبيّ إيطاليا، وكان على بوهيموند أن يحصل على المناطق الواقعة شرق البحر الأدرياتيكي، وهي طارنت وأورية وأطرانط وأبرنطس وواري،[la 36] لكنَّهُ لم يحظَ بِشيءٍ بِسبب الحرب التي نشبت بين النورمان والروم في سنة 478هـ المُوافقة لِسنة 1085م، لِذلك رغب بِالاستعاضة عنها في مكانٍ آخر.[43] وعندما وصل جيش هيوج الفرماندوي إلى إيطاليا في طريقه إلى الشرق أدرك بوهيموند أهميَّة الحركة الصليبيَّة وأنَّهُ يصح الاستفادة منها لِلتعويض عمَّا حُرم منه،[la 37] وهو الذي اتُّصف بالجشع وفساد الضمير واكتسب الكثير من طُمُوح النورمان إلى السُلطة، فاستغلَّ الفكرة الدينيَّة لأغراضه، ووزَّع بيده صُلبانًا من قُماشٍ على أصحابه عندما قرَّر المُشاركة في الحملة الصليبيَّة أثناء حصار أمالفي التي ثارت على الحُكم النورماني.[43] وما اتصف به الصليبيُّون الفرنجة من الحماس أثار الجُنُود النورمان الذين لقوا التشجيع من زعيمهم بوهيموند، فأعلن هذا أنَّهُ سيشترك في الحملة الصليبيَّة، ودعا المُؤمنين المسيحيين لِلحاق به، فانضمَّ إليه نورمان صقلية وفرنسا، والتفَّ حوله عددٌ من الجُند كانوا أقل من أتباع گُدفري على أنَّهم فاقوهم في عدَّتهم وتدريبهم،[43] وتُقدِّر أبحاثٌ مُعاصرة أعدادهم بِقُرابة خمسُمائة فارس وما بين 2,500 و3,500 راجل إضافةً إلى 2,000 جُندي من أتباع تانكرد.[la 38]

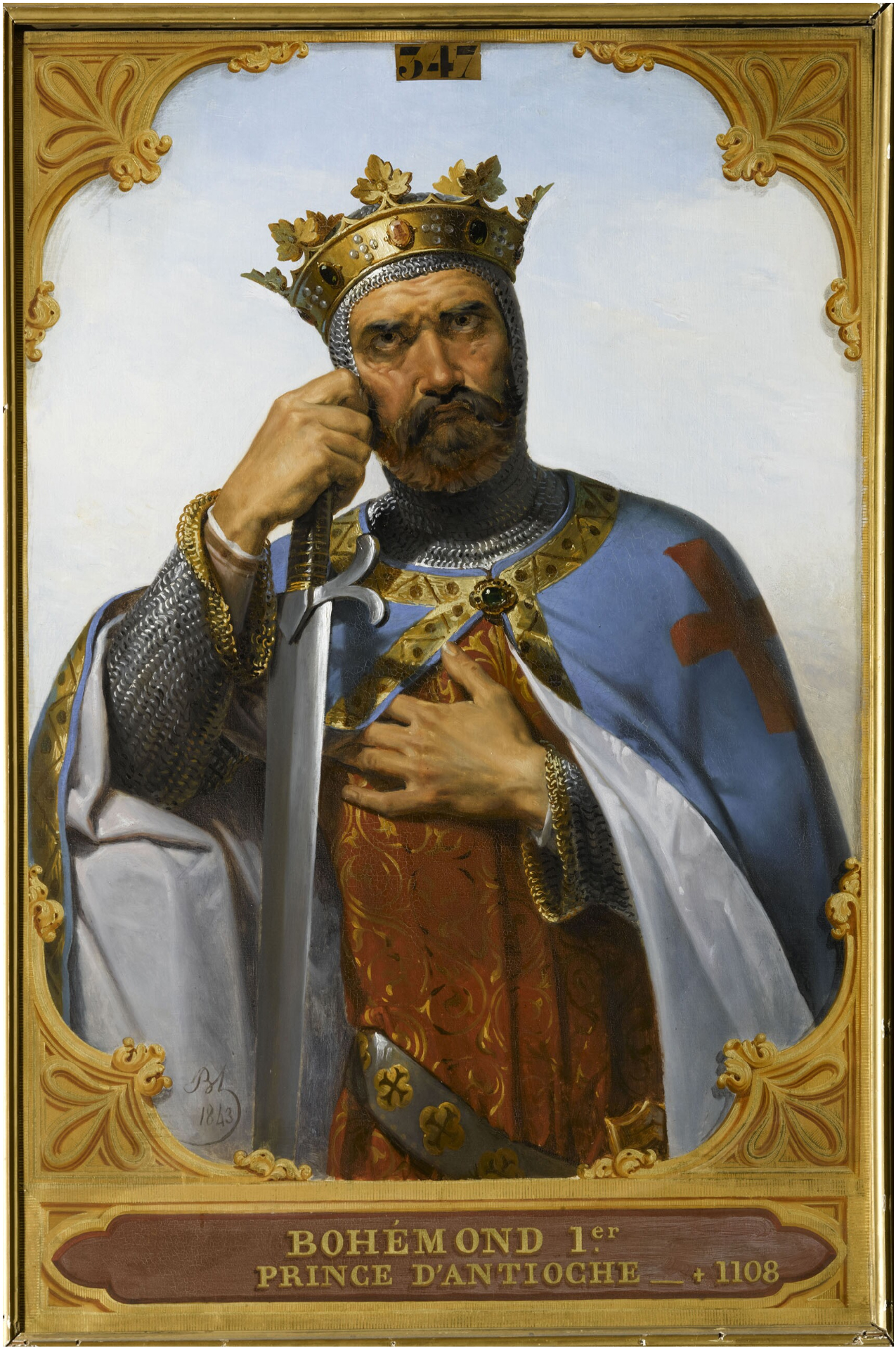
لوحة تخيُّليَّة تُصوِّرُ بوهيموند الأطرانطي تعود لِسنة 1843م، بِريشة الرسَّام الفرنسي ميري جوزيف بلونديل Merry-Joseph Blondel.

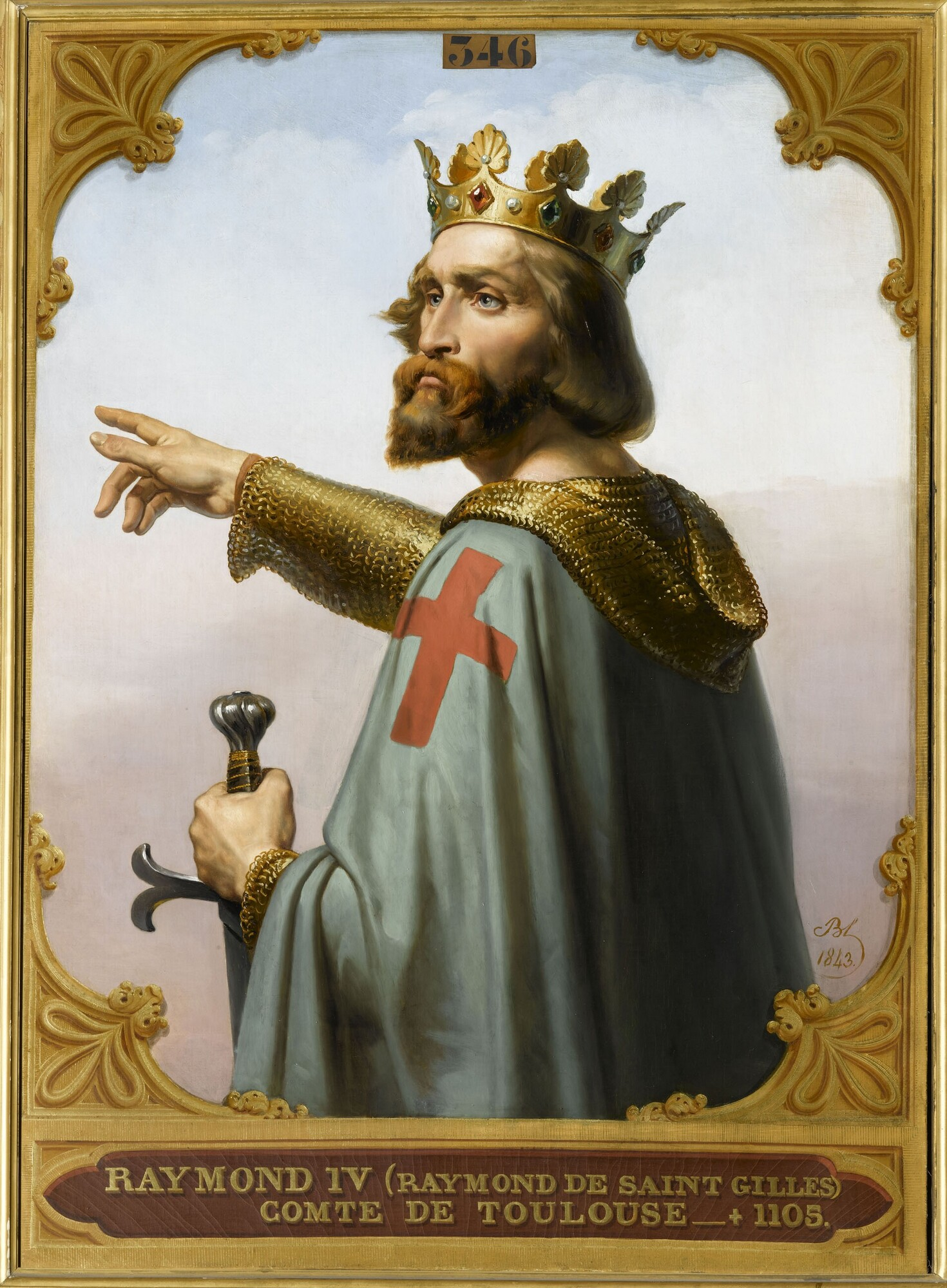
رسمٌ تخيُّلي يعود لِسنة 1843م يُصوِّرُ ريمُند الرابع قُمَّس طولوشة وصنجيل، بِريشة الرسَّام الفرنسي ميري جوزيف بلونديل.

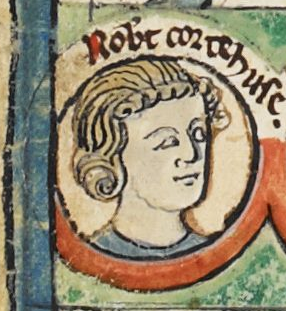
مُنمنمة لِروبرت قُمَّس نرمندية.

أبحر بوهيموند بِجيشه من باري في شوَّال 489هـ المُوافق فيه تشرين الأوَّل (أكتوبر) 1096م، ونزل في إقليم إپيروس على الشاطئ الشرقي، وسلك الطريق القديم غير المألوف إلى القُسطنطينيَّة المُسمَّى «طريق أغناتيا» كي يتجنَّب إشراف الروم ورقابتهم. وبِفعل شدَّة صرامته في حفظ النظام ورغبته في الظُهُور أمام الإمبراطور بِمظهرٍ طيِّب؛ منع أفراد جيشه من التعدِّي على السُكَّان ونهب القُرى والمُدن التي يجتازون، فلم تحدثِ اصطدامات مع الحاميات البيزنطيَّة، وزُوِّد الصليبيُّون بِالمُؤن دون حُدُوث مُشكلات. وحدث أن ترك بوهيموند جيشه تحت قيادة تانكرد وأسرع إلى القُسطنطينيَّة كي يقف على ما يجري من مُفاوضاتٍ بين الإمبراطور والقادة الغربيين الذين سبقوه، ويُعبِّر عن إخلاصه ونواياه الطيِّبة، فوصل إليها في 15 ربيع الآخر 490هـ المُوافق فيه 1 نيسان (أبريل) 1097م، ولحقه جيشه بعد أُسبُوعٍ تقريبًا. والحقيقة أنَّ حملة بوهيموند النورمانيَّة كانت تُثيرُ فزع البلاط البيزنطي أكثر من حملة گودفري، بِسبب أنَّ النورمان بالذات لهم سوابق خطيرة في الهُجُوم على الإمبراطوريَّة البيزنطيَّة، فضلًا على أنَّ هذه الحملة جاء على رأسها ابن روبرت جيسكارد الذي ما زالت مُحاولته غزو الأراضي الروميَّة وتهديد القُسطنطينيَّة نفسها سنة 1081م ماثلة في أذهان الروم. لكنَّ بوهيموند فطن لِهذا، فكان أن ضبط جُنُوده ومنعهم من الاعتداء على الأهالي كما أُسلف، وتوجَّه لِمُقابلة الإمبراطور بِمُفرده لِيُهدِّئ من روعه، مُدركًا أنَّ الوقت غير مُلائم لِلقيام بِمُحاولةٍ توسُّعيَّةٍ على حساب الروم في البلقان، علمًا بأنَّهُ كان اقترح على گُدفري في مُراسلةٍ سابقةٍ أن يتعاونا على نهب جُزُر بحر إيجة والقُسطنطينيَّة، لكنَّ الأوَّل رفض.
وكان أن تمَّت المُقابلة بين بوهيموند والإمبراطور ألكسيوس في جوٍ مُشبعٍ بِالودِّ والتفاهم، وسُرعان ما أقسم بوهيموند يمين الولاء لِلإمبراطور وأعلن تبعيَّته له، فغمره -هو الآخر- بِالأموال والهدايا الثمينة، لِلحد من أطماعه ونشاطه في الشرق، لأنَّ كُلَّ ما سيُسيطر عليه من بلادٍ سيكون باسم الإمبراطور البيزنطي، لكنَّ بوهيموند أدرك غاية الإمبراطور ورأى أن يحتاط لِنفسه ومُستقبله، فطلب من ألكسيوس منحه إقطاعًا كبيرًا في إقليم أنطاكية، فلبَّى الإمبراطور طلبه، ووعده بِمنطقةٍ واسعةٍ حول أنطاكية طولها مسيرة خمسة عشر يومًا وعرضُها مسيرة ثمانية أيَّام. وطلب بوهيموند أيضًا أن يُعيَّن دُمُسْتُقًا لِلشرق، أي قائدًا عامًّا لِلقُوَّات البيزنطيَّة في آسيا، لكنَّ الإمبراطور لم يُمكنه تحقيق ذلك الطلب بِحُكم تشكُّكه في الصليبيين عامَّةً والنورمان خاصَّةً، ولِذلك أجاب بوهيموند بأنَّ الوقت لم يحن بعد لِلبت في ذلك الموضوع وأنَّهُ يُمكن لبوهيموند أن يصل إلى تحقيق رغبته هذه عن طريق إثبات حُسن نيَّته وولائه. وبعد انتهاء المُشاورات والمُفاوضات بِشأن الترتيبات المُستقبليَّة المذكورة استُدعي جيش بوهيموند إلى القُسطنطينيَّة، ونُقل أفراده إلى البر الآسيوي في 11 جُمادى الآخرة المُوافق فيه 6 نيسان (أبريل)، فانضمُّوا إلى جيش گُدفري على مقرُبةٍ من خلقدونية.
- الجيش الرابع: تولَّى قيادة هذا الجيش ريمُند الرابع قُمَّس طولوشة وصنجيل (بالفرنسية: Raymond IV de Toulouse et Saint-Gilles)، وتألَّف جيشه من فُرسان جنوبي فرنسا وبربنصة. وكان هذا القائد من أغنى الصليبيين، فحشد جيشًا كثير العدد،[43] وعيَّن ابنه برتراند على أملاكه أثناء غيابه،[la 40] واصطحب معهُ زوجته ألڤيرا القشتاليَّة (بالفرنسية: Elvire de Castille) ووريثه ألفونسو، ورافقه المندوب البابوي أدهمار اللوپويئي. انطلقت هذه الحملة في شوَّال 489هـ المُوافق فيه تشرين الأوَّل 1096م، وانضمَّ إليها عددٌ كبير من نُبلاء جنوبي فرنسا، فعبرت جبال الألب واخترقت شمالي إيطاليا حتَّى رأس البحر الأدرياتيكي، ثُمَّ التزمت الطريق البرِّي الذي يجتاز إستريا ودلماسيا (شرق الأدرياتيك)، وسلكت طريق أغناتيا.[43] وصل الجيش إلى الحُدُود البيزنطيَّة شماليّ دراست في شهر ربيعٍ الأوَّل 490هـ المُوافق فيه شُباط (فبراير) 1097م، فاستقبلهم الدوق يوحنَّا كومنين، وكان بانتظارهم أفرادٌ من الحرس البُشناق لِيصحبوهم إلى القُسطنطينيَّة. وأرسل ريمُند في غُضُون ذلك سِفارةً إلى العاصمة الروميَّة لِيُعلن عن قُدُومه، ثُمَّ سبق جيشه ووصل إليها في 6 جُمادى الأولى المُوافق فيه 21 نيسان (أبريل)، في حين وصل الجيش بعد ستَّة أيَّام.[43] وما لبث الإمبراطور البيزنطي أن دعا ريمُند لِلمُثُول أمامه، وطلب منهُ أن يحلف يمين الولاء لهُ أُسوةً بِالقادة الذين سبقوه. وهُنا وجد ريمُند نفسهُ في مركزٍ لا يُحسد عليه، ذلك أنَّهُ كان يطمح في الحُصُول على زعامة الصليبيين جميعًا في الشرق بِحُكم صلته بالبابويَّة ومُرافقة المندوب البابوي لِحملته، وهو شرفٌ لم تحظَ به سائر الجُيُوش الصليبيَّة، ولكنَّ هذه الزعامة التي اعتمدت على تأييد البابويَّة لا يُمكن أن تتفق ويمين الولاء لِلإمبراطور البيزنطي راعي الكنيسة الأرثوذكسيَّة.[44]

أضف إلى ذلك رأى ريمُند أنَّ قسمه هذا سيهبط به إلى مُستوى القادة الآخرين، ولمَّا علم بِأنَّ بوهيموند نجح في اكتساب صداقة الإمبراطور البيزنطي وتأييده، وسعيه إلى أن يُصبح دمستقًا لِلشرق، خشي بأن يُؤدي قسمه إلى أن يجد نفسه خاضعًا لِغريمه النورماني بِوصفه مُمثلًا لِلإمبراطور؛ ما زاده تمسُّكًا بِرأيه، وأعلن أنَّهُ لم يحمل الصليب لِيخضع لِسيِّدٍ غير المسيح، ولم يُغادر بلاده لِيُحارب من أجل سيِّدٍ غير السيِّد المسيح. وأضاف أنَّهُ سينضوي تحت لواء الإمبراطور إذا قاد الجُيُوش المسيحيَّة بِنفسه. وسُرعان ما تأزَّم الموقف بين ريمُند من جهة والإمبراطور ألكسيوس من جهةٍ أُخرى، ممَّا أنذر بِحُدُوث صدامٍ مُسلَّحٍ بين الطرفين لولا سعي كُلٍّ من گُدفري والمندوب البابوي أدهمار لِترطيب الأجواء بين الرجُلين، فوافق ريمُند على أن يُعدِّل في صيغة القسم بِأن وعد بِاحترام وتبجيل حياة الإمبراطور وشرفه وأنَّهُ يحرص ألَّا يُصيبه ضررٌ من جانبه ومن جانب رجاله، فاكتفى ألكسيوس كومنين بِذلك وأقرَّه، وبعد انتهاء المُفاوضات عبر مع قُوَّاته إلى الجانب الآسيوي.
- الجيش الخامس: كان هذا الجيش تحت قيادة كُلٍ من روبرت قُمَّس نرمندية، وهو الابن الأكبر لِملك إنگلترا وليم الفاتح، وصهره أسطفان قُمَّس بلوة، وابن عمِّه روبرت الثاني قُمَّس الفلمنك، وتألَّف من الفُرسان القادمين من غربي فرنسا ونرمندية وبعض مناطق الشمال فضلًا عن الكثير من الفُرسان الإنگليز من أتباع الملك وليم الأصهب أخي روبرت.[48] انطلقت الحملة من فرنسا في شهر ذي الحجَّة 489هـ المُوافق فيه تشرين الأوَّل (أكتوبر) 1096م، فعبرت جبال الألب إلى إيطاليا والتقى أفرادها بِالبابا أوربان الثاني في لُكَّة،[48] حيثُ حصلوا على مُباركته. وأقلع هذا الجيش من أبرنطس إلى البلقان في أوائل شهر نيسان (أبريل) 1097م، فرسا في دراست ومنها زحف مُخترقًا البلقان إلى القُسطنطينيَّة، فوصلها في جُمادى الأولى 490هـ المُوافق فيه أيَّار (مايو) 1097م.[48] ويبدو أنَّ ألكسيوس كومنين لم يُواجه من تلك الحملة متاعبَ وصُعُوباتٍ مثلما لاقى من الحملات السابقة. ولم يُمانع قادة هذه الحملة مُطلقًا في أن يقسموا يمين الولاء والتبعيَّة لِلإمبراطور البيزنطي، ولِذا حرص الأخير على أن يُغدق عليهم وعلى رجالهم الإمدادات والمُؤن والإنعامات فضلًا عن الأموال والخُيُول المُطهَّمة. وبعد أن قضى هؤلاء الصليبيُّون أُسبوعين في القُسطنطينيَّة، عبروا البوسفور إلى آسيا الصُغرى، وأسرعوا اللحاق بِبقيَّة الصليبيين الذين كانوا قد شرعوا فعلًا قي حصار نيقية.[46]

### السياسة الروميَّة تجاه الصليبيين

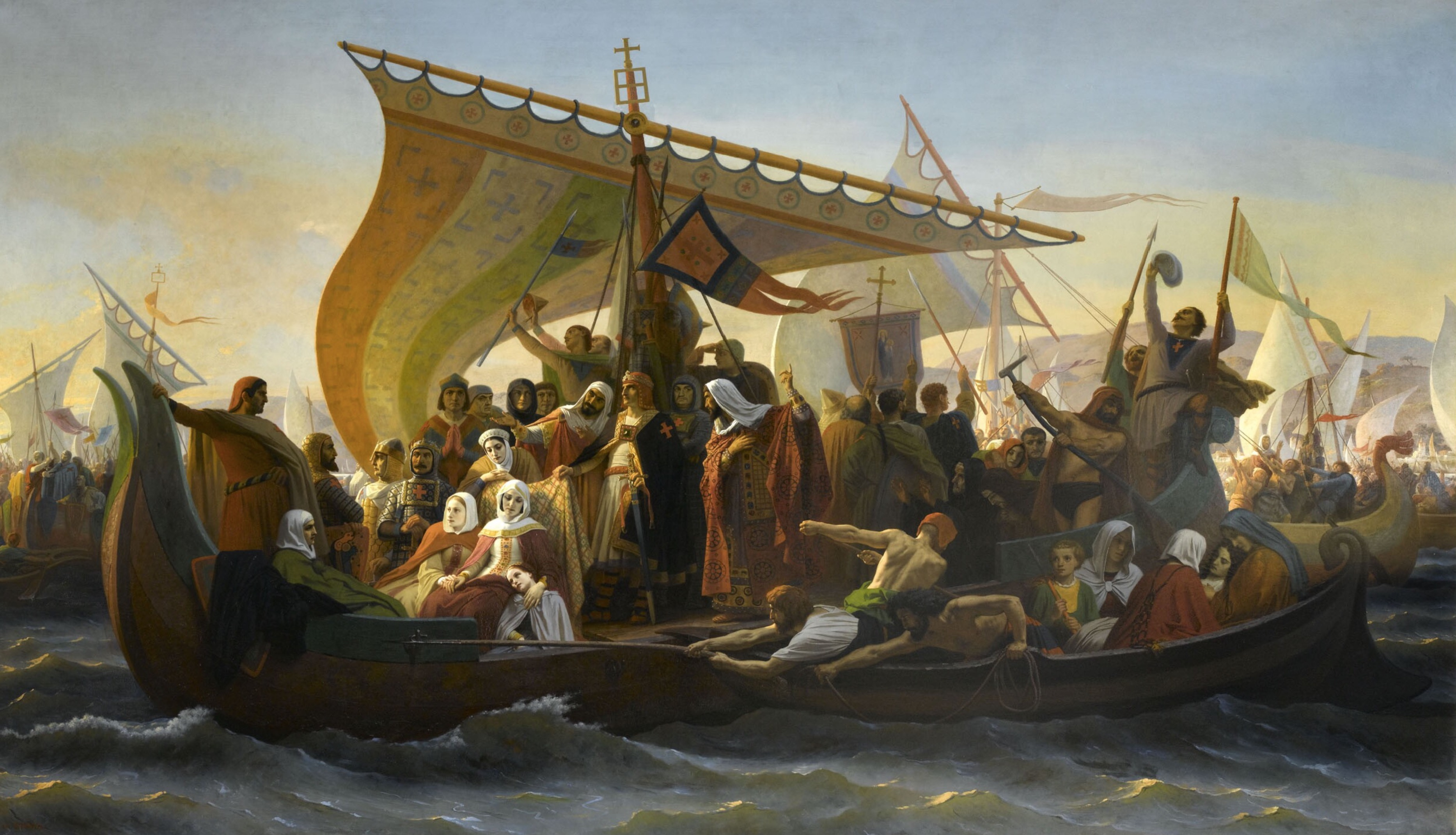
القادة الصليبيُّون يعبرون مضيق البوسفور على متن سُفُنٍ روميَّة.

لم يتوقَّع الإمبراطور الرومي ألكسيوس كومنين وُصُول هذه الأعداد الضخمة من المُقاتلين الغربيين، إذا اعتقد بدايةً أنَّ الغرب سيمُدُّهُ بِفرقٍ من المُرتزقة محدودة العدد الذي تعوَّد الروم أن يُجنِّدوهم في خدمتهم، ولمَّا كان عاجزًا على أن يفعل شيئًا تجاه هذا الأمر فإنَّهُ قرَّر أن يتعايش مع الواقع ويُفيد من الموقف بأفضل المكاسب، فاتخذ من التدابير ما كفل لهُ ذلك، فلم يسمح سوى لِلقادة وعددٍ قليلٍ من مُرافقيهم دُخُول عاصمته، ومن ثُمَّ ضرب الصليبيُّون خيامهم في ضواحيها، وحرص على أن يستعرض أمامهم عظمة الإمبراطور البيزنطي بِهدف إبراز مظاهر الثراء والفخامة التي تميَّزت بها الإمبراطوريَّة، وكان رونق المراسم الملكيَّة حاضرًا لدى استقبالهم، ولا شكَّ بِأنَّهم بُهروا بِمظاهر الحضارة الروميَّة لِأنَّهم لم يلمسوا شيئًا من ذلك في الغرب الأوروپي. وعمد ألكسيوس كومنين إلى إغداق الهدايا عليهم لِيستقطبهم، وقد ترك ذلك أثرًا عند أسطفان البلوائي على الأقل.
إلَّا أنَّ هذا لم يحجب الصعوبات السياسيَّة التي نشأت نتيجة وُصُول الصليبيين، غير أنَّ وسيلة الضغط في يد ألكسيوس كومنين تمثَّلت في أنَّهُ الوحيد الذي يملك السُفُن الكافية لِنقل الجُيُوش الصليبيَّة عبر البوسفور في الوقت الذي لم يكن بِوسعه الانتظار طويلًا لِنقلهم، فقد حتَّمت عليه مصلحته أن ينقل أقسام الجُيُوش إلى آسيا الصُغرى على وجه السُرعة بعد وُصُولها، حتَّى لا يزداد عدد القُوَّات كثيرًا في ضواحي العاصمة ما يُسبِّب مُشكلاتٍ أمنيَّةٍ وتموينيَّة. ومن الواضح أنَّ ألكسيوس كومنين أراد أن يطَّلع على نوايا الصليبيين فيما يتعلَّق بِالأراضي التي سيستولون عليها في الشرق، وبِخاصَّةً تلك التي كانت داخلة في نطاق الإمبراطوريَّة البيزنطيَّة قديمًا. وقد حافظ على مصالحه من خلال فكرة اليمين الإقطاعي المعروفة في المُجتمع الغربي لِتثبيت حُقُوقه على كثيرٍ من البلاد التي ستُنتزع من أيدي المُسلمين.
ومع ذلك، فإنَّ ألكسيوس كومنين لم يكن ساخطًا، وإذ توجَّهت الجُيُوش الصليبيَّة مُجتمعةً لِقتال المُسلمين بَعُدَ الخطر عن القُسطنطينيَّة، وعزم على أن يتعاون مع الصليبيين بِإخلاصٍ بِشرط ألَّا يُضحِّي بِمصالح الإمبراطوريَّة في سبيل مصالح فُرسان الغرب، وأنَّ واجبه نحو قومه الروم يأتي في المقام الأوَّل، يُضاف إلى ذلك أنَّهُ لم يختلف عن كُل الروم في الاعتقاد بِأنَّ سعادة العالم المسيحي تتوقَّف على سعادة الإمبراطوريَّة المسيحيَّة العتيقة، التي هي استمرارٌ لِلإمبراطوريَّة الرومانيَّة.

## معارك الصليبيين في الأناضول

### حصار وسُقُوط نيقية

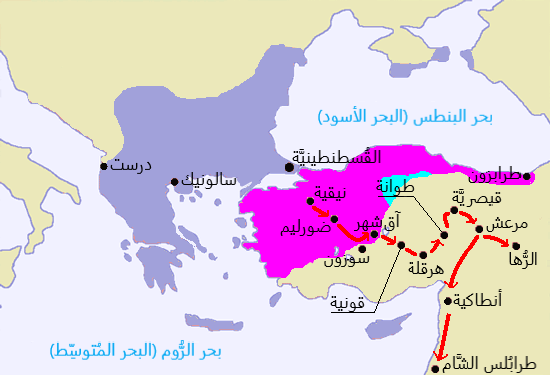
خريطة تُصوِّرُ مسار القادة الصليبيين عبر آسيا الصُغرى.

تجمَّعت الجُيُوش الصليبيَّة كُلِّها على الشاطئ الآسيوي قُرب سميرنة حيثُ حضر بُطرس الناسك لِمُقابلة الأُمراء ومعهُ حُطام حملة الفُقراء. وهُناك اتُفق على أن يبدأ الصليبيُّون بِالهُجُوم على مدينة نيقية، عاصمة دولة سلاجقة الروم. ومن الواضح أنَّ الصليبيين كانوا لا يستطيعون المضي في جوف آسيا الصُغرى تاركين خلفهم نيقية بِأيدي المُسلمين، ممَّا يُهددهم ويُهدِّد مُواصلاتهم مع الإمبراطوريَّة البيزنطيَّة. لِذلك صدرت الأوامر إلى الجُنُود في أواخر شهر نيسان (أبريل) 1097م بِالزحف على نيقية لِاستخلاصها من السلاجقة. وقد أمدَّ الإمبراطور البيزنطي الصليبيين بِآلات الحصار والطعام والمُؤن، ولكن لم تشترك سوى فرقة صغيرة من القُوَّات الروميَّة في حصار هذه المدينة قويَّة التحصين. وفي ذلك الوقت كان قلج أرسلان مُتغيبًا عن عاصمته، حيثُ دخل في نزاعٍ في قبادوقية مع الدانشمنديين حول مدينة ملطية. ويبدو أنَّ قلج أرسلان لم يهتم كثيرًا بِأنباء الحملة الصليبيَّة، إذ ظنَّ أنَّ الأمر لا يعدو وُصُول بعض جُمُوعٍ أُخرى من العامَّة غير المُدرَّبين، من عيِّنة أتباع بُطرس الناسك الذين قضى عليهم السلاجقة في سُهُولةٍ تامَّة. أضف إلى ذلك، فإنَّ عُيُون الإمبراطور البيزنطي وجواسيسه أعطوا قلج أرسلان صورةً غير حقيقيَّة عن الخلافات المُستحكمة بين الإمبراطور من جهة والأُمراء الصليبيين من جهةٍ أُخرى، ممَّا جعل الملك السُلجُوقي يطمئن إلى أنَّ الصليبيين لن يصلوا بِأيِّ حالٍ إلى نيقية، بِدليل أنَّهُ ترك زوجته وأولاده وأمواله داخل أسوار المدينة ولم يُحاول نقلهم منها.

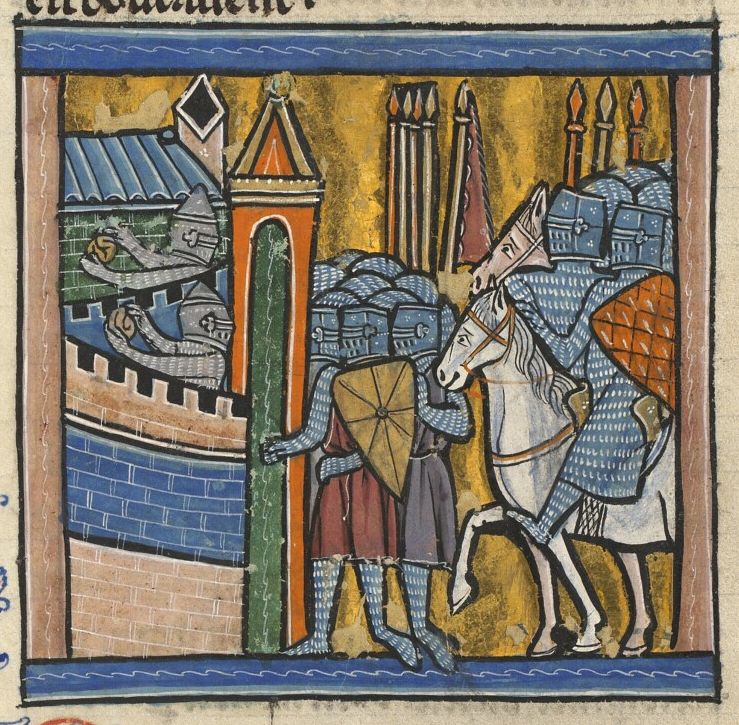
مُنمنمة إفرنجيَّة تُصوِّرُ الصليبيين أمام أسوار نيقية.

وصلت الجُيُوش الصليبيَّة إلى العاصمة السُلجُوقيَّة في 21 جُمادى الأولى 490هـ المُوافق فيه 6 أيَّار (مايو) 1097م وعسكرت حول أسوارها، وضربت الحصار عليها باستثناء منطقتها الغربيَّة حيثُ توجد البُحيرة، وساعدهم جيشٌ روميٌّ بِقيادة تاتيكيوس، كما كان الإمبراطور يمُدُّهم تباعًا بِالإمدادات والمُؤن عن طريق البر والبحر. وحالت مناعة استحكامات المدينة بين المُحاصرين وبين مُهاجمتها فورًا، إذ أنَّ أسوارها التي امتدَّ طولها أربعة أميالٍ وارتفع عليها مائتان وأربعون بُرجًا بِالإضافة إلى المياه الضحلة التي أحاطت بها؛ شكَّلت عائقًا لم يتمكنوا من تذليله فورًا. لم يُرسل قلج أرسلان في بادئ الأمر قُوَّةً عسكريَّةً نحو الغرب لِلتصدِّي لِلزحف الصليبي، وآثر البقاء في الشرق بِسبب النزاع مع الدانشمنديين حول مُلكيَّة ملطية، ولم يُبدِّل رأيه إلَّا عندما طلبت منهُ الحامية الإسراع لِنجدة المدينة، إذ على الرُغم من ضخامتها فإنَّها احتاجت إلى إمداداتٍ خارجيَّةٍ سريعة، فأرسل طليعةً عسكريَّة ثُمَّ لحق بها بعد أن فكَّ الحصار عن ملطية. ولكنَّ طليعة الجيش السُلجُوقي لم تصل إلَّا بعد أن أحكم الصليبيُّون الحصار على المدينة، فلم تتمكَّن من الدُخُول في معركة، وانسحبت بعد مُناوشاتٍ فاشلةٍ وأخذت تترقَّب وُصُول قلج أرسلان مع جيشه الرئيس. حاولت الحامية بعد اشتداد الحصار على المدينة، وتأخَّرت القُوَّة السُلجُوقيَّة المُساندة؛ تسليمها إلى الإمبراطور البيزنطي، على إثر مُبادرةٍ قام بها هذا الأخير، فأرسل أحد قادته، المدعو عمانوئيل بوتوميتس (باليونانية: Μανουὴλ Βουτουμίτης) لِيتفاوض في أمر التسليم، إلَّا أنَّ المُفاوضات توقَّفت عندما علمت الحامية بِنبأ قُرب وُصُول قلج أرسلان، فانسحب الروم فورًا.

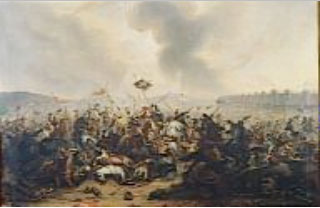
السلاجقة يُقاتلون الصليبيين على تُخُوم نيقية.

وصل قلج أرسلان إلى المدينة من جهة الجنوب، فبادر فورًا بِمُهاجمة الصليبيين المُحاصرين مُحاولًا بِذلك أن يشق له طريقًا يوصله إلى الداخل. ودارت بين الطرفين بعض المُناوشات استمرَّت يومًا واحدًا من دون أن يتمكَّن من ذلك، عندئذٍ آثر أن يترك المدينة تُواجه مصيرها، ثُمَّ انسحب إلى الجبال المُجاورة تاركًا لِلحامية حُريَّة التصرُّف. استمرَّ الحصار خمسة أسابيع تعرَّض الصليبيُّون خلالها لِخسائر فادحة في الأرواح نتيجة المُناوشات اليوميَّة مع الحامية، وحتَّى يرفعوا معنويَّاتهم ويُضعفوا معنويَّات المُسلمين، عمد الصليبيُّون إلى قطع عددٍ كبيرٍ من رُؤوس الأسرى، وثبَّتوها على الحِراب، ثُمَّ رفعوها وطافوا بها حول أسوار المدينة قبل أن يقذفوها إلى الداخل. أدَّت استحكامات المدينة بالغة المناعة دورًا بارزًا في إطالة أمد الحصار، كما أنَّ المُؤن التي كانت تدخل إليها عبر البُحيرة بِمُوافقة الإمبراطور البيزنطي رفعت معنويَّات المُحاصَرين. والرَّاجح أنَّ هذا الأخير أدرك صُعُوبة موقف الصليبيين فأراد أن يُثبت لِقادتهم أنَّ تعاونهم معه ضروري، وفعلًا اضطرَّ هؤلاء إلى التماس مُساعدته، وبناءً على طلبهم أمدَّهم بِأُسطُولٍ صغيرٍ منع وُصُول المُؤن إلى داخل المدينة عبر البُحيرة، وراح في الوقت نفسه يُخطِّط لِلاستيلاء عليها بِمعزلٍ عن الصليبيين، ذلك أنَّهُ توقَّع الغدر منهم وعدم التزامهم بِالاتفاق القاضي بِتسليم كُل المُدُن التي فتحها المُسلمون إلى الإمبراطوريَّة البيزنطيَّة.

صُورة شاملة تُظهر بُحيرة إزنيق ومُقابلها المدينة المُسمَّاة نسبةً لها، المُحيطة بِنيقية القديمة.

أدرك أفراد حامية المدينة بعد أن شاهدوا السُفُن العسكريَّة الروميَّة في البُحيرة أنَّ الإمبراطور البيزنطي عدَّل سياسته تجاههم وأنَّهُ من دون وُصُول المؤن إلى داخل المدينة عبر البُحيرة سيُعرِّض السُكَّان لِلمجاعة، لِذلك قرَّروا تسليم المدينة إلى الصليبيين، لكنَّ السُكَّان خشوا عُنف هؤلاء إذا دخلوا البلد، وفضَّلوا تسليمها إلى الإمبراطور، وجرت مُفاوضاتٌ بين أفراد الحامية ومُمثلين عنه بِقيادة عمانوئيل بوتوميتس. والحقيقة أنَّ الإمبراطور البيزنطي عمل على تخويف المُسلمين بأن صوَّر لهم مدى وحشيَّة الصليبيين، وبأنَّهم سيقتلون كُل من في المدينة عند سُقُوطها، في حين أنَّهُ هو يعدهم بِحفظ دمائهم وعدم نهب البلد، فوافق المُسلمون على ذلك، ولم تلبث الجُيُوش الصليبيَّة أن فوجئت بعد أسابيع الحصار الخمسة بِالرايات والأعلام الروميَّة ترتفعُ على أبراج المدينة كُلِّها، وبِوُصُول مندوب الإمبراطور البيزنطي لِيُعلن أنَّ المدينة أصبحت روميَّة، وأنَّ الصليبيُّون ممنوعون من دُخُولها (خوفًا من نهبها). وأتمَّ الإمبراطور عهده، فحفظ دماء المُسلمين وسمح لهم بِالخُرُوج من نيقية بِسلام، بل أعلن أنَّهُ على استعدادٍ لِإعادة زوجة قلج أرسلان وأُخته وولديه دون مُقابل. وفي 29 جُمادى الآخرة 490هـ المُوافق فيه 18 حُزيران (يونيو) 1097م، خرج المُسلمون من المدينة، فعادت تحت جناح الإمبراطوريَّة البيزنطيَّة بعد ستَّة عشر سنةً من فتح المُسلمين لها. أثارت حركة الإمبراطور البيزنطي حنق الصليبيين وشعروا بأنَّهم خُدعوا، وغضبوا جدًّا لِلتسامح الذي أبداه مع أهل المدينة، وكانوا يُريدونها عبرةً لِكُلِّ المُدُن، فازدادت الرواسب النفسيَّة السيِّئة بينهم وبين الروم، لكنَّهم لم يستطيعوا فعل شيءٍ بعد أن علموا أنَّهم يتعاملون مع قائدٍ قويٍّ مُحنَّك صاحب خبرة طويلة، ويقود دولةً تضرب جُذُورها في أعماق التاريخ. وعلى الرُغم من هذا، فقد ارتفعت معنويَّات الصليبيين ارتفاعًا كبيرًا، وزالت من نُفُوسهم أزمة سحق حملة الفُقراء بِقيادة بُطرس الناسك، ومن ثُمَّ ظهر تصميم القادة والأُمراء والجُند في غزو ديار الإسلام. كذلك ارتفعت معنويَّات الروم ارتفاعًا ملحوظًا، إذ أنَّ سُقُوط نيقية مثَّل لهم أوَّل ثأرٍ لِكرامة الإمبراطوريَّة البيزنطيَّة بعد هزيمة ملاذكرد النكراء. أمَّا المُسلمون فقد هبطت معنويَّاتهم نظرًا لِأن سُقُوط العاصمة السُلجُوقيَّة، وهي أمنع بلاد آسيا الصُغرى، أنذر بسُهُولة سُقُوط المُدن الأُخرى، الأمر الذي دفع قلج أرسلان إلى إجراء مُفاوضاتٍ مع الأمير الدانشمندي كمشتكين أحمد بن غازي من أجل تجميد خلافاتهما والتعاون لِمواجهة الغزو الصليبي الذي يُهدِّدهما سويًّا.

### واقعة ضورليم والاستيلاء على قونية

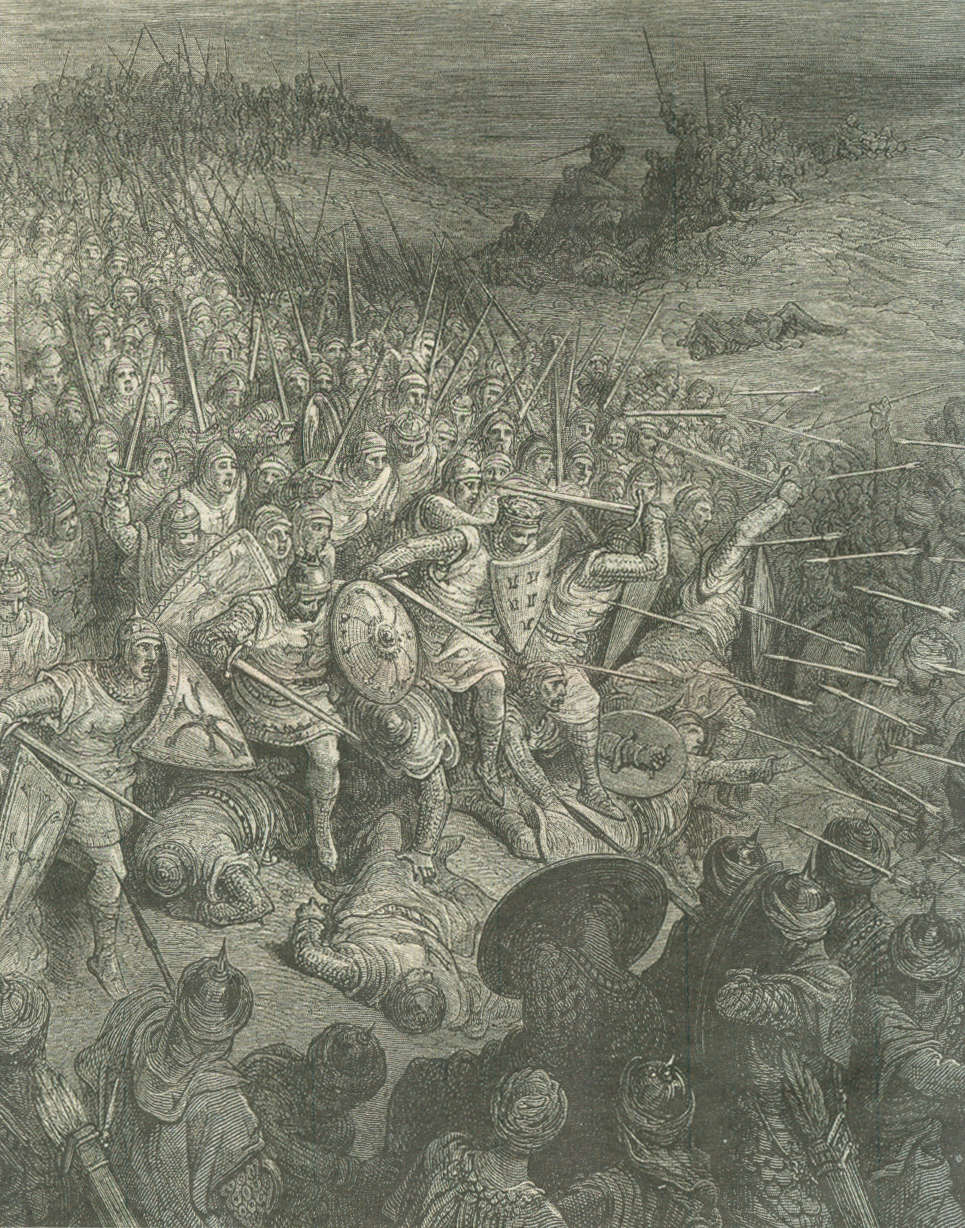
رسمٌ بِريشة گوستاڤ دوريه يُصوِّرُ اقتتال المُسلمين والصليبيين عند خرائب ضورليم.

أسفرت المُفاوضات بين السلاجقة والدانشمنديين عن عقد هُدنةٍ بينهما، كما اتحدا لِلتصدِّي لِلزحف الصليبي الذي وصل إلى قبادوقية، وتناسيا مُؤقتًا تنافُسهما بِشأن ملطية. وهكذا اتحد المُسلمون جميعهم في آسيا الصُغرى لِلتصدي لِلصليبيين في سُهُول ضورليم. استأنف الصليبيُّون سيرهم بعد استراحة أُسبُوعٍ على سُقُوط نيقية، عبر فريجيا مُتخذين الطريق الروماني الذي يمُرُّ في ضورليم وفيلوميليوم وقونية وُصُولًا إلى طرسوس، وصحبتهم سريَّة من القُوَّات الروميَّة بِقيادة تاتيكيوس، فتوقَّفوا في قرية «لويكي»، وعقدوا فيها مجلسًا عسكريًّا حدَّدوا خلاله خطَّة الزحف، وتقرَّر تقسيم الجيش الصليبي إلى قسمين لِتسهيل عمليَّة التموين أثناء الزحف، والقضاء على المُقاومة السُلجُوقيَّة في أكبر مساحةٍ مُمكنة. تألَّف القسم الأوَّل من الجيش من نورمان جنوبي إيطاليا، وشمالي فرنسا أتباع بوهيموند وتانكرد، وجُنُود روبرت الثاني قُمَّس الفلمنك، وأسطفان قُمَّس بلوة فضلًا عن الأدلَّاء الروم وقادة بوهيموند. وتألَّف القسم الآخر من جُنُود جنوبي فرنسا ولوثرنجية أتباع گُدفري البويني وريمُند الأطرانطي، وجُنُود هيوج الفرماندوي، وقادة ريمُند الرابع. وتقرَّر أن يلتقيا في ضورليم بعد أن يسيرا بِشكلٍ مُتوازٍ تفصل بينهما سبعة أميال، وينطلق الواحد منهما قبل الآخر بِيومٍ فقط.
تقدَّم الجيش الصليبي بِقسميه إلى منطقة السُهُول التي يسقيها أحد روافد نهر صقارية حيثُ كان المُسلمون يتربصون بهم، ويُعدُّ هذا المكان مُناسبًا لِمُمارسة فُرسانهم تكتيكهم العسكري. فانطلقوا عبر السهل بِخُيُولهم الخفيفة وراحوا يلتفُّون حول القسم الأوَّل من الجيش المُتقدِّم من دون أن يشتبكوا به. وفي هذا اللقاء، تعرَّف الصليبيُّون على أولى مظاهر الحضارة الإسلاميَّة التي كانوا يجهلونها ثُمَّ اقتبسوها فيما بعد، وهي المُوسيقى العسكريَّة القويَّة المُثيرة، فقد دُهشوا لمَّا قابلوا جُيُوش السلاجقة ومعها فرقٌ موسيقيَّة تقرع الطُبُول وتنفخ في الأبواق لِإثارة حمية الجُند، فانتاب بعضهم الهلع في بادئ الأمر، وفي ذلك يقول وليم الصوري:
| الحملة الصليبية الأولى | حِيْنَ أَخَذَ جَيْشُ التُّرْكِ فِي الاقْتِرَابِ تَعَالَت فِي المُعَسْكَرِ ضَجَّةٌ هَائِلَةٌ لَم يَعُد أَحَدٌ يُدرِكُ مَعَهَا أَو يَسْتَبِينَ مِنهَا كَلِمَةٌ مِمَّا يُقَال، فَلَم يَكُن يُسْمَعُ إِلَّا صَلِيْلَ السِّلَاحِ، وَصَهِيلَ الخَيْلِ، وَقَرَعَ الطُّبُولِ ونَفْخُ الأَبْوَاقِ، وَهِتَافَاتِ العَسْكَرِ الحَمَاسِيَّةِ الَّتِي تَعَالَت حَتَّى خُيِّل أَنَّها تَبْلُغُ عَنَانَ السَّمَاءِ. مِمَّا أَوْقَعَ الفَزَعَ فِي قُلُوبِ مَن لَم يَألَفُوا شُهُودَ مِثْلَ هّذَا المَوْقِف | الحملة الصليبية الأولى |

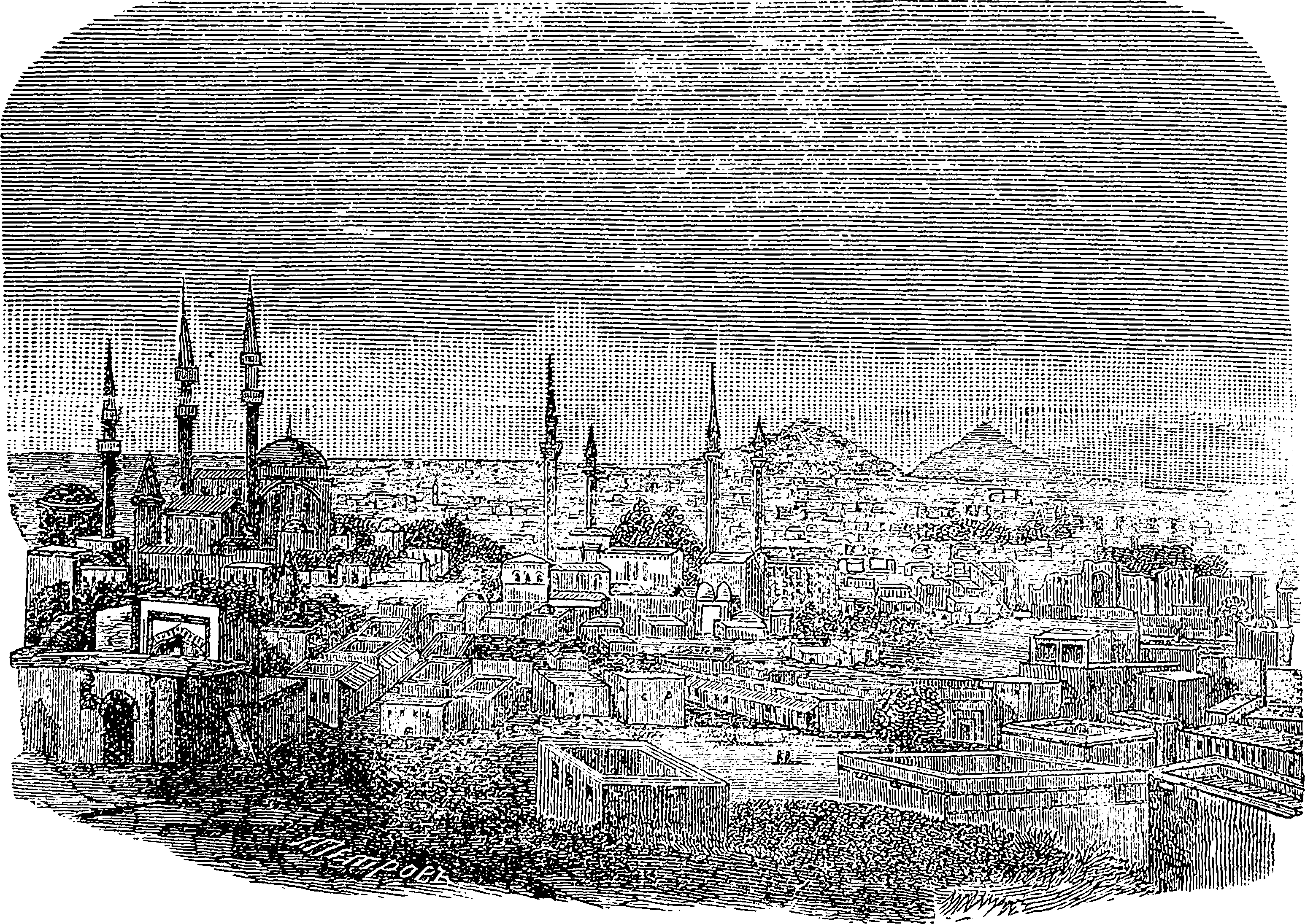
رسمٌ لِمدينة قونية يعود لِسنة 1891م. دخلها الصليبيُّون بُعيد انتصارهم في ضورليم لِيجدوها خاويةً على عروشها باستثناء بعض أهلها من الأرمن.

حرص الصليبيُّون من جانبهم ألَّا يُفرِّقهم المُسلمون أو يُفاجئونهم بِخوض معركةٍ لم يستعدُّوا لها، لِذلك عسكروا في 27 رجب المُوافق فيه 30 حُزيران (يونيو) قُرب خرائب ضورليم. ظهر المُسلمون في صبيحة اليوم التالي، وباشروا فورًا بِتطويق الصليبيين والضغط عليهم. وجرى اشتباكٌ بين الطرفين رجحت فيه الكفَّةُ الإسلاميَّة بدايةً. ودامت المعركة ساعاتٌ عدَّة قبل أن يصل القسم الآخر من الجيش الصليبي ويشترك في القتال. وانسحب قلج أرسلان إلى داخل هضبة الأناضول عندما أدرك أنَّ لا فائدة تُرجى من استمرار القتال. بلغت الخسائر في الأرواح عند الطرفين أقل ممَّا توقَّع أيٌّ منهما، وعانى المُسلمون في العشر دقائق الأخيرة عندما حاصر الصليبيُّون جناحهم الأيسر، وأُصيب بوهيموند بِجراح، واستولى الصليبيُّون على المدينة. كان لِمعركة ضورليم تأثيرٌ بالغ السوء على أوضاع السلاجقة، إذ بهزيمتهم خسروا بعض ما كسبوه خِلال أكثر من عشرين سنة مُنذُ واقعة ملاذكرد، إلَّا أنَّهم كسبوا احترام الصليبيين وإعجابهم بما تحلُّوا به من شجاعةٍ وبما طبَّقوه من أساليبٍ علميَّةٍ في فُنُون الحرب، بحيثُ قال المُؤرِّخ المجهول صاحب حوليَّة «أعمال الفرنجة وحُجَّاج بيت المقدس» (باللاتينية: Gesta Francorum et aliorum Hierosolimitanorum): «لَوْ كَانَ التُّرْكُ نَصَارَى لِكَانُوا أَشْرَفَ الْأَجْنَاسِ».
بعد أن استراح الصليبيُّون يومين عند ضورليم، واصلوا زحفهم في 4 تمُّوز (يوليو) في الاتجاه الجنوبي الشرقي عبر فريجيا. ويبدو أنَّهم صادفوا كثيرًا من المتاعب في تلك المرحلة بِسبب صُعُوبة الأرض وقلَّة الزاد ونُدرة الماء وارتفاع درجة حرارة الصيف، حتَّى هلكت مُعظم خُيُولهم ودوابهم ولم يجدوا ما يحمل متاعهم وأثقالهم. ومع ذلك استمرَّ الصليبيُّون يُقاسون الأمرَّين في زحفهم حتَّى وصلوا أخيرًا - حوالي مُنتصف شهر آب (أغسطس) 1097م - إلى سُهُول قونية الغنيَّة بِكلئها وشجرها. ولم يرَ الصليبيُّون ما يدُلُّ على أنَّ السلاجقة اعتزموا الدفاع عن قونية، وإنَّما ظهر أنَّ الخطَّة التي وضعها قلج أرسلان عقب الكارثة التي حلَّت بِجُيُوشه في ضورليم، استهدفت الانسحاب إلى الداخل وإخلاء المُدُن أمام الصليبيين. وكان أن دخل الصليبيُّون قونية لِيجدوها خالية الوفاض من الناس والزاد؛ إلَّا من بعض الأرمن الذين قدَّموا النُصح لِلصليبيين بِأخذ كميَّاتٍ كافيةٍ من الماء قبل أن يُقبلوا على اجتياز القفار الواقعة بين قونية وهرقلة. وقد حاول السلاجقة صدّ الصليبيين لآخر مرَّة عند المدينة سالِفة الذِكر، ولكنَّ مُحاولتهم باءت بِالفشل.

### حملة الروم على إيونية وفريجيا

خريطة تُظهر انكماش دولة سلاجقة الروم إلى قونية والمنطقة المُحيطة بها بُعيد انتصارات الصليبيين والروم، وحتَّى سنة 1100م.
تظهر أيضًا توسُّعات الدولة المذكورة خِلال القرنين التاليين وُصولًا إلى سنة 1243م.

كان سُقُوط نيقية ثُمَّ هزيمة قلج أرسلان وجُنُوده في موقعة ضورليم طعنةً قاتلةً لِهيبة السلاجقة ومكانتهم في الأناضول. وكما أنَّ سُقُوط نيقية في أيدي المُسلمين سنة 1081م أدَّى إلى استيلائهم بِسُهُولةٍ على جميع الأجزاء الغربيَّة من الأناضول، فكذلك جاء استيلاء الروم على هذه المدينة سنة 1097م بدايةً لِاسترداد الإمبراطوريَّة البيزنطيَّة لِذلك الجُزء الغربي من الأناضول بِرُمَّته. وعندما أوغل الصليبيُّون في قلب دولة سلاجقة الروم دون أن يُصادفوا مُقاومةً تُذكر؛ وجد صغار الأُمراء المُسلمين على شاطئ بحر إيجة - مثل أمير سميرنة وأمير أفسس - أنفُسهم مقطوعين عن دولتهم، فلم يستطيعوا المُقاومة طويلًا. ولا شكَّ في أنَّ الإمبراطور ألكسيوس كومنين هو الذي أفاد من تلك الأوضاع، فلم يلبث غداة الاستيلاء على نيقية أن أرسل إلى إيونية جيشًا يقوده صهره يُوحنَّا دوكاس وأُسطُولًا تحت قيادة «كازپاكس». كذلك اختار الإمبراطور البيزنطي - لِكي يفُتَّ في عضُد السلاجقة - أن يُرسل صحبة جيشه السابق مجموعةً من أسرى المُسلمين في نيقية، وبِصفةٍ خاصَّة زوجة قلج أرسلان نفسه. ولم تلبث هذه الخطَّة أن أفلحت وأحرزت نجاحًا كبيرًا، إذ استسلم فورًا أمير سميرنة ثُمَّ تبعه أمير أفسس. وعيَّن دوكاس قائد الأُسطُول «كازپاكس» حاكمًا على سميرنة، لكنَّ أحد الأهالي المُسلمين اغتاله قُبيل أن يستلم مهامه، فثار البحَّارة الروم وأوقعوا بالمُسلمين مذبحةً هائلةً دون أنَّ يتمكَّن دوكاس من منعهم، وحين هدئت ثائرة هؤلاء كانت الجمهرة الإسلاميَّة في المدينة قد أُبيدت عن بُكرة أبيها تقريبًا، فعيَّن دوكاس أحد القادة المدعو «هيالياس» حاكمًا على المدينة، وترك الأُسطول بِكامله لِيحرسها ويضبطها، وسار بِبقيَّة الجيش مُتابعًا تقدُّمه. أمَّا في أفسس، فقد أسر دوكاس نحو ألفيّ مُسلمٍ من أهلها، ونقلهم إلى جُزُر بحر إيجة، ثُمَّ سيطر على مدينتيّ سارد وفيلادلفية، ومنها انطلق نحو لاذيق التي فتحت أبوابها لِلروم فدخلوها سلمًا. وبعد أن نجح القائد البيزنطي في استرداد تلك الجهات حتَّى أنطالية، اتجه صوب الشمال الشرقيّ حيثُ أنزل هزيمةً بِالسلاجقة عند «بلوادين». وفي تلك الأثناء كان الإمبراطور البيزنطي قد أتمَّ السيطرة على بِثِينِيَة التي أخلاها المُسلمون عقب موقعة ضورليم. وهكذا تمَّ لِلروم استرداد الجُزء الغربي من الأناضول، ولم يبقَ أمام الإمبراطور ألكسيوس سوى الاتجاه نحو قيليقية والشَّام لِلحاق بِالصليبيين.

## السيطرة الصليبيَّة المُؤقَّتة على قيليقية

إقليم وبلاد قيليقية الواقع بين إقليميّ قبادوقيَّة والشَّام، وتبدو الثُغُور الشَّاميَّة الواقعة على الحدُود الروميَّة الإسلاميَّة.

ما أن وصل الصليبيُّون إلى هرقلة حتَّى انشقَّ كُلٌّ من تانكرد وبلدوين البولوني عن الجيش الرئيس وتوجَّها إلى قيليقية في الجُزء الجنوبي الشرقي من آسيا الصُغرى، لِيرويا ظمأهما بِتأسيس إماراتٍ فيها. والواقع إنَّ هذين الأميرين اشتهرا بِأنَّهما أكثر أُمراء الحملة الصليبيَّة الأولى حُبًا لِلمُخاطرة والمُجازفة، حتَّى أنَّ الحملة كانت في نظرهما لا تعدو مُجرَّد مُغامرة سياسيَّة وحربيَّة لِغزو الشرق. فقد رأى هذان القائدان أنَّهُ من الخطأ اتخاذ الطريق الطويل حول قبادوقية مارِّين بِقيصريَّة ومرعش؛ لِأنَّ هذه الدورة الطويلة ليس لها إلَّا مُبرِّر واحد هو الرغبة في تنفيذ الاتفاقيَّة بين الصليبيين والروم وتحطيم قُوَّة المُسلمين تمامًا في الأناضول، وتمكين الإمبراطوريَّة البيزنطيَّة من بسط سيطرتها على الأقاليم التي عُرفت فيما بعد باسم «أرمينية الصُغرى» التي يُشكِّلُ النصارى قسمًا كبيرًا من سُكَّانها. على أنَّ تانكرد كان لا يزال حتَّى ذلك الوقت مُمتنعًا عن الاعتراف بِالاتفاقيَّة بين الصليبيين والروم، ومن ثُمَّ كان حُرًّا في تصرُّفاته. ويبدو أنَّ بلدوين شارك تانكرد في كثيرٍ من آرائه ووجهة نظره، ومن ثُمَّ تجنَّب الاثنان طريق قبادوقية واتجها مُباشرةً نحو سُهُول قيليقية الخصبة التي كانت دومًا موضع نزاعٍ بين زُعماء الأرمن في سلسلة جبال طوروس من ناحية وأُمراء المُسلمين من ناحيةٍ أُخرى، بِصرف النظر عن حُقُوق الروم أنفسهم في تلك المنطقة. وبحسب بعض المصادر فإنَّ تانكرد وبلدوين لم ينفصلا عن الجيش من تلقاء نفسيهما، بل أُرسلا إلى تلك البلاد الخصبة في سبيل تأمين الأقوات اللازمة لِلجُنُود والأعلاف لِلخُيُول، لِيستطيعوا مُتابعة زحفهم على الشَّام.
وكانت قيليقية التي طالما دُمِّرت بلادها بِفعل الحُرُوب بين الروم والمُسلمين، قد عمَّرتها هجرة أرمنيَّة ضخمة في أواخر القرن الحادي عشر الميلادي، عندما اضطرَّت جُمُوعٌ غفيرةٌ من الأرمن - أمام فُتُوحات السلاجقة - إلى هجرة بلادهم حول بُحيرة وان والاتجاه جنوبًا صوب قيليقية. ولم يلبث أن صار ذلك الإقليم بين سنتيّ 1077 و1083م جُزءٌ من مُمتلكات القائد البيزنطي الأرمني الفَلَادرُوس بركاميوس (بالأرمنية: Փիլարտոս Վարաժնունի) الذي انشقَّ عن الروم وأسَّس أوَّل دولة أرمنيَّة في المنطقة. وبِسُقُوط هذه الدولة، استطاع المُسلمون أن يُخضعوا الجُزء الأعظم من سُهُول قيليقية وبِخاصَّةً مدينتيّ المصيصة وطرسوس. ومع ذلك فقد تمكَّن بعض زُعماء الأرمن من الاحتفاظ بِاستقلالهم مُحتمين بِجبال طوروس، ومن هؤلاء «روبان» الذي كان من رجال «كاكج الثاني البقرادوني» (بالأرمنية: Գագիկ Բ) آخر مُلُوك السُلالة البقرادونيَّة، وانتهى به الأمر إلى أن استقرَّ قُرابة سنة 1080م داخل جبال طوروس إلى الشمال الشرقي من سيس. وبعد روبان خلفه ابنه قُسطنطين الأوَّل الذي استطاع توسيع منطقة نُفُوذه في جميع أنحاء قيليقية. كما كان هُناك أميرٌ أرمنيٌّ آخر من الذين لاذوا بِجبال طوروس في تلك الفترة هو «أوشين» مُؤسس السُلالة الحيطوميَّة الشهيرة في تاريخ قيليقية الأرمنيَّة؛ وكان هذا الأمير الأخير يُسيطر على مدينة أضنة. وعلى هذه الصورة وجد تانكرد وبلدوين قيليقية عند وُصُولهما إليها في أواخر سنة 1097م، وبِصحبتهما بعض الأعوان والمُرشدين الأرمن الذي سهَّلوا لهما مُهمَّة الزحف.

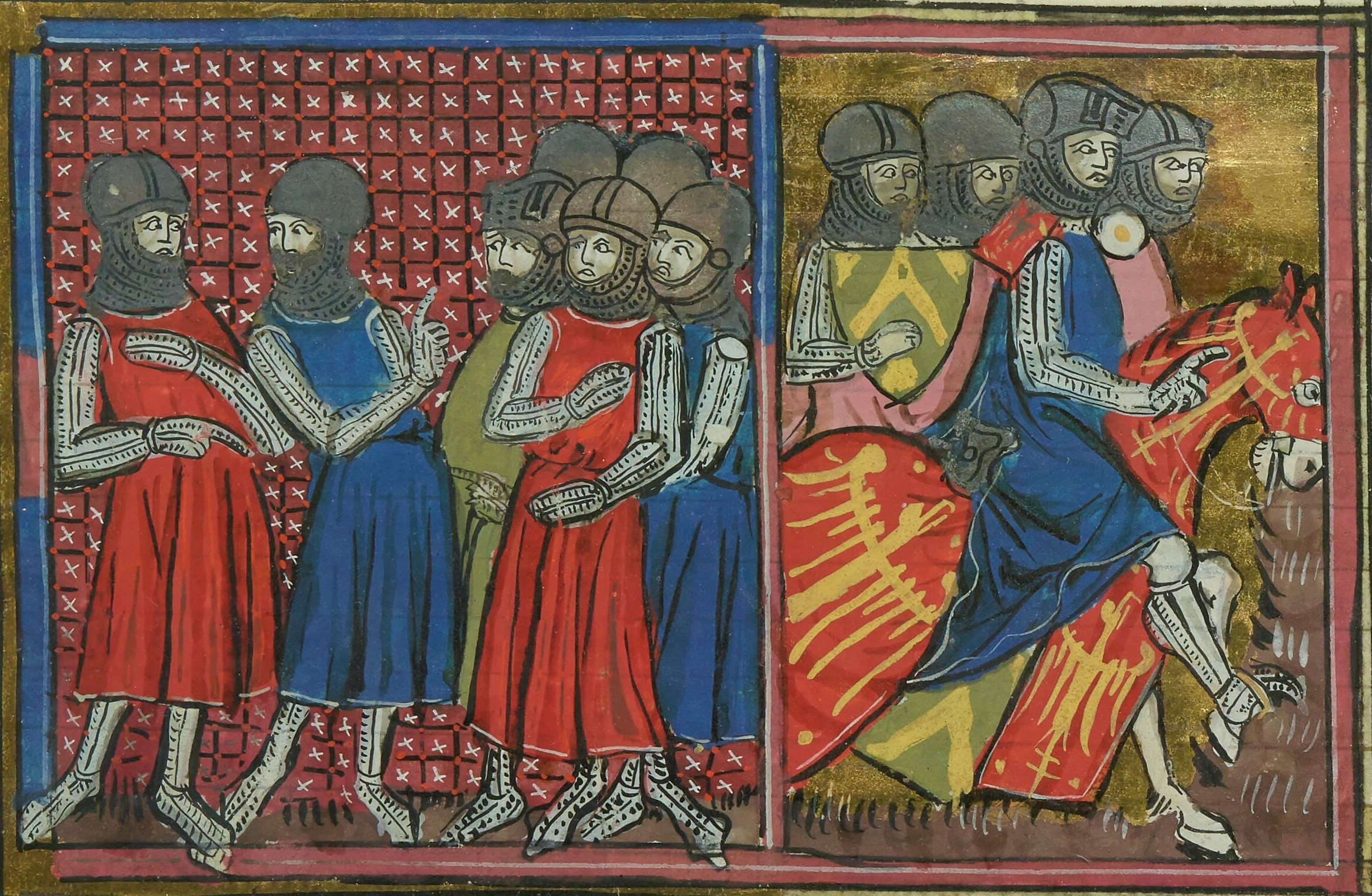
مُنمنمة إفرنجيَّة لِبلدوين مُحاطٌ بِفُرسانه.

توجَّه تانكرد نحو مدينة طرسوس على رأس قُوَّةٍ عسكريَّةٍ مُؤلَّفة من مائة فارس ومائتين من المُشاة، فتصدَّت لهُ الحامية السُلجُوقيَّة، غير أنَّهُ انتصر عليها. وتراجع المُسلمون إلى داخل المدينة وتحصَّنوا بها. ووصل في هذه الأثناء بلدوين على رأس قُوَّةٍ عسكريَّةٍ صليبيَّةٍ أُخرى مُؤلَّفة من خمسمائة فارس وألفين من المُشاة اشتركت في حصار المدينة، فأدرك المُسلمون عندئذٍ أنَّهم يُواجهون جُمُوعًا صليبيَّة كثيفة لا قِبل لهم بها، فآثرو الخُرُوج من المدينة والانسحاب منها، وبخاصَّةً أنَّ اتصالاتهم مع الحُكُومة السُلجُوقيَّة المركزيَّة كانت مقطوعة، ولا سبيل إلى المُقاومة. وفتح الطرسويُّون الأرمن أبواب المدينة لِلصليبيين الذين دخلوا إليها من دون قتال. وبِوُصُول الصليبيين إلى قيليقية بدأت تظهر بِوُضُوح أطماع أُمرائهم في تأسيس إماراتٍ خاصَّةٍ لهم في الشرق. فقد أثار سُقُوط طرسوس بيد تانكرد، بلدوين الذي عزَّ عليه أن ينفرد تانكرد بِحُكمها، فأراد أن يُنازعه عليها، فطلب منه أن يتنازل عنها لِصالحه، فاستشاط تانكرد غيظًا، غير أنَّهُ لم يسعه إلَّا المُوافقة بِفعل فارق القوى بينهما، فانسحب مع عساكره وتوجَّه شرقًا نحو أضنة، ودخل بلدوين طرسوس. ووصل في هذه الأثناء ثلاثمائة فارس نورماني لِمُساعدة تانكرد، فرفض بلدوين السماح لهم بِدُخُول المدينة خشية أن ينقلبوا ضدَّه، ما عرَّضهم لِخطر المُسلمين الذين أبادوهم، وقد أثارت هذه الكارثة الصليبيين جميعًا ضدَّ بلدوين وجماعته بِوصفهم المسؤولين عمَّا حلَّ بِتلك المجموعة من الصليبيين من قتلٍ على يد المُسلمين. وما حدث فجأةً من ظُهُور أُسطُولٍ مسيحيٍّ في خليج مرسين عند مصب نهر البردان بِقيادة «گاينمر البولوني» (بالفرنسية: Guynemer de Boulogne) وانضمامه إلى بلدوين، أن حصل هذا على ثلاثمائة من رجاله خصَّهم بِالدفاع عن المدينة، والرَّاجح أنَّهُ عيَّنه نائبًا عنه في حُكمها في حين تجهَّز هو لِلمسير إلى الشرق. وصل تانكرد إلى أضنة فوجدها تموجُ في الفوضى والاضطراب بِفعل التنازع عليها بين المُسلمين والأرمن بِزعامة «أوشين» أمير قلعة نمرون، وبعض الصليبيين بِزعامة فارسٍ برغونيّ اسمه «وولف». فانسحب المُسلمون من المدينة عندما علموا بِوُصُوله ورحَّب به الأمير أوشين واعترف بِسُلطته وسيادته عليها، غير أنَّهُ ألحَّ عليه أن يمضي إلى المصيصة لِإنقاذ سُكَّانها من ضغط السلاجقة، وكان حريصًا على أن يرى الصليبيين ينفذون إلى دائرة نُفُوذ خصمه النهم قُسطنطين بن روبان، فوصل إليها في شهر ذي القعدة 490هـ المُوافق لِشهر تشرين الأوَّل (أكتوبر) 1097م وتسلَّمها من أهلها الأرمن، فلحق به بلدوين، وهُنا ظهر التنافُس بين الرجُلين مرَّةً أُخرى. أغلق تانكرد أبواب المدينة في وجه خصمه الذي اضطرَّ إلى المُرابطة مع قُوَّاته خارجها، وجرى قتالٌ بين القُوَّتين، ولكنَّهُ انتهى بِعقد الصُلح.
قرَّر بلدوين أنَّ إمارته المُقبلة لن تكون في قيليقية، ولعلَّ مُناخها الرطب ووخامتها جعله يعدل عن اتخاذها إمارةً أو أنَّهُ شعر بِأنَّهُ سيكون شديد القُرب من الإمبراطور البيزنطي وسُلطته المُتنامية، وحثَّه مُستشاره الأرمني «بقراط» على السير شرقًا حيثُ كان الأرمن يلتمسون مُساعدته، فغادر المنطقة ولحق بِالجيش الصليبي الرئيس في مرعش. ولم يبقَ تانكرد طويلًا في المصيصة بعد رحيل بلدوين عنها، فغادرها إلى الجنوب بعد أن ترك فيها حاميةٌ عسكريَّة، وانضمَّ إليه «گاينمر» مع عسكره، فوصل إلى الإسكندرونة فأذعنت لهُ حاميتها، ثُمَّ عبر سلسلة جبال الأمانوس مُخترقًا أبواب الشَّام لِينضم إلى الجيش الصليبي الرئيس. الواقع أنَّ مُغامرة قيليقية لم يفد منها تانكرد وبلدوين إذ أنَّ كُلًّا منهما أدرك أنَّ لا جدوى من إقامة إمارةٍ بها، لأنَّ الحاميات التي تركها الصليبيُّون في طرسوس وأضنة والمصيصة، لم يكن بِوسعها مُقاومة هُجُومٍ إسلاميٍّ واسع، إنَّما تمكَّنت من منع الفرق السُلجُوقيَّة المُتفرِّقة في أنحاء المنطقة من استخدام قيليقية قاعدةً لِشن الهجمات على الجناح الصليبي أثناء دُخُول الصليبيين الديار الشَّاميَّة ومُهاجمتهم أنطاكية، وكان من المُؤكَّد أنَّ الهيمنة الإسلاميَّة في هذه المنطقة قد انتهت، وأنَّ الأرمن سيستقلون بها.

## تأسيس قُمَّسيَّة الرُّها

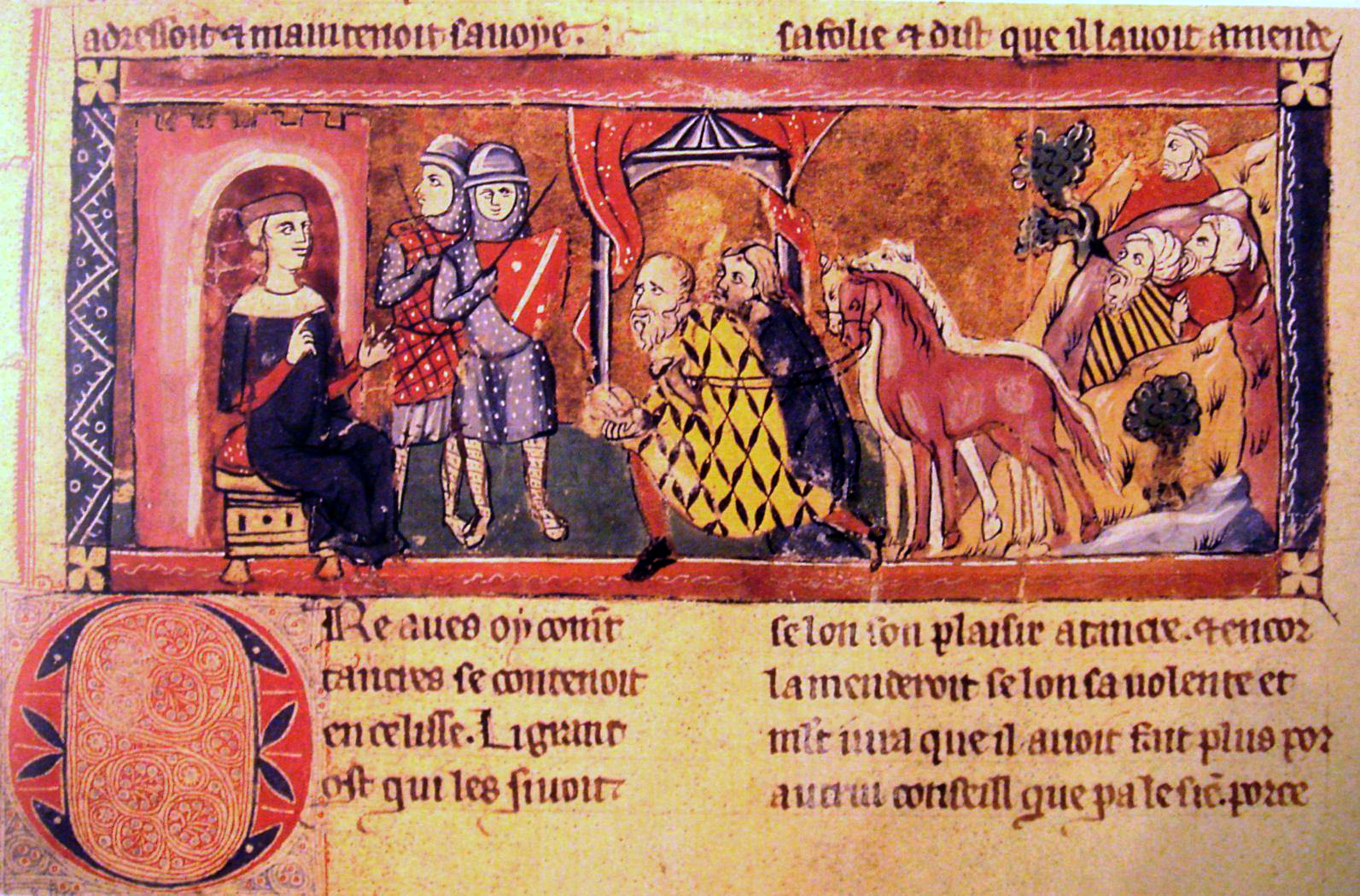
بلدوين يستقبل المندوب الأرمني المُرسل من طرف طوروس بن حيطوم.

بعد أن مكث بلدوين يومين في مرعش، اجتمع خلالها بِشقيقه گُدفري الذي كان يُعالج من جراحٍ سبَّبها لهُ دُبٌ أثناء رحلة صيد، وبِزوجته «گودهيلد» (بالفرنسية: Godehilde) التي كانت تُعاني سكرات الموت، بعد فقدها أولادها الذين ماتوا من التعب وشدَّة القيظ؛ فلم يكد يراها حتَّى فارقت الحياة، فضاق به المقام، خُصوصًا بعد أن ناصبه العداء بعض القادة من الصليبيين، لِسوء أفعاله مع تانكرد، فترك الجيش الصليبي وتوجَّه نحو حصنيّ تل باشر والراوندان، وتحت إمرته خمسُمائةٍ من الفُرسان وألفان من المُشاة؛ وبِمعيَّته حليفه الأرمني «بقراط»، الذي أشار عليه بِاحتلالهما، وأطمعهُ بهما؛ ففعل وحالفه الحظ، فاستولى على هذين الحصنين وطرد السلاجقة منهُما، وذلك بِمُعاونة أهليهما الأرمن الثائرين. كما تمكَّن من أخذ عدَّة حُصُونٍ وقلاعٍ أُخرى، بِطريقه إليهما، بحيثُ أدَّى ذلك إلى انتزاع منطقةٍ واسعةٍ من يد المُسلمين. ولمَّا استتبَّ الأمر لِبلدوين، أقام حليفه بقراط حاكمًا على الراوندان، وقائدًا أرمنيًّا آخر يُدعى «حديد» حاكمًا على تل باشر. وعلى أثر انتشار نبأ استيلاء بلدوين على تلك المنطقة، ونظرًا لِما كان يأمله الأرمن من مُساعدةٍ على يد الصليبيين ضدَّ السلاجقة، طمعًا بِاستقلالهم في المناطق التي بسطوا سيطرتهم عليها مُنذُ هجرتهم إليها في أوائل القرن الحادي عشر الميلادي. فقد أرسل صاحب مدينة الرُّها طوروس بن حيطوم الأرمني، الشهير بِـ«طوروس القربُلاط» (بالأرمنية: Թորոս կուրապաղատ) مندوبًا من قبله إلى بلدوين يطلب منهُ المجيء إليه لِمُؤازرته في حربه مع جيرانه السلاجقة، ومن المعروف أنَّ طوروس هذا كان نائبًا لِأمير دمشق تُتُش بن ألب أرسلان، شقيق السُلطان ملكشاه، في مدينة الرُّها التابعة لِإمارة دمشق السُلجُوقيَّة، وكان ذلك في شهر شُباط (فبراير) 1098م. أضف إلى ذلك، فإنَّ طوروس المذكور كان ملكانيَّا يتبع كنيسة الروم الأرثوذكس، الأمر الذي جعله مكروهًا من رعاياه المونوفيزيين أتباع الكنيسة الرسوليَّة الأرمنيَّة، وخشي أن يتعرَّض لِضغط أمير الموصل كربوقا الذي كان يعُدُّ جيشًا كبيرًا لِقتال الصليبيين، فخاف أن يكتسح به إمارته وغيرها من البلاد الأرمنيَّة، أثناء زحفه نحو الشَّام.

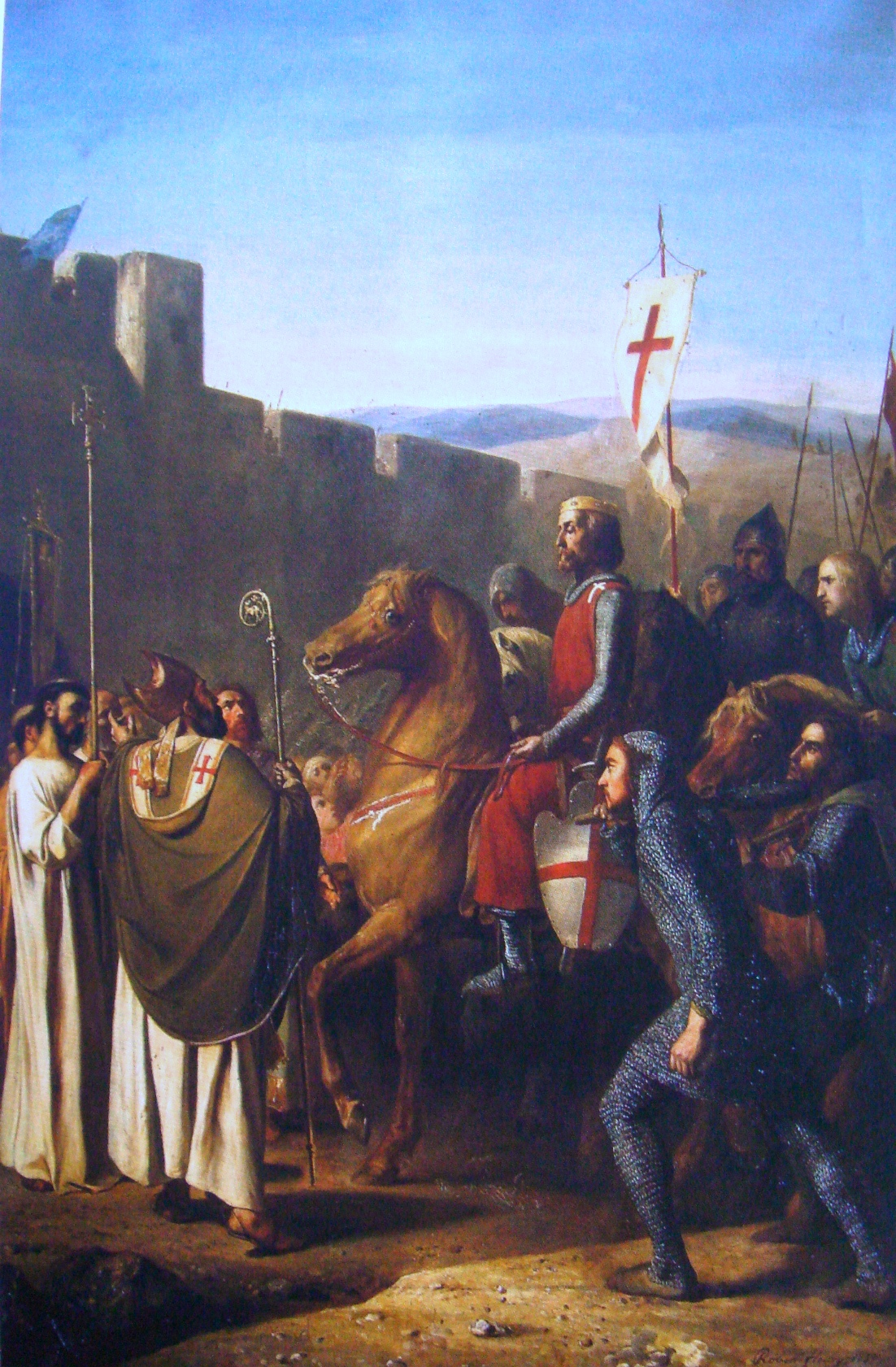
لوحة بِريشة الفرنسي جوزيف فلوري تُصوِّرُ أهل الرُّها يستقبلون بلدوين عند أبواب مدينتهم.

ساهمت هذه العوامل مُجتمعةً في تسريع استغاثة صاحب الرُّها بِالصليبيين، ومهما يكن من أمر، فإنَّ تلك الاستغاثة صادفت هوىً في نفس بلدوين لِما فيها من تحقيقٍ لِأطماعه السياسيَّة، فأسرع إلى الرُّها على رأس ثمانين فارسًا فقط، ووصل إليها في 1 ربيع الأوَّل 491هـ المُوافق فيه 6 شُباط (فبراير) 1098م، فاستقبله الأهالي استقبالًا حافلًا، وتبنَّاه طوروس بِأن لفَّهُ بِردائه تبعًا لِلتقاليد الأرمنيَّة، فعُدَّ بِذلك وريثه وشريكه في الحُكم. جديرٌ بِالذكر أنَّ طوروس فعل ذلك كونه لم يُرزق بِأبناءٍ يخلفونه في إمارة الرُّها وأعمالها. وبعد أن أخذ بلدوين راحته من عناء السفر، واطمأنَّ إلى موقف طوروس منه، طلب إليه هذا مُهاجمة مدينة سميساط واحتلالها. فهبَّ مع فُرسانه الثمانين وبِرفقته جيشٌ من الأرمن، وسار نحو هذه المدينة الحصينة لمُِهاجمتها، ففتحت لهُ أبوابها بعد أن كان السلاجقة قد انسحبوا منها، فدخلها سلمًا. على أنَّ جيشًا سُلجُوقيًّا لم يلبث أن عاد إلى المدينة وانقضَّ على بلدوين ومن معه، فهُزموا شرَّ هزيمة واضطرُّوا إلى الانسحاب، بعد أن لقي ألفٌ من جُند الأرمن مصرعهم في المعركة، مع بعض فُرسان الصليبيين. ورجع القائدان الصليبي والأرمني إلى الرُّها يجُرَّان أذيال الخيبة والعار، وقد استاء بلدوين من هذا الفشل وأبدى رغبته بِالعودة من حيثُ أتى، فدعاه طوروس لِلبقاء بِمعيَّته لِشدَّة حاجته لِمعونته، ونادى به خليفةً له في حُكم الرُّها، وهذا ما كان بلدوين يتمناه قلبيًّا. وهكذا صار هُناك نوعٌ من الوصاية اللاتينيَّة على إمارة الرُّها الأرمنيَّة؛ وبِحُكم هذه الوصاية أصبح العُنصر اللاتيني هو الوريث الطبيعي لِلبلاد وحلَّ مكان العُنصر الأرمني.
ويبدو أنَّ الأرمن في الرُّها كانوا مُنقسمين على أنفُسهم، فنقم بعضهم على طوروس بِسبب اعتناقه المذهب الملكاني كما أُسلف واعترافه بِنوعٍ من التبعيَّة لِلإمبراطور البيزنطي، فضلًا عن عجزه عن حماية محاصيلهم ومتاجرهم من غارات السلاجقة، وتعسُّفه في جمع الضرائب والأموال من الناس الخاضعين له. ولم تلبث أن أُتيحت الفُرصة لِأهل الرُّها لِلتعبير عن استيائهم بِوُصُول بلدوين إليهم، فقامت ثورة عارمة في المدينة أُجبر فيها طوروس على التنازل عن الحُكم لِصالح القائد الصليبي، وفي يوم 3 ربيع الآخر 491هـ المُوافق فيه 9 آذار (مارس) 1098م، حاول الأمير الأرمني الهرب من مدينته، فشاهده العوام وانقضوا عليه وقتلوه. ولا يُعرف ما كان موقف بلدوين من مقتل طوروس، وما إذا كان ضالعًا بِالمُؤامرة أم لا، فيقول المُؤرِّخ متَّى الرُّهَّاوي (بالأرمنية: Մատթեոս Ուռհայեցի): «إِنَّ بَلْدوِين كَانَ عَلَى اطِّلَاعٍ عَلَى مَا دَبَّرَهُ أخصام طُورُوس؛ وَوَافَقَ عَلَيْهِ، دُونَ أَنْ يَشْتَرِكَ بِقَتْلِه»، بينما يقول العكس كُلٌ من ڤوشيه الشارتري (بالفرنسية: Foucher de Chartres) وألبرت الآخني (بالألمانية: Albert von Aachen)، ويعتبران أنَّ بلدوين لم يكن ينوي شرًا لِمن أحسن إليه، وهذا رأي وليم الصوري أيضًا، الذي يقول:
| الحملة الصليبية الأولى | وَعَلَى الرَّغْمِ مِنْ أَنَّ بَلْدوِين سَعَى سَعْيًا صَادِقًا إلَى حِمَايَةِ الْحَاكِم، وَصَرَف كُلِّ أَذَىً يَنْزِلُ بِهِ عَلَى أَيْدِي الْمُوَاطِنِين، وَرَغَم أَنَّهُ بَذَلَ قُصَارَى جُهْدِهِ لِثَنْيِهِم عَمَّا اعتَزَمُوهُ إلَّا أَنَّهُ سُرْعَانَ مَا تَبَيَّنَ لَهُ فَشَلُ مُحَاوَلَاتِهِ وَذَهابِها أَدْرَاجَ الرِّيَاحِ، لِأَنّ غَضَّبَهُم عَلَى وَالَيْهِم كَانَ يَزْدَادُ عُمْقًا وَحِدَّةً شَيْئًا بَعْدَ شَيْءٍ. وَحِيْنَذَاك اِنْكَفَأ بَلْدوِين إلَى الْحَاكِمِ، وَمَحضَهُ النَّصِيحَةُ أَن يَتَّخِذَ مِنْ الإجْرَاءاتِ مَا شَاءَ لِتَأْمِين حَيَاتِهِ وَسَلَامَتِهَا، فَلَمَّا أَعْيَت الْحَاكِمُ كُلَّ السُّبُلِ فِي الْتِمَاسِ عِلَاجٍ لِلْأَمْرِ تَعَلَّق بِحَبْلٍ دَلاَّه مِنْ إحْدَى النَّوافِذ بَيْدَ أَنَّهُ هَلَكَ قَبْلَ أَنْ يَبْلُغَ الْأَرْض، إذ تَنَاوَشَهُ أَلْفَ سَهْمٍ مِنْ سِهَامِ الْقَوْمِ الَّذِينَ سَحَبُوهُ إلَى الْقَصْرِ جُثمَانًا هَامِدًا وَقَطَعُوا رَأْسَه، لَكِنَّ ذَلِكَ كُلِّهِ لَمْ يَشْفِ لَهُم غَلِيلًا | الحملة الصليبية الأولى |

خريطة تُصوِّرُ تبدُّل حُدُود قُمَّسيَّة الرُّها مُنذُ قيامها وحتَّى سُقُوطها على يد المُسلمين بِالإضافة لِموقع أبرز البلاد التي كانت تتبعها.

ومهما يكن من أمر، فقد أدَّت ثورة أهالي الرُّها المذكورة إلى أن أصبح بلدوين البولوني سيِّد المدينة وحاكمها وصاحب السُلطان فيها، ففي اليوم التالي لِمصرع طوروس، سارع أعيان الرُّها وأشرافها إلى مُبايعة بلدوين دوقًا عليهم، على أنَّهُ اتخذ لِنفسه لقب «قُمَّسُ الرُّها». وهكذا استطاع هذا القائد أن يُحقِّق آماله ويصل إلى أهدافه وأطماعه السياسيَّة بِتأسيس إمارةٍ لِنفسه ينفرد بِحُكمها، لِيكون بِذلك أوَّل قائدٍ صليبيٍّ يفعل ذلك. ولِتُصبح قُمَّسيَّة الرُّها أولى الدُويلات الصليبيَّة التي يُؤسسها اللاتين في المشرق الإسلامي. وسُرعان ما تحلَّل بلدوين من أي قيدٍ يربطه بِالعرش البيزنطي على اعتبار أنَّهُ تولَّى مقاليد الحُكم نتيجة ثورةٍ شعبيَّةٍ وبِتفويضٍ من أهل المدينة، فتناسى أنَّهُ وريث طوروس الذي ربطته بالإمبراطوريَّة البيزنطيَّة تبعيَّة مُعينة كما أُسلف. ولم يكن الإمبراطور الرومي ألكسيوس كومنين في مركزٍ يسمح لهُ بِتأكيد حُقوقه في الرُّها عندئذٍ، لِبُعدها عن مركز قُوَّته، ولذلك فضَّل التغاضي مُؤقتًا عن هذا الخرق لِاتفاقيَّة القُسطنطينيَّة وعن استقلال بلدوين بِالرُّها حتَّى تُمكنه الظُرُوف مُستقبلًا من تأكيد حُقُوق الروم في تلك المنطقة بِصورةٍ عمليَّة. وسُرعان ما أحسَّ بلدوين بِضرورة القيام بِبعض الأعمال التي تُعلي من شأنه في نظر رعاياه الجُدد من الأرمن وتُضفي على حُكمه قسطًا من الشرعيَّة والأهميَّة، فسعى إلى السيطرة على سميساط وانتزاعها من المُسلمين، لا سيَّما وأنَّ موقعها على الضفَّة المُقابلة لِلفُرات كان يُهدِّد الرُّها. ولم يضطر بلدوين إلى إراقة دماء جُنُوده في سبيل انتزاع المدينة سالِفة الذِكر، إذ سارع أميرها الذي أدرك صُعُوبة الدفاع عن إمارته وعرض على القائد الصليبي شراء سمسياط مُقابل عشرة آلاف دينارٍ ذهبيّ، ولمَّا كان بلدوين قد استولى على خزينة طوروس المليئة بالأموال والنفائس، فإنَّهُ لم يجد صُعُوبةً في تأمين المبلغ المطلوب، وأخذ سميساط دون عناء. ثُمَّ سعى بلدوين إلى السيطرة على مزيدٍ من البلاد في سبيل إتمام سيطرته على الرُّها وتأمين أراضيها، فيمَّم وجهه صوب سُرُوج وحاصرها حتَّى استسلمت، فدخلها وقتل كثيرًا من أهلها وسبى النساء وسمح لِجُنُوده أن ينهبوا ما بها من أموال، كما استولى على البيرة، وعلى كثيرٍ من بلاد شمالي الجزيرة الفُراتيَّة، فامتدَّت رُقعة إمارته فوق مساحةٍ من الأرض تقع شرق نهر الفُرات وغربه، وجاورت إمارة الموصل السُلجُوقيَّة، وهدَّدت مُدن ديار بكر مثل نُصيبين وماردين وحرَّان.

## الصليبيُّون أمام أنطاكية

### حصار أنطاكية

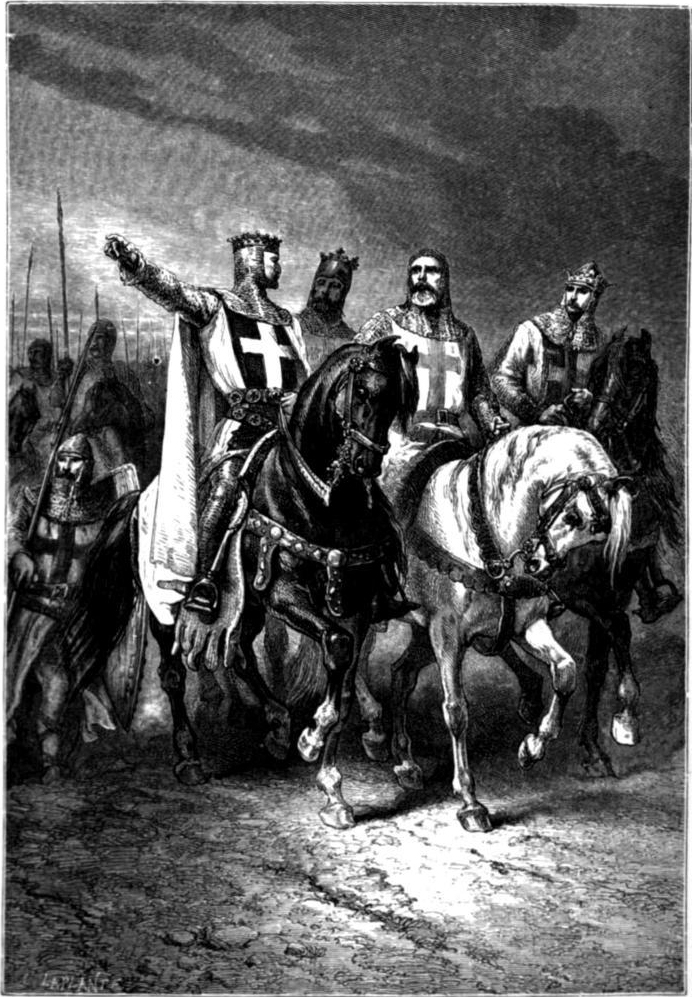
القادة الصليبيُّون الأربعة الذين شهدوا حصار أنطاكية، من اليمين إلى اليسار: تانكرد ثُمَّ ريمُند الصنجيلي ثُمَّ بوهيموند الأطرانطي ثُمَّ گُدفري البويني.

في الوقت الذي كان فيه بلدوين البولوني يعمل في مُحيط الأرمن بِالجزيرة الفُراتيَّة، زحفت بقيَّة الجُيُوش الصليبيَّة على شمال الشَّام قاصدةً أنطاكية، وهي العاصمة الروميَّة القديمة لِذلك الإقليم. وقد أحدث وُصُول الصليبيين إلى مشارف الشَّام هلعًا كبيرًا في قُلُوب الأهالي، لِأنَّ كثرة أعدادهم وطبيعة زحفهم جعلت الناس يشعرون أنَّهم أمام خطرٍ جديدٍ من نوعٍ غير عادي. وعبَّر عن ذلك ابن القلانسي بِقوله: «وَفِي هَذِهِ السَّنَةِ كَانَ مَبْدَأُ تَوَاصُل الْأَخْبَار بِظُهُور عَسَاكِر الْإِفْرِنْجِ مِنْ بَحْرِ الْقُسْطَنْطِينِيَّةِ فِي عَالَمٍ لَا يُحْصَى عَدَدُهُ كَثْرَةً وَتَتَابَعَت الْأَنْبَاء بِذَلِك فَقَلَقَ النَّاسُ لِسَمَاعِهَا وَانزَعَجُوا لِاشْتِهَارِهَا». وكان الصليبيُّون قد غادروا مرعش في شهر تشرين الأوَّل (أكتوبر) 1097م بعد أن تزوَّدوا بِالطعام والماء ثُمَّ استولوا على حصن بغراس وقلعة أرتاح في الطريق؛ ولم تلبث أن وصلت طلائعهم بِقيادة بوهيموند الأطرانطي إلى مدينة أنطاكية في 12 ذي القعدة 490هـ المُوافق فيه 21 تشرين الأوَّل (أكتوبر) 1097م. وكانت المدينة المذكورة حينذاك تحت حُكم أميرٍ سُلجُوقيّ هو مُؤيِّد الدين ياغي سيان بن مُحمَّد التُركُماني، من رجال السُلطان ملكشاه. وكان ياغي سيانٍ هذا على درجةٍ من الكفاية مكَّنته من اكتساب رضاء تُتُش أمير دمشق، شقيق السُلطان ملكشاه، الذي شكَّلت أنطاكية جُزءًا من أملاكه، حتَّى إذا ما توفَّى تُتُش ظلَّ ياغي سيان مُحتفظًا بِأنطاكية. وهكذا قُدِّر لِذلك الأمير أن يتولَّى الدفاع عن هذه المدينة العتيقة ضدَّ جحافل الصليبيين. ومن المعروف أنَّ هؤلاء وجدوا خلال طريقهم إلى أنطاكية مُعاونةً كبيرةً من جانب الأرمن والسُريان إذ كانوا يثبون على حاميات المُدُن ويطعنونها من الخلف، وبِذلك يُيسرون السبيل أمام الزاحفين الغربيين، حتَّى أنَّ قُوَّات الصليبيين لمَّا أغارت على أعمال أنطاكية وجدت الأُمُور هيِّنة أمامها بِفضل وُثُوب الأرمن على الحاميات، ممَّا شجَّع أهالي بقيَّة النواحي على فعل الأمر ذاته. ويظهر أنَّ استبداد ياغي سيان وتعسُّفه كان لهُ أثرٌ كبيرٌ في استياء النصارى في شمال الشَّام ممَّا جعلهم يميلون نحو الصليبيين ويطلبون العون منهم؛ يقول ابن العديم: «…وَفَعَلَ أَهْلُ أَرْتَاح مِثْلَ ذَلِكَ وَاستَدعُوا الْمَدَد مِن الْفِرِنْج. وَهَذَا كُلُّهُ لِقُبْح سَيْرِه يَاغِي سِيَان وَظُلْمِهِ فِي بِلَادِهِ».

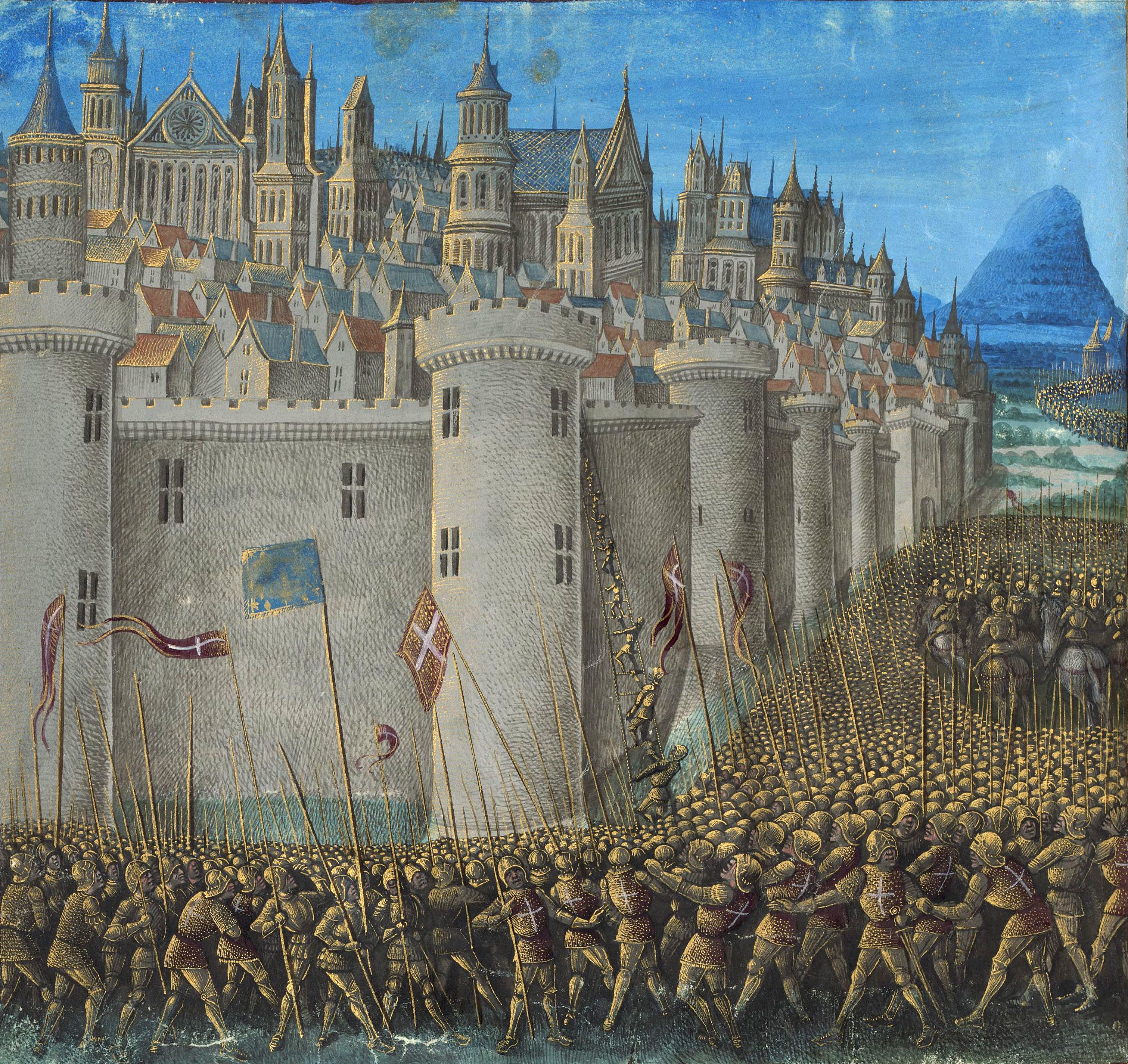
مُنمنمة فرنسيَّة تعود لِقُرابة سنة 1474م، تُصوِّرُ حصار الصليبيين لِأنطاكية.

أمَّا أنطاكية نفسها فكانت من أقوى مُدُن ذلك العصر تحصينًا بحيثُ لا يُمكن مُقارنتها في مناعتها وقُوَّة تحصينها إلَّا بالقُسطنطينيَّة. ذلك أنَّ الجبال العالية أحاطت بها من جهتيّ الجنوب والشرق، في حين كان يحُدُّها من الغرب مجرى نهر العاصي، ومن الشمال مُستنقعاتٌ وأحراش، فضلًا عن قلعةٍ حصينةٍ يصعُب الاستيلاء عليها. يقول ياقوت الحموي: «وَأَنْطاكِيَة: بَلَدٌ عَظِيمٌ ذُو سُوْرٍ وَفَصِيلٍ، وَلِسُورِهِ ثَلَاثُمِائَةٍ وَسِتُّونَ بُرْجًا يَطُوفُ عَلَيْهَا بِالنَّوْبَةِ أَرْبَعَةُ آلَافِ حَارِسٍ … وَشَكْلُ الْبَلَدِ كَنِصْف دَائِرَةٍ قِطْرُهَا يَتَّصِلُ بِجَبَلٍ، وَالسُّوْرُ يَصْعَدُ مَعَ الجَبَلِ إلَى قِلَّتِهِ فَتَتِمُّ دَائِرَة، وَفِي رَأْسِ الْجَبَلِ دَاخِلَ السُّورِ قَلْعَةٌ تَبِيْنُ لِبُعْدِهَا مِنْ الْبَلَدِ صَغِيرَة». وعندما وصل الصليبيُّون إلى المدينة، توزَّعوا على الشكل التالي: اتخذ بوهيموند ورجاله مواقعهم في الجهة الشماليَّة أي عند باب بولس، وعسكر كُلٌ من روبرت الثاني قُمَّس الفلمنك وروبرت قُمَّس نرمندية وهيوج قُمَّس فرماندوة وأسطفان قُمَّس بلوة بين باب بولس وباب الكلب. أمَّا ريمُند الصنجيلي والمندوب البابوي أدهمار ومعهما فُرسان بربنصة، فاستقرُّوا أيضًا على مقرُبةٍ من باب الكلب، إلى الجهة الغربيَّة منه. وأخيرًا عسكر گُدفري البويني في الجهة الشماليَّة الغربيَّة، أي في مُواجهة باب الجنينة. وظلَّ بابا الجسر في الناحية الشماليَّة والقدِّيس جرجس في القسم العُلُوي من الشرق من دون حصار لِأنَّهما مفتوحان على النهر، كما لم يكن بِوسع العساكر أن تُرابط في الأرض الواقعة إلى الجنوب من المدينة لِشدَّة انحدارها. وتجنَّب الصليبيُّون الاقتحام العاجل لِلمدينة رُغم أنَّ فُرصة نجاحهم كانت مُمكنة، وإلحاح ريمُند الصنجيلي على ذلك، ويبدو أنَّهم بنوا قرارهم على أساس أنَّ المدينة لم تكن قد حوصرت من جميع الجهات.

### رد فعل المُسلمين
الواضح أنَّهُ سهَّل مُهمَّة الصليبيين ما حدث من خلافاتٍ بين الحُكَّام المُسلمين في الشَّام آنذاك، وهُم ياغي سيان أمير أنطاكية ورضوان بن تُتُش أمير حلب، بِالإضافة إلى النزاعات بين الأخوين رضوان ودقَّاق أمير دمشق. وتفصيل ذلك أنَّ رضوانًا رغب في انتزاع دمشق من أخيه لشدَّة حُبِّه لها وتفضيله إيَّاها على سائر البلاد، كونه ترعرع فيها ويعرف محاسنها. فزحف بِصُحبة ياغي سيان على دمشق لِطرد دقَّاق منها، ولكنَّهُ فشل في ذلك وارتدَّ عائدًا إلى حلب. ولم يلبث أن ترك ياغي سيان جانب رضوان وانضمَّ إلى أخيه وغريمه دقَّاق، وأغراه على أن يُهاجم رضوان في حلب. ولكنَّ دقَّاق فشل هو الآخر في هُجُومه على حلب، على الرُغم من مُساعدة ياغي سيان له. وبِهذا حُرم ياغي سيان - بِخيانته لِأمير حلب - من الحُصُول على مُساعدة أقرب القوى الإسلاميَّة إليه عندما دهمه الخطر الصليبي في أنطاكية. وعند وُصُول الصليبيين إلى شماليّ الشَّام وشُرُوعهم بِالإغارة على القُرى المُحيطة بِأنطاكية، كان ياغي سيان في طريق عودته إلى المدينة قادمًا من شيزر، فانزعج ما أن علم بِالمُستجدات، ثُمَّ أخذ يلتمس الحُلفاء، فأرسل فورًا ابنه شمس الدولة إلى دقَّاق وأتابكه ظاهر الدين طُغتكين، كما أرسل ابنه الآخر مُحمَّد إلى سلاطين الشرق وأُمرائه، بما فيهم كربوقا صاحب الموصل، وكتب إلى جناح الدولة حُسين بن ملاعب الأشهبي صاحب حِمص، ووثَّاب بن محمود، وبني كلاب؛ يستحثهم على القُدُوم لِلجهاد ضدَّ الصليبيين. وتجنَّب ياغي سيان دعوة رضوان خوفًا من أن يُقدم صاحب حلب على التخلُّص منه وإعادة أنطاكية إلى حُكمه، ومن جهته فإنَّ رضوان لم يبذل لهُ المُساعدة نظرًا لِخيانته إيَّاه، على الرُغم ممَّا في ذلك من قصر نظرٍ سياسيٍّ.
أعدَّ دقَّاق حملةً لِإنقاذ المُسلمين في أنطاكية، ونهض طُغتكين وجناح الدولة لِلمُساعدة؛ وأدرك كربوقا الذي عُدَّ أهم الأُمراء المُسلمين في أعالي الجزيرة الفُراتيَّة، ما يُهدِّد ديار الإسلام كُلِّها من الخطر الصليبي، لِذلك أعدَّ جيشًا كبيرًا لِنجدة أنطاكية، وحشد ياغي سيان في تلك الأثناء كُلَّ ما لديه من أقواتٍ، وشرع في توفير المُؤن استعدادًا لِحصارٍ طويل. ومن جهتهم، انخرط الصليبيُّون في اللُعبة السياسيَّة في المشرق الإسلامي بعد أن فرضوا وُجُودهم في شماليّ الشَّام. فبالإضافة إلى أنَّهم وقفوا على أوضاع المُسلمين المُتردية، راحوا يبثُّون الطُمأنينة في نُفُوس الفاطميين ويُعطونهم صُورةً غير حقيقيَّة عن مشاريعهم في الشَّام، كما طمأنوا سلاجقة الشَّام بِأنَّهم لا يطمعون إلَّا في استرداد الأماكن والبُلدان التي كانت تابعة لِلروم في الماضي، أي الرُّها وأنطاكية واللاذقيَّة.

### مشروع التحالف الفاطمي الصليبي
من الأُمُور اللافتة لِلنظر، هو أنَّ المُسلمين ظلُّوا حتَّى ذلك الوقت لا يُدركون طبيعة الحركة الصليبيَّة وهدفها، بِدليل أنَّ الفاطميين في مصر فكَّروا في مشروعٍ لِلتحالف مع تلك القُوَّة الجديدة التي ظهرت في الشَّام، ضدَّ خُصُومهم من أهل السُنَّة والجماعة، أي العبَّاسيين في بغداد والسلاجقة في الشَّام. وكان صاحب السُلطة الفعليَّة في مصر عندئذٍ هو الوزير الأفضل شاهنشاه ابن بدر الدين الجمالي الذي ظلَّ يحكم البلاد طوال عهد الخليفة الفاطمي المُستعلي بالله والعشرين سنة الأولى من حُكم الخليفة الآمر بِأحكام الله. ويبدو عدم إدراك الأفضل لِحقيقة الحركة الصليبيَّة من أنَّهُ عندما رأى الصليبيين يُهاجمون السلاجقة - أعداء الفاطميين الألدَّاء - فكَّر في أن يُقيم تحالُفًا بينه وبين هؤلاء الغُزاة، بحيثُ تكون لهم أنطاكية وتكون بيت المقدس لِلفاطميين. ورُبَّما استند الأفضل في تفكيره هذا إلى بعض السوابق التاريخيَّة لأنَّ الإمبراطوريَّة البيزنطيَّة أيَّام صحوتها في القرن العاشر الميلادي لم تتعدَّ أملاكها في الشَّام مدينة أنطاكية، فظنَّ الأفضل أنَّ أولئك الصليبيين إنَّما أتوا لِيفعلوا مثلما فعل نقفور فوقاس ويُوحنَّا زمسكيس قبل ما يزيد عن قرنٍ. ولم يشأ الأفضل أن يُضيِّع الوقت، وإنما انتهز فُرصة الفوضى التي أصابت المُسلمين في الشَّام نتيجةً لِوُصُول الصليبيين، وأرسل جيشًا تمكَّن من السيطرة على بيت المقدس، وتسلَّمها من أميريها السُلجُوقيَّين سُقمان وإيلغازي ابنا أرتُق بن أكسب التُركُمانيّ، جدُّ الأراتقة.
وفي تلك الأثناء كانت سفارةٌ فاطميَّة من قِبل الأفضل قد وصلت إلى مُعسكر الصليبيين أمام أنطاكية. وهُناك في المراجع ما يُشيرُ إلى أنَّ الإمبراطور البيزنطي ألكسيوس كومنين كان قد نصح الصليبيين مُنذُ وُجُودهم في القُسطنطينيَّة، بأن يُحاولوا مُحالفة الفاطميين في مصر، ومع أنَّهُ لا يُوجد أي دليل يُثبت استجابة الصليبيين لِتلك النصيحة في ذلك الوقت، إلَّا أنَّ بعض المراجع اللاتينيَّة أشارت إلى أنَّهم أرسلوا من نيقية سفارةً إلى مصر. وإذا كان هذا الرأي ليس لهُ ما يُؤيده في بقيَّة المراجع الغربيَّة، إلَّا أنَّ الصليبيين لم ينسوا نصيحة الإمبراطور البيزنطي ممَّا جعلهم يُرحبون بِالسفارة التي أرسلها إليهم الأفضل في شهر صفر 491هـ المُوافق فيه شهر كانون الثاني (يناير) 1098م، أمام أنطاكية المُحاصرة. عرض الفاطميُّون على الصليبيُّون مشروعًا لِلتحالف تضمَّن البُنُود التالية: يتعاون الطرفان في القضاء على السلاجقة مُقابل أن ينفرد الصليبيين بِحُكم أنطاكية وشماليّ الشَّام، ويحتفظ الفاطميُّون بِبيت المقدس وجنوبيّ الشَّام، على أن يُسمح لِلصليبيين بِزيارة الأماكن المُقدَّسة في فلسطين، وتكون لهم الحُريَّة الكاملة في أداء شعائرهم الدينيَّة على ألَّا تزيد مُدَّة إقامتهم فيها عن شهرٍ واحد، وألَّا يدخُلُوها بِسُيُوفهم. أعطت هذه الأحداث فكرةً واضحةً لِلصليبيين عن مدى انقسام المُسلمين وصُعُوبة توحيدهم صُفُوفهم في وجههم، وصوَّرت المراجع اللاتينيَّة هذا الأمر بِوُضُوح، فقال وليم الصوري:
| الحملة الصليبية الأولى | يُضَافُ إلَى ذَلِكَ أَنَّ خَلِيفَة مِصْر - وَهُوَ أَقْوَى السَّلَاطِين الْمَارِقِين بِسَبَبِ كَثْرَة مَا لَدَيْهِ مِنْ الْمَالِ وَالرِّجَال - كَانَ قَدْ أَرْسَلَ رُسُلَهُ إلَى قَادَتِنَا، وَتَتَلَخَّص أَسْبَاب بَعَثَه إيَّاهُمْ إلَى وُجُودِ عَدَاوَةٍ مُتَأَصِّلَةٍ وَعَمِيقَةُ الجُذُورِ مُنْذُ سَنَواتٍ طَوِيلَةٍ بَيْنَ أَهْلِ الْمَشْرِقِ وَالْمِصْرِيِّين، وَهِي عَدَاوَةٌ نَاجِمَةٌ عَنْ اخْتِلَافِ مُعْتَقَدَاتِهِم الدِّينِيَّة بَعْضِهَا عَنْ بَعْضٍ، وَمُبَايَنَة مَذْهَب الْوَاحِد مِنْهُمْ لِمَذْهَبِ الْآخَر، وَظَلَّت هَذِه الْكَرَاهِيَة دُونَ انْقِطاعٍ حَتَّى يَوْمِنَا هَذَا، وَمِنْ ثَمَّ ظَلَّت هَاتَان المَملَكَتَان تُحَارِب كُلٌّ مِنْهُمَا الأُخْرَى حَرْبًا لَا هَوَادَةَ فِيهَا… وَكَان حَاكِمِ مِصْرَ يَنْظُرُ بِعَيْنِ الرِّيبَة إلَى كُلِّ تَوَسَّعٍ مِنْ جَانِبِ الْفُرَسِ أَوْ التُّرْكِ عَلَى السَّوَاءِ وَمِنْ ثَمَّ كَانَتْ فَرحَتُهُ بَالِغَةً حِينَ جَاءَتْهُ الْأَخْبَار بِضَيَاع نِيقِيَة مِنْ يَدِ قِلج أَرسَلَان، وَبِهَزِيمَةِ جَيْشِهِ فِيهَا، وَأثْلَجَ صَدْرِه مَا عَلِمَهُ مِنْ قِيَامِ الصَّلِيبيِّين بِحِصَارِ أَنْطَاكِيَة، وَعَدَّ كُلّ خَسَارَة تُصِيبُ الْأَتْرَاكِ مَكْسَبًا لَهُ… | الحملة الصليبية الأولى |

ومهما يكن من أمرٍ فقد صحَّ حساب الأفضل في أوَّل الأمر، لأنَّ السلاجقة كانوا مشغولين بِالغزو الصليبي وإقامة جبهة في الشمال ضدَّ الغربيين الغُزاة، فلم يتمكنوا من إرسال نجدةٍ لِأقربائهم في بيت المقدس ترُدُّ عادية الفاطميين. وفي الوقت نفسه استفاد الصليبيُّون فائدةً كُبرى من تلك الخُطوة التي اتخذها الفاطميُّون، لِأنَّ تهديد الأفضل لِفلسطين وبيت المقدس سبَّب ارتباكًا لِلسلاجقة في أشد الأوقات حرجًا. هذا فضلًا عن أنَّ السفارة التي أرسلها الفاطميُّون إلى الصليبيين عند أنطاكية، أكسبت أولئك الأخيرين وضعًا سياسيًّا مُعترفًا به في رُكنٍ هامٍّ من أركان ديار الإسلام. ويذكر ابن الأثير كيف أخذ الصليبيُّون ينهضون بِدورهم في مهارةٍ بالغةٍ عندئذٍ، فلم يكتفوا بِبث الطمأنينة في نُفُوس الفاطميين، وإعطائهم صورة غير حقيقيَّة عن مشروعاتهم في الشَّام، وإنما حاولوا أيضًا أن يُسدلوا غشاوةً على أبصار سلاجقة دمشق؛ فأرسلوا إلى دقَّاق يُطمئنوه على مصيره ويُؤكدون له أنَّهم لا يطمعون إلَّا في استرداد الأماكن والبُلدان التي كانت تابعة لِلروم فيما مضى؛ أي الرُّها وأنطاكية واللاذقيَّة: «وَكَان الْفِرِنْج قَد كَاتَبُوا صَاحِبَ حَلَب وَدِمَشْق بِأنَّنَا لَا نَقْصِدُ غَيْرِ الْبِلَادِ الَّتِي كَانَتْ بِيَدِ الرُّوم لَا نَطَلبُ سِوَاهَا، مَكْرًا وَخَدِيعَةً حَتَّى لَا يُسَاعِدُوا صَاحِبَ أَنْطَاكِيَة». وبهذا خطَّط الصليبيُّون لِمُواجهة القوى الإسلاميَّة مُنفردةً والتهام إمارةً بعد أُخرى ومدينةً تلو مدينة من الإمارات والمُدن الإسلاميَّة بِالشَّام.

### واقعة البارة
لم تمضِ ثلاثة أشهر على بداية حصار أنطاكية حتَّى بدأ الصليبيُّون يُعانون من نقص المُؤن، فاجتمع زُعماؤهم لِتدبير وسائل الحُصُول عليها، وتقرَّر تشكيل فرقٌ لِسلب ونهب المناطق الريفيَّة المُجاورة وبخاصَّةً في حوض نهر العاصي، والحُصُول على ما تحويه من مُؤنٍ وغذاء. لكنَّ كميَّة الطعام التي كانوا قد نهبوها من قبل في هذه المناطق، أرهقت الموارد المحليَّة، فلم يجدوا ما ينهبونه، كما أنَّ المُسلمين بدأوا يُدافعون عن أرزاقهم بِشكلٍ مُنظَّمٍ، فكانوا ينقضُّون على فرق السلب والنهب ويُقاتلونها، وبادر العديد منهم إلى نقل قُطعانهم ومواشيهم إلى الجبال البعيدة التي لم يكن الصليبيُّون قادرون على التوغُّل فيها، وإن قُدِّر لهم النجاح فإنَّهُ لم يكن من الهيِّن أن يغنموا شيئًا.
وتجمَّعت في غُضُون ذلك نجدةٌ إسلاميَّة قُرب شيزر لِإنقاذ أنطاكية على رأسها دقَّاق وطُغتكين وجناح الدولة حُسين. وعلم هؤلاء بِأنَّ قُوَّةً صليبيَّةً بِقيادة بوهيموند وروبرت قُمَّس الفلمنك شوهدت تزحف على امتداد نهر العاصي بحثًا عن الأقوات، فقرَّروا الاصطدام بها. وفي 23 مُحرَّم 491هـ المُوافق فيه 31 كانون الأوَّل (ديسمبر) 1097م، تقابل الجمعان عند البارة حيثُ دارت بينهما معركة كانت نتيجتها غير واضحة، فقد انسحب المُسلمون بعد أن كبَّدوا الصليبيين خسائر كبيرة وأجبروهم على إيقاف سعيهم وراء المُؤن والعودة إلى أنطاكية. يقول ابن القلانسي: «…وَكَانَ قَدْ نَهَضَ مِنْ عَسْكَرِ الْإِفْرِنْجِ فَرِيقٌ وَافِرٌ يُنَاهِز ثَلاثِينَ أَلْفًا فَعَاثُوا فِي الْأَطْرَافِ وَوَصَلُوا إلَى البَارَةِ وَفَتَكُوا فِيهَا تَقْدِيرَ خَمْسِينَ رَجُلًا، وَكَان عَسْكَر دِمَشْق وَصَلَ إلَى نَاحِيَةِ شَيْزَر لِإنجَادِ ياغِي سَيَان، فَلَمَّا نَزَلَتْ هَذِهِ الْفِرْقَة الْمَذْكُورَة عَلَى البَارَةِ نَهَضُوا نَحْوَهُم وَتَطَارَدُوا وَقُتِلَ مِنْهُمْ جَمَاعَةٌ وَعَاد الْإِفْرِنْجُ إلَى الروج وَتَوَجَّهُوا إلَى أَنْطَاكِيَة…».
ويبدو أنَّ المُسلمين تفرَّقوا بعد ذلك، فقبع دقَّاق في دمشق هادئًا، وظلَّ مُدَّةً بعد معركة البارة لا يُحاول التدخُّل لِدفع خطر الصليبيين عن أنطاكية. ولم يتمكَّن رضوان من الاستمرار طويلًا في موقفه السلبي بعد الأحداث العاصفة التي تعرَّض لها شماليّ الشَّام نتيجة احتلال الصليبيين لِلرُّها وحصارهم لِأنطاكية، ومُهاجمتهم لِأعمالها، وعلى الرُغم من علاقته السيِّئة مع ياغي سيان إلَّا أنَّهُ استمرَّ يعُدُّه تابعًا له، وأنَّ أنطاكية هي من أملاكه، كما أنَّ ياغي سيان وجد نفسهُ بِحاجةٍ إلى قُوَّة رضوان لِتُساعده في إنقاذ أنطاكية؛ فأرسل ابنه إلى حلب لِاسترضائه والاعتذار لهُ عمَّا مضى، ويستحثُّه لِلعمل على إنقاذ أنطاكية.

### واقعة حارم أو العمق

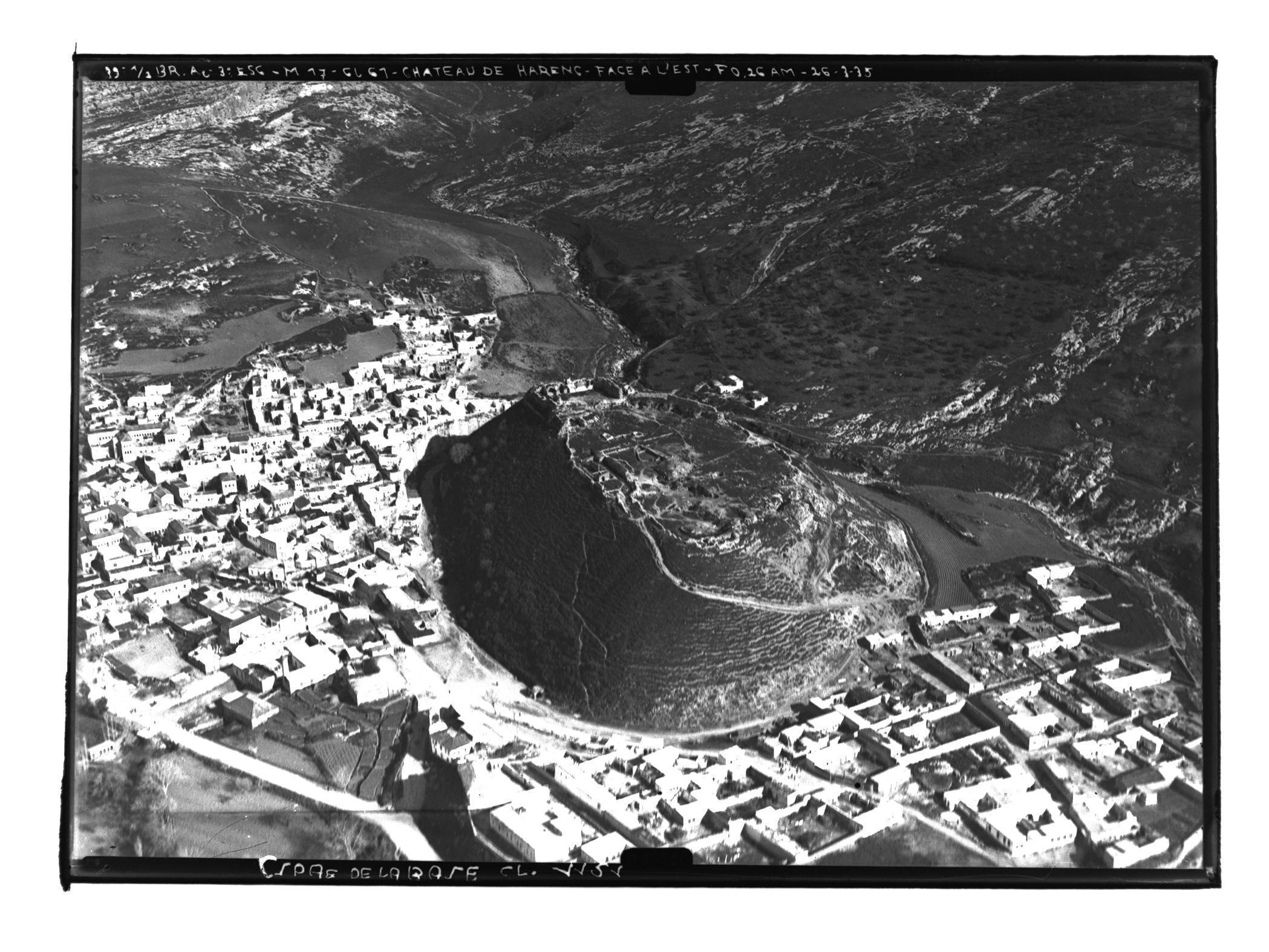
صُورة جويَّة تعود لِسنة 1935م تُظهر بلدة حارم وفي وسطها قلعتها الواقعة على تلٍّ.

أدرك رضوان أخيرًا أنَّهُ لا بُدَّ من تناسي الماضي، وأعلن أسفهُ وحُزنه لِتراخيه وامتناعه عن مُساعدة ياغي سيان الذي أدَّى إلى وُصُول الصليبيين إلى أنطاكية، وقرَّر الإسراع في الخُرُوج لِمُساعدة المدينة، فخرج من حلب على رأس قُوَّةٍ عسكريَّة وتوجَّه إلى أنطاكية، وصحبه سُقمان بن أرتق الذي قدم من ديار بكر، وصهره أمير حماة، وقُوَّاتٌ من حمص، ومُقاتلون من الأراتقة. احتشدت القُوَّات الإسلاميَّة في حارم بعد أن استعادتها من الصليبيين واتخذتها قاعدة انطلاق. وقضت الخطَّة المُتفق عليها أن تُهاجم هذه الجُيُوش أنطاكية فجأة، ويخرج ياغي سيان في الوقت نفسه من المدينة لِمُهاجمة الصليبيين من الاتجاه المُقابل، وبذلك يقع الغُزاة بين فكيّ الكمَّاشة. على أنَّ نصارى حلب وحارم، من السُريان والأرمن، علموا بِتلك الخطَّة، فأرسلوا سرًّا إلى الصليبيين أمام أنطاكية يُخبرونهم بِتفاصيلها حتَّى لا يُؤخذوا على غرَّة، فوضع بوهيموند خطَّةً مُضادَّةً لِمُواجهة الموقف تقضي بِبقاء المُشاة داخل المُعسكر الصليبي لِإحباط المُحاولات من داخل المدينة لِلهُجُوم على المُعسكر، على أن يخرج الفُرسان لِصدِّ زحف المُسلمين، واختار مكانًا حصينًا بين بُحيرة العمق ومجرى نهر العاصي، يستطيع منهُ أن ينقض على المُسلمين عند تقدُّمهم لِعُبُور الجسر.

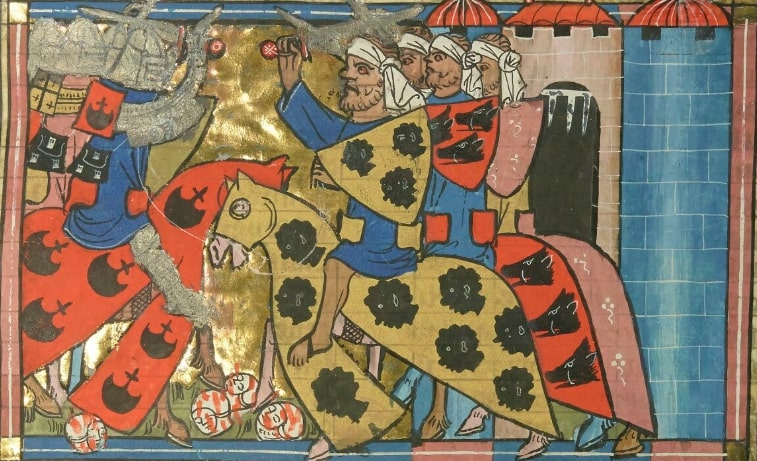
اقتتال المُسلمين (يمينًا) والصليبيين (يسارًا) عند أسوار أنطاكية.

وفي يوم 4 ربيع الأوَّل 491هـ المُوافق فيه 9 شُباط (فبراير) 1098م، أضحى المُسلمون على مرأى من الصليبيين الذين بادروهم بِالهُجُوم، وجرى قتالٌ بين الطرفين انتهى بِاندحار المُسلمين الذين تراجعوا إلى قلعة حارم. والواقع أنَّ الصليبيين حشروهم في بُقعةٍ ضيِّقةٍ، بين البُحيرة والنهر، ففقدوا حُريَّة الحركة والانتشار الضروريين لِلانتصار، وعجزوا عن استخدام أساليبهم القتاليَّة المألوفة كإطلاق السهام ثُمَّ الانسحاب بعد ذلك، كما لم يستطيعوا تحمُّل ضغط القتال، وانتهى الأمر بِهزيمتهم وطاردهم الصليبيُّون. وعندما رأت حامية القلعة حرج الموقف لاذ أفرادها بِالفرار بعد أن أشعلوا فيها النيران، وبِذلك استولى الصليبيُّون على حارم يُعاونهم أهلها من السُريان والأرمن. وكان استيلاء الصليبيين على حارم نصرًا كبيرًا نظرًا لِأهميَّتها في حماية أنطاكية من ناحية حلب. وفي الوقت الذي كانت تجري فيه المعركة، هاجم ياغي سيان المُعسكرات الصليبيَّة المُحاصرة لِمدينته، ولاح لهُ النصر لولا أن تغيَّر وجه القتال فجأة، فما أن قدم الفُرسان الظافرين يحملون رؤوس ضحاياهم في معركة العمق، حتَّى أدرك ياغي سيان أنَّ الجيش الإسلامي القادم لِنجدته حلَّت به الهزيمة، فانسحب بِرجاله عائدًا إلى داخل المدينة، في حين قذف الصليبيُّون رؤوس القتلى داخل الأسوار لِيعلم ياغي سيان ما حلَّ بِحُلفائه.

### سُقُوط أنطاكية

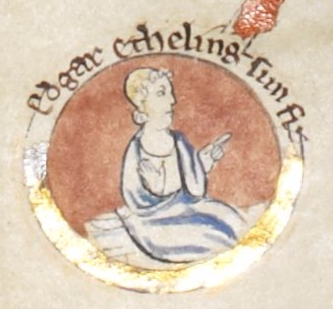
مُنمنمة مُذهَّبة تُصوِّرُ إدگار أثلنغ، أحد مُعاوني الصليبيين المُحاصرين لِأنطاكية.

أدرك ياغي سيان بعد هزيمة سلاجقة حلب ودمشق أنَّهُ لا بُدَّ من الاستعانة بِالسلاجقة العظام في فارس وخُراسان، فأرسل نداءً عاجلًا إلى السُلطان بركياروق بن ملكشاه وتابعه كربوقا أمير الموصل، وارتفعت في المُقابل روح الصليبيين المعنويَّة، غير أنَّها لم تُؤدِّ إلى تحسين وضعهم، فبعد سبعة أشهرٍ من الحصار زاد وضع الجُند سوءًا على سوء وتفشَّت المجاعة والأمراض وسط صفوفهم، رُغم كميَّات المُؤن التي وصلتهم عن طريق مينائيّ اللاذقيَّة والسويديَّة، فمن المعروف أنَّهُ بينما كانت الجُيُوش الصليبيَّة تخترق الأناضول في طريقها إلى الشَّام، دأبت الأساطيل الإيطاليَّة والفلمنكيَّة والإسكندناڤيَّة على مُساعدة الزاحفين الغربيين، من ذلك أنَّ المُغامر والقُرصان الإفرنجي «ونمار البولوني» (بالفرنسية: Winemar de Bologne) استطاع أن يستولي على ميناء اللاذقيَّة من المُسلمين خلال شهر آب (أغسطس) 1097م، وكان قد سبق له أن مدَّ بلدوين، ابن بلدته، بِثلاثُمائة رجُلٍ شكَّل منهم حاميةً لِطرسوس لمَّا احتلَّها خلال زحفه عبر قيليقية. وبِفضل سيطرة الصليبيين على اللاذقيَّة، يقول المُؤرِّخ الإنگليزي أورديريك ڤيتاليس، أنَّ أُسطولًا إنگليزيًّا بِقيادة «إدگار أثلنغ» (بِالإنقليشيَّة: Ēadgar Æðeling)، المُدَّعي بِالحق في عرش الأنگلوسكسون، تمكَّن من الرُّسُوِّ وإيصال إمداداتٍ مُهمَّةٍ لِلصليبيين من الروم، أبرزها المواد اللازمة لِتشييد معدَّاتٍ لِلحصار، فتلقَّاها منهُ ريمُند وبوهيموند وسارا بها صوب أنطاكية، لكنَّهما فقدا قسمًا منها أثناء الرحلة، كما خسرا نحو مائة رجُلٍ بِفعل غارات المُسلمين. وثبُت لِلصليبيين أنَّ طول مُدَّة الحصار ليست في صالحهم لِاستمرار تناقص المؤونة المُتقطِّعة التي تأتيهم، كما انتشرت إشاعة بين صُفُوفهم تُفيد بِأنَّ جيشًا كبيرًا من المُسلمين بِقيادة كربوقا في طريقه إليهم، وتحت تأثير الجُوع والإنهاك نشبت الفوضى وسُوء النظام بين الجُند، وفي تلك الظُروف الحرجة والأوضاع الصعبة أخذ بعض الصليبيين يفرُّون من المعركة ويتسلَّلون خفيةً إلى مناطق أكثر أمانًا وخصبًا أو يُحاولون العودة إلى بلادهم. وكان المُتسلِّلون في بادئ الأمر عساكر مغمورين، غير أنَّ الظاهرة توسَّعت وصار أعلام الحركة الصليبيَّة من جُملة الهاربين، وفي مُقدِّمتهم أسطفان البلوائي الذي أبحر إلى دياره في فرنسا، وبُطرس الناسك نفسه ووليم النجَّار أمير مولن، إلى جانب بعض صغار الأُمراء الآخرين. غير أنَّ تانكرد تعقَّبهم وأعادهم إلى المُعسكر جوار أنطاكية، فوبَّخ بوهيموند كُلًا من بُطرس ووليم علنًا لِهُرُوبهما، وأخذ عليهما تعهُّدًا بِعدم ترك الجيش الصليبي حتَّى يتم الاستيلاء على بيت المقدس، في حين عاقب بقيَّة الأُمراء الصغار.

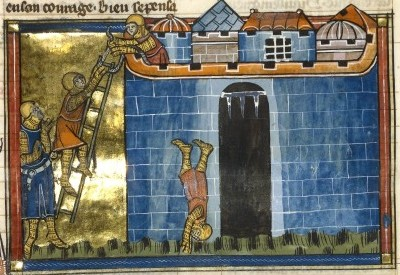
فيروز الرزَّاد يُعاون الصليبيين في تسوُّر بُرج الأُختين.

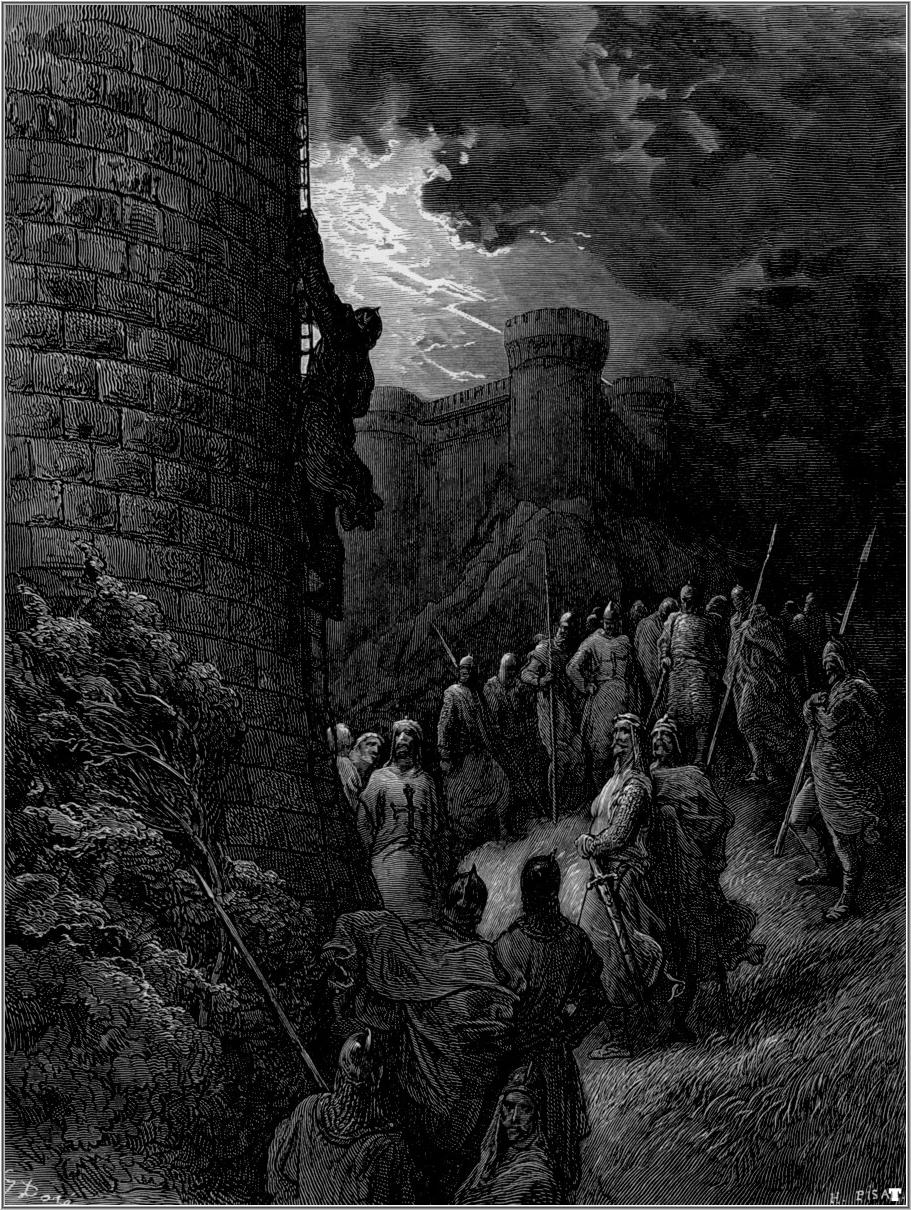
بوهيموند يتسوَّر بُرج الأُختين على مرأى من جُنُوده النورمان.

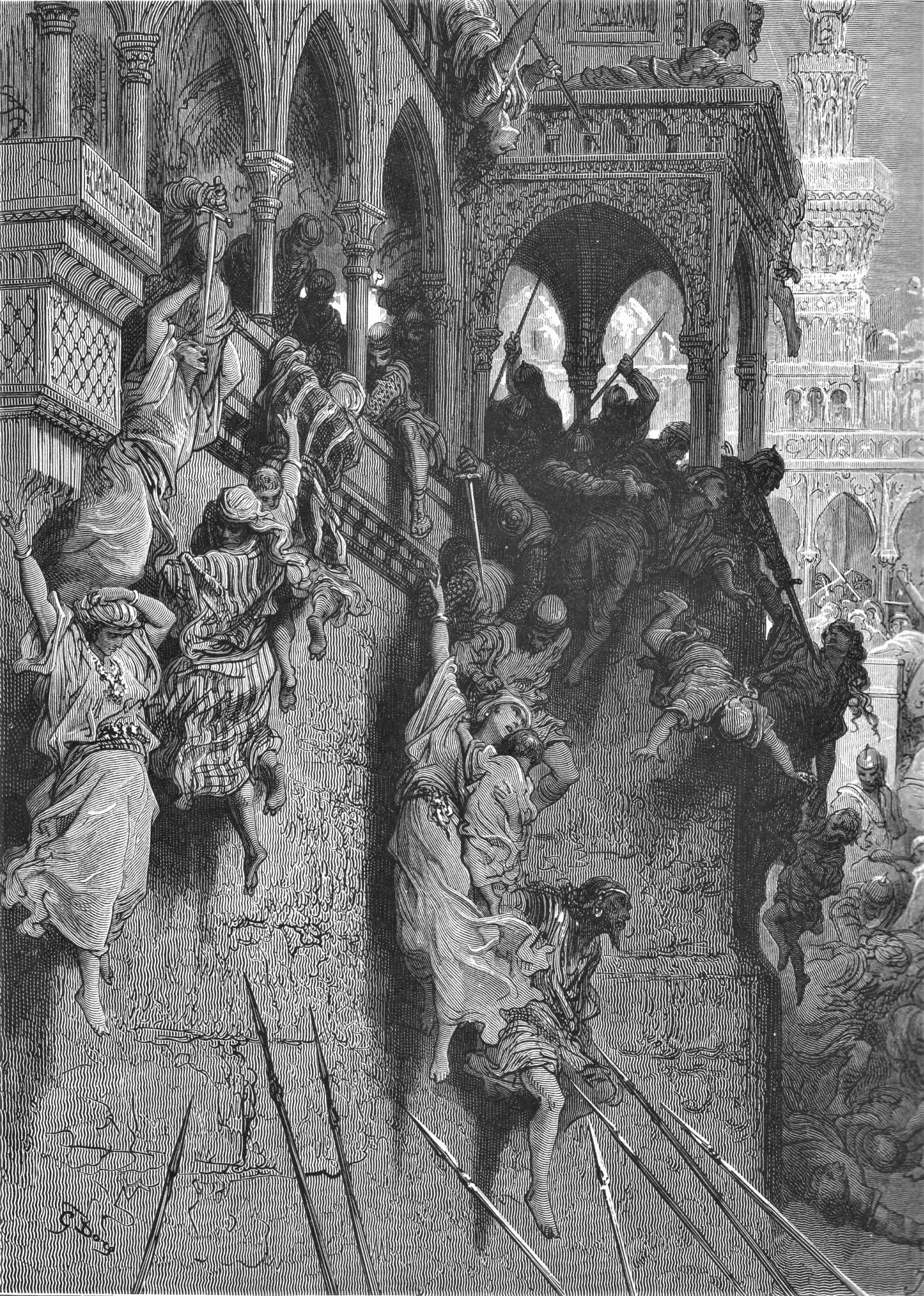
مذبحة أنطاكية.

تتابع تناقُص وتضاؤل الجيش الصليبي يومًا بعد يوم بِسبب المجاعة والفرار، فرأى المندوب البابوي أدهمار أنَّهُ لا بُدَّ من اِلتماس المُساعدة من الغرب لِإسال إمداداتٍ على وجه السُرعة. وحدث أن كان الإمبراطور البيزنطي ألكسيوس كومنين يُغيرُ على الأناضول، فأرسل إليه يلتمس المُساعدة منه. واستبدَّ القلق والضيق بِبوهيموند خاصَّةً لِحرصه وعزمه على الانفراد بِحُكم أنطاكية، فإذا وصل الإمبراطور الرومي قبل سُقُوط المدينة أو إذا لم يتيسَّر هزيمة كربوقا إلَّا بِمُساعدته؛ أضحى من المُستحيل الامتناع عن رد المدينة إليه بِسبب العهد الذي قطعه القائد الصليبي على نفسه في القُسطنطينيَّة، لِذلك قرَّر أن يحصل عليها رُغم إرادة الإمبراطور. ونفَّذ بوهيموند خطَّته بِبراعةٍ فائقة، فاختار أصعب أوقات الحصار وأشدَّها حرجًا لِيُعلن أنَّهُ أزمع الانسحاب والعودة إلى إيطاليا، وأنَّهُ لا يستطيع الاستمرار في تلك العمليَّة الحربيَّة الطويلة التي لم يكن مُستعدًا لها، ولا يُمكنه أن يصبر على رؤية رجاله وفُرسانه وخُيُوله وهم يتساقطون كُلَّ يومٍ صرعى من الجوع أمام أسوار أنطاكية. ومن الواضح أنَّ هذا كان يعني تعريض الصليبيين جميعًا لِكارثةٍ مُحقَّقة لأنَّ بوهيموند ورجاله صاروا بِمثابة العمود الفقري لِلقُوَّات الصليبيَّة المُحاصرة لِلمدينة، لِذلك أسرع جميع قادة الحملة - فيما عدا ريمُند - وتوسَّلوا إلى بوهيموند حتَّى لا يتركهم، ووعدوه بِتسليمه أنطاكية فور الاستيلاء عليها. وكان ذلك هو كُل ما استهدفه بوهيموند من وراء مُناورته، فلم يبقَ لهُ بعد ذلك سوى إظهار مقدرته وكفايته في الاستيلاء على البلد. بعد ذلك سعى بوهيموند إلى التخلُّص من القُوَّة الروميَّة بِقيادة تاتيكيوس التي كانت تُساعد الصليبيين في حصار أنطاكية حتَّى لا يُطالب بِردِّها تحت جناح الإمبراطوريَّة إذا استولى الصليبيُّون عليها، فأوهمه بِأنَّ قادة الحملة يتهمونه بِالتواطؤ مع السلاجقة ضدَّهم، وأنَّهم يُدبرون مُؤامرةً لِاغتياله. ونجحت الخطَّة، إذ خشي القائد الرومي على حياته، فترك المُعسكر الصليبي ولاذ بِالفرار.
وجاءت الفُرصة التي انتظرها بوهيموند بِخيانةٍ داخليَّةٍ من أحد أهالي أنطاكية، ذلك أنَّ أحد أُمراء الأبراج، المدعو «فيروز الزرَّاد»، راسل القائد الصليبي قائلًا له: «أَنَا فِي الْبُرْجِ الْفُلَانِيّ، وَأَنَا أُسَلِّمُ إلَيْكَ أَنْطَاكِيَة أَن أَمَّنْتَنِي وَأَعطَيتَنِي كَذَا وَكَذَا». وكان فيروز المذكور حانقًا على ياغي سيان كونه صادر ماله وغلَّته، وكان أرمنيًّا أسلم ظاهريًّا، وتقرَّب من ياغي سيان فأصبح أميرًا على ثلاثةٍ من الأبراج الكبيرة، واشتهر بِتقلُّبه وحُبِّه الرفعة والمال، فبذل لهُ بوهيموند ما طلب ومنحهُ مالًا وإقطاعًا، وكتم أمره عن بقيَّة الصليبيين. ولم تلبث أن تواترت الأخبار بِقُدوم كربوقا بِأُلُوفٍ من الرجال لنجدة أنطاكية، فخاف الصليبيُّون، وسارع بوهيموند إلى الاتفاق مع فيروز على وقتٍ وظرف لِتسهيل دُخُول القوى المُحاصرة، وفي اليوم التالي جمع الصليبيُّون خيامهم وأغراضهم وانسحبوا مُعلنين السير نحو بيت المقدس، وما زالوا سائرين نحوها حتى تواروا عن العُيُون، ثُمَّ انعطفوا راجعين في الليل. وفي الليلة المذكورة: 28 جُمادى الآخرة 491هـ المُوافق فيه 2 حُزيران (يونيو) 1098م، وقُبيل الفجر أنفذ بوهيموند قُوَّةً صغيرةً إلى بُرج الأُختين الذي كان يحرسه فيروز، وصعدوا على السلالم إلى هذا البُرج وانطلقوا منه إلى غيره، وقتلوا الحُرَّاس وهيَّجوا نصارى البلد وكسروا أبوابها، وأوقع الصليبيُّون بأهل المدينة من المُسلمين مذبحةً رهيبة، وطالت سُيُوفهم بدايةً الأثرياء، فاقتحموا بُيُوتهم وقتلوا الرجال والنساء والأولاد والخدم واستولوا على ما وجدوه فيها من نفائس، وحاولوا الاستيلاء على قلعة المدينة في اليوم نفسه، لكنَّهم فشلوا، وجُرح بوهيموند أثناء هذا الهُجُوم الفاشل. يقول وليم الصوري واصفًا المجزرة التي وقعت في أنطاكية:
| الحملة الصليبية الأولى | … وَتَرَدَّدَ فِي أَنْحَاءِ الْمُعَسْكَر قَرْع الْأَسْلِحَة، وَقَعْقَعَة السُّيُوف البَرَّاقَة، وَصَهِيل الْخَيْل، وَصُرَاخ الرِّجَال، وَاخْتَلَطَ الحَابِلُ بِالنَّابِلِ… وَتَجَمَّع عَلَى أَسْوار أَنْطَاكِيَة وَفَوْقَ أَبْرَاجِهَا، نِسَاء الْمَدِينَة وَبَنَاتُهُنَّ وِصِغَارَهُنَّ وَشُيُوخ الْبَلَد، وَكُلُّ مَنْ لَيْسَ عِنْدَهُ قُدْرَةٌ عَلَى الدّفَاعِ عَنْ نَفْسِهِ، يُشَاهِدُون - مِنْ مَكَانهمْ الَّذِي يَقِفُون فِيه - المَذبَحَة الَّتِي تَجْرِي مِنْ تَحْتِهِمْ، وَعَلَا بُكَاؤُهُم وَرَاحُوا يَنْدُبُون مَصَارِع أَصْحَابِهِم وَلِسَانُ حَالِهِم يَقُول: "مَا أَسْعَدَ مَنْ تَرَفَّقَ بِهِمْ الْمَوْت فَقَبَض أَرْوَاحَهُم قَبْلَ أَنْ تَمَسَّهُم هَذِه الخُطُوب". أَمَّا الْأُمَّهَات اللَّاتِي كُنَّ يَتَفَاخَرْن بِكَثْرَةِ أَوْلَادَهُنّ، فَقَد أَصْبَحْن مَوْضِع الرَّثَاء وَصَارَت الْعَاقِر مِنْهُنّ أَسْعَدَ مَنْ كُلِّ ذَاتِ وَلَد… وَكَانَت آثَار المَذبَحَة وَاضِحَةٌ كُلّ الْوُضُوح حَوْل الْجِسْر وَالنَّهْرِ الَّذِي تَبَدَّلَ لَوْنُ مِائَة وَرَاح يُصِبْ فِي الْبَحْرِ سُيْلًا جَارِفًا مِنْ الدِّمَاءِ. | الحملة الصليبية الأولى |

أمَّا ياغي سيان، فبعد أن أدرك أنَّ كُلَّ شيءٍ قد ضاع، حاول الفرار مع من فرَّ من المُسلمين، ولكنَّهُ سقط عن حصانه، فانقضَّ عليه بعض الأرمن وقتلوه وحملوا رأسه إلى الصليبيين. وبِهذا سقطت أنطاكية بِيد الغُزاة الغربيين، وأثار خبر سُقُوطها موجةً من الذُعر في البُلدان الإسلاميَّة القريبة مثل «عِمَ» و«إنِّب»، فهرب من كان بها من المُسلمين وتسلَّمها الأرمن، كما كان لِهذا الانتصار الصليبي دويٌّ هائلٌ في العالم المسيحي لا يفوقه إلَّا أثر سُقُوط بيت المقدس نفسها بعد نحو سنة.

### حملة قوام الدين كربوقا

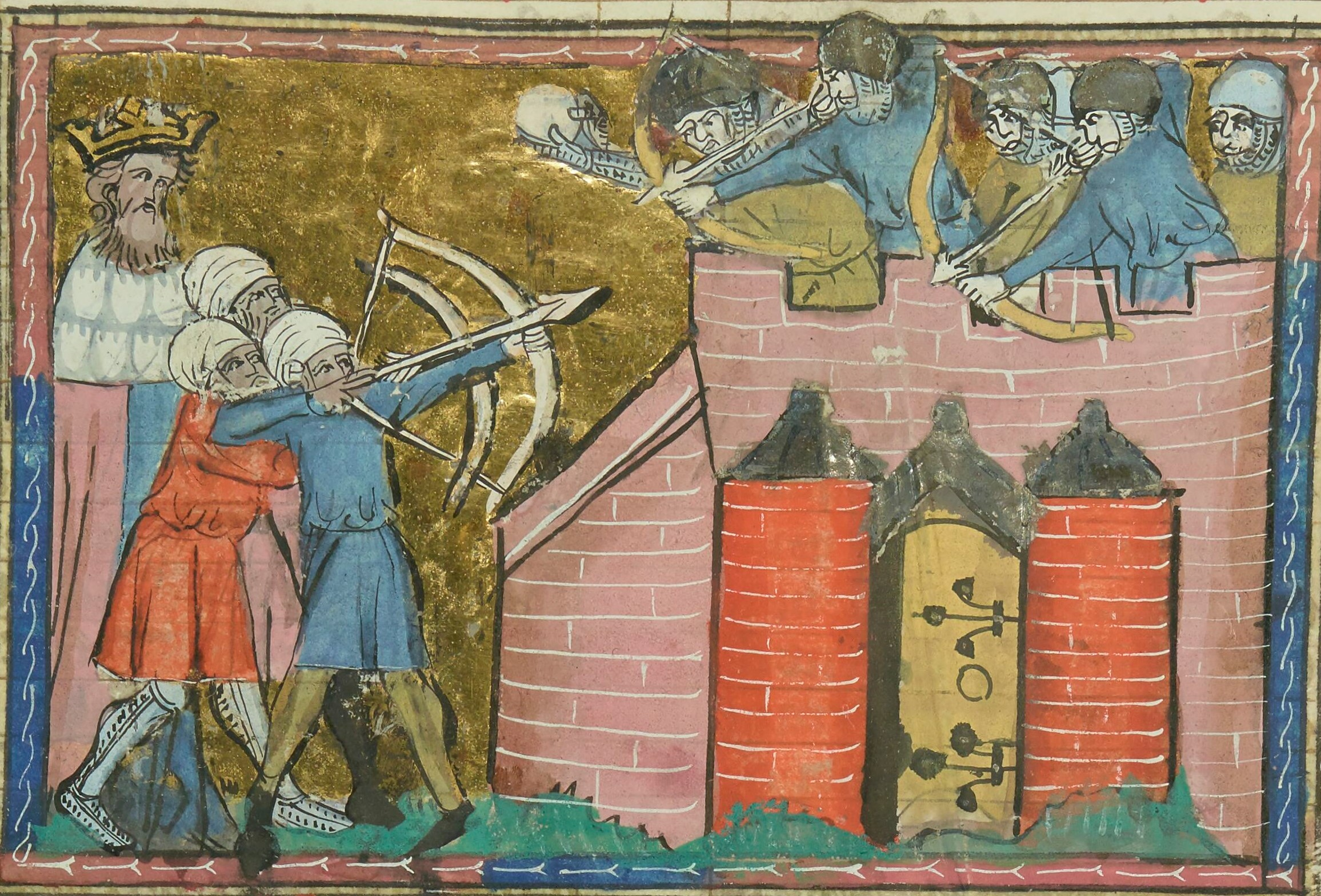
مُنمنمة إفرنجيَّة تعود لِلقرن الرابع عشر الميلادي تُصوِّرُ حصار أنطاكية على يد المُسلمين بِقيادة كربوقا.

في الوقت الذي كان فيه الصليبيُّون يُحاصرون أنطاكية، أعدَّ قوام الدين كربوقا أمير الموصل جيشًا كبيرًا لِنجدة المدينة، وسانده سُلطانا السلاجقة في فارس والعراق بركياروق ومُحمَّد وقد وعداه بِالمُساعدة، غير أنَّ ما ارتكبه من أخطاءٍ في التقدير هيَّأ لِلصليبيين الفُرصة لِلتنفُّس والراحة، ومكَّنهم من الاستيلاء على أنطاكية، إذ لم يشأ هذا القائد المُسلم أن يزحف مُباشرةً إلى أنطاكية خشية أن ينقضَّ الصليبيُّون في الرُّها على جناح جيشه الأيمن، لِذلك توقَّف أمام المدينة سالِفة الذِكر في مُحاولةٍ لِانتزاعها من يد بلدوين. ولم يُدرك كربوقا أنَّ ما بذله من جُهدٍ وما أنفقه من وقتٍ إنَّما ضاع سُدى، إلَّا بعد مضيّ الأسابيع الثلاثة الأخيرة من جُمادى الآخرة 491هـ المُوافق فيه أيَّار (مايو) 1098م، وهو يُحاول عبثًا مُهاجمة أسوارها، وبعد أن كان بوهيموند قد أحكم خطَّته العسكريَّة لِدُخُول أنطاكية كما أُسلف، ما دفع وليم الصوري إلى القول بِأنَّ دفاع بلدوين قُمَّس الرُّها ومُقاومته هي التي أنقذت الصليبيين أمام أنطاكية.
تخلَّى كربوقا في نهاية شهر أيَّار (مايو) عن حصاره الفاشل الذي فرضه على الرُّها وراح يحُثُّ الخُطى بِاتجاه أنطاكية، وتوقَّف قليلًا في مرج دابق شماليّ حلب فانضمَّ إليه دقَّاق والأتابك طُغتكين وأرسلانطاش صاحب سنجار وسُقمان بن أرتق، وغيرهم من أُمراء المُسلمين، ورفض رضوان الاشتراك بِالحملة بِسبب خلافه مع أخيه دقَّاق، وردَّ عليه كربوقا بِأن ضمَّ جناح الدولة حُسين بن ملاعب صاحب حِمص. وهكذا اجتمع الجيش الإسلامي الجرَّار في مرج دابق، وقدَّر ابن العبري تعداده بِمائة ألف مُقاتل، ثُمَّ انطلق منها في طريقه إلى أنطاكية عبر وادي العاصي، فاصطدم بِقُوَّةٍ عسكريَّةٍ صليبيَّة في جسر الحديد إلى الشمال الشرقي من المدينة وقتل أفرادها، ثُمَّ لم تلبث أن ظهرت طلائعه أمام أسوارها في صبيحة يوم الثُلاثاء 6 رجب 491هـ المُوافق فيه 8 حُزيران (يونيو) 1098م. حاول كربوقا اقتحام المدينة فورًا عن طريق قلعتها التي كانت لا تزال بِأيدي المُسلمين بِقيادة شمس الدولة ابن ياغي سيان، لكنَّهُ فشل في ذلك، فضيَّق عندئذٍ الحصار عليها. وهكذا انقلب الوضع وصار الصليبيُّون مُحاصرين داخل أنطاكية والمُسلمون خارجها يُطوِّقونها ويعملون على تجويع من بِداخلها؛ وذلك بعد أن كان الصليبيُّون يُحاصرون المدينة ويعملون على قطع الزاد عن ياغي سيان وحاميته الإسلاميَّة.
عانى الصليبيُّون كثيرًا من شدَّة الحصار، وتحرَّج موقفهم وعمَّت المجاعة بينهم، وانتشر الوباء في صُفُوفهم، ونفذت أقواتهم، ومات عددٌ كبيرٌ منهم، وبلغوا درجةً من اليأس جعلتهم يُفكِّرون بِالاستسلام، فقال وليم الصوري واصفًا حالهم: «كَمَا كَابَدُوا شَظَف الْعَيْش بِسَبَب الْمَجَاعَة الَّتِي جَاوَزَت كُلَّ حَدٍّ، وَهَكَذَا وَقَعُوا بَيْن خَطْبَين: السَّيْفَ فِي الْخَارِجِ وَالْفَزَع فِي الدَّاخِلِ»، وقال ابن الأثير: «وَأَقَام الْفِرِنْج بِأَنطَاكِيَة بَعْدَ أَنْ مَلَكُوهَا اثْنَيْ عَشَرَ يَوْمًا لَيْسَ لَهُمْ مَا يَأْكُلُونَه، وَتَقَوَّتَ الْأَقْوِيَاءُ بِدَوَابِّهِم وَالضُّعَفَاء بِالْمَيْتَة وَوَرَقِ الشَّجَرِ، فَلَمّا رَأَوْا ذَلِكَ أَرْسَلُوا إلَى كَرْبُوقَا يَطْلُبُونَ مِنْهُ الْأَمَان لِيَخْرُجُوا مِنْ الْبَلَدِ، فَلَم يُعْطِهِم مَا طَلَبُوا وَقَالَ: "لَا تُخْرَجُون إلَّا بِالسَّيْفِ"». وهكذا كانت الأُمُور تسير من سيئ إلى أسوأ بِالنسبة لِلصليبيين المُحاصرين على الرُّغم ممَّا أبداه بوهيموند من شجاعةٍ وحزم. وفي وسط تلك الأزمة أخذ كثيرٌ من الفُرسان يُعبِّرون عن ندمهم على ترك بلادهم والحُضُور إلى المشرق، بل لقد جاهر بعضهم بأنَّ أسطفان البلوائي كان على حقٍّ عندما انسحب أثناء حصار الصليبيين لِأنطاكية وقفل راجعًا إلى بلاده. ولم يبقَ أملٌ لِلصليبيين في أنطاكية لِلخلاص من تلك المحنة التي ألمَّت بهم سوى الاستعانة بِالإمبراطور البيزنطي لِيطعن كربوقا وجيشه من الخلف، لِذلك استنجد الصليبيُّون بِالإمبراطور الذي استجاب لِندائهم وخرج على رأس جيشه قاصدًا أنطاكية مُخترقًا آسيا الصُغرى. وقابل أثناء زحفه أسطفان البلوائي ورفاقه الهاربون، فأخبروه بِأنَّ المُسلمين استردُّوا أنطاكية وعلى وشك إبادة الصليبيين، وأنَّ هُناك جيشًا سُلجُوقيًّا يمضي في زحفه لِقتاله قبل أن يبلغ أنطاكية. ولمَّا لم يكن لِلإمبراطور دوافع تجعلهُ يرتاب في تلك الروايات، أعاد النظر في خططه، فإذا هلك الصليبيُّون فمن المُؤكَّد أنَّ المُسلمين سيمضون في الهُجُوم ما يدفع السلاجقة في الأناضول إلى مُحاولة استرداد ما فقدوه من أراضٍ، لِذلك عاد أدراجه.

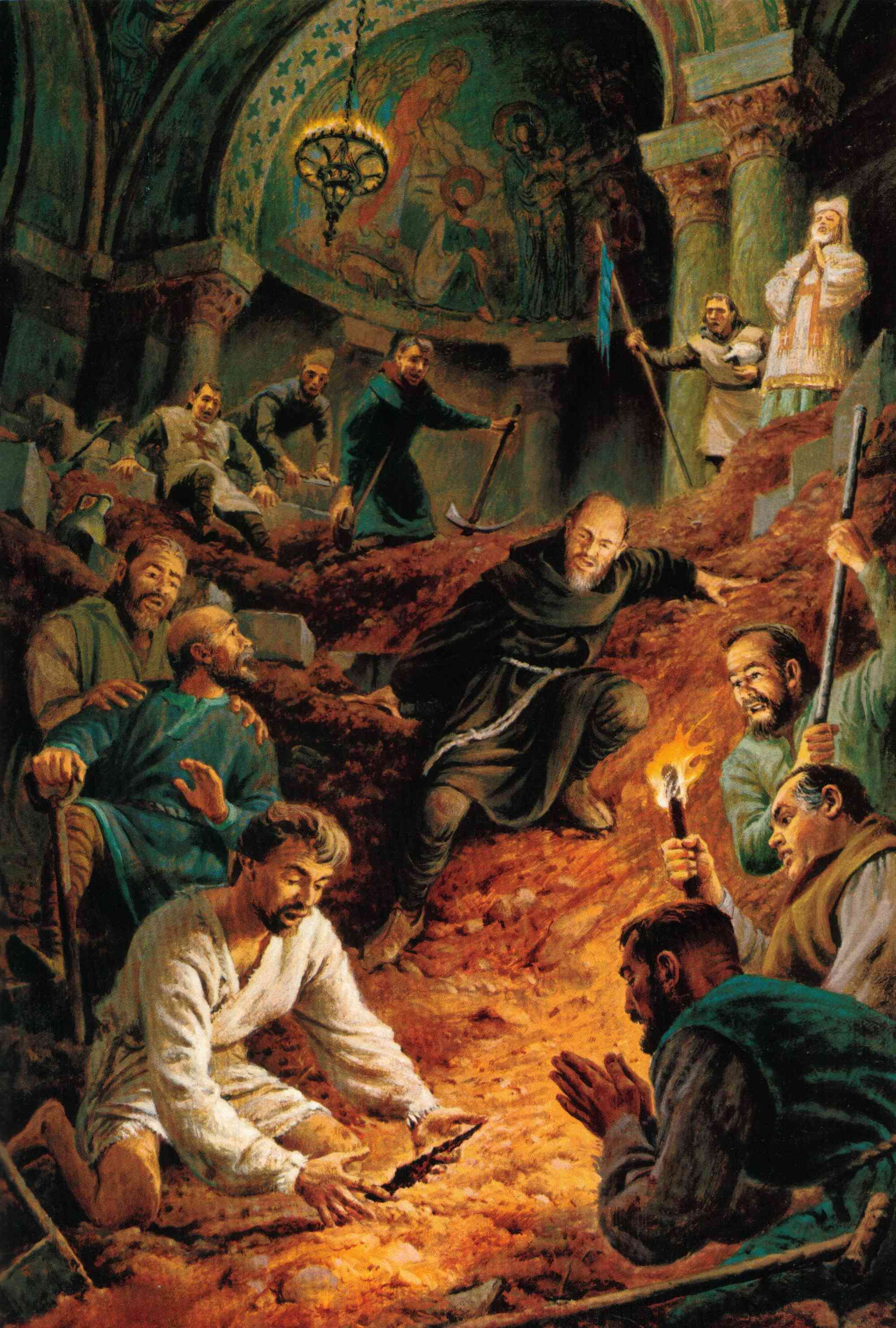
الصليبيُّون يعثُرون على الحربة المُقدَّسة.

وظهرت في هذه الأثناء التي بدا فيها التخاذل واضحًا بين الصليبيين والذي تمثَّل في فرار الجُند واختبائهم في المنازل خوفًا من الاشتراك في القتال؛ بعض الأساطير والرؤى التي هدفت إلى إثارة الحماس الديني وتقوية الروح المعنويَّة المُنهارة بينهم. ففي مساء 10 رجب المُوافق فيه 14 حُزيران (يونيو)، زعم قسٌّ پروڤنسالي مغمور يُدعى بُطرس برتلمي (بالفرنسية: Pierre Barthélemy) أنَّ القدِّيس أندراوس تبدَّى لهُ في المنام، وأعلمه بِأنَّ الحربة المُقدَّسة التي طُعن بها المسيح حين صلبه، مطمورةٌ في كنيسة القدِّيس بُطرس في أنطاكية. وقصَّ بُطرسٌ هذا منامه على المندوب البابوي أدهمار وعلى ريمُند الصنجيلي، فلم يُصدِّقه الأوَّل، فيما رأى الآخر أنَّ الأمر يستدعي التحقيق، واهتمَّ به اهتمامًا كبيرًا، خُصوصًا وأنَّ بُطرس برتلمي ينتمي إلى مُقاطعته. فكلَّف ثلاثة عشر شخصًا بِحفر المكان الذي عيَّنهُ لهم هذا الأخير، وساعدهم هو نفسه بِالعمل، فعثر على تلك الحربة وأظهرها لِلجميع، فهلَّل الناسُ لِمرآها واعتبروا بأنَّ النصر بات وشيكًا. على أنَّ بعض الأشخاص انتابهم الشكّ في حقيقة هذه الحربة، التي هي كناية عن قطعةٍ من حديد تآكلها الصدأ، وليس لها معالم الحربة، وذلك لِعلمهم بأنَّ الحربة المُقدَّسة، التي زُعم بأنَّها الحقيقيَّة، موجودةٌ في القُسطنطينيَّة مُنذُ زمنٍ بعيد، حيثُ قيل بأنَّ بعض القادة الصليبيين شاهدوها وتبرَّكوا بها وقت مُرورهم بِالعاصمة البيزنطيَّة. وقد أشار المُؤرِّخون والكُتَّاب المُسلمون بِأنَّ مسألة الحربة هي من قُبيل الحيل التي لجأ إليها الصليبيُّون لِرفع معنويَّات جيشهم، فقال ابن الأثير: «…وَكَانَ مَعَهُمْ رَاهِبٌ مُطَاعٌ فِيهُمْ وَكَانَ دَاهِيَةً مِنْ الرِّجَالِ فَقَالَ لَهُمْ إِنْ الْمَسِيحَ  كَانَ لَهُ حَرْبَةٌ مَدْفُونَةٌ بِالفِيسَان الَّذِي بِأَنطَاكِيَة، وَهُوَ بِنَاءٌ عَظِيمٌ فَإِنْ وَجَدتُمُوهَا فَإِنَّكُم تَظْفَرُون وَإِنْ لَمْ تَجِدُوهَا فَالْهَلَاك مُتَحَقِّقٌ، وَكَانَ قَدْ دَفَنَ قَبْلَ ذَلِكَ حَرْبَةٌ فِي مَكَانٍ فِيهِ وَعَفَا أَثَرَهَا وَأَمَرَهُم بِالصَّوْم وَالتَّوْبَة فَفَعَلُوا ذَلِكَ ثَلَاثَةَ أَيَّامٍ، فَلَمَّا كَانَ الْيَوْمُ الرَّابِعِ أَدْخَلَهُم الْمَوْضِع جَمِيعِهِم وَمَعَهُم عَامَّتُهُم وَالصُّنَّاع مِنْهُم وَحَفَرُوا فِي جَمِيعِ الْأَمَاكِنِ فَوَجَدُوهَا كَمَا ذَكَرَ، فَقَالَ لَهُمْ أَبْشِرُوا بِالظُّفْر…». وسُرعان ما شاع بين الصليبيين أنفُسهم أنَّ هذه القصة ليست سوى خدعة ابتكرها ريمُند الصنجيلي، فقرَّروا امتحان بُطرس برتلمي على الطريقة الجرمانيَّة بأن يعبر نيرانًا مُشتعلة، فإن نجا كان مُؤيَّدًا بالمُعجزة، وإن مات فهو كاذب، وقبل بُطرس الخُضُوع لِهذا الامتحان، فعبر وسط النيران فأُصيب بِحُروقٍ بالغة أودت بِحياته خلال بضعة أيَّامٍ، ما زاد في البلبلة. ومهما يكن من أمر، فقد جدَّد زُعماء الصليبيين عُهُودهم وأقسموا على الاستمرار في القتال والإخلاص، ويعتبر المُؤرِّخ المصري المُعاصر الدكتور قاسم عبده قاسم أنَّ هذه الرُؤى والأحلام ليست سوى تجسيدٌ لِحقيقة فشل القادة في النضال، فلجأوا مرَّةً أُخرى إلى الأيديولوجيَّة والحافز الديني.

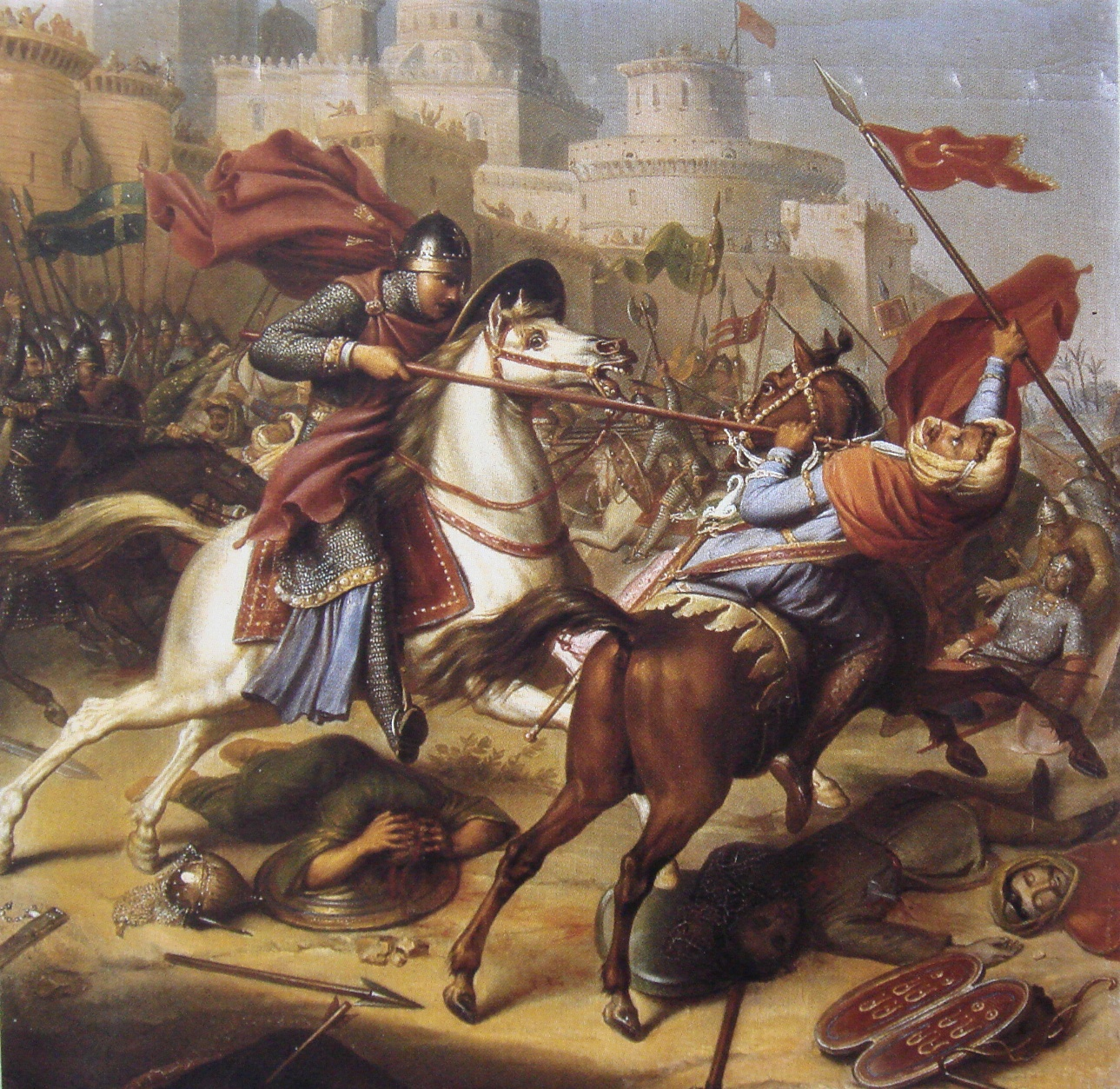
روبرت قُمَّس نرمندية يخرق صُفوف المُسلمين المُحاصرين لِأنطاكية، على رأس قُوَّاته النورمانيَّة.

وليس معنى سوء حال الصليبيين داخل أنطاكية أنَّ المُسلمين تمتعوا بِجبهةٍ مُتماسكة؛ بل على العكس ظلَّ المُسلمون في ذلك الدور الحاسم يُعانون خللًا واضحًا في صُفُوفهم ممَّا عاد عليهم بِالخسارة. ولعلَّ غياب رضوان أمير حلب وعدائه لِأخيه دقَّاق صاحب دمشق الذي رافق كربوقا، كان من العوامل التي خلقت جوًّا من القلق والاستياء في صُفُوف المُسلمين. ولمَّا أحسَّ كربوقا أنَّ مُساعدة رضوان لازمة وضروريَّة في سبيل تحقيق النصر، سعى لِلاتصال به، فتوهَّم دقَّاق من ذلك. وفي الوقت نفسه رغب دقَّاق بِالعودة إلى دمشق لِمُراقبة توسُّع الفاطميين في فلسطين، وهو التوسُّع الذي سبَّب لهُ قلقًا بالغًا. ومن جهةٍ أُخرى فإنَّ أمير حِمص جناح الدولة حُسين بن ملاعب ظلَّ قلقًا من انتقام يُوسُف بن أبق أمير الرحبة ومنبج الذي كان على اتفاقٍ مع رضوان. بل لقد بلغ الأمر بالمُسلمين أمام أنطاكية أن انقسموا على أنفُسهم، فظهر الشقاق بين التُرك والعرب، وجرت بينهما مُناقرة أدَّت إلى مُغادرة العديد منهم، كما تفرَّق كثيرٌ من التُركُمان بِتدبير رضوان الذي راسلهم يدعوهم لِلعودة. أمَّا المُؤرِّخ أبو الفداء فيُعلِّل لِروح التباغض والفرقة التي سادت زُعماء المُسلمين أمام أنطاكية بِأنَّ كربوقا أساء السيرة فيمن اجتمع معه من المُلُوك والأُمراء وتكبَّر عليهم، فخبثت نيَّاتهم عليه. وفي الوقت الذي كان مُعسكر المُسلمين يُعاني ذلك التصدُّع والشقاق، أخذ بوهيموند ينفخ في الصليبيين روحًا جديدة، فألهب حماسهم، ثُمَّ خرج بهم يوم 25 رجب المُوافق فيه 28 حُزيران (يونيو) ونيَّته الدُخُول في معركةٍ فاصلةٍ مع المُسلمين، وأضاع كربوقا فُرصةً ذهبيَّةً لِلقضاء على الصليبيين، إذ كانوا يخرجون من المدينة مُتفرِّقين، فنصح المُسلمون قائدهم أن يقتلوا كُل من خرج قبل أن يجتمعوا، فرفض مُستهينًا بِالعدوُّ ورأى أن ينتظر اكتمال خُرُوجهم فيقضي عليهم بِضربةٍ واحدة، لكن ما أن اكتمل خُرُوج الصليبيين حتَّى حملوا على المُسلمين فخرقوا صُفُوفهم وهزموهم شرَّ هزيمة، وكان سُقمان بن أرتق وجناح الدولة آخر من انهزم من الأُمراء، وعند فرارهما من الميدان لجأ كربوقا هو الآخر لِلفرار، فعمَّت الكارثة، وغنم الصليبيُّون أقوات المُسلمين وأموالهم وأثاثهم ودوابهم وأسلحتهم. وبِذلك لم يُحقِّق الصليبيُّون انتصارًا على سلاجقة الروم وحدهم، وإنما أيضًا على سلاجقة الشَّام وفارس، فعاد كربوقا إلى الموصل تحوطه خيبة الأمل، وعاد دقَّاق إلى دمشق يجُرُّ أذيال الفشل، وأُسقط في يد قائد قلعة أنطاكية شمس الدولة بن ياغي سيان، فسلَّمها إلى بوهيموند.

### سُقُوط البارة ومعرَّة النُعمان

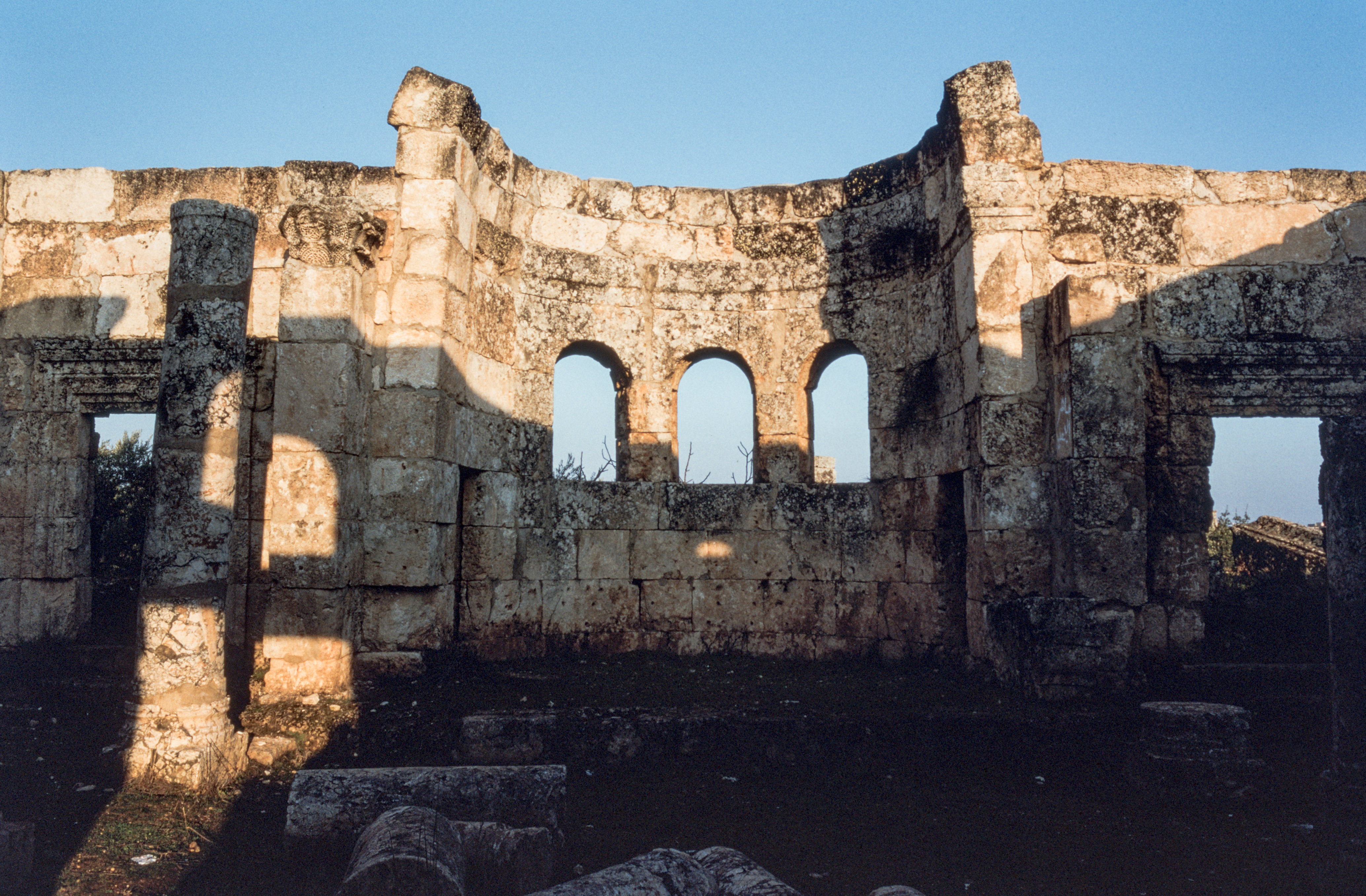
جانبٌ من أطلال مسجد ثُمَّ كنيسة البارة.

شجَّع سُقُوط أنطاكية وهزيمة كربوقا، الصليبيين، فاستأنفوا نشاطهم العسكري ضدَّ المناطق المُحيطة بحلب على شكل غاراتٍ صغيرة. وفي تلك الفترة، خرج عُمر والي أعزاز على سيِّده رضوان صاحب حلب، فأرسل الأخير عسكرًا حاصروا البلدة، فما كان من عُمر إلَّا أن استنجد بالصليبيين، فسار إليه ريمُند الصنجيلي بِعسكرٍ كبير، ممَّا دفع جيش رضوان إلى فك الحصار والعودة من حيث أتى، ونهب الصليبيُّون ما قدروا عليه، وعادوا إلى أنطاكية، بعد ما اصطحب ريمُند ابن عُمر رهينةً. وقاد أحد فُرسان ريمُند المذكور في شعبان 491هـ المُوافق فيه تمُّوز (يوليو) 1098م قُوَّةً عسكريَّةً صغيرة هاجمت معرَّة النُعمان وتلمنس بِهدف احتلالهما، وهي الجهات الواقعة إلى الجنوب الشرقي من أنطاكية، أي أنَّها داخلة ضمن نطاق مُمتلكات رضوان. ويظهر أنَّ هذا الفارس، المدعو «ريمُند پليه الأليسيائي» (بالفرنسية: Raymond Pilet d'Alès)، كان على صلةٍ بالسُريان والأرمن من أهل تلك النواحي، فتلقَّى مُساعدةً من سُكَّان تلمنس المسيحيين ومن أهل المعرَّة، لكنَّ رضوان أسرع بِإرسال فرقة عسكريَّة حلبيَّة التقت بالصليبيين في مكانٍ بين تلمنس ومعرَّة النُعمان، وأسفر اللقاء عن هزيمةٍ واضحةٍ لِلفُرسان الغربيين فيما ثُبت مُشاتهم، فقُتل منهم أكثر من ألف مُقاتل حُملت رؤوسهم إلى داخل المعرَّة.

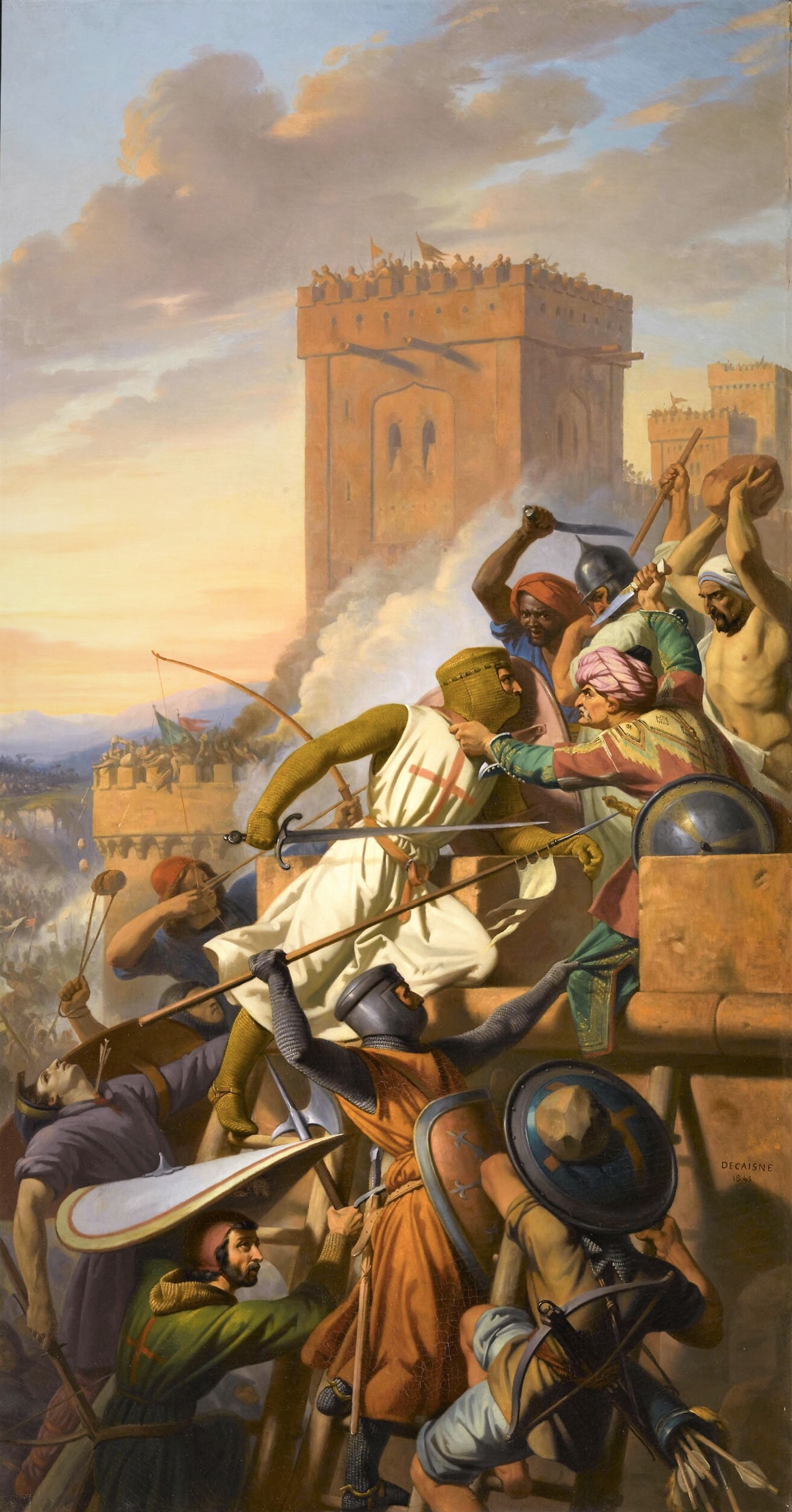
الصليبيُّون والمُسلمون يتقاتلون على أسوار المعرَّة.

وأغار ريمُند الصنجيلي في شهر ذي الحجَّة المُوافق لِتشرين الأوَّل (أكتوبر) على البارة شرقيّ نهر العاصي، بعد أن استولى على كورة الروج. ويبدو أنَّ رضوان لم يبذل جُهدًا في الدفاع عن البارة، فاستسلم سُكَّانُها وسلُّموا مدينتهم لِلصليبيين لقاء الأمان، لكنَّ ريمُند غدر بهم، فعاقب الرجال والنساء واستصفى أموالهم وقتل بعضهم وسبى آخرين، وحوَّل المسجد الجامع إلى كنيسة، ثُمَّ سار بمن معهُ من الجُند ومن انضمَّ إليه من الأرمن والسُريان نحو معرَّة النُعمان. وفي 28 ذي الحجَّة المُوافق فيه 28 تشرين الثاني (نوڤمبر)، نزل الصليبيُّون على المعرَّة وحاصروها وأتلفوا مزروعاتها وقطعوا أشجارها، إلَّا أنَّهم فشلوا في اقتحامها، واستغاث أهلها برضوان صاحب حلب وجناح الدولة أمير حِمص، فلم يُغثهم أحد، فاضطرُّوا إلى الاعتماد على قُوَّتهم الذاتيَّة. وهكذا جدَّ الأهالي في حرب الصليبيين حتَّى أدرك هؤلاء أنَّهم لن يقدروا على اقتحام المدينة إلَّا باستخدام آلات حصار، فعملوا عند ذلك بُرجًا من خشب يُوازي سور المدينة ووقع القتال عليه فلم يتمكنوا بدايةً من تحقيق نصر، لكن ما أن حلَّ الليل خاف قومٌ من المُسلمين وتداخلهم الفشل والهلع وظنُّوا أنَّهم إذا تحصَّنوا ببعض الدُور الكبار امتنعوا بها، فنزلوا من السور وأخلوا الموضع الذي كانوا يحفظونه، فرآهم طائفة أخرى ففعلوا كفعلهم فخلا مكانهم أيضًا من السور ولم تزل تتبع طائفة منهم التي تليها في النُزُول حتَّى خلا السُّور، فصعد الصليبيُّون إليه على السلالم وشقُّوا طريقهم إلى داخل المدينة واستباحوها، وذلك ليلة الأحد 24 مُحرَّم 492هـ المُوافق فيه 21 كانون الأوَّل (ديسمبر) 1098م. واضطرَّ السُكَّان إلى الاستسلام مُقابل منحهم الأمان، فأجابهم الصليبيُّون إلى ذلك بدايةً، وفرضوا مبلغًا من المال على كُلِّ دار، فاطمأنَّ الناس. غير أنَّ الصليبيين غدروا بهم في اليوم التالي، فاستلُّوا سُيُوفهم وانقضوا على الأهالي وأخذوا يُقتِّلونهم كيفما وجدوهم، فوقعت مذبحة رهيبة دامت ثلاثة أيَّامٍ قُتل فيها أكثر من عشرين ألف رجُلٍ وامرأةٍ وصبيٍّ بحسب تقدير ابن العديم، ونُهب البلد نهبًا فاحشًا، ولم يسلم إلَّا القليل من أهله، اقتيد بعضهم أسارى وهلك بعضهم الآخر من العطش بعدما منع الصليبيُّون عنهم الماء. وتنص المصادر الغربيَّة، بما فيها الصليبيَّة، على أمرٍ لم تتطرَّق إليه المصادر الإسلاميَّة رُغم أهميَّته، وهي أنَّ الجُنُود الصليبيُّون بلغت بهم الوحشيَّة مبلغًا غير معهود، فأكلوا لُحُوم قتلى المُسلمين، وقيل أنَّ دافعهم إلى ذلك كان الجوع وقلَّة الأقوات، وقيل شدَّة غيظهم ما أن اكتشفوا أنَّ المعرَّة لم تكن مدينةُ غنيَّةً كما تصوَّروا، وليس فيها من الغنائم ما يسدُّ رمقهم. وأنشد ابن الوردي يصف هذه المذبحة، فقال:

### تأسيس إمارة أنطاكية

خريطة تُصوِّرُ الحُدُود التقريبيَّة لِإمارة أنطاكيَّة اللاتينيَّة (في سنة 1135م).

يُحتملُ أنَّ الغزوات التي قام بها الصليبيُّون بُعيد سُقُوط أنطاكية، بما فيها احتلال حارم ومُعرَّة النُعمان، لم تكن الغاية منها إلَّا إثبات وُجُودهم وتأمين المُؤن حتَّى يحين الوقت لِلزحف نحو بيت المقدس، ولم تلبث أن تهيَّأت الظُرُوف لِذلك الزحف بانقضاء فصل الصيف واعتدال درجة الحرارة. وكان الأُمراء الصليبيُّون قد أقسموا بعد هزيمة كربوقا أن يسيروا في شهر تشرين الأوَّل (أكتوبر) إلى بيت المقدس، فاجتمعوا في 3 ذي الحجَّة المُوافق فيه 1 تشرين الثاني (نوڤمبر) في أنطاكية لِلتشاور وقرَّروا في 7 ذي الحجَّة المُوافق فيه 5 تشرين الثاني (نوڤمبر) استئناف الزحف نحو هدفهم الأسمى. أثار قرار الصليبيين هذا وضع أنطاكية القانوني، لا سيَّما وأنَّ بوهيموند ظلَّ مُتمسكًا بِحقِّه في السيطرة على كامل المدينة، في حين نازعه ريمُند، علمًا أنَّ الأوَّل كان يُسيطر على ثلاثة أرباع المدينة إضافةً إلى القلعة، في حين كان الآخر يُسيطر على الجسر المنيع وقصر ياغي سيان، كما كان لِلإمبراطوريَّة البيزنطيَّة حُقُوقٌ في أنطاكية وفقًا لِلاتفاقيَّة المعقودة بين الإمبراطور ألكسيوس كومنين وزُعماء الحملة الصليبيَّة في سنة 490هـ المُوافقة لِسنة 1097م، بِوصفها كانت سابقًا من أملاك الروم. وعندما أدرك بوهيموند أنَّ الروم  لن يتنازلوا عن حقِّهم في أنطاكية؛ قرَّر السيطرة عليها رُغم إرادة الإمبراطور وخلق واقعٍ جديد، ومن جهته، ساند ريمُند حق الإمبراطور البيزنطي في امتلاك أنطاكية من واقع احترام الاتفاقيَّة المذكورة. وبِذلك أدَّت مُشكلة حُكم المدينة إلى تأزيم الموقف بين الصليبيين والروم إضافةً إلى زُعماء الحملة الصليبيَّة أنفُسهم. وطال النقاش بين الزُعماء الصليبيين حول مصير أنطاكية، ورفض ريمُند التنازل عن المراكز التي كان يحتلَّها، وأخذ في تحصينها، فاستاء الجُند وبقيَّة الفُرسان وهدَّدوا بِتدمير أسوار المدينة وتركها مكشوفةً أمام المُسلمين والروم ثُمَّ مُغادرتها إلى بيت المقدس.
أثار هذا التهديد مخاوف كُلًا من بوهيموند وريمُند فضلًا عن بقيَّة الأُمراء الذين خشوا على مصيرهم وعلى مُستقبل الحملة، لِذلك بدأت المساعي الجديَّة لِلتوصُّل إلى حلٍّ لِتلك الأزمة. وعقد الزُعماء الصليبيُّون اجتماعاتٍ عدَّة في كنيسة القدِّيس بُطرس بِالمدينة لِحسم النزاع بينهما، فعرض بوهيموند على المُجتمعين الاتفاق الذي أبرمه معهم والذي ينُص على تنازلهم عن أنطاكية له، في حين أطلعه ريمُند على نص اليمين الذي أقسموه بين يديّ الإمبراطور ألكسيوس كومنين بناءً على نصيحة بوهيموند نفسه، ولكنَّهم لم يصلوا إلى نتيجةٍ إيجابيَّة. ويبدو أنَّ ريمُند أدرك أخيرًا أنَّ القضيَّة طال أمدها، وأنَّهُ لا بُدَّ من وضع حدٍ بسُرعةٍ لها، فدعا الأُمراء إلى الاجتماع به في الروج، وعرض عليهم مبالغ من المال لِيستقطبهم إلى جانبه ويعترفوا به زعيمًا أوحد لِلصليبيين في الشرق، إلَّا أنَّهُ فشل في ذلك، فقد رفض الأُمراء طُروحاته، وعمَّ الاستياء في المُقابل جميع صُفُوف الجُند والفُرسان، فأرغموه على المسير بأن دمَّروا أسوار معرَّة النُعمان، فأدرك عندئذٍ أنَّهُ لم يعد ثمَّة تأجيلٍ وإرجاء، فخرج من معرَّة النُعمان في 17 صفر 492هـ المُوافق فيه 13 كانون الثاني (يناير) 1099م على رأس قُوَّاته مُعلنًا الزحف إلى بيت المقدس، وتبعه بقيَّة الصليبيين باستثناء بوهيموند الذي عاد إلى أنطاكية، واختار البقاء فيها لِيُعلن تأسيس إمارة أنطاكية اللاتينيَّة، أمَّا معرَّة النُعمان فتقرَّر منحها لِأُسقُف البارة. وبِهذا وُلدت ثاني الدُويلات الصليبيَّة في المشرق العربي.

## توسُّع الفاطميين في جنوب الشَّام
استغلَّ الوزير الفاطمي الأفضل شاهنشاه انهماك السلاجقة بِالتصدي لِلصليبيين في شماليّ الشَّام، فنهض لِاستعادة نُفُوذ الفاطميين في جنوبها ظنًّا منه أنَّهُ بات من اليسير تحقيق مكاسب سريعة على حساب السلاجقة، وكان قد استولى على صور في سنة 490هـ المُوافقة لِسنة 1097م، بعد أن أعلن واليها «كتيلة» الخُرُوج على الحُكم الفاطمي، فحاصرها حصارًا عنيفًا وأخذها بِالسيف وقبض على واليها المذكور وأرسله إلى مصر حيثُ أُعدم. ولم يُحاول الأفضل مُهاجمة بيت المقدس آنذاك، وترك ذلك إلى فُرصةٍ أُخرى. والحقيقة أنَّ الفاطميين لم يفهموا الحركة الصليبيَّة على حقيقتها - كما أُسلف - فرحَّبوا بِتقدُّم الصليبيين في الأناضول والشَّام على حساب السلاجقة؛ ووجدوا في ذلك فُرصةً طيِّبةً لِاسترداد حُقُوقهم الضائعة في فلسطين، بل إنَّ ابن الأثير لم يتردد في اتهام الفاطميين بأنَّهم هُم الذين دعوا الصليبيين إلى الشَّام لِيُساعدونهم ضدَّ السلاجقة، فقال: «وَقِيلَ إِنَّ أَصْحَابَ مِصْرَ مِنْ اَلْعَلَوِيِّينَ لِمَا رَأَوْا قُوَّةُ اَلدَّوْلَةِ اَلسَّلْجُوقِيَّةِ وَتَمَكُّنِهَا وَاسْتِيلَاءَهَا عَلَى بِلَادِ اَلشَّامِ إِلَى غَزَّةَ وَلَمْ يَبْقَ بَيْنَهُمْ وَبَيْنَ مِصْرَ وِلَايَةً أُخْرَى تَمْنَعُهُمْ وَدُخُولُ اَلْأَقَسِيسْ إِلَى مِصْرَ وَحَصْرِهَا فَخَافُوا وَأَرْسَلُوا إِلَى اَلْفِرِنْجِ يَدْعُونَهُمْ إِلَى اَلْخُرُوجِ إِلَى اَلشَّامِ لِيَمْلِكُوهُ وَيَكُونَ بَيْنُهُمْ وَبَيْنَ اَلْمُسْلِمِينَ وَالله أَعْلَمَ». وبِعبارةٍ أُخرى فإنَّ الفاطميين لم يروا في الانتصارات التي أحرزها الصليبيُّون في ضورليم والرُّها وأنطاكية كارثةً عامَّةً حلَّت بالمُسلمين، وإنما وجدوا فيها أُمنية عزيزة هي تخليص المشرق العربي من سيطرة السلاجقة السُنيين، ورُبَّما اعتقدوا وصوَّروا هذه الحملة صورةً عرقيَّة، على أنَّها ساعة انتقام العرب عُمومًا والشيعة خُصوصًا، من الأتراك الذين سادوا المنطقة قُرابة نصف قرنٍ من الزمان.
وليس من دليلٍ أقوى على جهل الفاطميين بِحقيقة الحركة الصليبيَّة إلَّا مُحاولتهم التحالف مع الغُزاة الغربيين ضدَّ السلاجقة واقتسامهم الديار الشَّاميَّة بينهما بُعيد انتصارهم على العدُوِّ المُشترك، بحيثُ يكون القسم الجنوبي - أي فلسطين - لِلفاطميين، كما أُسلف. فلم يُدرك هؤلاء أنَّ الصليبيين لم يتركوا بلادهم في غرب أوروپَّا ويتحمَّلوا ما تحمَّلوه في الشرق إلَّا لاستخلاص الديار المُقدَّسة في فلسطين. هذا وكان الصليبيُّون قد أظهروا مهارةً سياسيَّةً ملحوظةً حتَّى ذلك الوقت تجاه الفاطميين، فاختاروا أن يتركوهم على عماهم ولم يُفصحوا لهم عن نواياهم تجاه بيت المقدس، بل أرسل الصليبيُّون سفارةً إلى القاهرة - ردًّا على سفارة الأفضل - تُؤكِّد التعاون بين الطرفين لِلقضاء على السلاجقة. وعبَّر بعض المُؤرِّخين المُسلمين المُتأخرين عن عجبهم من عدم تصدِّي الفاطميين لِلصليبيين وتعاونهم مع سائر المُسلمين في ذلك، فقال ابن تغري بردي في النُجُوم الزاهرة: «…وَلَمْ يَنْهَضْ اَلْأَفْضَل بِإِخْرَاجِ عَسَاكِرَ مِصْرَ. وَمَا أَدْرِي مَا كَانَ اَلسَّبَبُ فِي عَدَمِ إِخْرَاجِهِ مَعَ قُدْرَتِهِ عَلَى اَلْمَالِ وَالرِّجَالِ…».
وفي شهر رمضان 491هـ المُوافق لِشهر آب (أغسطس) 1098م، رأى الأفضل أنَّ الفُرصة حانت لِيستعيد بيت المقدس، لا سيَّما وأنَّ الصليبيين كانوا ما يزالون مُتعثرين في أنطاكية، فخرج على رأس جيشٍ كثيف واستطاع استرداد بيت المقدس بالأمان من سُقمان بن أرتق وأخيه إيلغازي، فأحسن إليهما ومن كان معهما وأجزل لهم العطاء وسمح لهم بِالخُروج من المدينة إلى حيث شاءا، فاتجه الأخوان نحو دمشق ومنها إلى الجزيرة الفُراتيَّة حيثُ أسَّسا إمارةً لِبني أرتق هُناك. وهكذا غدت فلسطين جُزءًا من الدولة الفاطميَّة مُجددًا، ولم تكد تنتهي سنة 491هـ المُوافقة لِسنة 1098م إلَّا وكانت حُدُود تلك الدولة قد امتدَّت إلى نهر الكلب شمالًا ومجرى الأُردُن شرقًا. ولم يلبث أن صُدم الفاطميُّون بِالحقيقة المُرَّة لمَّا عرفوا بِزحف الصليبيين جنوبًا، فأدرك الأفضل أنَّ بيت المقدس هو هدفهم الأساسي، فأرسل لهم سفارةً وصلتهم قُرب طرابُلس، تحملُ الهدايا النفيسة والأموال الضخمة لِكُلِّ قائدٍ من قادة الحملة؛ كما تحمل لهم عرضًا من الخليفة الفاطمي خُلاصته أن يُسهِّل لهم الحج على شكل مجموعاتٍ من مائتيّ أو ثلاثُمائة حاج بِشرط ألَّا يكونوا مُسلَّحين. لكنَّ الصليبيين ردُّوا عليهم بِأنَّهم سيتمكنون من الحج فعلًا، ولكن بِمعونة الله.

## الزحف الصليبي نحو بيت المقدس

### سعي صغار الأُمراء المُسلمين لِمُحالفة الصليبيين

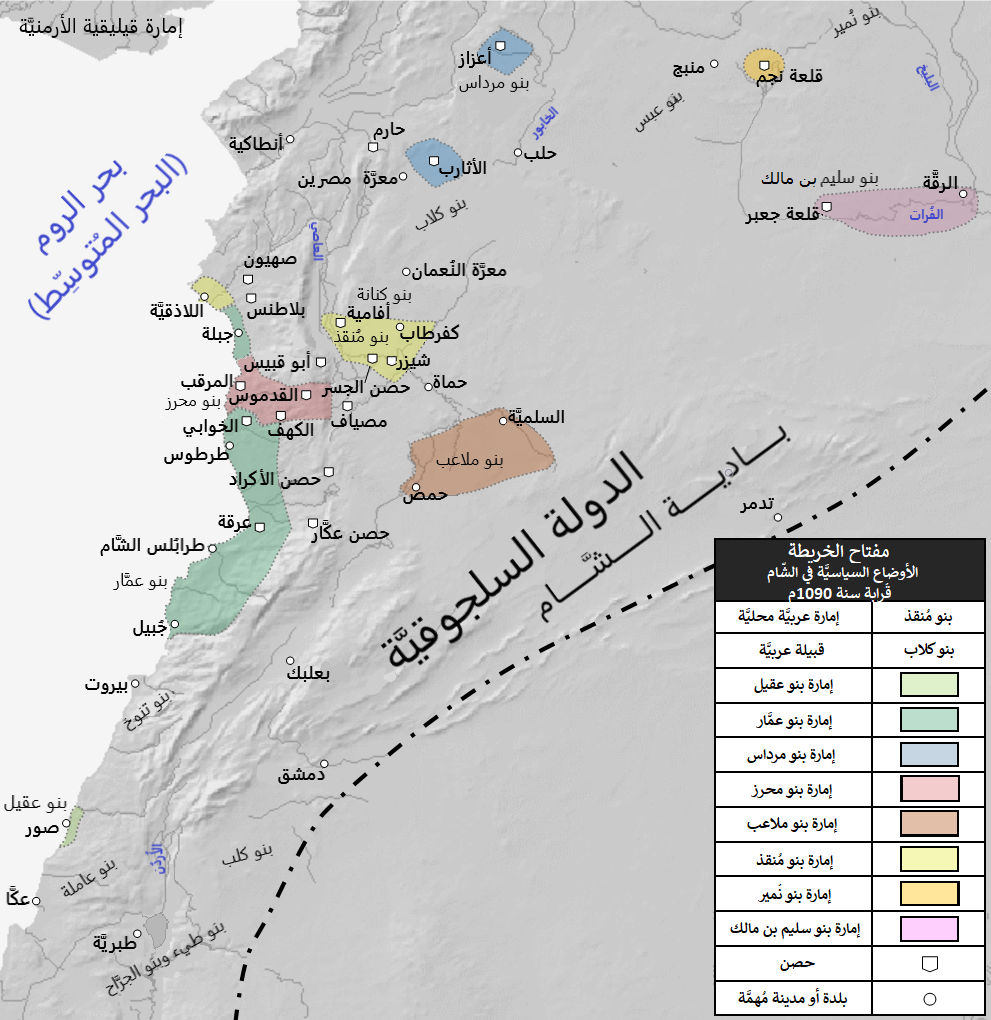
خريطة تُصوِّر الحُدُود التقريبَّة لِلإمارات العربيَّة الشَّاميَّة المُختلفة قُبيل الحملة الصليبيَّة الأولى وخلال مُجرياتها.

اتَّجه ريمُند الصنجيلي على رأس الصليبيين من معرَّة النُعمان إلى كفرطاب الواقعة على بُعد عشرين كيلومتر جنوبًا، ومكث فيها حتَّى 20 صفر 492هـ المُوافق فيه 16 كانون الثاني (يناير) 1099م، وفي تلك الفترة لحق به كُلًّا من روبرت كورتز وتانكرد. وبِوُصُول الصليبيين إلى تلك المنطقة بدأت الاتصالات بينهم وبين صغار الأُمراء المُسلمين الذين انتهزوا فُرصة انحلال قوى السلاجقة لِيُؤكِّدوا استقلالهم ببعض المُدُن مثل حِمص وطرابُلس وشيزر، وكان أبرز هؤلاء: بنو مُنقذ أصحاب شيزر والبلاد المُمتدَّة من نهر العاصي إلى الساحل، وبنو عمَّار أصحاب طرابُلس وكُل البلاد المُمتدَّة من أواسط جبل لُبنان إلى حُدُود الدولة الفاطميَّة. وجديرٌ بِالذكر أنَّ أولئك الأُمراء كان مسلكهم تجاه الصليبيين مُختلفًا تمامًا عن مسلك السلاجقة الذين لم يعرفوا سوى السيف، في حين أدرك الأُمراء العرب في الشَّام خُطُورة الموقف وعدم وُجُود قُوَّة إسلاميَّة كُبرى قُربهم تحميهم من ذلك الخطر، فآثروا اتباع سياسةً مرنةً استهدفت الاتفاق مع الصليبيين وقُبُول ما تقدَّموا به من عُرُوض، حتَّى أنَّ أمير حماة، وهو صهر رضوان، وجناح الدولة حُسين أمير حِمص اللذين قاتلا إلى جانب كربوقا، تخلَّيا عن المُقاومة. وبادر بعض هؤلاء الأُمراء بِمُراسلة الصليبيين وإظهار الود لهم، كما فعل الأمير عز الدين أبو العساكر سُلطان بن علي بن مُنقذ (عم الفارس الشهير أُسامة بن مُنقذ)، الذي أرسل إلى ريمُند الصنجيلي في كفرطاب يتعهَّد لهُ بألَّا يعترض طريق الصليبيين عند اختراقهم بلاده، وأن يُقدِّم لهم ما يحتاجون إليه من غذاءٍ وميرة. واطلع الصليبيُّون على نُقطة ضعف الأمير وكيف يتمكَّنون من السيطرة عليه وعلى ما يملكه، فحاولوا إرهابه والنيل منه لِيحصلوا على ما يُريدون، فساروا إلى شيزر وخيَّموا على مقرُبةٍ منها، فانزعج أبو العساكر من ذلك وأرسل إليهم مُحاولًا التهادن معهم، فبعث إليهم أدلَّاء ليُعرِّفُوهم على الطُرُق ويُجنِّبونهم مشقَّة تضليل الطُرُق في إمارته، ودلَّهم على بعض المناطق والقلاع ليتوجَّهوا إليها، فذهبوا لبعض المناطق ونهبوا منها أعدادًا كبيرةً من الأغنام وكميَّات هائلة من القمح وبعض السلع التي يحتاجونها، وباعوا الفائض منها في شيزر وحماة واشتروا بثمنها نحو ألف حصان، ممَّا أنعشهم وقوَّى عزائمهم.

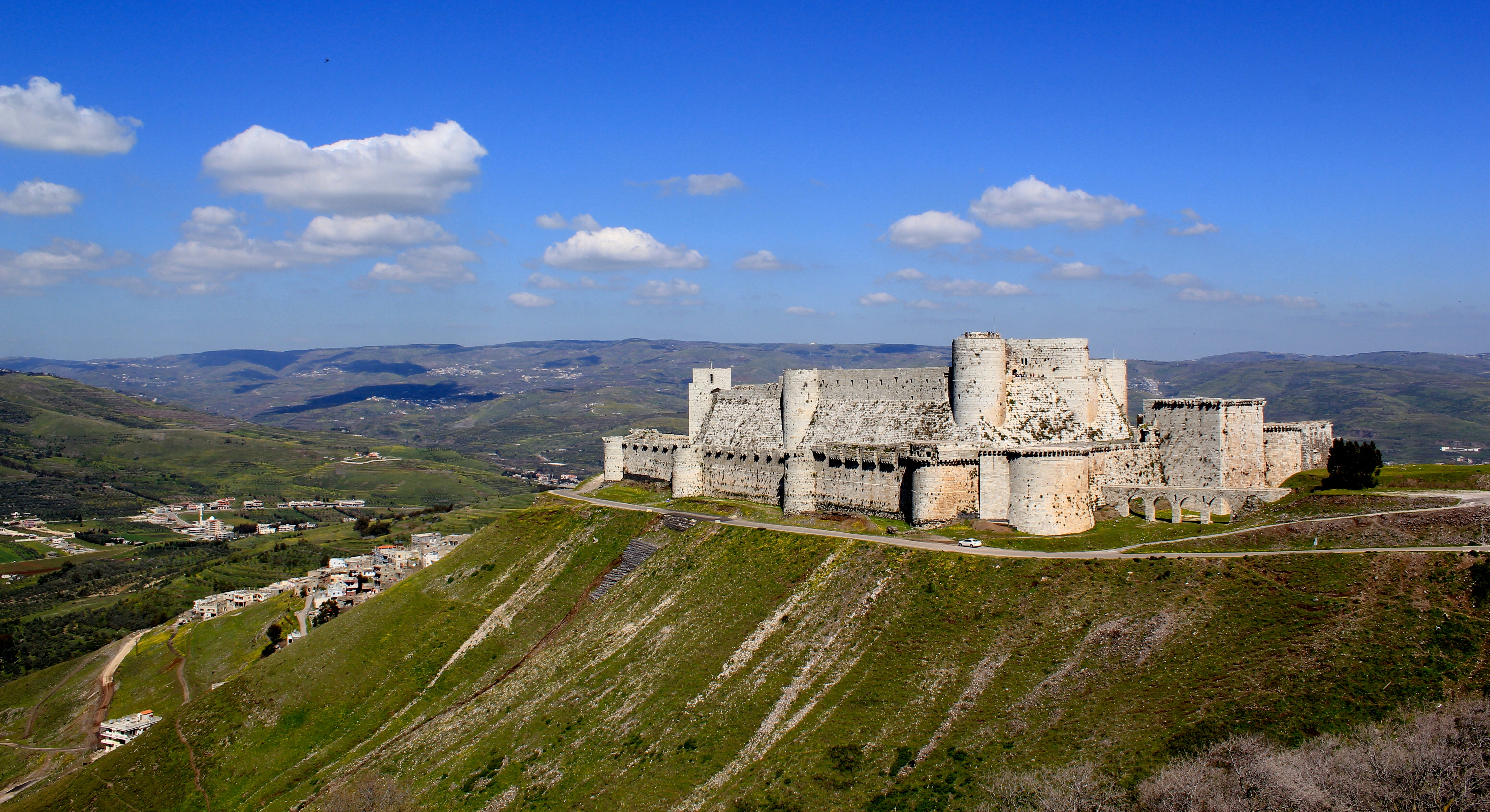
حصن الأكراد حيثُ استقرَّ الصليبيُّون فترةً قبل مُتابعة زحفهم جنوبًا.

وقرَّر الصليبيُّون عند شيزر، نُزولًا على رأي تانكرد، أن يسلكوا الطريق الداخلي إلى بيت المقدس بدلًا من الطريق الساحلي الذي كان من رأي ريمُند أنَّهُ يُمكِّن الحملة من الاتصال بِأنطاكية، والحُصُول على الامدادات والمُؤن من السُلطات الروميَّة في قبرص، نظرًا لِما يربطه بها من علاقاتٍ وديَّة، وذلك بِفضل مُساعدة الأساطيل الغربيَّة التي اتخذت السُويديَّة واللاذقيَّة قواعد لها. ورأى تانكرد أنَّهُ إذا سلك الصليبيُّون طريق الساحل الطويل المُتعرِّج، فهُم مُضطرُّون إلى الاستيلاء على المُدُن الساحليَّة مثل جبلة وطرطوس وطرابُلس وبيروت وصيدا وعكَّا ما يُشكِّل عامل تأخيرٍ لهم وبِخاصَّةٍ أنَّهم قد يُصادفون مُقاومةً من جانب السُكَّان، وهُم مُضطرُّون لِادِّخار قُوَّتهم حتَّى الوُصُول إلى بيت المقدس، والتي لم تكن تتجاوز آنذاك ألف فارسٍ وخمسة آلاف راجل، هذا مع الاقتراب بين حينٍ وآخر من ساحل البحر كُلَّما استدعت ظُرُوف التموين ذلك. استأنف الصليبيُّون زحفهم وفق الخطَّة التي وضعها تانكرد، فمرُّوا بِمصياف، فخرج إليهم أميرها وعقد معهم اتفاقيَّة سلام، ثُمَّ زحفوا إلى بعرين ثُمَّ إلى الرفينة التي مكثوا فيها ثلاثة أيَّام قبل أن يهبطوا إلى سهل البُقيعة الذي يتحكَّم بِحصن الأكراد المشهور بِضخامته، وقد احتمى سُكَّان تلك المنطقة بِالحصن، فحاصرهم الصليبيُّون حتَّى سقط الحصن في أيديهم يوم 3 ربيع الأوَّل المُوافق فيه 29 كانون الثاني (يناير). وفي الوقت الذي كان فيه ريمُند في حصن الأكراد قدمت إليه سفارة من طرف جناح الدولة حُسين بن ملاعب أمير حِمص مُحمَّلة بالهدايا ومُعلنةً ولاء الأمير المذكور، وذلك حتَّى لا يتعرَّض الصليبيُّون لِإمارته، ثُمَّ تلتها سفارةٌ أُخرى من قِبل أمير طرابُلس فخر المُلك أبي علي عمَّار بن مُحمَّد الذي استبق الأُمُور لِدفع الخطر عن إمارته وتفادي القتال. وأبدى صاحب طرابُلس هذا استعداده لِلتشاور والتنسيق مع ريمُند في التدابير اللازمة لِمُرور الحملة الصليبيَّة عبر إمارته، وطلب منهُ أن يبعث بِمندوبين من قِبله لِأجل هذه الغاية، على أن يحملوا معهم أعلام ورايات قُمسيَّة طولوشة وصنجيل لِيرفعها على أسوار المدينة كدليلٍ على حُسن نيَّته.

### سُقُوط بعض المُدُن الساحليَّة الشَّاميَّة

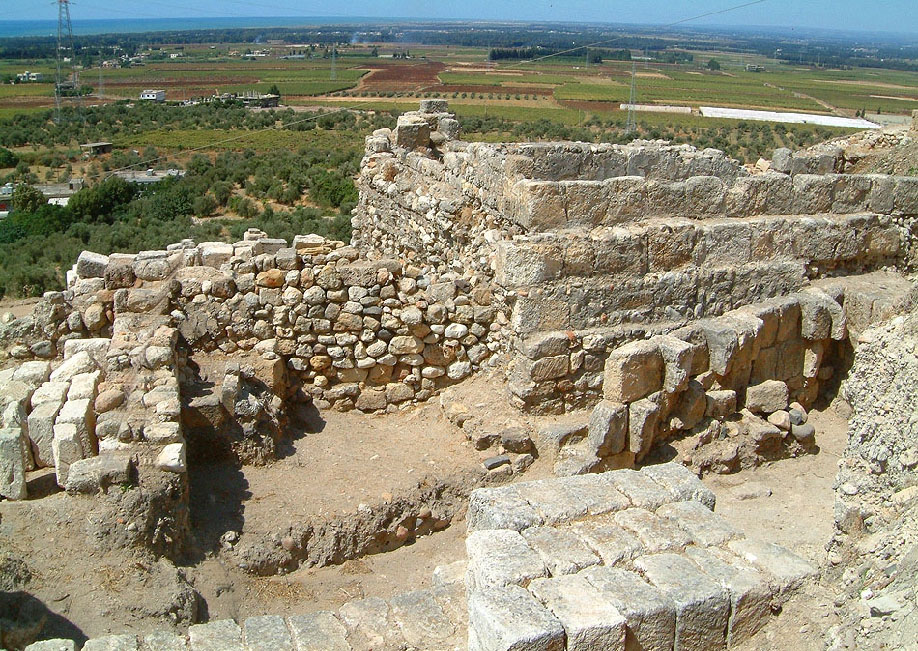
أطلال قلعة عرقة القديمة كما بدت سنة 2009م. تقع اليوم ضمن مُحافظة عكَّار في لُبنان. صمدت هذه القلعة في وجه الصليبيين سنة 1099م، رُغم نقبهم عدَّة ثُقُوبٍ في أسوارها.

وافق القائد الصليبي على طلب أمير طرابُلس لِيختصر الوقت وهو في طريقه إلى بيت المقدس، فأرسل سفارةً إلى المدينة لِلتفاوض في شُرُوط الصُلح، وشاهد أعضاؤها مدى عِظم ثروة طرابُلس فتملَّكتهم الدهشة، فلمَّا عادوا إلى مُعسكرهم أخبروا ريمُند بما رأوا، وأشاروا عليه بِالتشدُّد مع أميرها لأنَّهُ لن يتردد في عقد اتفاقٍ بِأي ثمنٍ لِيضمن السلام لِعاصمة إمارته، وأشاروا على ريمُند أن يُهاجم عرقة التابعة لِإمارة طرابُلس، كنوعٍ من الضغط على أميرها حتَّى يزيد من قيمة الجزية التي تعهَّد بِدفعها لِلصليبيين. وسُرعان ما صادفت هذه الفكرة قبولًا حسنًا، لا سيَّما وأنَّ عرقة نفسها تتمتع بِأهميَّةٍ كبيرة لِوُقُوعها وسط إقليمٍ غنيٍّ بِمياهه وثروتها الطبيعيَّة. وفي الوقت الذي اتجه فيه جُزءٌ من الجيش الصليبي لِحصار عرقة، اتجه فريقٌ آخر إلى طرطوس واستولوا عليها، ممَّا سهَّل تموينهم بِواسطة الأساطيل الإيطاليَّة والروميَّة. هذا فضلًا عن أنَّ الاستيلاء على طرطوس ساعد الصليبيين بعد قليلٍ في الاستيلاء على مرقية، إلى الشمال منها. على أنَّ الصليبيين لم يقنعوا بِذلك، وإنَّما حدث في الوقت الذي أخذ ريمُند ورجاله يُحاصرون عرقة، أن اتجه گُدفري البويني وروبرت الفلمنكي لِحصار جبلة، التي كان يُفترض أن تكون هي الأُخرى تابعةً لِأمير طرابُلس، ولكنَّ القاضي أبو محمود عُبيد الله بن منصور استطاع أن يستقلَّ بها عن نُفُوذ بني عمَّار. وانتهى حصار جبلة بِعقد اتفاقٍ بين أبي محمود والصليبيين تعهَّد فيه الأوَّل بِدفع جزيةٍ من المال والخيل. وبعد ذلك اتجه گُدفري وروبرت إلى عرقة تلبيةً لِنداء ريمُند الذي طلب مُساعدتهما. وعلى الرُغم من أنَّ الصليبيين جمعوا قُوَّاتهم أمام عرقة في 19 ربيع الآخر 492هـ المُوافق فيه 14 آذار (مارس) 1099م، وعلى الرُغم من سُهُولة تموينهم عن طريق البحر ووفرة ما حصلوا عليه من خيراتٍ في إمارة طرابُلس، إلَّا أنَّ حصار عرقة طال دون نتيجة، ويذكر كُلًا من ابن الأثير وابن العبري أنَّ هذا الحصار دام أربعة أشهر نقب خلالها الصليبيُّون أسوار المدينة، ولكنَّها صمدت في وجههم ولم يقدروا عليها.

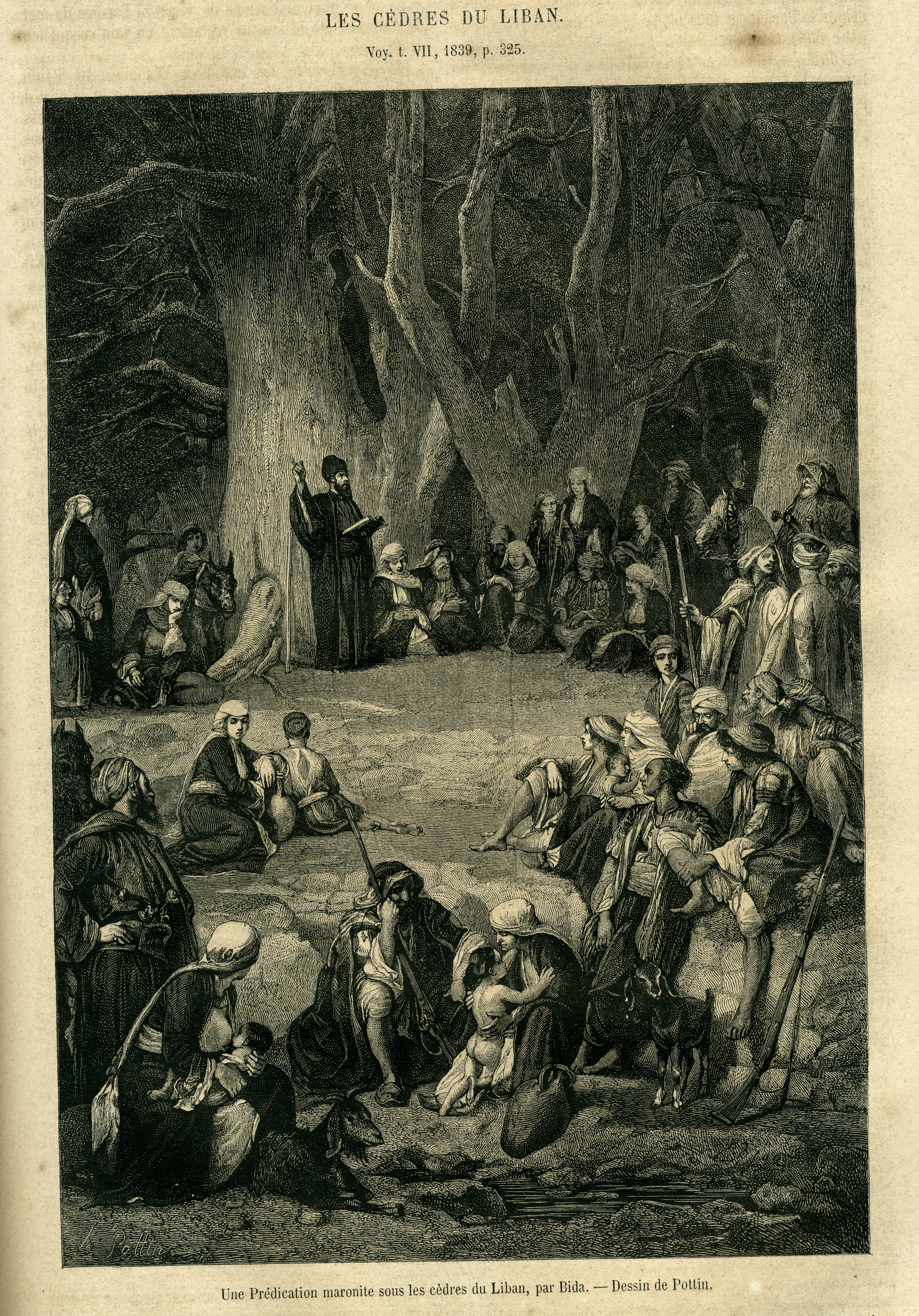
كاهنٌ ماروني يعظ رعيَّته في ظلِّ شجرة أرز. شكَّل الموارنة الجبليُّون أحد أبرز الحُلفاء المحليين لِلصليبيين بدايةً من حملتهم الأولى.

ولم يلبث أن اعترض گُدفري على الاستمرار في حصار عرقة، ونادى بِأنَّ الوقت الذي أضاعه الصليبيُّون في تلك العمليَّة الحربيَّة لا يُعادل بِأيِّ حالٍ من الأحوال الفائدة المرجُوَّة من وراء الاستيلاء على تلك المدينة الصغيرة. لِذلك أصرَّ گُدفري على أن يترك الصليبيُّون حصار عرقة في الحال لِيُواصلوا زحفهم على بيت المقدس. واضطرَّ ريمُند أن يستجيب لِضُغُوط غريمه وباقي القادة، ففكَّ الحصار عن عرقة على مضض، ذلك أنَّهُ كان طامحًا بِإقامة دولة لِنفسه على ساحل الشَّام كما فعل بوهيموند في أنطاكية. ومن الثابت أنَّ ريمُند ندم أشدَّ الندم على استعانته بِگُدفري وروبرت واستحضارهما من جبلة لِمُعاونته، فحتَّى ذلك الوقت - ومُنذُ أن زحف الصليبيُّون من أنطاكية - كان ريمُند هو زعيم الصليبيين في زحفهم على بيت المقدس، أمَّا وقد حضر گُدفري فإنَّ نُفُوذه أخذ يطغى على نُفُوذ ريمُند، وانضمَّ إلى جانبه تانكرد وروبرت، ممَّا أضرَّ ضررًا بليغًا بِمركز ريمُند ومكانته. ولا شكَّ في أنَّ إخفاق الصليبيين أمام عرقة بعد ذلك الحصار الطويل، وما ظهر في صُفُوفهم من خلافاتٍ وتيَّاراتٍ مُتعارضة أثناء الحصار، كُلُّ ذلك أدَّى إلى تقوية مركز أمير طرابُلس الذي سارع إلى سحب عُرُوضه السابقة على الصليبيين، فسار إليه هؤلاء ونزلوا عند أسوار المدينة يوم الجُمُعة 19 جُمادى الآخرة 492هـ المُوافق فيه 13 أيَّار (مايو) 1099م، ومكثوا في ربضها ثلاثة أيَّام، فاضطرَّ ابن عمَّار أن يركن إلى مُسالمة الغُزاة مُجددًا، فأطلق سراح قُرابة ثلاثمائة صليبي كان قد أسرهم في معارك سابقة، وأعطى ريمُند خمسة عشر بيزنطًا ذهبيًّا وخمسة عشر حصانًا ثمينًا، إضافةً إلى عددٍ وافرٍ من الخُيُول والحُمُر والخُبز وشتَّى السلع الضروريَّة.
وفي يوم الإثنين 22 جُمادى الآخرة 492هـ المُوافق فيه 15 أيَّار (مايو) 1099م، غادر الصليبيُّون طرابُلس إلى بيت المقدس سالكين الطريق الساحليّ عبر القلمون وأنف الحجر والبترون وجُبيل، وساعدهم أدلَّاء موارنة من جبل لُبنان، فكانت تلك المرَّة الأولى التي كُسرت فيها العُزلة الإقليميَّة لِهذه الطائفة المسيحيَّة مُنذُ أن لجأ أفرادها إلى جبل لُبنان في القرن السادس الميلادي، إذ كانت وُفُودهم قد هبطت من موطنهم الشاهق حول بلدة بشرِّي أثناء حصار الصليبيين لِعرقة، لتُهنِّئهم وتعرض عليهم المُساعدة، وبحسب المُؤرِّخ اللُبناني الدكتور فؤاد أفرام البُستاني، فإنَّ الموارنة أمدُّوا الصليبيين بِثلاثين ألف نبَّال «أجمع الفرنجة على الإعجاب بِشجاعتهم ومهارتهم»، ومُنذُ تلك الفترة نال الموارنة الحُظوة والدعوة لدى الصليبيين، فقدَّموهم على من حالفهم من المُسلمين وعلى جميع الطوائف المسيحيَّة الشرقيَّة الأُخرى. ووصل الصليبيُّون في 25 جُمادى الآخرة المُوافق 19 أيَّار (مايو) إلى الحُدُود الفاطميَّة عند نهر الكلب، ولمَّا اقتربوا من بيروت بادر سُكَّانها، الذين خشوا القتل والدمار، إلى مُسالمة الغُزاة، فبذلوا لهم الهدايا والأموال وسمحوا لهم بِاجتياز بلادهم شرط ألَّا يُنزلوا الضرر بِالأشجار المُثمرة والكُرُوم والغلال، وقبل القادة الصليبيُّون هذه الشُرُوط. وبعد استراحة ليلةٍ واحدة، انطلق الصليبيُّون إلى صيدا فوصلوها يوم 26 جُمادى الآخرة المُوافق 20 أيَّار (مايو) وأقاموا مُعسكرهم عند شاطئ نهر الأوَّلي شمالي المدينة، فهاجمتهم حاميتها وقاتلتهم، لكنَّهم ردُّوها، وانتقموا من أهل صيدا بأن أتلفوا المزارع المُجاورة واعتدوا على الضياع القريبة، ثُمَّ تابعوا زحفهم عابرين الصرفند وصور حيثُ انضمَّ إليهم بعض الفُرسان القادمين من الرُّها وأنطاكية. وفي 29 جُمادى الآخرة المُوافق 23 أيَّار (مايو) عبر الصليبيُّون مُرتفع رأس الناقورة في طريقهم إلى عكَّا، فبلغوا ظاهرها في 1 رجب المُوافق 24 أيَّار (مايو)، فصالحهم أميرها وقدَّم لهم الهدايا والمُؤن، كما تعهَّد بالدُخُول في طاعتهم إذا استولوا على بيت المقدس. ومضى الصليبيُّون في تقدُّمهم فمرُّوا بِقيسارية ثُمَّ بِأرسوف، ولم يُحاولوا بعد ذلك التوجُّه إلى يافا وإنَّما اختاروا أن يتركوا الطريق الساحلي ويشُقُّوا طريقهم إلى داخل البلاد مُباشرةً نحو بيت المقدس.

## حصار بيت المقدس وسُقُوطها

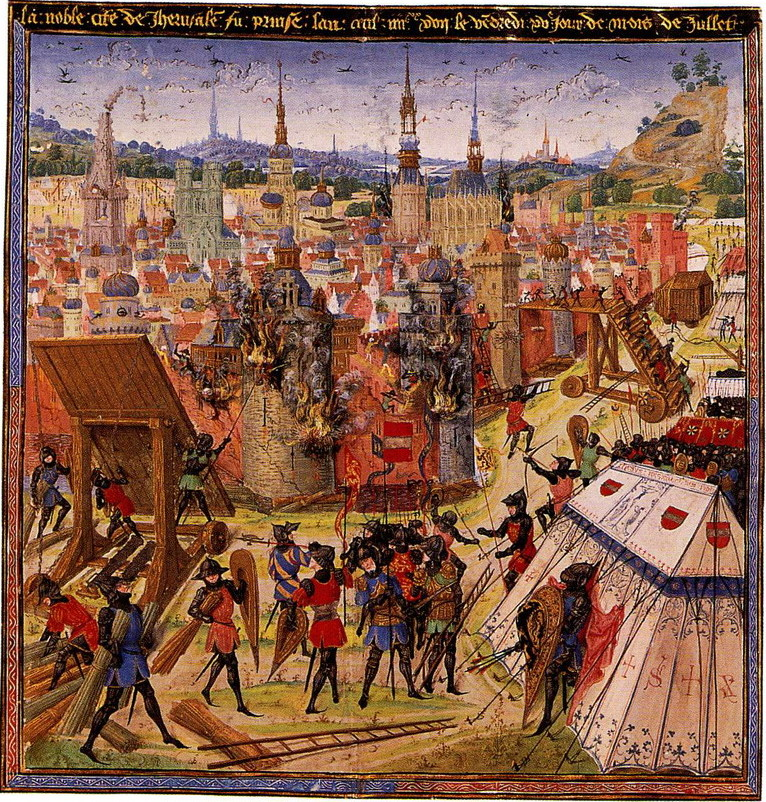
رسمٌ يعود إمَّا لِلقرن الرابع عشر أو الخامس عشر الميلاديّ، يُصوِّرُ الصليبيين وقد ضربوا حصارهم حول بيت المقدس.

حرص الصليبيُّون على أن لا ينقطع الطريق بينهم وبين البحر أثناء زحفهم نحو بيت المقدس، لِذلك احتلُّوا الرملة بعد أن أخلاها المُسلمون وتركوا فيها حاميةً صغيرة، وعقدوا فيها مجلسًا للحرب في الفترة المُمتدَّة بين 11 و14 رجب المُوافقة لما بين 3 و6 حُزيران (يونيو)، ناقشوا فيه مسائل عدَّة، منها اقتراحٌ بِأن يبدأوا بِمُهاجمة الفاطميين في عقر دارهم، إذ أنَّ من الحماقة مُهاجمة بيت المقدس في ذُروة الصيف، وأنَّ من الأفضل أن يتقدَّمُوا لِمُهاجمة مركز الثقل الإسلامي الذي هو مصر، لأنَّ مفاتيح بيت المقدس موجودة فعلًا في القاهرة، وأنَّهُ إذا أراد الصليبيُّون أن ينعموا بِحياةٍ آمنةٍ مُستقرَّة في بيت المقدس، فعليهم أن يُؤمِّنوا على أنفُسهم بِالاستيلاء على الوجه البحري لِلديار المصريَّة، غير أنَّ هذا الاقتراح لقي الرفض من مُعظم القادة، وتقرَّر الزحف مُباشرةً إلى بيت المقدس.

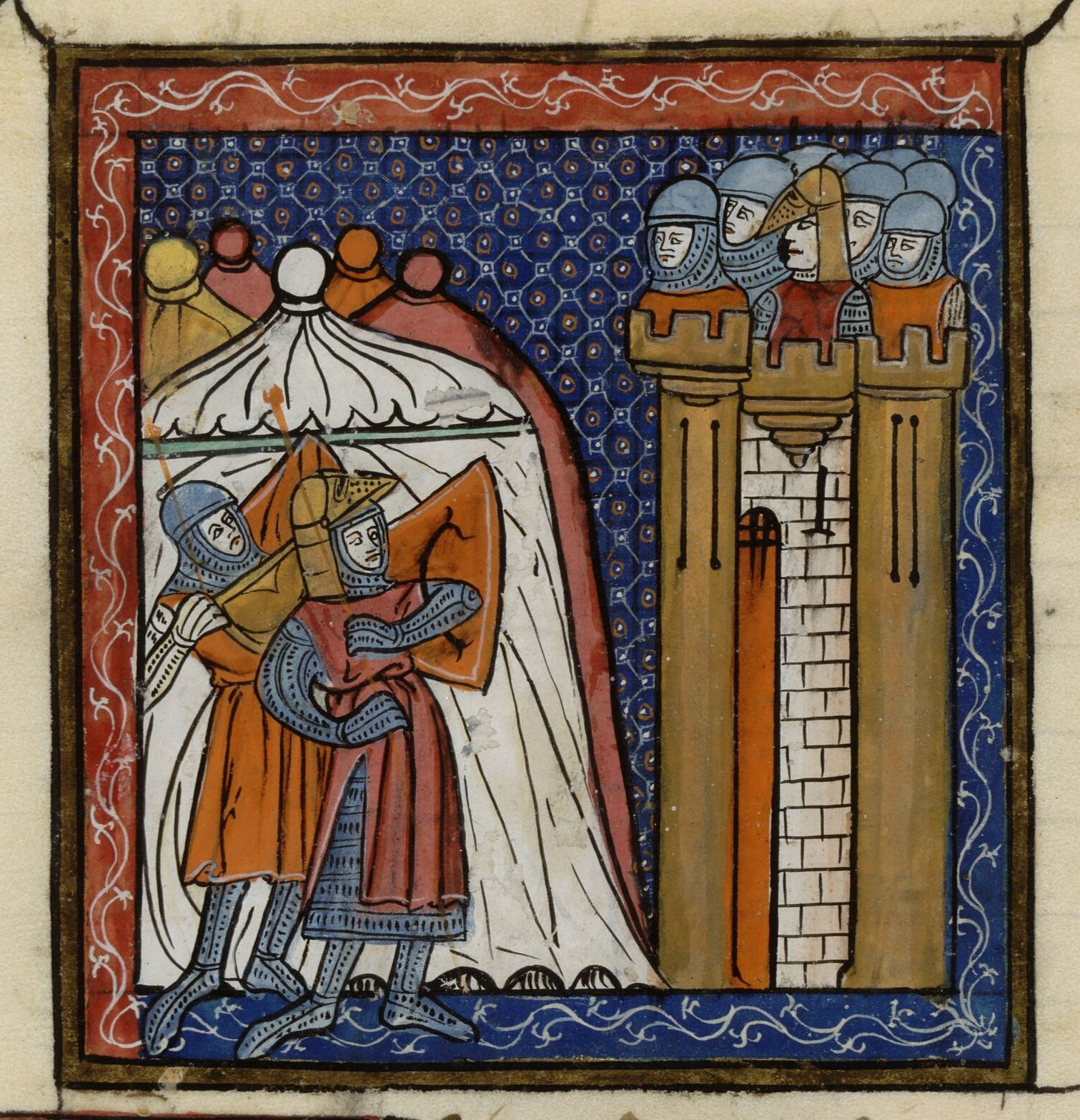
مُنمنمة إفرنجيَّة تعود إلى القرن الثالث عشر الميلادي، تُصوِّرُ مُعسكرات الصليبيين أمام أسوار بيت المقدس.

وصل الصليبيُّون إلى بيت المقدس يوم الثُلاثاء 15 رجب 492هـ المُوافق فيه 7 حُزيران (يونيو) 1099م، وحاصروها. تولَّى الدفاع عن المدينة أميرها الفاطمي افتخار الدولة وحامية قويَّة من عساكر عربيَّة وسودانيَّة من مُشاةٍ ونبَّالين، يُضاف إليهم قُرابة أربعمائة فارس وأربعة عشر منجنيقًا. أضف إلى ذلك، كانت المدينة محميَّة بِأسوارٍ يصل طولها إلى أربعة كيلومترات، وسُمكُها لِثلاثة أمتار، وارتفاعها لِخمسة عشر مترًا، وعلى كُلِّ بابٍ من أبوابها الخمسة بُرجان مشحونان بالجُند. ولمَّا ترامى لِافتخار الدولة نبأ اقتراب الصليبيين اتَّخذ إجراءاتٍ احتياطيَّةٍ عدَّة إضافيَّة لِمُواجهة الموقف، فطمر ما يقع خارج المدينة من آبارٍ أو سمَّها، وساق قُطعان الماشية إلى أماكن آمنة، وملأ مخازنه بالمُؤن وصهاريجه بِالماء بما يكفيه مُدَّةً طويلة، وطرد المسيحيين من أهل المدينة لِسببين أساسيين: خوفًا من ميلهم لِلصليبيين ومُعاونتهم إيَّاهم، ولِعدم إمكانه الاعتماد عليهم في القتال لِما تقرَّر من منعهم من حمل السلاح. كذلك اهتمَّ بِتقوية التحصينات والتأكُّد من سلامة الأسوار ودعَّمها بِأكياسٍ مملوءةٍ بالقُطن وشَحَنَ الأبراج بِالمُقاتلة والسلاح، كما أرسل إلى مصر يطلب النجدة. ولم يكد الصليبيُّون يشرعون في حصار المدينة حتَّى أخذوا يُهاجمونها مُعتمدين على عددٍ كبيرٍ من آلات الحصار والهدم، ويبدو أنَّهم افتقدوا إلى القُوَّات الكافية لِتطويقها، لِذلك ركَّزوا قُوَّاتهم أمام الأماكن التي تُقرِّبهم من الأسوار. فتمركز روبرت كورتز النورماني على امتداد السور الشمالي تجاه باب الساهرة، واتخذ روبرت الفلمنكي موقعه إلى يمينة تجاه باب دمشق، وعسكر گُدفري في البُقعة التي تُواجه الرُكن الشمالي الغربي لِلمدينة حتَّى باب يافا، وانضمَّ إليه تانكرد عندما قدم من بيت لحم، واستقرَّ ريمُند إلى الجنوب منهما قبل أن ينتقل إلى جبل صهيون بعد أن اكتشف أنَّ الوادي يجعله بعيدًا عن الأسوار، وكان القطاعان الشرقي والجنوبي الشرقي مكشوفين لم يحرسهما أحد.

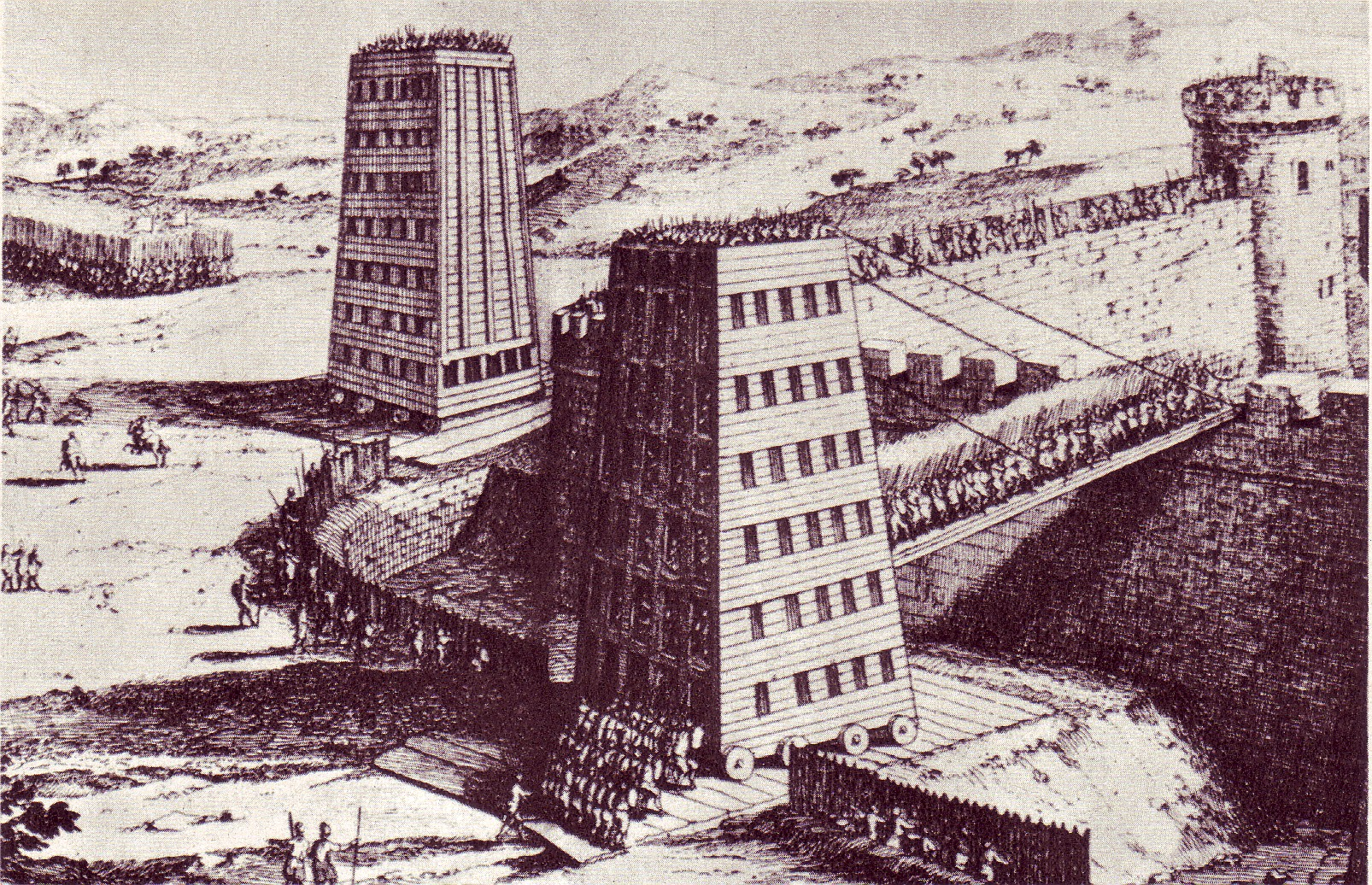
الصليبيُّون يجرُّون آلات حصارهم صوب أسوار بيت المقدس.

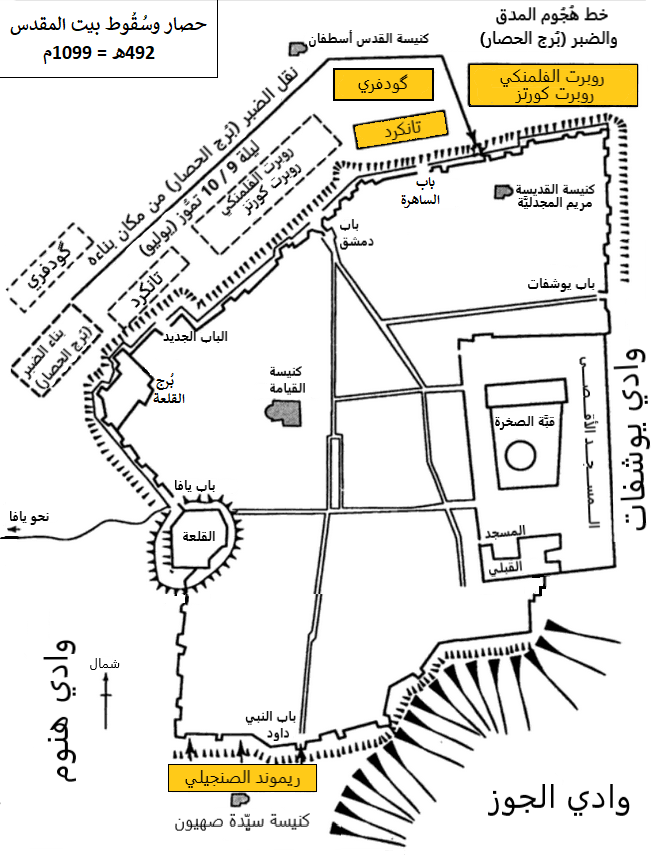
موضع الصليبيين عند حصار بيت المقدس وتبديلهم مواقعهم بعد إنشائهم أدوات الحصار اللَّازمة.

واجهت المُحاصرين في بادئ الأمر مُشكلاتٌ عدَّة حالت بينهم وبين الاستيلاء على المدينة فورًا، فقد صمد المُسلمون بِقيادة افتخار الدولة وتمكَّنوا من صدِّ المُحاولات الصليبيَّة المُتكررة لِاقتحام بيت المقدس، وعجز الغُزاة عن تأمين المياه نتيجة ما اتخذه افتخار الدولة من تدابير كانت ناجحة وقويَّة الأثر، كما أخذت مؤنهم في النفاذ، وانتشرت شائعة بينهم تُفيد أنَّ جيشًا فاطميًّا كبيرًا قد خرج من القاهرة وهو في طريقه لإنقاذ المدينة. أضف إلى ذلك، تجدَّد النزاع بين قادة الحملة حول مصير بيت المقدس وملكيَّة بعض الأماكن المُهمَّة الأُخرى مثل بيت لحم، وقد تمسَّك تانكرد بِحقِّه في مُلكيَّتها بعد أن كان قد استولى عليها. وأدرك الصليبيُّون بعد ذلك أنَّهم لن يستطيعوا الصُمُود لِحصارٍ طويل، وينبغي عليهم القيام بِهُجُومٍ فوريّ على المدينة والاستيلاء عليها، وفعلًا شنُّوا هُجُومًا في 20 رجب المُوافق فيه 12 حُزيران (يونيو) على أسوارها ونجحوا في التغلُّب على الأسوار الشماليَّة الخارجيَّة، غير أنَّهُ لم يتوافر لديهم من السلالم ما يُتيح لهم تسلُّق الأسوار في جهاتٍ عديدةٍ في آنٍ واحد، ولمَّا تبيَّن لهم أنَّ مُحاولتهم ليست مُجدية قرَّروا الانسحاب وعدم القيام بِهُجُومٍ آخر ما لم تتوفَّر لهم المجانيق والسلالم، لكنَّهم افتقروا إلى المواد التي يصنعون منها هذه الآلات، على أنَّهُ حدث أن جاءتهم مُساعدة من البحر. ففي 25 رجب المُوافق فيه 17 حُزيران (يونيو) رست في مرفأ يافا الفاطمي المهجور سفينتان جنويَّتان مُحمَّلتان بِالزاد والعتاد والحبال والمسامير والأخشاب وغيرها ممَّا يتطلَّبه العمل لِصناعة أدوات الحصار، وكانتا بِقيادة أمير البحر الجنوي «وليم السكِّير» (بالإيطالية: Guglielmo Embriaco) و«گاستون الرابع ڤيكُنت بيارن» (بالبشكنشيَّة: Gaston IV.a Biarnokoa)، فأفرغ الصليبيُّون حُمُولتهما إلى البر وسط مُناوشاتٍ مع قُوَّةٍ فاطميَّةٍ قدمت من عسقلان، ونقلوها إلى المُعسكر الصليبي عند بيت المقدس الذي تحوَّل إلى خليَّة عملٍ لِبناء الأبراج والسلالم اللَّازمة لِتسلُّق الأسوار. وشرع ريمُند وگُدفري في تشييد أبراجٍ من الخشب تسيرُ على عجلات ثُبِّتت بها المقاليع، وبعد الانتهاء من العمل نصبوا الأبراج وأسندوها إلى أسوار المدينة.

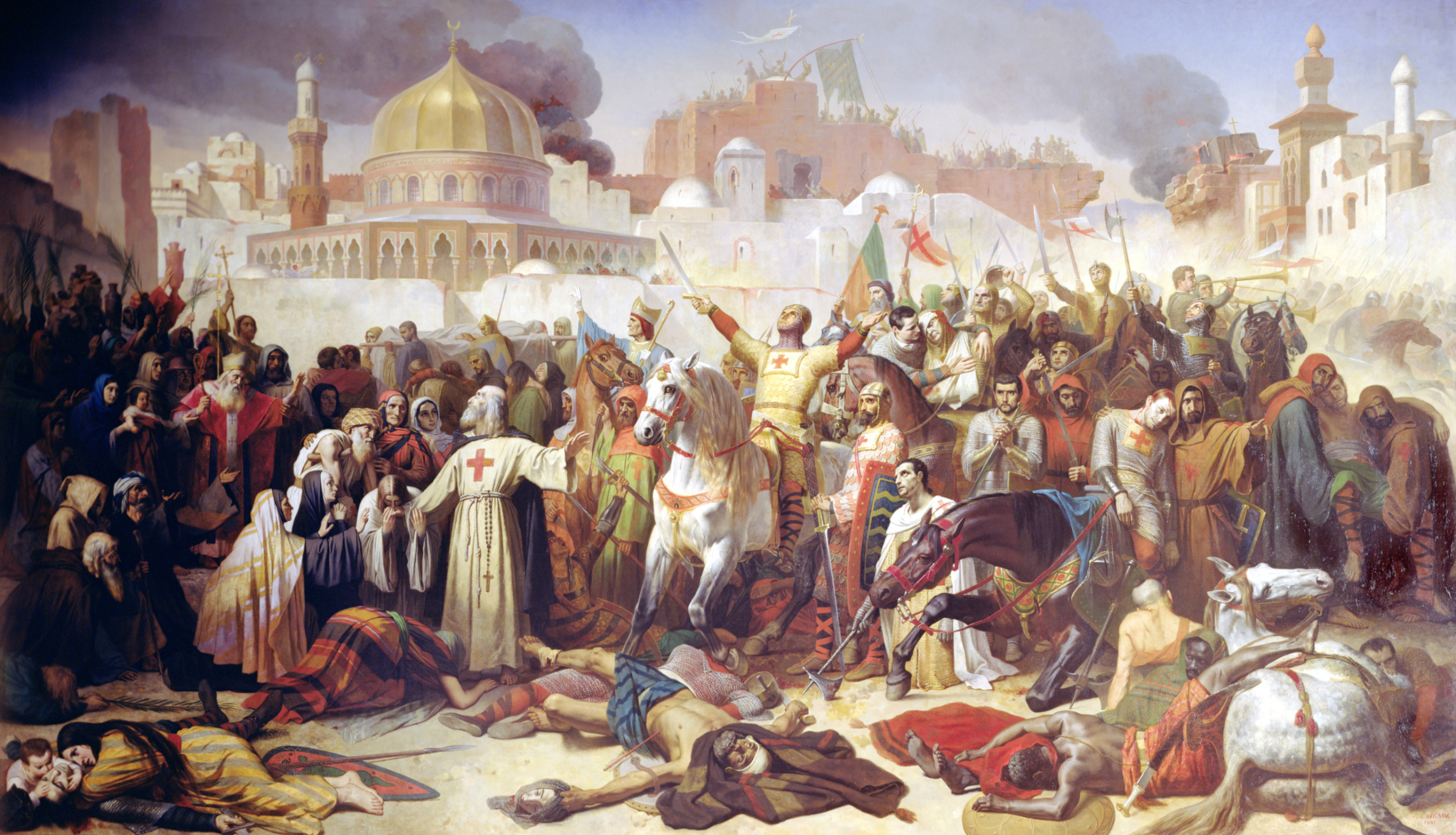
الصليبيُّون عند استيلائهم على بيت المقدس وبُعيد انتهاء مجزرتهم بأهلها.

وفي أوائل شهر تمُّوز (يوليو)، بلغ الصليبيين خُرُوج الوزير الأفضل شاهنشاه من مصر على رأس جيشٍ كبيرٍ لِنجدة بيت المقدس، وإذ أدركوا أنَّهُ ليس ثمَّة ما يدعو بعدئذٍ إلى التمهُّل والإرجاء، جدُّوا في حصار المدينة وواصلوا الحرب، فأنشأوا ثلاثة أبراج ضخمة تطُلُّ على أسوارها ونصبوها عند السور الشمالي وجبل صهيون والطرف الشمالي الغربي من الأسوار. وحدث الهُجُوم الصليبي الشامل ليلة 21 شعبان المُوافق فيه 14 تمُّوز (يوليو)، ثُمَّ اشتدَّ القتال واتخذ طابعًا عنيفًا في صباح اليوم التالي، وهو اليوم الذي نجحوا فيه بِاقتحام المدينة بعد حصارٍ استمرَّ نيفًا وأربعين يومًا. وارتكب الصليبيُّون مذبحةً مُروِّعة بأهالي بيت المقدس خاضوا فيها حتَّى أكعابهم في دماء القتلى، وعندما التجأ المُسلمون إلى المسجد الأقصى تبعوهم وأجهزوا عليهم، وفاض المسجد كُلُّه بِدمائهم، وقد بلغ عدد القتلى في المسجد وحده ما يزيد على سبعين ألفًا بحسب ابن الأثير وغيره، منهم جماعةٌ من أئمَّة المُسلمين وعُلمائهم وعُبَّادهم وزُهَّادهم، وفي هذا يقول ابن الأثير: «وَلَبِثَ اَلْفِرِنْجُ فِي اَلْبَلْدَةِ أُسْبُوعًا يَقْتُلُونَ فِيهِ اَلْمُسْلِمِينَ… وَقَتَلَ اَلْفِرِنْجُ بِالْمَسْجِدِ اَلْأَقْصَى مَا يَزِيدُ عَنْ سَبْعِينَ أَلْفًا مِنْهُمْ جَمَاعَةٌ كَثِيرَةٌ مِنْ أَئِمَّةِ اَلْمُسْلِمِينَ وَعُلَمَائِهِمْ وَعُبَّادِهِمْ وَزُهَّادَهِمْ مِمَّنْ فَارَقَ اَلْأَوْطَانَ وَجَاوَرَ بِذَلِكَ اَلْمَوْضِعِ اَلشَّرِيفِ». ولاحق الصليبيُّون المُسلمين في الشوارع وقتلوهم حيثما وجدوهم، كما اقتحموا بُيُوتهم وفتكوا بهم، ولم يجد الناسُ مكانًا آمنًا يعتصمون فيه، فألقى بعضهم بِأنفُسهم من فوق الأسوار، وازدحم آخرون في القُصُور والأبراج والمساجد، ولم يعُد يُسمع إلَّا أنين الجرحى وحشرجات الموتى، كما وطئ الفُرسانُ أكداس الجُثث وهُم يُطاردون أولئك الذين حاولوا الهرب عبثًا. وقد اعترف المُؤرِّخون الصليبيُّون بهذه الحقيقة، فقال ڤوشيه الشارتري: «لَوْ كُنْتَ هُنَاكَ لَتَلَطَّخَتْ قَدَمَاكَ حَتَّى اَلْكَوَاحِلِ بِدِمَاءِ اَلْقَتْلَى، مَاذَا أَقُولُ؟ لَم يَبْقَ مِنْهُمْ أَحَد، وَلَمْ يَرْحَمُوا اِمْرَأَةً وَلَا طِفْلاً». وقال وليم الصوري واصفًا المجزرة:
| الحملة الصليبية الأولى | كَانَ مِنْ اَلْمُسْتَحِيلِ أَنْ يُطَالِعَ اَلْمَرْءُ كَثْرَةَ اَلْقَتْلَى دُونَ أَنْ يَسْتَوْلِيَ عَلَيْهِ اَلْفَزَعُ، فَقَدْ كَانَتْ اَلْأَشْلَاءُ اَلْبَشَرِيَّةُ فِي كُلِّ نَاحِيَةٍ، وَغَطَّتْ اَلْأَرْضُ دِمَاءَ اَلْمَذْبُوحِين، وَلَمْ تَكُنْ مُطَالَعَةُ اَلْجُثَثِ - وَقَدْ فَارَقَتْهَا رُؤُوسُهَا - وَرُؤْيَةُ اَلْأَعْضَاءِ اَلْمَبْتُورَةِ اَلْمُبَعْثَرَةِ فِي جَمِيعِ اَلْأَرْجَاءِ هِيَ وَحْدَهَا اَلَّتِي أَثَارَتْ اَلرُّعْبَ فِي نُفُوسِ جَمِيعِ مِنْ شَاهَدُوهَا، بَلْ كَانَ هُنَاكَ مَا هُوَ أَبْعَث عَلَى اَلْفَزَعِ أَلا وَهُوَ مَنْظَرُ اَلْمُنْتَصِرِينَ أَنْفُسِهِمْ وَقَدْ تَخَضَّبُوا بِالدِّمَاءِ فَغَطَّتْهُمْ مِنْ رُؤُوسِهِمْ إِلَى أَخْمَصِ أَقْدَامِهِمْ، فَكَانَ مَنْظَرًا مُرَوِّعًا بَثَّ اَلرُّعْبَ فِي قُلُوبِ كُلِّ مِنْ قَابَلُوهُمْ، وَيُقَالُ أَنَّهُ قُتِلَ فِي دَاخِلِ سَاحَةِ اَلْمَسْجِدِ وَحَّدَهَا عَشَرَةُ آلَافٍ مِنْ اَلْمَارِقِينَ، بِالْإِضَافَةِ إِلَى أَنَّ اَلْقَتْلَى اَلَّذِينَ تَنَاثَرَتْ جُثَثَهُمْ فِي كُلِّ شَوَارِعِ اَلْمَدِينَةِ وَمَيَادِينِهَا لَمْ يَكُونُوا أَقَلَّ عَدَدًا مِمَّنْ ذَكَرْنَاهُمْ. وَانْطَلَقَ بَقِيَّةُ اَلْعَسْكَرِ يَجُوسُونَ خِلَالُ اَلدِّيَارِ بَحْثًا عَمَّنْ لَا زَالَ حَيًّا مِنْ اَلتُّعَسَاء اَلَّذِينَ قَدْ يَكُونُونَ مُخْتَفِينَ فِي اَلْأَزِقَّةِ وَالدُّرُوبِ اَلْجَانِبِيَّةِ فِرَارًا مِنْ اَلْمَوْتِ، فَكَانُوا إِذَا عَثَرُوا عَلَيْهِمْ سَحَبُوهُمْ عَلَى مَشْهَدٍ مِنْ اَلنَّاسِ وَذَبَحُوهُمْ ذَبْحَ اَلشِّيَاهِ. | الحملة الصليبية الأولى |

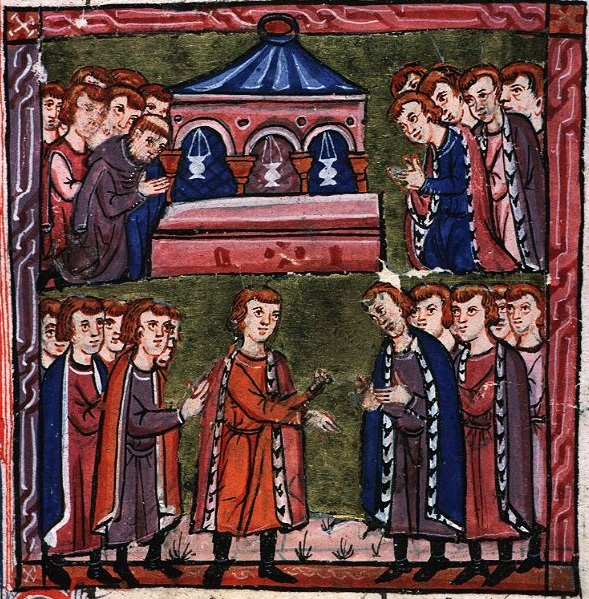
مُنمنمة إفرنجيَّة تُصوِّرُ الصليبيين بِداخل كنيسة القيامة عند القبر المُقدَّس.

ولم يكن اليهود بِأحسن حالًا من المُسلمين، ففي غمرة ارتكاب المذابح التي تعرَّض لها السُكَّان، فرَّ يهود بيت المقدس، وكانوا مُستهدفين كالمُسلمين، إلى كنيسهم، غير أنَّ قادة الصليبيين قرَّروا إلقاء القبض عليهم بِحُجَّة أنَّهم ساعدوا المُسلمين، فلم تأخذهم بهم الرحمة والرأفة، فأشعلوا النار في الكنيس، ولقي من بداخله من اليهود مصرعهم مُحترقين. أمَّا الأمير الفاطمي افتخار الدولة، فقد احتمى مع طائفةٍ من الجُند في محراب داود وقاتلوا فيه ثلاثة أيَّام، ولكنَّهم لم يلبثوا أن ألقوا السلاح بعد أن بذل لهم الصليبيين الأمان، وسمحوا لهم بالخُرُوج إلى عسقلان، فكانوا الفئة الوحيدة من مُسلمي بيت المقدس التي نجت من وحشيَّة الصليبيين. ولمَّا جنَّ الليل دخل الصليبيُّون إلى كنيسة القيامة لِرفع صلاة الشُكر، باكين من شدَّة فرحهم بِتحقيقهم هدفهم الأسمى، مُعلنين «نهاية الحج». ولم يسمع البابا أوربان الثاني واضع أساس الحرب الصليبيَّة بِهذا الانتصار، فقد تُوفي في رومة يوم 8 رمضان 492هـ المُوافق فيه 29 تمُّوز (يوليو) 1099م، أي بعد أُسبُوعين من دُخُول جُنده بيت المقدس وقبل أن يصله نبأ ذلك. واستنفر عددٌ من المُسلمين الشوام الخلافة العبَّاسيَّة لِتُنقذ البلاد والعباد، فخرجت جماعةٌ منهم إلى بغداد بِصُحبة القاضي أبي سعد الهروي، ودخلوا على ديوان الخليفة المُستظهر بِالله واستغاثوه والحاضرين، فأبكوهم بعد أن قصُّوا عليهم خبر ضياع بيت المقدس من المُسلمين وما جرى لأهلها من تقتيل، وألقوا ذات القصَّة على المُصلَّين يوم الجُمُعة، وذكَّروا الناس بِواجبهم تجاه إخوانهم. وعلى الرُغم من أنَّ الخليفة أمر بِخُروج القُضاة أبو مُحمَّد الدامغاني وأبو بكر الشاشي الفارقي وأبو القاسم الزنجاني وأبو الوفاء بن عقيل وأبو سعيد الحلواني وأبو الحُسين بن سمَّاك، لِنجدة المُسلمين، إلَّا أنَّ الخلافات والاضطرابات السياسيَّة الكبيرة التي كانت تعصف بِالخلافة العبَّاسيَّة والسلطنة السلجُوقيَّة حالت دون الأتيان بأي فعلٍ مُفيد. وأنشد الأديب والشَّاعر أبو المُظفَّر الأبيوردي قصيدةً بكى فيها بيت المقدس وحثَّ المُسلمين على نُصرة أهل الشَّام، من بعض أبياتها:

## تأسيس إمارة بيت المقدس

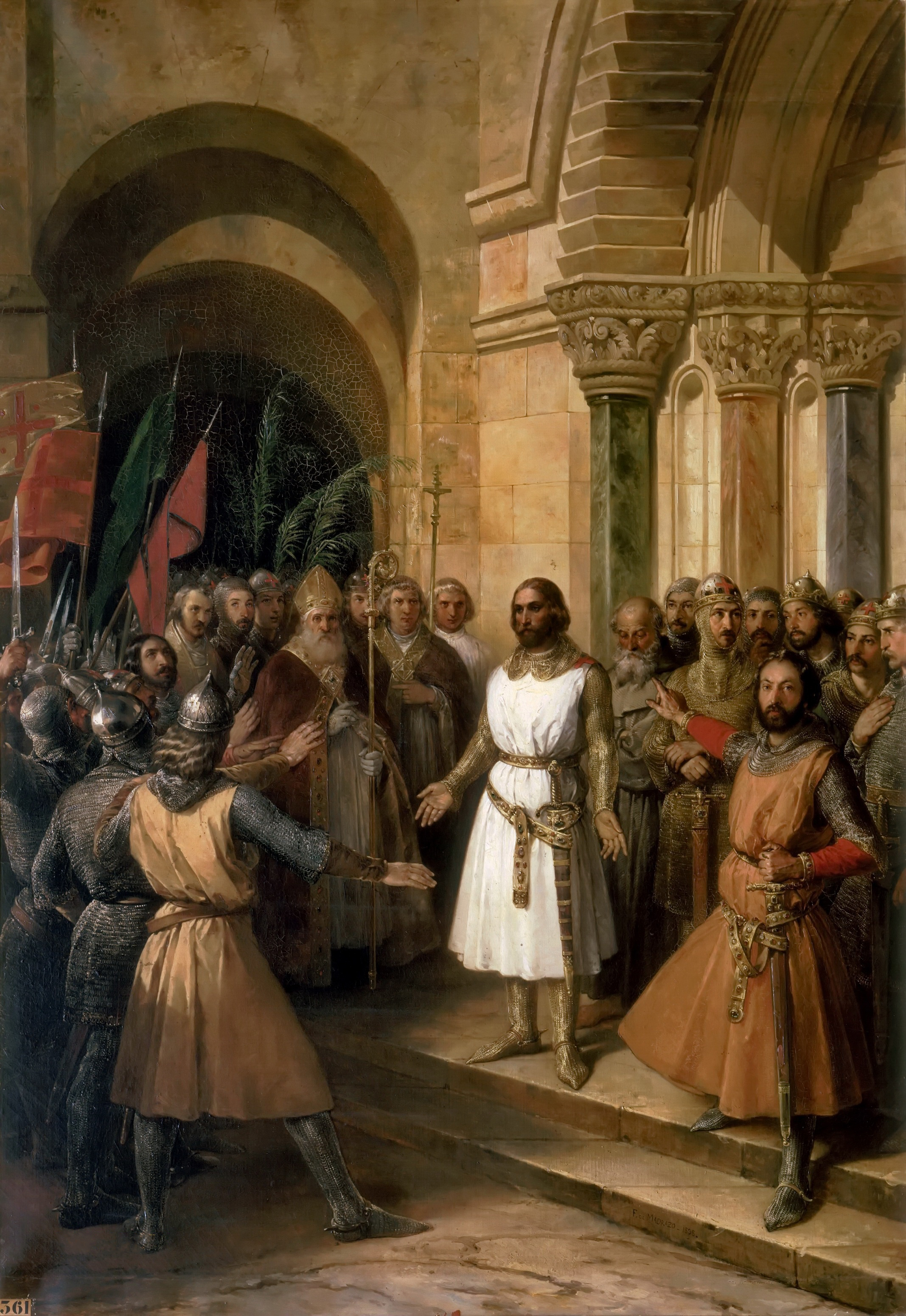
الصليبيُّون يُعلنون گُدفري حاميًا لِلقبر المُقدَّس في كنيسة القيامة، بُعيد سُقُوط بيت المقدس في أيديهم.

أثار نجاح الحملة الصليبيَّة الأولى في تحقيق أهدافها العسكريَّة والروحيَّة مُشكلة تنظيم وضع بيت المقدس وسائر البلاد التي استولى عليها الصليبيُّون، وكيفيَّة تأسيس دولة غربيَّة على أرضٍ شرقيَّة تتألَّف من تلك العناصر المُشتَّتة والمُتباينة التي جرفها تيَّار الدعوة الصليبيَّة من أوروپَّا الغربيَّة في صعيدٍ واحد. وكانت المُشكلة الداخليَّة الكبيرة التي واجهت الصليبيين بعد أن انتهوا من إبادة أهل بيت المقدس المُسلمين واليهود، هي تقرير أمر الحُكُومة المُقبلة. وظهرت في هذه الأثناء المُشكلة المُزمنة بين الكنيسة والدولة، فهل يكون حاكم الدولة الجديدة من العلمانيين أو الكنسيين؟ إذ بدا طبيعيًّا أنَّ المدينة المُقدَّسة التي سقطت في حربٍ مُقدَّسة على يد جيشٍ عيَّن البابا أحد رجال الكنيسة الكاثوليكيَّة قائدًا له، ينبغي أن يتولَّى حُكمها رجلٌ كنسيّ، لكنَّ الصليبيين افتقروا آنذاك إلى وُجُود قائدٍ روحيٍّ يعترفون جميعًا بِزعامته ويعهدون إليه بِتنظيم جُهُودهم، وهُنا شعروا بِعِظم الخسارة التي أصابتهم بِوفاة المندوب البابوي أدهمار في أنطاكية قبل نحو سنة (رمضان 491هـ المُوافق لآب [أغسطس] 1098م) الذي عُرف بِاتزانه، ولم يكن ثمَّة أحد من رجال الكنيسة بعده من توافر فيه من الهيبة والمكانة ما يكفل انتصار التوجُّه الكنسي. ومن جهةٍ أُخرى، برزت الأطماع الشخصيَّة لِلقادة واضحة، فتخلَّى بعضهم عن الحملة وتوقَّف في الطريق لِتحقيق مكسبٍ خاص، مثلما فعل بلدوين في الرُّها وبوهيموند في أنطاكية، ولم يبقَ مع الحملة عند سُقُوط بيت المقدس من الأُمراء الكبار سوى خمسة هُم: گُدفري البويني، وريمُند الصنجيلي، وروبرت الفلمنكي، وروبرت كورتز النورماني، وتانكرد.
واجتمع زُعماء الحملة الصليبيَّة الأولى الكنسيُّون والعلمانيُّون في 25 شعبان 492هـ المُوافق فيه 17 تمُّوز (يوليو) 1099م، لِتنظيم وضع المدينة وانتخاب حاكمٍ عليها. وكانت النيَّة تميل إلى تنصيب بطريقٍ كاثوليكي لاتيني رئيسًا لها وأن يُعهد إليه بِولايتها، لكن تغلَّبت النزعة العلمانيَّة بِفعل طبيعة الظُرُوف التي أحاطت بِالصليبيين، إذ أنَّ قيام دولةٍ لاتينيَّةٍ من النصارى الغربيين في قلب ديار الإسلام أمرٌ يحتاج إلى قيادةٍ حربيَّةٍ علمانيَّة لِلدفاع عن هذه الدولة ضدَّ أعدائها المُحيطين بها، لِذلك رأى مجلس الأُمراء الذي كان يُدير الحملة أنَّهُ لا غنى عن اختيار زعيمٍ عسكريّ، واستقرَّ الرأي على هذا، في ظل تنازع هؤلاء الأُمراء على المنصب. وكان ريمُند أهم هؤلاء الأُمراء وأخطر مُرشَّح لِلعرش بِسبب قُوَّة شخصيَّته وغناه وتجربته وارتباطه الطويل بأدهمار، وبُعد نظره السياسي، رُغم استياء كثير من الصليبيين من سياسة التقارب التي انتهجها مع الروم، ومع ذلك، فقد عُرض عليه تاج بيت المقدس، ولكنَّهُ رفضه مُستندًا في ذلك - شكليًّا - إلى سببٍ دينيّ، وهو أنَّهُ لم يرغب في أن يحكم في المكان الذي عانى فيه المسيح العذاب عند صلبه، على الرُغم أنَّهُ ثمَّة من دواعي الشك ما يدل على أنَّ إقامة إمارة في طرابُلس، وما حدث من توقُّّف ذلك بِسبب ضغط سائر القادة؛ لا زال الهدف الأوَّل لِطُمُوحه. ويبدو أنَّ الناخبين ارتاحوا لِهذا الرفض، فعرضوا التاج على گُدفري فقبله بعد تردُّد، غير أنَّهُ طلب إعفاءه من اتخاذ لقب «ملك بيت المقدس»، قائلًا أنَّهُ يرفض وضع تاجًا من الذهب في المكان الذي وضع فيه المسيح إكليلًا من الشوك، واكتفى بِأن اتخذ لقب «حامي القبر المُقدَّس»، ثُمَّ اختير «أرنولف الچوكيوسي» (بالفرنسية: Arnoulf de Chocques)، قسيس روبرت كورتز، بطريقًا لاتينيًّا على المدينة.

## إتمام غزو فلسطين

### سُقُوط نابلس
بعد أن استقرَّت الأُمُور لِلصليبيين في بيت المقدس كما أُسلف، صارت الخُطوة التالية أمامهم هي الاستيلاء على بقيَّة مُدُن فلسطين، إذ لم يمتلكوا منها حتَّى ذلك الوقت سوى بيت المقدس وبيت لحم واللُّد والرملة ويافا. ويبدو أنَّ الصليبيين لم يُصادفوا صُعُوباتٍ كبيرة في تلك المُهمَّة، لِأنَّ سُقُوط بيت المقدس أحدث موجةً من الرُعب في نُفُوس أهالي المُدُن والقُرى المُجاورة، فضلًا عن خُلُوِّ تلك المُدُن من وسائل الدفاع. وكان أن أسرع أهالي نابلس إلى الاستسلام وأرسلوا وفدًا إلى الصليبيين يدعونهم لِتسلُّم المدينة، فتسلَّمها تانكرد دون صُعُوبة في أواخر تمُّوز (يوليو) 1099م. ولم يكد تانكرد يفرغ من تلك المُهمَّة حتَّى تلقَّى رسالةً عاجلةً من گُدفري في 14 رمضان المُوافق فيه 4 آب (أغسطس)، يطلب منه التوجُّه مُباشرةً صوب شاطئ البحر لِلتأكُّد من صحَّة الأخبار القائلة بِأنَّ حملةً إسلاميَّة وصلت من مصر إلى الشَّام.

### واقعة عسقلان

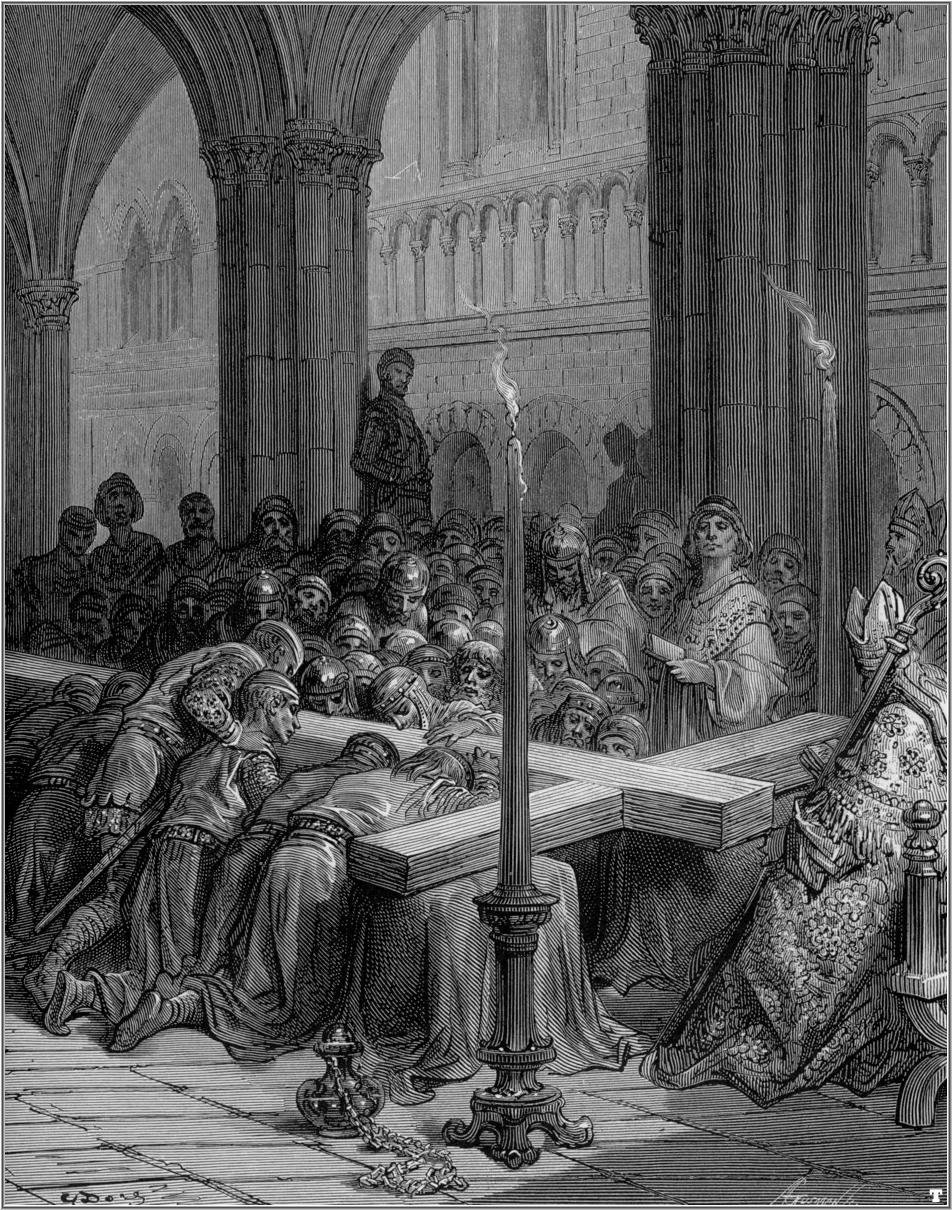
الصليبيُّون بِقيادة البطريق أرنولف (أقصى اليمين) يستعرضون صليب الصلبوت في كنيسة القيامة، بعد أن استحصلوا عليه من القساوسة الأرثوذكس المقدسيين الذين أخفوه قبل إخراجهم من المدينة.

لم يكف الوزير الفاطمي الأفضل شاهنشاه عن الاستعداد لِمُقاتلة الصليبيين مُنذُ أن سمع بِزحفهم على بيت المقدس، فجمع رجاله وخرج من مصر لِيحول دون استيلائهم عليها، ولكنَّهُ وصل عسقلان في 14 رمضان المُوافق فيه 4 آب (أغسطس)، وقد فات الأمر، أي بعد أن استولى عليها الصليبيُّون بِعشرين يومًا. وهكذا أُصيب الأفضل بِخيبة أملٍ كبيرة بعد أن اعتقد في وقتٍ ما أنَّ الصليبيين سيقنعون بِالاستيلاء على شمال الشَّام، ويحرصون على صداقة الفاطميين بِوصفهم حُلفائهم الطبيعيين ضدَّ السلاجقة. ولم يسع الأفضل عند وُصُوله إلى عسقلان سوى أن يُرسل رسولًا إلى الصليبيين يُوبِّخهم على ما فعلوه. ويبدو أنَّ الأفضل لم يكن قديرًا في ميدان الحرب بِقدر ما هو معروفٌ عنه من مهارةٍ سياسيَّةٍ وإداريَّة؛ إذ يروي سبط ابن الجوزي في مرآة الزمان أنَّ الوزير الفاطمي أضاع وقتًا ثمينًا ينتظر الأُسطُول وقُوَّات العربان، فاستغلَّ الصليبيُّون ذلك: «…فَنَزَلَ ظَاهِرَ عَسْقَلَان فِي رَابِعَ عَشَرَ رَمَضَانْ يَنْتَظِرُ اَلْأُسْطُولَ فِي اَلْبَحْرِ وَالْعَرَبِ، فَنَهَضَ إِلَيْهِ اَلْفِرِنْجُ فِي خَلْقٍ عَظِيمٍ، فَانْهَزَمَ اَلْعَسْكَرُ اَلْمِصْرِيُّ إِلَى نَاحِيَةِ عَسْقَلَان، وَدَخَلَ اَلْأَفْضَلَ عَسْقَلَان، وَلَعِبَتْ سُيُوفُ اَلْفِرِنْجِ فِي اَلْعَسْكَرِ وَالرَّاجِلِ وَالْمُطَوَّعَةِ وَأَهْلُ اَلْبَلَدِ…». ففي الوقت الذي كان الأفضل مُنتظرًا في عسقلان، وصلت الأخبار إلى بيت المقدس بِحُضُوره، فأرسل گُدفري إلى تانكرد على النحو سابق الذكر، فأسرع تانكرد ومعهُ فُرسانه إلى قيسارية، ومنها اتجهوا جنوبًا على امتداد الشاطئ حتَّى الرملة لِلبحث عن الحملة الفاطميَّة، حتَّى عثروا على عددٍ كبيرٍ من الكشَّافين الفاطميين فيما بين يافا والرملة، فقبضوا عليهم وعرفوا منهم التفاصيل اللازمة، وفي الحال أرسل تانكرد رسالةً عاجلةً إلى گُدفري يطلب منه الحُضُور بِسُرعة ومعهُ كافَّة مُقاتلي الصليبيين.
وقُبيل خُروج الجيش الصليبي من بيت المقدس، عاد أهل المدينة الأصليين من النصارى الشرقيين ودخلوها، لِيُفاجأوا بأنَّ بطريقًا كاثوليكيًّا غربيًّا قد أصبح زعيمها الروحي. وبادر البطريق المذكور إلى استبعاد القساوسة الأرثوذكس من كنيسة القيامة، وبدأ يُضفي عليها صبغةً لاتينيَّة، وأجبرهم على إظهار صليب الصلبوت، الذي يُؤمن النصارى بِصلب المسيح عليه، وكانوا قد أخفوه عند خُرُوجهم من بيت المقدس أيَّام افتخار الدولة. ولم يعد أمام الأرثوذكس في بيت المقدس سوى قُبُول الوضع الجديد بعد أن تفرَّق زُعماؤهم الروحيُّون وأصبح من المُستحيل عليهم تعيين بطريقٍ لهم يستطيع الصُمُود أمام البطريق الكاثوليكي الجديد. وأمر البطريق أرنولف بِرفع الحربة المُقدَّسة التي عُثر عليها في أنطاكية، وصليب الصلبوت، على رأس الجيش الخارج من بيت المقدس إلى عسقلان، فرفع ريمُند الأگیلي (بالفرنسية: Raymond d'Aguilers) الحربة المذكورة في حين اكتنف أرنولف نفسه الصليب.

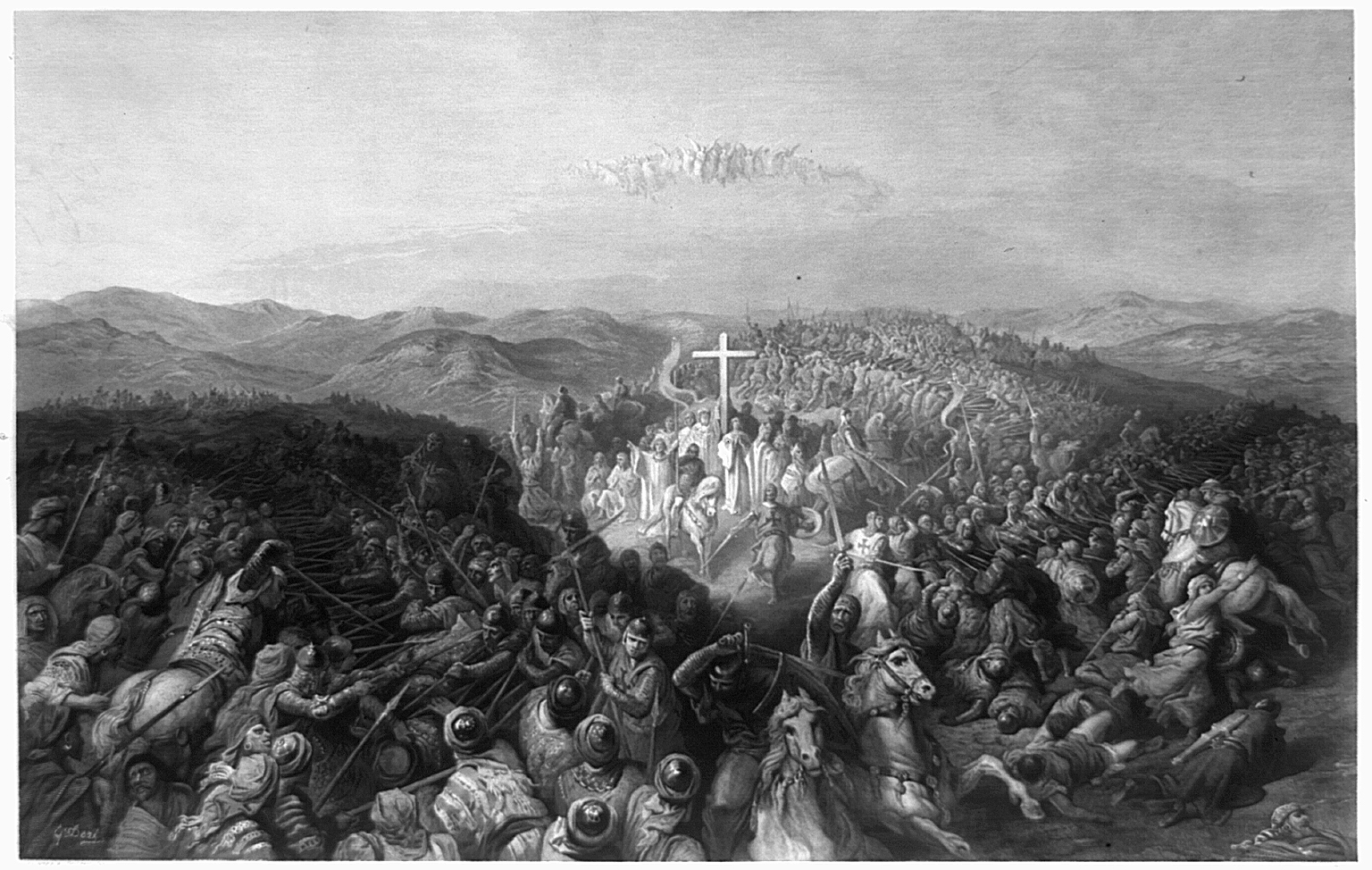
رسمٌ يُصوِّرُ واقعة عسقلان بين المُسلمين والصليبيين.

وفي يوم 19 رمضان المُوافق فيه 9 آب (أغسطس)، خرج الصليبيُّون من بيت المقدس بِقيادة گُدفري زاحفين بِاتجاه الرملة، ومنها تابعوا زحفهم جنوبًا نحو عسقلان. وفي صبيحة يوم 22 رمضان المُوافق فيه 12 آب (أغسطس)، بادر الصليبيُّون بِمُهاجمة المُعسكر الفاطمي في سهل المجدل الواقع شمال عسقلان، والواقع أنَّ الأفضل أُخذ على حين غرَّة، فقد باغتته القُوَّات الصليبيَّة بعد أن فشل في توقُّع وُجودهم على مسافةٍ قريبةٍ منه، كما لم يُبدِ رجاله إلَّا مُقاومةً ضئيلة لأنَّهم لم يكونوا مُتأهبين لِلقتال، مُرتكبين خطأ عسكريًّا آخر. ولم تمضِ إلَّا مُدَّةً وجيزةً حتَّى حلَّت بهم الهزيمة وولُّوا هاربين إلى ناحية عسقلان. أمَّا الوزير الأفضل فركب سفينةً أعادته إلى مصر. أكَّد هذا الانتصار أنَّهُ ليس بِوسع الفاطميين أن يستردُّوا ما فقدوه من بلاد، لكنَّ ذلك لم يعني أنَّ بِإمكان الصليبيين الاستيلاء على جميع نواحي فلسطين، لأنَّ البحريَّة الفاطميَّة كانت لا تزال تُسيطر على ساحل الشَّام، وتبسط حمايتها على الموانئ البحريَّة، وأتاح لِلصليبيين معرفة أنَّ الجُنُود الفاطميين لا يُضارعون السلاجقة المُروِّعين، ما أعطاهم الثقة بِالنصر. أمل گُدفري أن يعقب انتصاره على الأفضل بِالاستيلاء على عسقلان، لِذلك ضرب الحصار عليها، وإذ أدركت حاميتها أنَّهُ ليس بِوسعها الصُمُود أمام الصليبيين، فضَّلت الاستسلام، وبِخاصَّةٍ أنَّ المذابح التي تعرَّض لها المُسلمون في بيت المقدس كانت لا تزال ماثلة أمام أفرادها، فلم يشاؤوا أن يتعرَّضوا لِلمصير نفسه.

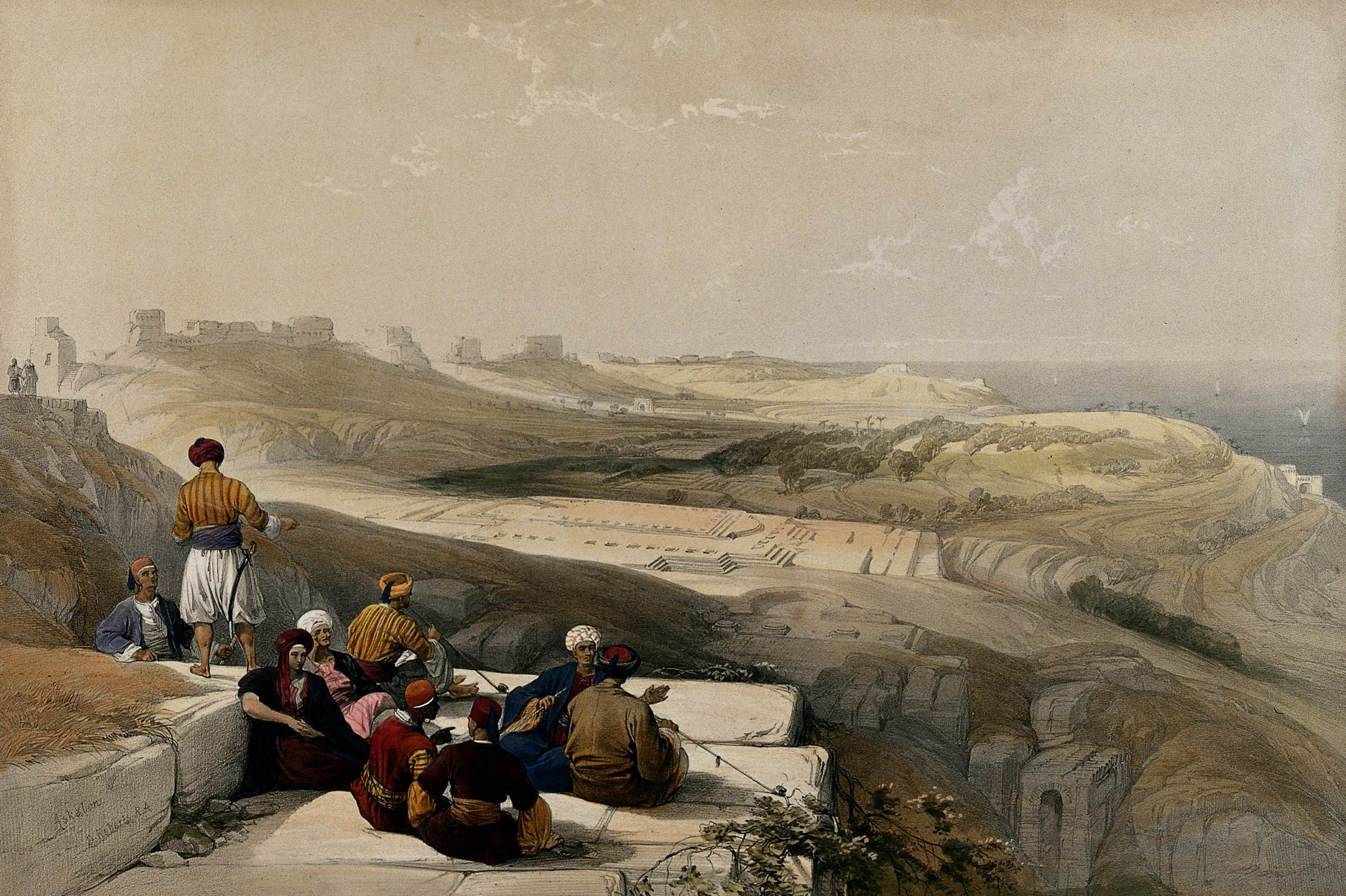
رسمٌ يعود لِلقرن التاسع عشر الميلادي يُصوِّرُ مدينة عسقلان (في أقصى الصورة).

وهكذا أرسل أهل المدينة إلى ريمُند لِتسليم المدينة إليه بعد أن لمسوا ما فعله مع افتخار الدولة حين سمح لهُ ولِرجاله بالخُرُوج سالمين من بيت المقدس، واشترطوا عليه تأمينهم على أرواحهم وحُريَّاتهم. ولكنَّ گُدفري خشي من استيلاء خصمه السياسي سالف الذِكر على عسقلان التي قد يجعلها عاصمةً لِإمارته على ساحل فلسطين، لِذا طلب منهُ أن يتخلَّى عنها، فرحل بِقُوَّاته، وأدَّى ذلك إلى أن ينسحب گُدفري بدوره لِأنَّ قُوَّاته لم تكن من القُوَّة ما تستطيع الاستمرار في فرض الحصار على عسقلان واقتحامها، إلَّا أنَّهُ فرض على أهلها عشرين ألف دينار، فلم يدفعوا منها شيئًا كون الصليبيين لم يتمكنوا من تحصيلها نتيجة الخلاف بين ريمُند وگُدفري كما أُسلف. وهكذا أدَّى النزاع بين القائدين الصليبيين إلى ضياع عسقلان من أيدي هؤلاء الغُزاة الغربيين لِقُرابة نصف قرن، تلى ذلك أن عرضت مدينة أرسوف الصغيرة أن تستسلم لِريمُند، وكان قد هاجمها بعد انصرافه من أمام عسقلان، فتصدَّى له گُدفري من جديد بِوصفها تتبع بيت المقدس. وعند انتهاء شهر آب (أغسطس)، قرَّر كُلٌ من روبرت كورتز النورماني وروبرت الفلمنكي مُغادرة الشرق والعودة إلى وطنيهما في أوروپَّا، وكُلٌ منهما يعتبر أنَّهُ أوفى نُذُوره وقام بِواجبه المسيحي، فسارا شمالًا، وسار معهما ريمُند، واختار بعد وُصُوله إلى اللاذقيَّة البقاء في شماليّ الشَّام لِيعمل على مُساعدة الروم على الحدِّ من قُوَّة بوهيموند أمير أنطاكية، ولِيسعى في تأسيس إمارته الخاصَّة أيضًا، على أمل أن يحظى مسعاه بِدعم حُلفائه الروم.

### احتلال بلاد الجليل
قضى انتصار الصليبيين في عسقلان على هيبة الفاطميين في الشَّام، تمامًا كما فعلت الهزيمة التي حلَّت بِكربوقا وأفضت إلى إخراج السلاجقة من معركة الشَّام، ولم يجد الصليبيُّون صُعُوبةً في الاستيلاء على إقليم الجليل لِعدم وُجُود مُقاومة إسلاميَّة قويَّة هُناك. وكان تانكرد هو القائد الوحيد الذي بقي إلى جانب گُدفري وعمل تحت رئاسته بعد انسحاب بقيَّة القادة كما أُسلف. وكان أن عهد گُدفري إلى تانكرد بِالاستيلاء على بلاد الجليل على أن يُعطيه إيَّاها فيجعله أميرًا عليها تابعًا له. وكان الإقليم المذكور قُبيل وُصُول الصليبيين موضع نزاعٍ وتنافُسٍ بين دقَّاق أمير دمشق والفاطميين، ولكنَّ دقَّاقًا لم يتمكَّن من ضمِّه إلى أملاكه عقب الهزيمة التي لحقت بالفاطميين في عسقلان، لِأنَّهُ لم يتَّسع لهُ الوقت لِذلك من جهة، وتعرُّضه لِنزاعاتٍ داخليَّةٍ حادَّة من جهةٍ أُخرى منعته من القيام بِحربٍ هُجُوميَّة، وكان ذلك لِصالح گُدفري الذي لم يكن بِوسعه مُقاومة هُجُومًا مُضادًا واسعًا لأنَّ ما كان لديه من قُوَّة لم تزد على ثلاثمائة فارس وألفين من المُشاة. والواقع أنَّ ما حدث بين المُسلمين من نزاعاتٍ هيَّأت لِهذه الإمارة الصغيرة الدخيلة أن تستقر. وعندما اقترب تانكرد من طبريَّة قصبة الجليل، هرب أهلها المُسلمين إلى دمشق، واستقبله النصارى بِمشاعر السعادة، في حين لم يتوانَ اليهود عن إظهار الجفاء والسخط بفعل المجزرة التي طالت إخوانهم في بيت المقدس. وحصَّن تانكرد طبريَّة قبل أن يتوجَّه إلى الناصرة ثُمَّ إلى جبل طابور، واستولى على بيسان المُشرفة على الضفَّة الشرقيَّة لِنهر الأُردُن والتي تتحكَّم في الطريق الذي يصل مرج ابن عامر بِالنهر المذكور. وبادر المُسلمون أهل الجليل بِمُغادرة بلادهم خوفًا على حياتهم، فاستغلَّ الأمير الصليبي ذلك وأغار على الأراضي الإسلاميَّة المُجاورة ووصل في غاراته إلى الأراضي التابعة لِإمارة دمشق. وأسفرت تلك الغارات لا عن حُصُوله هو وأتباعه على غنائم وفيرة فحسب، وإنَّما أكَّدت أيضًا امتلاكه كامل بلاد الجليل. وبِذلك توسَّعت حُدُود إمارة بيت المقدس وأصبحت كُتلةً مُتماسكةً من الأراضي تفصل المُدُن الساحليَّة الإسلاميَّة عن نظيراتها في الداخل.

### السيطرة على المُدُن الساحليَّة
لم يكن لِلدولة التي أقامها الصليبيُّون في بيت المقدس سوى منفذٌ واحد على البحر هو ميناء يافا. ولمَّا كانت هذه الدولة مُحاطة بِأعداءٍ من الداخل، فقد صار لازمًا على گُدفري أن يُقوِّي الصلة بين بيت المقدس والعالم الخارجي، من واقع احتلال بعض الموانئ، وبدأ بأرسوف، فضرب الحصار عليها، وقاومته حاميتها، وأجبرته على رفع الحصار، غير أنَّهُ أبقى نصف جيشه في الرملة القريبة من ميناء أرسوف وأمر أفراده بأن يُغيروا على الأراضي المُجاورة لِلمدينة لِإجبار حاميتها على الاستسلام، في حين أغار هو على المُدُن الفاطميَّة الساحليَّة أمثال عسقلان وقيسارية وعكَّا، ومنع وُصُول المُؤن إليها من الأرياف، وحصَّن يافا بِمُساعدة الپيازنة (أهل پيزة)، وأصلح ميناءها، فازدادت المشقَّة أمام السُفُن الفاطميَّة لِجلب المُؤن بحرًا من الثُغُور الإسلاميَّة، واشتدَّت مُعاناة سُكَّان المُدُن المذكورة.
وفي شهر ربيع الآخر 493هـ المُوافق لِشهر شُباط (فبراير) 1100م، ظفر الصليبيُّون بِبعض سُكَّان أرسوف الذين خرجوا لِمُزاولة نشاطهم في مزارعهم القريبة، فانتقموا منهم انتقامًا وحشيًّا بِأن جدعوا أُنُوفهم وقطعوا أقدامهم وأيديهم. ولمَّا كانت أرسوف تابعةً لِلدولة الفاطميَّة، فقد أرسل سُكَّانها سفارةً على وجه السُرعة إلى القاهرة لِطلب المُساعدة، فاكتفى الأفضل بِأن أرسل إليهم قُوَّةً عسكريَّةً صغيرة مُكوَّنة من ثلاثُمائة جُندي، فتصدَّى لهم الصليبيُّون وأوقعوهم في كمين وقتلوا منهم عددًا كبيرًا. فتملَّك اليأس من السُكَّان وأدركوا عدم جدوى المُقاومة، وقرَّروا الدُخُول في تبعيَّة الصليبيين، فأرسلوا سفارةً إلى بيت المقدس حملت معها هديَّةً رمزيَّة عبارة عن مفاتيح أبراج المدينة، وعرضت أن تدفع جزية سنويَّة، فقبل گُدفري ذلك. ولم يلبث أن احتذى بِأرسوف أهل عسقلان وقيسارية وعكَّا، فدخلوا في تبعيَّة الصليبيين، وتعهَّدوا بِدفع جزيةٍ سنويَّةٍ قدرُها خمسة آلاف دينار رمزًا لِخُضُوعهم، فاستقرَّت بِذلك العلاقات بين المُدن الإسلاميَّة والصليبيين. وحذا كثيرٌ من شُيُوخ القبائل العربيَّة الضاربة في سُفُوح التلال الداخليَّة حذو سُكَّان المُدن الساحليَّة، فعقدوا اتفاقاتٍ وديَّةٍ مع گودفري. وتعمَّد الأخير أن يُحوِّل أكبر قدرٍ من التجارة مع شُيُوخ القبائل إلى ميناء يافا، وأن يمنع التجارة بين المُدُن الإسلاميَّة الساحليَّة ومصر، وأن يجعل هذه المُدُن تعتمد في تجارتها على المسيحيين، وفي المُقابل اعتاد شُيُوخ القبائل أن يُرسلوا ما يفيض عن محاصيلهم إلى المُدُن الساحليَّة، غير أنَّ الإمارات الصليبيَّة اعترضت طريقهم، فطلبوا من گُدفري أن تمُرَّ قوافلهم عبر أراضيه، فتدفَّقت نتيجة ذلك البضائع المُختلفة على بيت المقدس ويافا، ما جعل حياة الصليبيين أكثر استقرارًا وثباتًا.

### السيطرة على سواد الأُردُن
غدا گُدفري على درجةٍ عاليةٍ من القُوَّة ما جعله يُقدم على التوسُّع بِاتجاه الداخل وبسط سُلطانه على سواد الأُردُن، أي على الأراضي الواقعة وراء نهر الأُردُن شرقيّ بُحيرة طبريَّة، وهو إقليمٌ اشتهر بِخُصُوبته، وكان تابعًا لِدقَّاق. خرج تانكرد في رجب 493هـ المُوافق فيه أيَّار (مايو) 1100م على رأس مائتين من الفُرسان وألفٍ من المُشاة لِلإغارة على إقليم السواد وإجبار أميره على أن يعترف بِسيادة الصليبيين، غير أنَّ هذا الأمير الذي أطلقت عليه المصادر الصليبيَّة اسم «المُزارع السمين»، التمس المُساعدة من سيِّده دقَّاق، وإذ أدرك هذا الأخير أنَّهُ إذا استطاع الصليبيُّون تأمين وُجُودٍ لهم في هذه الجهات، فسيُحوِّلون التجارة من الجولان وحوران إلى موانئ فلسطين، لِذلك أمدَّهُ بِنحو خمسُمائة فارس. ويبدو أنَّ تانكرد تهيَّب الاصطدام بِالقُوَّة الدمشقيَّة مُنفردًا، فالتمس المُساعدة من گُدفري الذي حرص على الاشتراك في الاستيلاء على هذا الإقليم. وفعلًا اشترك الرجلان في تنفيذ غارة أوغلت في عمق الجولان. وفي غُضُون ذلك كان دقَّاق يُراقب تحرُّكات القُوَّة الصليبيَّة المُغيرة، مُتربصًا بها، ولدى عودتها في 8 شعبان المُوافق فيه 18 حُزيران (يونيو) مُحمَّلة بِالأسلاب، انقضَّ على مُؤخرتها التي تولَّى تانكرد حمايتها، ولم يعلم گُدفري بما حدث، ومضى في سيره، ولم يستطع تانكرد أن ينجو بِنفسه إلَّا بعد أن فقد عددًا كبيرًا من رجاله وأضاع نصيبه من الغنائم. غير أنَّ أمير دمشق لم يكن من القُوَّة ما يجعله يُواصل هُجُومه ويستثمر انتصاره ويُطارد الصليبيين، فانسحب عائدًا إلى عاصمته بعد أن اطمأنَّ إلى أنَّ الصليبيين غادروا أراضيه.
وقرَّر تانكرد الانتقام لِما حلَّ به على يد دقَّاق، فبعد أن استراح بضعة أيَّام في طبريَّة، أغار مُجددًا على أراضي دمشق، فخرَّب إقليم السواد وتوغَّل حتَّى أضحى قريبًا من دمشق نفسها، وأرسل سفارةً من ستَّة أشخاص إلى دقَّاق تحمل إنذارًا إليه بِوُجُوب اعتناقه المسيحيَّة أو ترك مدينته فورًا، فاستاء دقَّاق من تلك الجُرأة وعدَّها إهانةً لا يجب السُكُوت عنها، فردَّ على الرُسُل بأنَّ عليهم اعتناق الإسلام وإلَّا لقوا مصرعهم، فقبل أحدهم ذلك وأُعدم الباقون. أثار هذا العمل تانكرد، فطلب من گُدفري أن ينضم إليه لِيُغيرا على أملاك دقَّاق. واستمرَّ الرجُلان يُعيثان فسادًا وتخريبًا في الجهات والضياع والمزارع المُحيطة بِدمشق قُرابة أُسبُوعين، في حين لزم المُسلمون أماكنهم خلف أسوار مُدُنهم. وعندئذٍ أدرك أمير السواد أنَّ سيِّده تخلَّى عنه وعجز عن حمايته وأنَّ الصليبيين خرَّبوا بلاده واستباحوها، فاعترف بِالتبعيَّة لِتانكرد ووافق على دفع الجزية له. وعند عودة گُدفري إلى بيت المقدس عن طريق الساحل مارًّا بِعكَّا وقيسارية، أسرع أمير المدينة الأخيرة - بِوصفه تابعًا لِگُدفري - إلى إقامة وليمةٍ حافلةٍ له. وهكذا أصبحت إمارة بيت المقدس الصليبيَّة بِمثابة مملكة أوروپيَّة غربيَّة إقطاعيَّة، يحوطها عددٌ من الإمارات الإسلاميَّة التابعة لها.

### سُقُوط حيفا

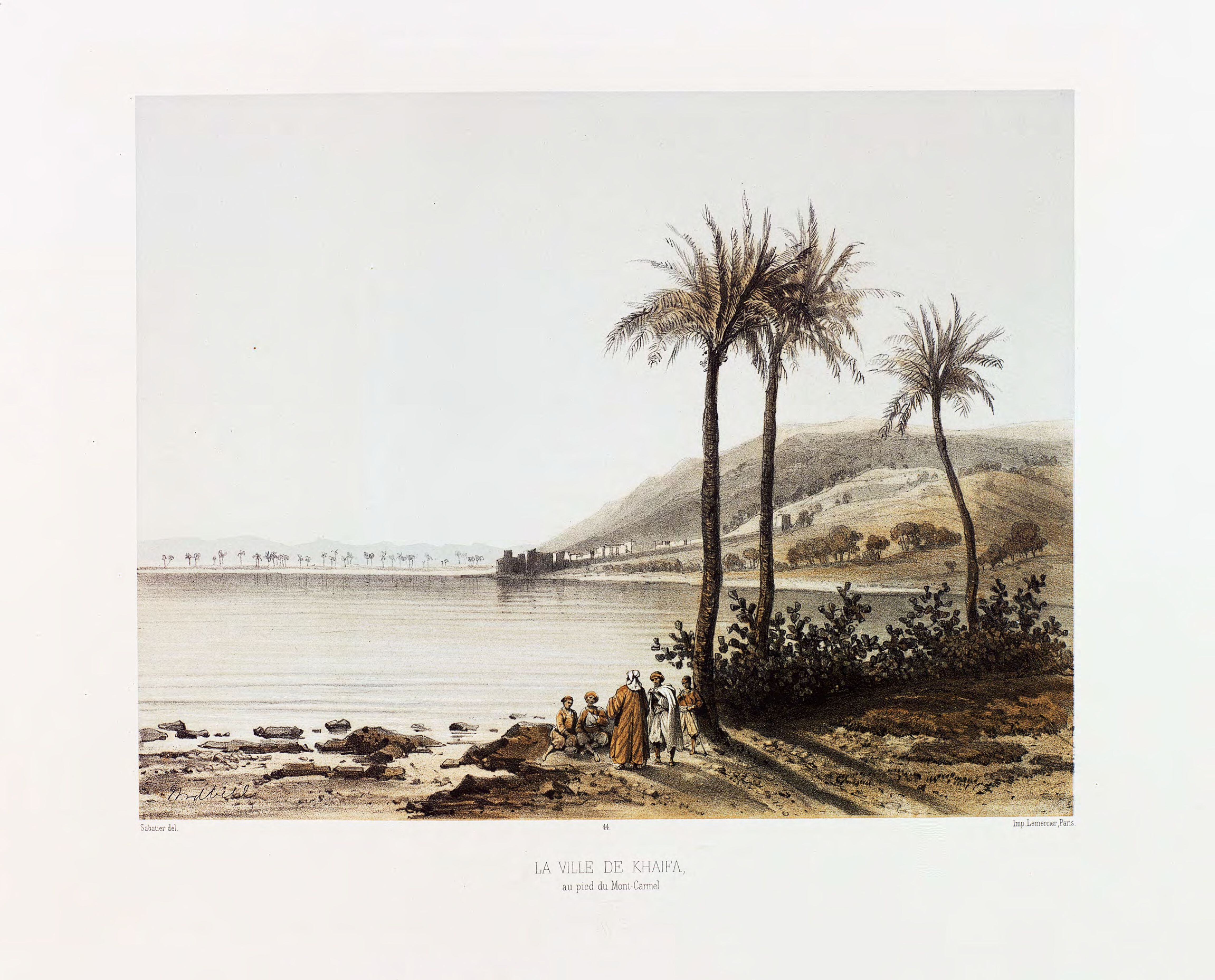
مدينة حيفا (في أقصى الصورة).

بُعيد حملة الصليبيين على سواد الأُردُن، وصل أُسطُولٌ بُندُقيٌّ ضخم ورسا في ميناء يافا، فهرع گُدفري إلى الساحل لِتحيَّته والاتفاق مع بحَّارته على الشُرُوط التي بِمُقتضاها يبذلون المُساعدة لِلصليبيين، وما أن وصل إلى يافا حتَّى خرَّ مريضًا، وأُشيع أنَّهُ سُمِّم على يد أمير قيسارية الذي أقام له وليمةً كما أُسلف، لكن يُحتمل أنَّهُ أُصيب بِالتيفوئيد، فانتدب ابن عمِّه قُمَّس بُرغُونية ويُدعى «وارنر الگريوي» (بالفرنسية: Warner de Grez) لِينوب عنهُ في المُفاوضات، وأعلن مُوافقته المُسبقة على ما يعرضه البنادقة من شُرُوط. وتقرَّر أن تكون عكَّا الهدف الأوَّل على الرُغم من المُعاهدة التي انعقدت بين أميرها وبين گودفري، ثُمَّ حيفا بعد ذلك. وحاصر البنادقة عكَّا في الوقت الذي اشتدَّ فيه المرض على گودفري، فقام تانكرد وداگوبرت الپيزي (بالإيطالية: Dagoberto da Pisa)، بطريق بيت المقدس الذي خلف أرنولف، بِالمُساهمة في حصار المدينة برًّا. ولم تلبث الأخبار أن حملت وفاة گُدفري يوم الأربعاء 9 رمضان 493هـ المُوافق فيه 18 تمُّوز (يوليو) 1100م، فاقترح داگوبرت على البنادقة رفع الحصار عن عكَّا وتوجيه الجُهُود لِلاستيلاء على حيفا نظرًا لِقُربها من بيت المقدس، وهي أكثر نفعًا لِلقضيَّة الصليبيَّة في الوقت الراهن. وكانت حيفا تابعة لِلدولة الفاطميَّة، ولِلفاطميين فيها حاميةٌ قليلة العدد، فلمَّا هاجمها الصليبيُّون لم تستطع المُقاومة طويلًا، وما لبثت أن سقطت بِأيدي الغُزاة الغربيين الذين أخرجوا أهلها منها.

## قيام مملكة بيت المقدس

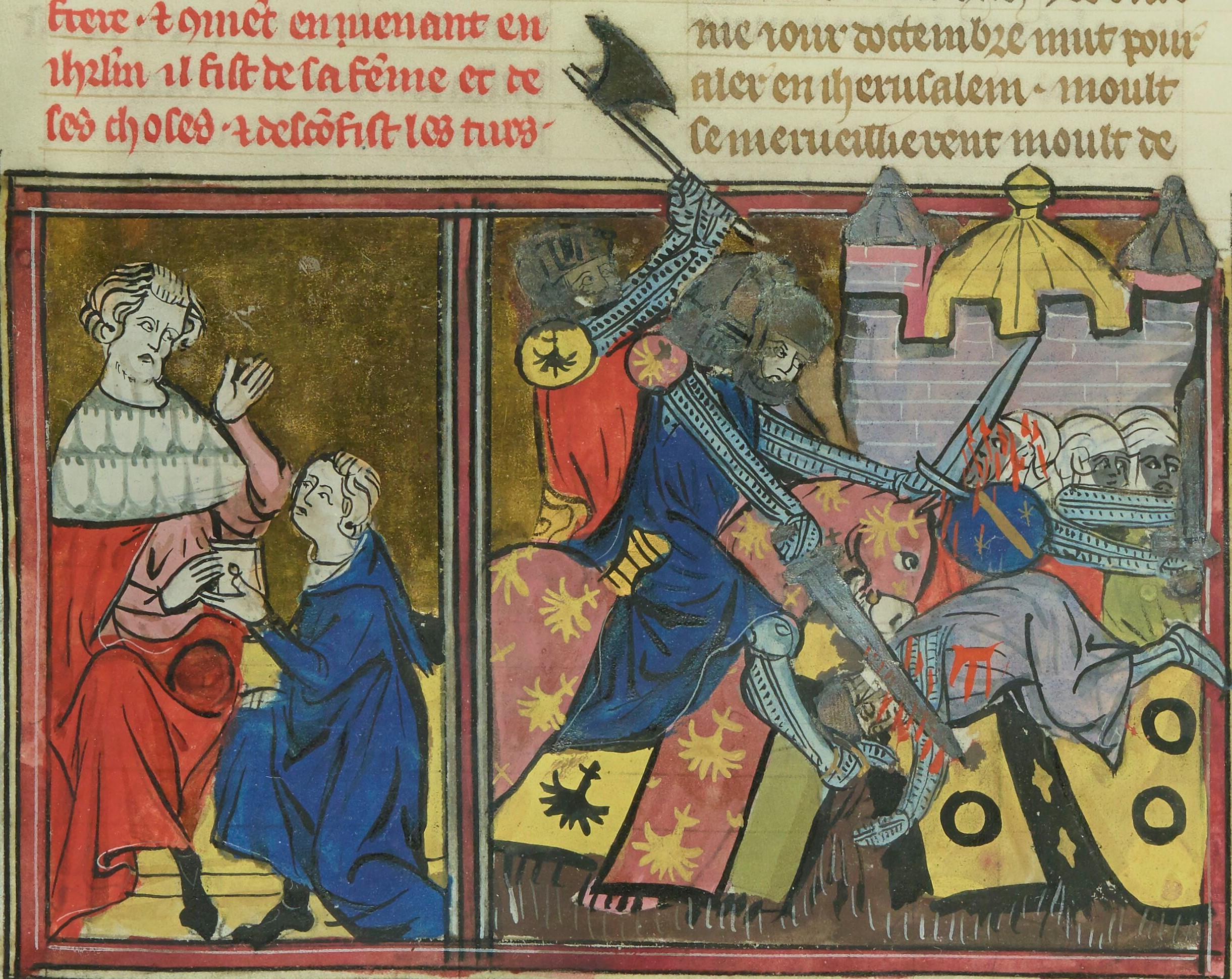
واقعة نهر الكلب بين المُسلمين والصليبيين بِقيادة بلدوين.

ظهر الخلاف مرَّة أُخرى بين القادة الصليبيين، وتنافسوا على حُكم بيت المقدس بُعيد وفاة گودفري. وكان الأخير قد كتب وصيَّته أثناء مرضه عيَّن بِموجبها البطريق داگوبرت حاكمًا على المدينة، شريطة أن لا يحتفظ بالسُلطة بل ينقلها إلى أحد إخوة گُدفري أو لِشخصٍ من أقاربه. ثُمَّ حدث أن اجتمع تانكرد وداگوبرت لِلتباحث في مُستقبل حُكُومة بيت المقدس، لا سيَّما بعد أن تحصَّن «وارنر الگريوي» ابن عم گُدفري في محراب داود ورفض تسليمه إلى البطريق بِهدف ضمان سيطرته على المدينة، إضافةً إلى تناهي الأخبار إليهما بأنَّ أنصار بلدوين قُمَّس الرُّها، شقيق گودفري، قرُّروا استدعاءه لِلقُدُوم إلى بيت المقدس لتسلُّم الحُكم. والمعروف أنَّ تانكرد كان يُكن الكراهيَّة لِبلدوين مُنذُ أن نشبت النزاعات بينهما في قيليقية قبل ثلاثة سنوات، وأنَّ داگوبرت كان مُجبرًا على التحالف معه لأنَّ إمارته كانت تمتد من شرق الجليل إلى البحر المُتوسِّط، وكانت بِحُكم موقعها هذا تقطع الطريق بين بيت المقدس والشمال. ولم يلبث وارنر المُعتصم بِالمحراب أن توفي هو الآخر، فاستعجل أنصار بلدوين في بيت المقدس حضوره، وأرسلوا إليه يُعلمونه بِوفاة أخيه ويحثُّونه على الحُضُور لِتسلُّم مقاليد الحكم، فما كان من تانكرد وداگوبرت إلَّا أن قرَّرا استدعاء بوهيموند أمير أنطاكية لِلاستعانة به ضدَّ بلدوين، ثُمَّ تسليمه حُكم المدينة، وذكر داگوبرت في رسالته إلى بوهيموند أنَّ وصول بلدوين وتسلُّمه الحُكم معناه سُقُوط الكنيسة ودمار المسيحيَّة ذاتها. غير أنَّ الرسالة لم تصل أمير أنطاكية، إذ كان قد وقع في أسر الأمير كمشتكين غازي الدانشمندي أثناء زحفه لِمُساعدة الأمير جبريل الأرمني صاحب ملطية الذي كان يتعرَّض لِهُجُوم الدانشمنديين.

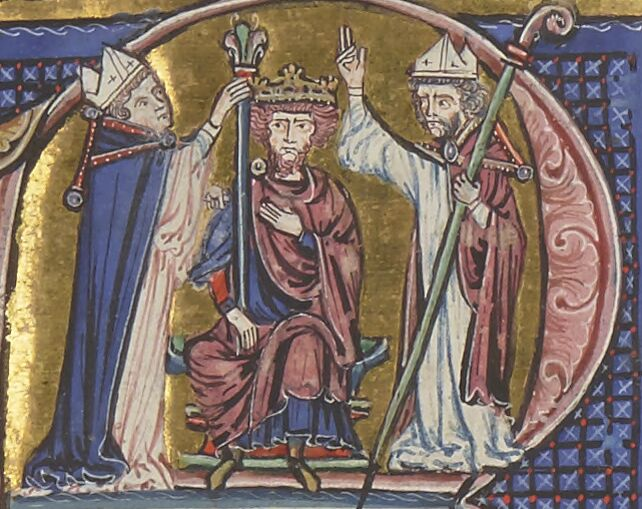
مُنمنمة إفرنجيَّة تعود إلى القرن الثالث عشر الميلادي، تُصوِّرُ تتويج بلدوين ملكًا على بيت المقدس باسم «بلدوين الأوَّل»، لِيُصبح أوَّل مُلُوك اللاتين في المشرق العربي.

وبحسب ڤوشيه الشارتري، فإنَّ بلدوين ما أن وصلته الرسالة حتَّى أظهر «شيئًا من الحُزن» على وفاة أخيه، ولم يُخفِ اغتباطه لِلاستيلاء على إرث گودفري، فغادر الرُها مُتوجهًا نحو بيت المقدس في 26 ذي القعدة 493هـ المُوافق فيه 2 تشرين الأوَّل (أكتوبر) 1100م، بعد أن عهد بِشُؤون الرُّها إلى قريبه بلدوين البوركي (بالفرنسية: Baudouin de Bourcq)، ووصل إلى أنطاكية، وسار منها إلى اللاذقيَّة وبِصُحبته قُرابة مائتيّ فارس وما بين ثلاثُمائة وسبعُمائة راجل، ومنها سار إلى طرابُلس حيثُ رحَّب به قاضيها فخر المُلك بن عمَّار وقدَّم لهُ ما يحتاجه من عدَّةٍ ومؤن، وحذَّره من أنَّ سلاجقة الشَّام يتربصون به، وتعهَّد لهُ بأن يُحيطه علمًا بتحرُّكات دقَّاق، العدو المُشترك لِكليهما. وتابع بلدوين سيره على طريق الساحل حتَّى وصل إلى نهر الكلب، وهُناك كمن لهُ دقَّاق في ممرٍّ ضيِّقٍ بين البحر والجبل بِنيَّة القضاء عليه، وكان معهُ أمير حمص جناح الدولة حُسين إضافةً إلى دُرُوز جبل لُبنان بِقيادة الأمير عضُد الدولة التنُّوخي. ولمَّا حاول القائد الصليبي عُبُور النهر، فشل بِسبب ضخامة القُوَّات التي اعترضت طريقه، فأُلحقت به خسائر كبيرة، لكنُّه تمكَّن من تنظيم قُوَّاته وانقضَّ على المُسلمين وهزمهم، وتابع زحفه جنوبًا دون أن يُصادف مُقاومة حتَّى وصل بيت المقدس في 5 مُحرَّم 494هـ المُوافق فيه 10 تشرين الثاني (نوڤمبر) 1100م. وعندما اقترب بلدوين من بيت المقدس، خرج الصليبيُّون لِلترحيب به بِوصفه أخي گُدفري ووريثه، والتقوا به خارج أسوارها، فصحبوه مُعزَّزًا مُكرَّمًا إلى كنيسة القيامة ونادوا به ملكًا وسيِّدًا وذلك يوم 6 مُحرَّم المُوافق فيه 11 تشرين الثاني (نوڤمبر)، وأعلن القادة الصليبيُّون ولاءهم له بِاستثناء تانكرد وداگوبرت، فغادر الأخير دار البطرقيَّة ولجأ إلى ديرٍ على جبل صهيون، وانسحب الأوَّل بِاتجاه الشمال إلى إمارته في الجليل. وبِذلك تحوَّلت إمارة بيت المقدس إلى مملكةٍ صليبيَّةٍ لاتينيَّة بعد مضيّ ما يزيد على أربع سنواتٍ على مُغادرة الصليبيين ديارهم الأوروپيَّة.

## تبعات الحملة

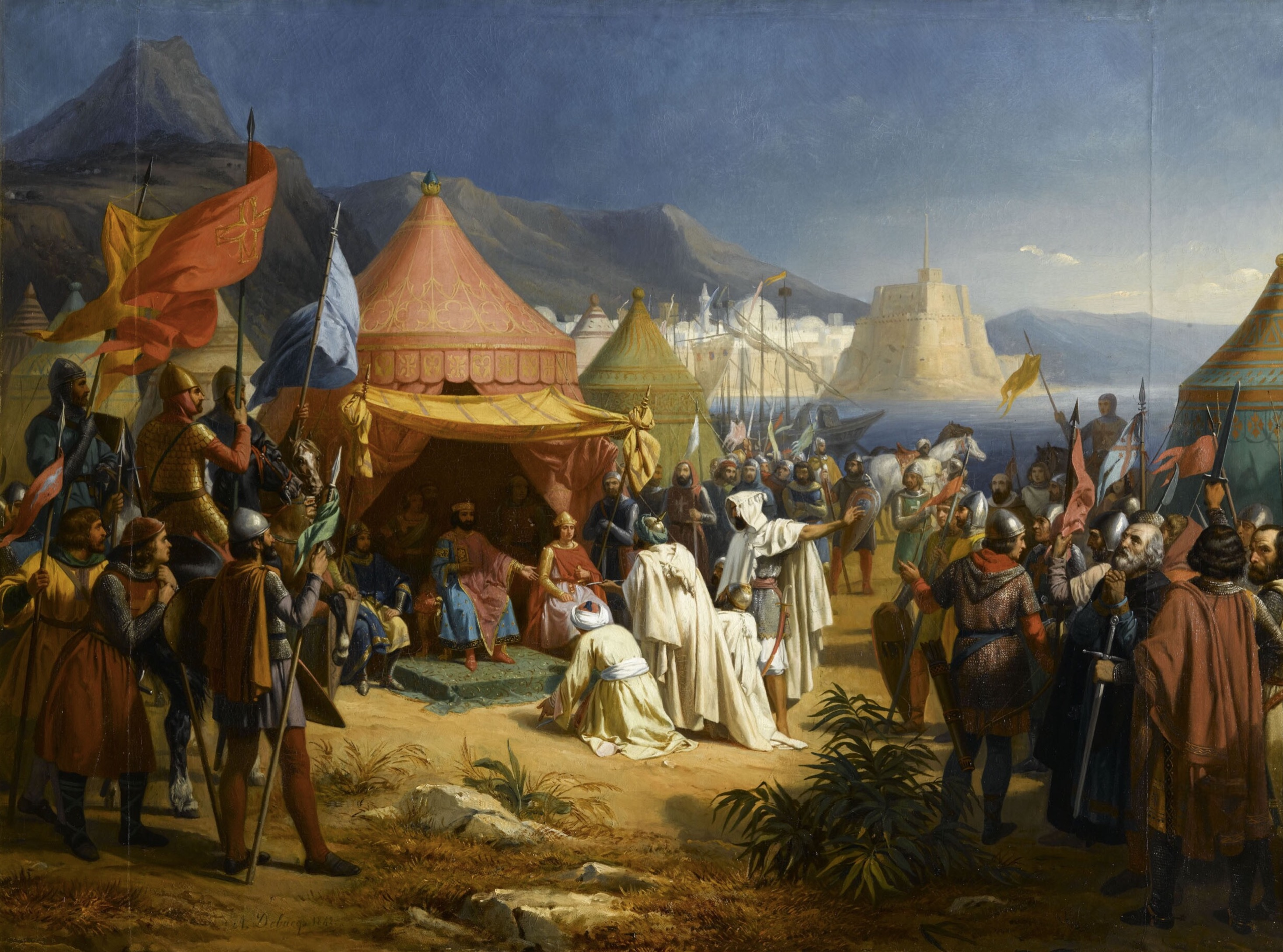
قاضي طرابُلس فخر المُلك بن عمَّار يستسلم لِبرتراند بن ريمُند، لِتدخُل المدينة في حوزة الصليبيين.

بعد تربُّع بلدوين على عرش بيت المقدس، أخذ يعمل على توسيع حُدُود دولته وغزو بعض البلاد الإسلاميَّة المُجاورة، فعاث بِجيشه أرض الخليل، ووادي العريجة ووادي الجدي، على الضفَّة الغربيَّة من البحر الميت، إلى أن وصل إلى وادي موسى. وفي 13 جُمادى الأولى 494هـ المُوافق فيه 15 آذار (مارس) 1101م، اتفق بلدوين مع قادة أُسطُولٍ جنويّ على الاستعانة بِسُفُنهم بضعة أشهُرٍ لِاستيلاء على مُدُن الساحل الفلسطيني، فوافقوا لِقاء حُصُولهم على ثُلُث الغنائم. وتنفيذًا لِهذا الاتفاق، مضى بلدوين والجنويُّون لِإلقاء الحصار على أرسوف، فعرض أهلها تسليمها دون قتال، شرط أن يخرجوا منها أحرارًا، فقبل بلدوين بذلك وحافظ على عهده معهم. وبعد أرسوف، حاصر بلدوين وحُلفاؤه قيسارية واحتلُّوها عنوةً، وانتقموا من أهلها المُسلمين شرَّ انتقام، فذبحوا الرجال والنساء والأطفال، عدا قاضي المدينة وأميرها، على أمل أن يتقاضوا منهما فديةً لائقة. وحذا ريمُند الصنجيلي حذو بلدوين، فاستعان بالجنويين واستولى بِفضل أُسطُولهم على مدينة طرطوس يوم 2 شعبان 495هـ المُوافق فيه 21 أيَّار (مايو) 1102م، وبعد أن قرَّر الأُمُور فيها أخذ يشن الهجمات منها على أعمال طرابُلس لِتحقيق أُمنيته الغالية بِتأسيس إمارةٍ له في المشرق. وعاون ريمُند جماعةٌ من موارنة جبل لُبنان لِلاستيلاء على مُدُن الساحل، وعلى الخُصُوص حينما هاجم مدينة جُبيل، فتمكَّن من الاستيلاء عليها يوم 26 رجب 497هـ المُوافق فيه 23 نيسان (أبريل) 1104م. وضرب الصليبيُّون حصارًا على طرابُلس ضاربين بِعرض الحائط صداقتهم مع بني عمَّار أُمراء المدينة، وشيَّد ريمُند قلعةً عظيمة على رأس رابيةٍ تُشرف على طرابُلس لِإحكام الحصار عليها، لكنَّ القدر لم يُمهل القائد الصليبي حتَّى يُحقق حُلمه، فعالجه المنون يوم 12 جُمادى الآخرة 498هـ المُوافق فيه 28 شُباط (فبراير) 1105م. خلف ريمُند ابن عمُّه وليم قُمَّس شرطانية (بِالقطلونيَّة: Guillem de Cerdanya)، فتابع الإغارة على أعمال طرابُلس، فسقطت بيديه عرقة وبضعة قلاع في عكَّار، أمَّا طرابُلس نفسها فبقيت صامدة حتَّى وصلها أُسطُولٌ جنويّ من سبعين سفينة بِقيادة برتراند، الابن الأكبر لِريمُند، وضيَّق الحصار على المدينة، فاستسلم أهلها شرط تركهم أحرارًا والحفاظ على حياتهم، فوافق برتراند على هذا، ودخل الصليبيُّون المدينة يوم 12 ذي الحجَّة 502هـ المُوافق فيه 12 تمُّوز (يوليو) 1109م، ولم يحترموا وعدهم، إذ أنَّ الجنويين اعتبروا بأنَّهم غير مُقيَّدين بِالاتفاق المذكور، فنهبوا طرابُلس وأمعنوا قتلًا في أهلها. وبِهذا تأسست قُمسيَّة طرابُلس لِتُصبح الدولة الصليبيَّة الرابعة في المشرق العربي.

الكيان الصليبي عند اكتمال دويلاته.

قبل سُقُوط طرابُلس، كان بلدوين ملك بيت المقدس قد تمكَّن من الاستيلاء على عكَّا، ثُمَّ تحرَّك بُعيد انتصار برتراند لِاستكمال احتلال الثُغُور الساحليَّة الشَّاميَّة، فسقطت في يديه صيدا وبيروت، أمَّا مدينة صور فبقيت صامدة حتَّى سنة 1124م لِتُصبح آخر مدينةٍ يحتلَّها الصليبيُّون. وبهذا اكتمل شكل الكيان الصليبي في الشَّام. ولمَّا استقرَّت دعائم الحُكم اللاتيني الغربي، أخذ العديد من النصارى الشرقيين، من عربٍ وسُريانٍ وأرمن وروم يُظهرون امتعاضهم من التدابير الصليبيَّة، ذلك أنَّ الوافدين الغربيين، رُغم انتهاج بعض قادتهم أحيانًا سياسة هدفت إلى الربط بين العناصر المُختلفة التي تتكوَّن منها دُويلاتهم، كما فعل بلدوين حينما تزوَّج من أميرةٍ أرمنيَّةٍ تُدعى «أردا» (بالأرمنية: Արդա)، غير أنَّهم حرصوا على تسيُّد العُنصر الأوروپي الغربي، من ذلك أنَّ بلدوين جذب إلى الرُّها عددًا كبيرًا من الصليبيين اللاتين وأغدق عليهم الأموال، فشكَّلوا طبقةً أرستقراطيَّة عسكريَّة في تلك الدُويلة تحكم شعبًا من الأرمن جُلَّ أفراده مُزارعين وتُجَّار، وعاش الغربيُّون بعيدًا عن الاختلاط بالنصارى المحليين ممَّا أساء كثيرًا إلى شُعُورهم. وسُرعان ما استولى الصليبيُّون على الضياع الزراعيَّة التابعة لِلرُّها خارج أسوارها، واضطرَّ من عليها من الفلَّاحين الأرمن إلى العمل في ظل القُيُود الإقطاعيَّة المعروفة في الغرب الأوروپي، فضلًا على أنَّ الضرائب التي ظلَّ أهل الرُّها يدفعونها لم تخُف عمَّا كانت عليه قبل الصليبيين.
كذلك، كان لِلمجزرة التي أوقعها الصليبيُّون بِالمُسلمين في بيت المقدس أثرٌ بعيد الأمد على العلاقات السياسيَّة بين الطرفين، كما أنَّها أثارت هلع المسيحيين عُمومًا لِما حملته في طيَّاتها من انعكاسٍ على العلاقة بين المُسلمين والنصارى، ولمَّا كانت بعض القوى الإسلاميَّة على استعدادٍ لِلاعتراف بِالصليبيين على أنَّهم عاملٌ جديد فيما ساد ذلك العصر من سياساتٍ مُعقدَّة، فإنَّ المجزرة جعلت هؤلاء يُصمِّمون على طرد الغُزاة الغربيين. وفيما بعد، عندما سعى بعض العُقلاء اللاتين نحو إيجاد أُسسٍ لِلتقارب مع المُسلمين والتعاون معهم، كانت ذكرى هذه المذبحة تعترض دائمًا الوُصُول إلى اتفاق.

## هوامش
1. ↑  انتشرت حول بُطرس الناسك الكثير من الأساطير خِلال زمن الحملة الصليبيَّة الأولى والقُرُون التالية، منها أنَّهُ كان رجُلًا لا يمسُّ اللحم ولا النبيذ، وأنَّهُ سافر لِلحجِّ في بيت المقدس قُبيل انعقاد مؤتمر كليرمونت، وهذا عكس ما تُفيد به روايات أُخرى من أنَّهُ حيل بينه وبين الحج بسبب السلاجقة، وبحسب هذه الرواية فإنَّ بُطرسًا أمضى إحدى الليالي داخل كنيسة القيامة في صلاةٍ وصومٍ، ولمَّا أصابه الإنهاك تمدِّد على البلاط لِينام، فظهر لهُ المسيح ودعاه إلى تطهير الأماكن المُقدَّسة ونجدة النصارى والتفريج عنهم في تعاستهم، فاستيقظ بُطرس مُستبشرًا مُطمئنًا بِالرؤيا، ثُمَّ بادر مُسرعًا نحو شاطئ البحر وصعد إلى ظهر سفينة، ووصل إلى رومة حيثُ أخبر البابا بِما جرى معه، وأعلمه أنَّ نصارى الديار المُقدَّسة تعيسون يُعانون الأمرَّين، فوعده البابا أنَّهُ سيتعاون معهُ في الوقت المُناسب بِـ«إخلاصٍ عظيم».[26][27]
2. ↑  كان غالبيَّة أهل الرُّها من الأرمن وبها قلَّةٌ من المُسلمين، وهو ما سهَّل مُهمَّة الصليبيين. يقول ابن الأثير: «...وَسَبَبُ ذَلِكَ أَنَّ الْفِرِنْج كَانُوا قَدْ مَلَكُوا مَدِينَة الرُّهَا بِمُكَاتَبَةٍ مِنْ أَهْلِهَا لِأَنَّ أَكْثَرَهُمْ أَرْمَن، وَلَيْسَ بِهَا مِنْ الْمُسْلِمِينَ إلَّا الْقَلِيلُ».[74]
3. ↑  في هذا القول مُبالغة كبيرة، كما هو الحال في أغلب المصادر التاريخيَّة القديمة، وبحسب تقديراتٍ مُعاصرة فإنَّ تعداد الجيش الإسلامي الذي حاصر أنطاكية تراوح بين قُرابة 35,000 و40,000 جُندي، مُقابل نحو 20,000 جُندي صليبي بِداخلها.[la 74]
4. ↑  لم يذكر هذا الرقم من ضحايا المُسلمين المُؤرِّخون المُسلمون مثل ابن الأثير فحسب، بل ذكره أيضًا المُؤرِّخون المسيحيُّون الشرقيُّون مثل ابن العبري،[108] ومتَّى الرُّهَّاوي، علمًا بأنَّ الأخير قال بأنَّ من قتلهم الصليبيُّون زادوا على خمسةٍ وستين ألفًا. وبِجميع الأحوال فإنَّ في هذا الرقم مُبالغة كما هو معهود في المصادر التاريخيَّة القديمة، دون أن ينفي ذلك وحشيَّة الصليبيين وحقيقة إبادتهم سُكَّان المدينة، وبحسب تقديراتٍ مُعاصرة فإنَّ عدد ضحايا الصليبيين يُحتمل أن يكون قُرابة أربعين ألفًا،[la 84] ويقول باحثون مُعاصرون آخرون أنَّهُ يتراوح بين سبعُمائة وثلاثة آلاف نفس.[la 85]

### بِاللُغة العربيَّة
1. 1 2 3 4 5 6  مجموعة مؤلفين (2010)، ص. 1348 - 1349.
2. ↑  ديورانت (1988)، ص. 14.
3. ↑  معلوف (1997)، ص. 12 - 13.
4. 1 2  طقوش (2007)، ص. 272 - 273، 275.
5. 1 2  الأنطاكي (1990)، ص. 278 - 280.
6. ↑  ابن خلكان (1977)، ص. 293 - 294.
7. ↑  الأنطاكي (1990)، ص. 305.
8. ↑  حتي (1972)، ص. 222.
9. 1 2 3  جحا وآخرون (1972)، ص. 69.
10. 1 2  قاسم (1990)، ص. 20 - 23.
11. ↑  الحموي (1977)، ص. 209.
12. 1 2 3  عاشور (2010)، ص. 45.
13. ↑  أرنولد (1970)، ص. 69 - 70.
14. ↑  طقوش (2011)، ص. 43.
15. ↑  ابن الأثير (1997)، ج. 9، ص. 388-389.
16. 1 2 3  عاشور (2010)، ص. 34 - 35.
17. ↑  عاشور (1959)، ص. 63.
18. ↑  عاشور (1959)، ص. 78 - 79.
19. ↑  بن موسى (1979)، ص. 57.
20. 1 2 3  الحريري (1889)، ص. 5 - 6.
21. ↑  الصوري (1991)، ص. 101 - 102.
22. ↑  الشارتري (1990)، ص. 37.
23. 1 2 3 4 5  عاشور (2010)، ص. 111 - 113.
24. ↑  الصوري (1991)، ص. 109.
25. ↑  عباس (2019)، ص. 184.
26. ↑  زكار (1995), p. 75 - 76.
27. ↑  حمودي (2011)، ص. 589.
28. ↑  الصوري (1991)، ص. 106.
29. ↑  قاسم (1999)، ص. 119.
30. ↑  رايلي سميث (1999)، ص. 99 - 100.
31. 1 2 3  قاسم (1999)، ص. 13 - 14، 17.
32. ↑  المسيري (1999)، ص. 321.
33. 1 2 3 4 5  برجاوي (1984)، ص. 94 - 98.
34. ↑  رونسيمان (1994)، ص. 217 - 220.
35. ↑  الصوري (1991)، ص. 124.
36. ↑  عاشور (2010)، ص. 115.
37. ↑  لوبون (2013)، ص. 335.
38. ↑  الصوري (1991)، ص. 130.
39. 1 2 3 4 5 6 7  طقوش (2011)، ص. 77 - 78.
40. ↑  عاشور (2010)، ص. 119.
41. 1 2 3 4  الصوري (1991)، ص. 154 - 156.
42. 1 2 3 4 5  عاشور (2010)، ص. 122 - 125.
43. 1 2 3 4 5 6 7 8 9  طقوش (2011)، ص. 79 - 81.
44. 1 2 3  عاشور (2010)، ص. 126 - 128.
45. ↑  الصوري (1991)، ص. 174.
46. 1 2  عاشور (2010)، ص. 129 - 130.
47. ↑  مجهول (1984)، ص. 204.
48. 1 2 3  طقوش (2011)، ص. 81 - 82.
49. 1 2 3 4  رونسيمان (1994)، ص. 276-278.
50. 1 2  عاشور (2010)، ص. 131 - 132.
51. ↑  الصوري (1991)، ص. 200 - 202.
52. 1 2 3 4  طقوش (2011)، ص. 83 - 86.
53. 1 2  الشارتري (1990)، ص. 47.
54. 1 2  السرجاني (2009)، ص. 87.
55. ↑  مجهول (1984)، ص. 208.
56. 1 2 3  السرجاني (2009)، ص. 89 - 91.
57. 1 2 3  رونسيمان (1994)، ص. 294 - 295.
58. ↑  مجهول (1984)، ص. 38.
59. ↑  جحا وآخرون (1972)، ص. 86.
60. ↑  الصوري (1991)، ص. 224.
61. ↑  الشارتري (1990)، ص. 47 - 50.
62. ↑  مجهول (1984)، ص. 212.
63. 1 2  عاشور (2010)، ص. 166 - 167.
64. 1 2  عاشور (2010)، ص. 170.
65. 1 2 3  الشارتري (1990)، ص. 51 - 53.
66. 1 2 3 4  عاشور (2010)، ص. 172 - 176.
67. ↑  الصوري (1991)، ص. 243 - 244.
68. 1 2  الصوري (1991)، ص. 244 - 247.
69. ↑  رونسيمان (1994)، ص. 317 - 318.
70. ↑  طقوش (2011)، ص. 93 - 94.
71. 1 2 3 4 5 6  برجاوي (1984)، ص. 116 - 119.
72. 1 2  الشارتري (1990)، ص. 52.
73. 1 2 3 4  عاشور (2010)، ص. 147 - 149.
74. 1 2  ابن الأثير (2003)، ص. 43.
75. 1 2  طقوش (2011)، ص. 96 - 98.
76. ↑  الصوري (1991)، ص. 263.
77. 1 2 3  عاشور (2010)، ص. 150 - 151.
78. 1 2 3 4 5  عاشور (2010)، ص. 155 - 160.
79. 1 2 3  ابن القلانسي (1908)، ص. 134.
80. 1 2 3 4 5 6  ابن العديم (1996)، ص. 237 - 238.
81. 1 2  طقوش (2011)، ص. 99.
82. ↑  حبشي (1958)، ص. 48.
83. ↑  الحموي (1977)، ص. 267.
84. 1 2  ابن القلانسي (1908)، ص. 131 - 132.
85. 1 2  رونسيمان (1994)، ص. 237.
86. 1 2  ابن الأثير (2003)، ص. 13 - 16.
87. ↑  عاشور (1969)، ص. 22.
88. 1 2 3 4 5 6 7 8  عاشور (2010)، ص. 160 - 163.
89. ↑  ابن القلانسي (1908)، ص. 135.
90. ↑  بيطار (د.ت)، ص. 800.
91. ↑  طقوش (2011)، ص. 101.
92. ↑  الصوري (1991)، ص. 304 - 305.
93. ↑  طقوش (2011)، ص. 102.
94. ↑  الصوري (1991)، ص. 300.
95. 1 2 3 4 5  عاشور (2010)، ص. 163 - 165.
96. 1 2 3 4  طقوش (2011)، ص. 104 - 105.
97. ↑  السرجاني (2009)، ص. 112.
98. ↑  الطيب (2017)، ص. 68.
99. 1 2 3 4  ابن العديم (1996)، ص. 239 - 240.
100. 1 2 3  رستم (2021)، ص. 282.
101. 1 2  ابن الأثير (2003)، ص. 13 - 14.
102. ↑  طقوش (2011)، ص. 106.
103. ↑  قاسم (1999)، ص. 166.
104. ↑  الصوري (1991)، ص. 322 - 324.
105. ↑  عاشور (2010)، ص. 167.
106. 1 2 3 4 5 6 7  طقوش (2011)، ص. 106 - 108.
107. 1 2 3 4  ابن الأثير (2003)، ص. 15 - 16.
108. 1 2 3  ابن العبري (1991)، ص. 124.
109. 1 2 3 4  ابن العديم (1996)، ص. 240 - 241.
110. ↑  الصوري (1991)، ص. 375.
111. ↑  رونسيمان (1994)، ص. 371 - 372.
112. 1 2 3  برجاوي (1984)، ص. 144 - 145.
113. ↑  قاسم (1999)، ص. 167.
114. 1 2 3  عاشور (2010)، ص. 171.
115. ↑  أبو الفداء (1905)، ص. 210 - 211.
116. ↑  ابن العديم (1996)، ص. 243.
117. 1 2  مجهول (1984)، ص. 266.
118. 1 2 3 4  ابن العديم (1996)، ص. 244 - 245.
119. ↑  الطباخ (1988)، ص. 344.
120. ↑  ابن الوردي (1996)، ص. 11.
121. 1 2  طقوش (2011)، ص. 112 - 113.
122. ↑  مجهول (1984)، ص. 266 - 267.
123. 1 2  رونسيمان (1994)، ص. 384 - 386.
124. ↑  مجهول (1984)، ص. 271 - 272.
125. ↑  توديبود (1999)، ص. 263.
126. ↑  ابن ميسر (1981)، ص. 64.
127. 1 2 3 4  عاشور (2010)، ص. 191 - 193.
128. ↑  ابن تغري (1963)، ص. 147.
129. 1 2 3 4  ابن الأثير (2003)، ص. 19 - 20.
130. ↑  مجهول (1984)، ص. 274.
131. ↑  الشارتري (1990)، ص. 68.
132. 1 2  رونسيمان (1994)، ص. 407 - 408.
133. 1 2 3 4 5  عاشور (2010)، ص. 185 - 188.
134. 1 2  الشدود (2016)، ص. 51 - 52.
135. ↑  الشارتري (1990)، ص. 67 - 68.
136. 1 2 3  مجهول (1984)، ص. 273 - 274.
137. ↑  ابن الأثير (2003)، ص. 16.
138. 1 2  عاشور (2010)، ص. 189 - 190.
139. ↑  توديبود (1999)، ص. 293.
140. ↑  طقوش (2011)، ص. 121.
141. 1 2  إبراهيم (2018)، ص. 334.
142. ↑  الخالدي وفروخ (1973)، ص. 28.
143. 1 2 3 4 5 6 7 8 9  مجهول (1984)، ص. 277 - 279.
144. ↑  مجهول (1984)، ص. 280.
145. 1 2 3  رونسيمان (1994)، ص. 426 - 430.
146. ↑  توديبود (1999)، ص. 313.
147. ↑  الصوري (1991)، ص. 127 - 128.
148. 1 2 3 4 5 6  ابن القلانسي (1908)، ص. 137.
149. 1 2 3 4 5 6  عاشور (2010)، ص. 201 - 204.
150. ↑  باركر (1967)، ص. 37.
151. 1 2 3 4 5  عاشور (2010)، ص. 207 - 208.
152. ↑  ابن ميسر (1981)، ص. 67.
153. ↑  ابن الجوزي (2013)، ص. 498.
154. ↑  عاشور (2010)، ص. 205.
155. 1 2 3 4  رونسيمان (1994)، ص. 449 - 451.
156. ↑  الشعيبات (2021)، ص. 226.
157. ↑  الموسوعة الفلسطينية (2014).
158. 1 2  رونسيمان (1994)، ص. 457 - 458.
159. 1 2 3 4  رونسيمان (1994)، ص. 462 - 464.
160. ↑  طقوش (2011)، ص. 134.
161. 1 2  عاشور (2010)، ص. 215 - 216.
162. 1 2 3  رونسيمان (1994)، ص. 465 - 467.
163. 1 2  رونسيمان (1994)، ص. 468 - 469.
164. ↑  ابن القلانسي (1908)، ص. 139.
165. ↑  الشارتري (1990)، ص. 85 - 86.
166. ↑  طقوش (2011)، ص. 137.
167. ↑  الشدياق (1970)، ص. 506.
168. ↑  زهر الدين (1994)، ص. 112.
169. ↑  الشارتري (1990)، ص. 104 - 106.
170. ↑  برجاوي (1984)، ص. 189 - 190.
171. 1 2 3  برجاوي (1984)، ص. 202 - 207.
172. ↑  جحا وآخرون (1972)، ص. 78.
173. ↑  عاشور (2010)، ص. 152 - 153.
174. ↑  رونسيمان (1994)، ص. 435.

### بِلُغاتٍ أوروپيَّة
1. ↑  France (1996), p. 1.
2. ↑  Asbridge (2012), p. 42.
3. ↑  Madden (2005), p. 35.
4. ↑  Thompson (1928), p. 392.
5. ↑  Heyd (1885), p. 397.
6. ↑  Boissonnade (1964), p. 85.
7. ↑  Heaton (1966), p. 95.
8. ↑  Painter (1951), p. 51.
9. ↑  Setton (1969), p. 226 - 227.
10. ↑  Bréhier (2004), p. 294 - 296.
11. ↑  Runciman (1951), p. 101 - 102.
12. ↑  Chalandon (1900), p. 156.
13. ↑  Norwich (1995), p. 30.
14. ↑  Michaud (1825), p. 92 - 94.
15. ↑  Chalandon (1925), p. 37 - 41.
16. ↑  Le Bas (1866), p. 729.
17. ↑  Peters (1971), p. 31.
18. ↑  Britannica (1911A), p. 192.
19. ↑  Chalandon (1925), p. 44 - 45.
20. ↑  Runciman (1951), p. 108 - 109.
21. ↑  Britannica (1911B), p. 1.
22. ↑  Bréhier (1913).
23. ↑  Kazhdan (1991), p. 64.
24. ↑  Runciman (1951), p. 336–341.
25. ↑  Peters (1971), p. 35.
26. ↑  Flori (1999), p. 232.
27. 1 2  Komnene (2003), p. 279.
28. ↑  Michaud (1825), p. 146 - 147.
29. ↑  Runciman (1951), p. 147.
30. ↑  Grousset (1934), p. 147.
31. ↑  Rubenstein (2011), p. 18.
32. ↑  Setton (1969), p. 268.
33. ↑  Aquensis (n.d), p. 409 - 411.
34. ↑  Chalandon (1925), p. 119 - 121.
35. ↑  Norwich (1992), p. 267.
36. ↑  Brown (2003), p. 185.
37. 1 2  Lilie (1993), p. 5.
38. ↑  Theotokis (2014), p. 187.
39. 1 2  Rubenstein (2011), p. 71.
40. ↑  Asbridge (2000), p. 115.
41. ↑  Yazici (n.d), p. 654-655.
42. ↑  Savvides (n.d), p. 998.
43. ↑  Komnene (2003), p. 331–334.
44. ↑  Runciman (1969), p. 289.
45. ↑  Asbridge (2004), p. 126–130.
46. ↑  France (2006), p. 363–364.
47. 1 2  Oman (1924), p. 273.
48. ↑  Asbridge (2004), p. 132–137.
49. ↑  Rice (1961), p. 55.
50. ↑  Grousset (1934), p. 41.
51. ↑  Komnene (2003), p. 281.
52. ↑  Polemis (1968), p. 68–69.
53. ↑  Skoulatos (1980), p. 148–149.
54. ↑  Komnene (2003), p. 281–282.
55. ↑  Tyerman (2006), p. 131.
56. ↑  Barber (2012), p. 75.
57. ↑  Asbridge (2004), p. 145.
58. ↑  Tyerman (2006), p. 132.
59. ↑  France (1996), p. 217.
60. ↑  Bury et al. (1926), p. 288.
61. ↑  Morris (n.d), p. 1185-1186.
62. ↑  MacEvitt (2010), p. 67.
63. ↑  Murray (2000), p. 231.
64. ↑  Edgington (2019), p. 41.
65. ↑  MacEvitt (2010), p. 68.
66. ↑  Maalouf (1984), p. 30.
67. ↑  Tyerman (2006), p. 134.
68. ↑  Rogers (1997), p. 27, 29.
69. ↑  Rogers (1997), p. 33.
70. ↑  Mayer (1972), p. 54.
71. ↑  Runciman (1951), p. 220–221.
72. ↑  Rogers (1997), p. 35–36.
73. ↑  Runciman (1951), p. 191.
74. ↑  Asbridge (2004), p. 204.
75. ↑  Peters (1998), p. 84.
76. ↑  Albert of Aachen (2007), p. 375.
77. ↑  Raymond d'Aguilers (1968).
78. ↑  Grousset (1934), p. 150 - 151.
79. 1 2  Asbridge (2004), p. 300.
80. ↑  France (1996), p. 343.
81. ↑  Rubenstein (2011), p. 297.
82. ↑  Tritton & Gibb (1993), p. 273–305.
83. ↑  Asbridge (2004), p. 310-311.
84. ↑  Kostick (2009), p. 113.
85. ↑  Rist (n.d).
86. ↑  Fulk of Chartres (1912), p. 109–115.
87. ↑  Becker (n.d).
88. ↑  Porter (2013), p. 18.
89. ↑  Spear (1992), p. 57.
90. ↑  France (1996), p. 361.
91. ↑  Grousset (1934), p. 186.
92. ↑  Albert of Aachen (2007), p. 523.
93. 1 2 3 4 5 6  Barber (2012), p. 61 - 62.
94. ↑  Lock (2006), p. 25.
95. ↑  Edgington (2019), p. 69.
96. 1 2 3  Maalouf (1984), p. 61 - 63.
97. ↑  Murray (2000), p. 94.

### ثبت المراجع(مُرتَّبة حسب تاريخ النشر)
كُتُب ودوريَّات باللُّغة العربيَّة:
- أمينة بيطار. "الأُرْتُقيون (495-812هـ/1101-1409م)". الموسوعة العربيَّة. أعلام ومشاهير. هيئة الموسوعة العربيَّة. ج. 1. مؤرشف من الأصل في 2021-11-20.
- سيد علي الحريري (1899)، كتاب الأخبار السنيَّة في الحُرُوب الصليبيَّة (ط. 1)، القاهرة: المطبعة العمومية، OCLC:957304682، QID:Q131170426
- أبو الفداء (1905)، المُختصر في أخبار البشر، القاهرة: المطبعة الحسينية المصرية، ج. 2، QID:Q124005304{{استشهاد}}:  صيانة الاستشهاد: ref duplicates default (link)
- ابن القلانسي (1908)، ذيل تاريخ دمشق (PDF)، بيروت: المطبعة الكاثوليكية، OCLC:34329933، QID:Q131315249، مؤرشف من الأصل في 2021-11-15{{استشهاد}}:  صيانة الاستشهاد: ref duplicates default (link)
- مؤرخ مجهول؛ ترجمه وقدَّم لهُ وعلَّق عليه حسن حبشي (1958). أعمال الفرنجة وحُجَّاج بيت المقدس. القاهرة: دار الفكر العربي. ج. 1. {{استشهاد بكتاب}}: تحقق من التاريخ في: |سنة= (مساعدة)
- حسن حبشي (1958)، الحرب الصليبيَّة الأولى (PDF) (ط. 1)، القاهرة: دار الفكر العربي، OCLC:4770370513، QID:Q131315356
- سعيد عبد الفتاح عاشور (1959)، أورُبَّا العُصُور الوُسطى: النُظُم والحضارة (PDF)، القاهرة: مكتبة النهضة المصرية، QID:Q131155247، مؤرشف من الأصل (PDF) في 2021-09-01
- ابن تغري بردي (1963)، النُّجُوم الزَّاهرة في مُلُوك مصر والقاهرة، القاهرة: وزارة الثقافة المصرية، ج. 5، QID:Q131322237، مؤرشف من الأصل في 2021-12-22
- إرنست باركر (1967)، الحُرُوب الصليبيَّة (PDF)، ترجمة: السيد الباز العريني (ط. 2)، بيروت: دار النهضة العربية، OCLC:122806721، QID:Q131322601، مؤرشف من الأصل (PDF) في 2022-04-08
- سعيد عبد الفتاح عاشور (1969)، شخصيَّة الدولة الفاطميَّة في الحركة الصليبيَّة (PDF)، القاهرة: المجلة التاريخية المصرية، ج. 15–16، DOI:10.21608/JEJH.1969.190449، OCLC:9213049061، QID:Q131321515
- توماس أرنولد (1970)، الدعوة إلى الإسلام: بحثٌ في تاريخ نشر العقيدة الإسلاميَّة، ترجمة: حسن إبراهيم حسن؛ عبد المجيد عابدين؛ إسماعيل النحراوي (ط. 2)، القاهرة: مطبعة النهضة المصرية، OCLC:1044618092، QID:Q125920029
- طنوس الشدياق (1970)، أخبار الأعيان في جبل لُبنان (PDF)، تحقيق: فؤاد أفرام البستاني، بيروت: الجامعة اللبنانية، ج. 2، OCLC:1333928229، QID:Q131322782، مؤرشف من الأصل (PDF) في 2022-04-12
- شفيق جحا؛ منير البعلبكي؛ بهيج عثمان (1972)، المُصوَّر في التاريخ (ط. 1)، بيروت: دار العلم للملايين، ج. 6، QID:Q119020382
- فيليب حتي (1972)، تاريخ سورية ولُبنان وفلسطين، ترجمة: جورج حداد؛ عبد الكريم رافق، مراجعة: جبرائيل جبور (ط. 3)، بيروت: دار الثقافة، OCLC:891846493، QID:Q127155770
- مصطفى الخالدي؛ عمر فروخ (1973)، التبشير والاستعمار في البلاد العربيَّة: عرضٌ لجُهُود المُبشِّرين التي ترمي إلى إخضاع الشرق للاستعمار الغربي (PDF) (ط. 5)، بيروت: المكتبة العصرية، OCLC:4771129204، QID:Q123054917
- ابن خلكان (1977)، وفَيَات الأعيان وأنباء أبناء الزمان (PDF)، تحقيق: إحسان عباس (ط. 1)، بيروت: دار صادر، ج. 5، QID:Q131279911، مؤرشف من الأصل (PDF) في 2021-09-01{{استشهاد}}:  صيانة الاستشهاد: ref duplicates default (link)
- ياقوت الحموي (1977)، معجم البلدان (ط. 1)، بيروت: دار صادر، ج. 3، OCLC:1014032934، QID:Q114913343
- تيسير بن موسى (1979)، نظرة عربيَّة على غزوات الإفرنج من بداية الحُرُوب الصليبيَّة حتَّى وفاة نور الدين، طرابلس: الدار العربية للكتاب، OCLC:11290820، QID:Q131170212
- ابن ميسر (1981)، المُنتقى من أخبار مصر (PDF)، تحقيق: أيمن فؤاد السيد، القاهرة: المعهد الفرنسي للآثار الشرقية، OCLC:4770402727، QID:Q110243190، مؤرشف من الأصل (PDF) في 2022-04-12{{استشهاد}}:  صيانة الاستشهاد: ref duplicates default (link)
- سعيد أحمد برجاوي (1984)، الحُرُوب الصليبيَّة في المشرق (ط. 1)، بيروت: دار الآفاق الجديدة، OCLC:4770372629، QID:Q115328506
- مُؤرِّخ مجهول (1984). أعمال الفرنجة وحُجَّاج بيت المقدس. ترجمة: سهيل زكار (ط. 1). دمشق: دار حسَّان. ج. 1. {{استشهاد بكتاب}}: تحقق من التاريخ في: |سنة= (مساعدة)
- محمد راغب الطباخ (1988)، إعلام النُبلاء بتاريخ حلب الشهباء (ط. 2)، حلب: دار القلم العربي، OCLC:4770033301، QID:Q126287259
- ويل ديورانت (1988)، قصَّة الحضارة، ترجمة: مجموعة، بيروت: دار الجيل للطبع والنشر والتوزيع، ج. 15، QID:Q131295594، مؤرشف من الأصل في 2021-10-09
- فوشيه الشارتري (1990)، تاريخ الحملة إلى القُدُس 1095 - 1127 (PDF)، ترجمة: زياد عسلي (ط. 1)، عَمَّان: دار الشروق للنشر والتوزيع، OCLC:891834903، QID:Q131180168، مؤرشف من الأصل (PDF) في 2021-08-30
- قاسم عبده قاسم (1 مايو 1990)، ماهية الحروب الصليبية، عالم المعرفة (149)، مدينة الكويت: المجلس الوطني للثقافة والفنون والآداب، OCLC:863847610، QID:Q117619420
- يحيى بن سعيد الأنطاكي (1990)، تاريخ الأنطاکي المعروف بصلة تاريخ أوتيخاء، تحقيق: عمر عبد السلام تدمري، طرابلس: جروس برس، OCLC:886689477، QID:Q116067625
- ابن العبري (1991)، تاريخ الزمان، ترجمة: إسحاق أرملة، بيروت: دار المشرق، OCLC:1430454319، QID:Q131321961{{استشهاد}}:  صيانة الاستشهاد: ref duplicates default (link)
- وليم الصوري (1991)، الحُرُوب الصليبيَّة (PDF)، ترجمة: حسن حبشي، القاهرة: الهيئة المصرية العامة للكتاب، ج. 1، QID:Q131170694، مؤرشف من الأصل (PDF) في 2021-08-30
- ستيفين رونسيمان (1994)، تاريخ الحملات الصليبيَّة، ترجمة: نور الدين خليل (ط. 2)، القاهرة: الهيئة المصرية العامة للكتاب، ج. 1، OCLC:956966940، QID:Q131201989
- صالح زهر الدين (1994)، تاريخ المُسلمين الموحدين الدُرُوز (PDF) (ط. 2)، بيروت: المركز العربي للأبحاث والتوثيق، OCLC:181643221، QID:Q127427726، مؤرشف من الأصل (PDF) في 2022-04-11
- سهيل زكار (1416هـ - 1995م). "مدخل إلى تاريخ الحُرُوب الصليبيَّة: الحركات الدينيَّة في أوروبَّا الوسيطة ودورها في صُنع أحداث الحُرُوب الصليبيَّة" (PDF). الموسوعة الشاملة في تاريخ الحُرُوب الصليبيَّة. ج. 4. مؤرشف من الأصل (PDF) في 19-11-2020. {{استشهاد بموسوعة}}: تحقق من التاريخ في: |تاريخ= (مساعدة)
- ابن العديم (1996)، زُبدة الحلب من تاريخ حلب، تحقيق: خليل المنصور (ط. 1)، بيروت: دار الكتب العلمية، OCLC:36323253، QID:Q114792807{{استشهاد}}:  صيانة الاستشهاد: ref duplicates default (link)
- ابن الوردي (1996)، تاريخ ابن الوردي، بيروت: دار الكتب العلمية، ج. 2، QID:Q121086174{{استشهاد}}:  صيانة الاستشهاد: ref duplicates default (link)
- ابن الأثير الجزري (1997). الكامل في التاريخ: ابتداء الدولة السلجوقيَّة والحُرُوب الصليبيَّة، من سنة 432 إلى سنة 520هـ (PDF). تحقيق: عمر عبد السلام تدمري (ط. 1). بيروت: دار الكتاب العربي. ج. 8. ISBN:978-9953-27-014-2. OL:13208788M. QID:Q117084820.
- بطرس توديبود (1999). تاريخ الرحلة إلى بيت المقدس (PDF). ترجمة: حسين محمد عطية. الإسكندرية: دار المعرفة الجامعية. ISBN:977-5116-88-0. OCLC:4771273672. QID:Q131322087. مؤرشف من الأصل (PDF) في 2022-04-08.
- جوناثان رايلي سميث (1999). الحملة الصليبيَّة الأولى وفكرة الحُرُوب الصليبيَّة (PDF). ترجمة: محمد فتحي الشاعر (ط. 2). القاهرة: الهيئة المصرية العامة للكتاب. ISBN:977-01-6481-X. OCLC:192001303. QID:Q131200221. مؤرشف من الأصل (PDF) في 2021-09-01.
- عبد الوهاب المسيري (1999). "تاريخ الصُهيونيَّة، الإرهاصات الصُهيونيَّة الأولى: حملات الفرنجة (الصليبيين)". موسوعة اليهود واليهوديَّة والصهيونيَّة (ط. 1). دار الشُرُوق. ج. 16. ISBN:9770905151. مؤرشف من الأصل في 10-10-2021. {{استشهاد بموسوعة}}: تحقق من التاريخ في: |تاريخ= (مساعدة)
- قاسم عبده قاسم (1999)، الخلفيَّة الأيديولوجيَّة لِلحُرُوب الصليبيَّة: دراسة عن الحملة الأولى 1095 - 1099 (PDF) (ط. 1)، القاهرة: دار عين للدراسات والبحوث الإنسانية والإجتماعية، OCLC:754780758، QID:Q131180724
- أمين معلوف (1997)، الحُرُوب الصليبيَّة كما رآها العرب، ترجمة: عفيف دمشقية (ط. 1)، بيروت: دار الفارابي، OCLC:1420854085، QID:Q131306932
- ابن الأثير الجزري (2003). الكامل في التاريخ. تحقيق: محمد يوسف الدقاق، عبد الله القاضي (ط. 4). بيروت: دار الكتب العلمية. ISBN:2-7451-0046-7. QID:Q131315571.
- محمد سهيل طقوش (2007). تاريخ الفاطميين في شمالي إفريقية ومصر وبلاد الشَّام: 297 - 567هـ / 910 - 1171م (ط. 2). بيروت: دار النفائس للطباعة والنشر والتوزيع. ISBN:978-9953-18-100-4. OCLC:691272810. OL:21495701M. QID:Q107332886.
- راغب السرجاني (2009). قصَّة الحُرُوب الصليبيَّة: من البداية إلى عهد عماد الدين زنكي (ط. 2). القاهرة: مؤسسة اقرأ. ISBN:977-441-580-9. OCLC:781995823. QID:Q131204606.
- سعيد عبد الفتاح عاشور (2010). الحركة الصليبيَّة: صفحة مُشرقة في تاريخ الجهاد الإسلامي في العُصُور الوُسطى (PDF) (ط. 1). القاهرة: مكتبة الأنجلو المصرية. ISBN:977-05-1657-0. OCLC:1227843506. QID:Q115789145. مؤرشف من الأصل (PDF) في 2021-09-01.
- مجموعة مؤلفين (1431هـ = 2010م). "الحُرُوب الصليبيَّة". الموسوعة العربيَّة المُيسرة (ط. 1). صيدا: شركة أبناء شريف الأنصاري لِلطباعة والنشر والتوزيع. ج. 3. ISBN:978-9953-525-19-8. {{استشهاد بموسوعة}}: تحقق من التاريخ في: |تاريخ= (مساعدة)
- إمام الشافعي محمد حمودي (يوليو 2011). "الرؤى والأحلام المُقدَّسة: عصر الحُرُوب الصليبيَّة" (PDF). مجلَّة كُليَّة اللغة العربيَّة بأسيوط. جامعة الأزهر وكلية اللغة العربية بأسيوط. ج. 1 ع. 30. DOI:10.21608/jfla.2011.63604. مؤرشف من الأصل (PDF) في 2024-12-02.
- محمد سهيل طقوش (2011). تاريخ الحُرُوب الصليبيَّة: حُرُوب الفرنجة في المشرق (489-690هـ / 6109-1291م) (ط. 1). بيروت: دار النفائس للطباعة والنشر والتوزيع. ISBN:978-9953-18-109-7. OCLC:759406410. OL:25392553M. QID:Q107412813.
- جوستاف لوبون (2013)، حضارة العرب (PDF)، ترجمة: عادل زعيتر، مدينة نصر: مؤسسة هنداوي، QID:Q131209201، مؤرشف من الأصل (PDF) في 2020-11-17
- سبط ابن الجوزي (2013)، مرآة الزمان في تواريخ الأعيان: 449 - 499هـ (PDF)، تحقيق: محمد أنس الخن، كامل محمد الخراط (ط. 1)، دمشق: دار الرسالة العالمية، ج. 19، QID:Q117228708
- "الفرنجة". الموسوعة الفلسطينيَّة. هيئة الموسوعة الفلسطينية. 15 أيلول (سپتمبر) 2014. مؤرشف من الأصل في 18-5-2021. {{استشهاد بموسوعة}}: تحقق من التاريخ في: |تاريخ= (مساعدة)
- عامر غسَّان الشدود (1438هـ - 2016م). الإمارة المُنقذيَّة في شيزر (474-552هـ /1081–1157م) (MSc thesis). جامعة تشرين. {{استشهاد بأطروحة}}: تحقق من التاريخ في: |تاريخ= (مساعدة)
- أيوب الطيب (2017)، صلاح الدين والطوق الحجري، القاهرة: دار يسطرون للنشر، QID:Q131321620
- سعد الدين إبراهيم (2018). الملل والنحل والأعراق: هُمُوم الأقليَّات في الوطن العربي (ط. 1). إسطنبول: دار ابن رشد. ISBN:978-977-6510-90-6. OCLC:1164620673. QID:Q131322266.
- علي سلطان عباس (2019). "الدعاية والإعلان الصليبي في تعبئة الغرب الأوربي لاحتلال المشرق العربي الإسلامي (490 - 855هـ / 1096 - 1192م)". مجلَّة جامعة كركوك للدراسات الإنسانيَّة. جامعة كركوك. ج. 14 ع. 2. ISSN:1992-1179. مؤرشف من الأصل في 19-11-2020. {{استشهاد بدورية محكمة}}: تحقق من التاريخ في: |سنة= (مساعدة)
- أسد رستم (2021). كنيسة مدينة الله أنطاكية العُظمى: 634-1453م (PDF). وندزر، بيركشاير: مؤسسة هنداوي. ج. 2. ISBN:978-1-5273-2203-5. QID:Q131321796.
- سعد خليل الشعيبات (2021). مصادر تمويل الحملات الصليبيَّة 488-648 هـ/1095-1250 م (ط. 1). عَمَّان: الآن ناشرون وموزعون. ISBN:978-9923-13-400-9. QID:Q131322684.

بِلُغاتٍ أوروپيَّة:
- Aquensis, Albertus. HISTORIA HIEROSOLYMITANAE EXPEDITIONIS (باللاتينية). Vol. II. Archived from the original on 2017-08-13.
- Becker, Alfons. "Urban II". Encyclopedia Britannica (بالإنجليزية). Archived from the original on 2021-10-25. Retrieved 2021-12-28.
- Morris, Rosemary. "T'oros of Edessa (d. 1098)". The Crusades – An Encyclopedia (بالإنجليزية). Archived from the original on 2021-06-24.
- Rist, Rebecca. "How many died in the crusades?". History Extra: The official website for BBC History Magazine and BBC History Revealed (بالإنجليزية). Archived from the original on 2021-12-21. Retrieved 2021-12-28.
- Savvides, Alexios G. C. "Qilij Arslān I of Rūm (d. 1107)". The Crusades - An Encyclopedia (بالإنجليزية). Archived from the original on 2021-06-24. Retrieved 2021-10-25.
- Yazici, Tahsin. "DĀNEŠMAND". Encyclopædia Iranica (بالإنجليزية). Vol. VI. Archived from the original on 2021-05-19. Retrieved 2021-10-25.
- Michaud, Joseph-François (1825). Histoire des croisades (بالفرنسية). Paris: Chez Ponthieu Libraire. Vol. 1. Archived from the original on 30-10-2020. {{استشهاد بكتاب}}: تحقق من التاريخ في: |سنة= (help)
- Le Bas, Philippe, ed. (1866). "Historiens Occidentaux". Recueil des Historiens des Croisades (بالفرنسية). Imprimerie Royale. Vol. 3.
- Heyd, Wilhelm (1885). Histoire du commerce du Levant au moyen âge (بالفرنسية) (Français ed.). Paris. Vol. 1. Archived from the original on 24-10-2020. {{استشهاد بكتاب}}: تحقق من التاريخ في: |سنة= (help)
- Chalandon, Ferdinand (1900). Les Comnène. 1, Essai sur le règne d'Alexis Ier Comnène (1081-1118) (بالفرنسية). Paris: A. Picard et Fils. Archived from the original on 28-10-2020. {{استشهاد بكتاب}}: تحقق من التاريخ في: |سنة= (help)
- "Adhemar de Monteil". Encyclopædia Britannica 11th edition (بالإنجليزية). 1911. QID:Q84636023.
- "Peter the Hermit". Encyclopædia Britannica 11th edition (بالإنجليزية). 1911. QID:Q84674584.
- Louis Bréhier (19 Apr 1913). "Peter the Hermit". Catholic Encyclopedia (بالإنجليزية). 11. QID:Q99223658.
- Fulk of Chartres (1912). Krey, August C.; Duncan, Frederick (eds.). , "Gesta Francorum Jerusalem Expugnantium [The Deeds of the Franks Who Attacked Jerusalem]" (بالإنجليزية) (republished ed.). New York: Harper & Brothers. Archived from the original on 2014-08-14. Retrieved 2019-06-14.{{استشهاد بكتاب}}:  صيانة الاستشهاد: ref duplicates default (link)
- Oman, Charles (1924). A History of the Art of War in the Middle Ages (بالإنجليزية) (2nd ed.). London. Vol. I: A.D. 378–1278. Archived from the original on 9-4-2022. {{استشهاد بكتاب}}: تحقق من التاريخ في: |سنة= (help)
- Chalandon, Ferdinand (1925). Histoire de la Première Croisade jusqu'à l'élection de Godefroi de Bouillon (بالفرنسية). Paris: Picard. {{استشهاد بكتاب}}: تحقق من التاريخ في: |سنة= (help)
- Bury, John Bagnell; Gwatkin, Henry Melville; Whitney, James Pounder (1926). The Cambridge medieval history (بالإنجليزية). New York: Macmillan. Vol. V. Archived from the original on 7-4-2022. {{استشهاد بكتاب}}: تحقق من التاريخ في: |سنة= (help)
- Thompson, James Westfall (1928). An Economic And Social History Of The Middle Ages (بالإنجليزية). London: The Century Co. Archived from the original on 25-4-2022. {{استشهاد بكتاب}}: تحقق من التاريخ في: |سنة= (help)
- Tritton, A. S.; Gibb, H. A. R. (1933). "The First and Second Crusades from an Anonymous Syriac Chronicle". Journal of the Royal Asiatic Society (بالإنجليزية). 65 (2). DOI:10.1017/S0035869X00074839.
- Grousset, René (1934). Histoire des croisades et du royaume franc de Jérusalem (بالفرنسية) (1 ed.). Plon. Vol. I. {{استشهاد بكتاب}}: تحقق من التاريخ في: |سنة= (help)
- Painter, Sidney (1951). Mediaeval Society (بالإنجليزية). Ithaca, New York: Cornell University Press. Archived from the original on 25-4-2022. {{استشهاد بكتاب}}: تحقق من التاريخ في: |سنة= (help)
- Runciman, Steven (1951). A History of the Crusades (بالإنجليزية) (1st ed.). Cambridge: Cambridge University Press. Vol. I, The First Crusade and the Foundation of the Kingdom of Jerusalem. {{استشهاد بكتاب}}: تحقق من التاريخ في: |سنة= (help)
- Rice, Tamara Talbot (1961). The Seljuks in Asia Minor (بالإنجليزية). Thames and Hudson. Archived from the original on 2022-04-09.{{استشهاد بكتاب}}:  صيانة الاستشهاد: ref duplicates default (link)
- Boissonnade, P.; Translated by Eileen Power (1964). Life and work in medieval Europe; the evolution of medieval economy from the fifth to the fifteenth century (بالإنجليزية). New York: Harper & Row. Archived from the original on 25-4-2022. {{استشهاد بكتاب}}: تحقق من التاريخ في: |سنة= (help)
- Heaton, Herbert (1966). Economic History Of Europe (بالإنجليزية) (Revised ed.). New York: Harper & Row. Archived from the original on 25-4-2022. {{استشهاد بكتاب}}: تحقق من التاريخ في: |سنة= (help)
- Polemis, Demetrios I. (1968). The Doukai: A Contribution to Byzantine Prosopography (بالإنجليزية). London: The Athlone Press. OCLC:299868377. Archived from the original on 2021-10-24.{{استشهاد بكتاب}}:  صيانة الاستشهاد: ref duplicates default (link)
- Raymond d'Aguilers (1968). Historia Francorum qui ceperunt Iherusalem (بالإنجليزية). American Philosophical Society. Vol. III. Archived from the original on 19-10-2021. {{استشهاد بكتاب}}: تحقق من التاريخ في: |سنة= (help)
- Runciman, Steven (1969 [1955]). "The First Crusade: Constantinople to Antioch". In Setton, Kenneth M; Baldwin, Marshall W. (eds.). A History of the Crusades (بالإنجليزية) (2nd ed.). University of Wisconsin Press. Vol. I: The First Hundred Years. ISBN:0-299-04834-9. Archived from the original on 12 -11-2020. {{استشهاد بموسوعة}}: تحقق من التاريخ في: |سنة= and |تاريخ أرشيف= (help)
- Setton, Kenneth Meyer (1969). A History of the Crusades (بالإنجليزية) (2nd ed.). Madison, Wisconsin: University of Wisconsin Press. Vol. I. Archived from the original on 27-10-2020. {{استشهاد بكتاب}}: تحقق من التاريخ في: |سنة= (help)
- Peters, Edward, ed. (1971). The First Crusade (بالإنجليزية). Philadelphia: University of Pennsylvania Press. ISBN:0812210174.{{استشهاد بكتاب}}:  صيانة الاستشهاد: ref duplicates default (link)
- Mayer, Hans E. (1972), The Crusades (بالإنجليزية), translated by John Gillingham, Oxford University Press, ISBN:9780198730156, Archived from the original on 2020-10-03{{استشهاد}}:  صيانة الاستشهاد: ref duplicates default (link)
- Skoulatos, Basile (1980). Les personnages byzantins de l'Alexiade: Analyse prosopographique et synthèse (بالفرنسية). Louvain-la-Neuve and Louvain: Bureau du Recueil Collège Érasme and Éditions Nauwelaerts. OCLC:8468871.{{استشهاد بكتاب}}:  صيانة الاستشهاد: ref duplicates default (link)
- Maalouf, Amin (1984). The Crusades Through Arab Eyes (بالإنجليزية). SAQI. ISBN:978-0-86356-023-1.{{استشهاد بكتاب}}:  صيانة الاستشهاد: ref duplicates default (link) (التسجيل مطلوب)
- Kazhdan, Alexander, ed. (1991). Oxford Dictionary of Byzantium (بالإنجليزية). New York: Oxford University Press. ISBN:9780195046526.{{استشهاد بكتاب}}:  صيانة الاستشهاد: ref duplicates default (link)
- Norwich, John Julius (1992). The Normans in Sicily (بالإنجليزية). Penguin Books. ISBN:978-0-14-015212-8.{{استشهاد بكتاب}}:  صيانة الاستشهاد: ref duplicates default (link)
- Spear, David S. (1992). "The School of Caen Revisited". The Haskins Society Journal: Studies in Medieval History (بالإنجليزية). Boydell Press. 4. {{استشهاد بدورية محكمة}}: تحقق من التاريخ في: |سنة= (help) (ردمك 0-85115-333-X)
- Lilie, Ralph-Johannes (1993). Byzantium and the Crusader States, 1096-1204 (بالإنجليزية). Oxford: Oxford University Press. Archived from the original on 2022-04-09.{{استشهاد بكتاب}}:  صيانة الاستشهاد: ref duplicates default (link)
- Norwich, John J. (1995), Byzantium: The Decline and Fall (بالإنجليزية), Alfred A. Knopf, Inc., ISBN:9780679416500{{استشهاد}}:  صيانة الاستشهاد: ref duplicates default (link)
- France, John (1996). Victory in the East: a military history of the First Crusade (بالإنجليزية) (2nd ed.). Cambridge: Cambridge University Press. ISBN:0521419697. Archived from the original on 10-10-2020. {{استشهاد بكتاب}}: تحقق من التاريخ في: |سنة= (help)
- Rogers, Randall (1997), Latin Siege Warfare in the Twelfth Century (بالإنجليزية), Oxford University Press, ISBN:9780198206897{{استشهاد}}:  صيانة الاستشهاد: ref duplicates default (link)
- Peters, Edward (1998). The First Crusade: The Chronicle of Fulcher of Chartres and Other Source Materials (بالإنجليزية) (2nd ed.). University of Pennsylvania Press. Archived from the original on 2022-12-22. {{استشهاد بكتاب}}: تحقق من التاريخ في: |سنة= (help) (الاشتراك مطلوب)
- Flori, Jean (1999). Pierre L'Ermite et la Première Croisade (بالفرنسية). Fayard.{{استشهاد بكتاب}}:  صيانة الاستشهاد: ref duplicates default (link)
- Asbridge, Thomas S. (2000). The Creation of the Principality of Antioch, 1098-1130 (بالإنجليزية). The Boydell Press. ISBN:0851156614. Archived from the original on 2020-10-03.{{استشهاد بكتاب}}:  صيانة الاستشهاد: ref duplicates default (link)
- Murray, Alan V. (2000). The Crusader Kingdom of Jerusalem: A Dynastic History, 1099–1125 (بالإنجليزية). Prosopographica et Geneologica. ISBN:978-1-9009-3403-9. Archived from the original on 2022-05-23.{{استشهاد بكتاب}}:  صيانة الاستشهاد: ref duplicates default (link)
- Brown, Gordon S. (2003). The Norman Conquest of Southern Italy and Sicily (بالإنجليزية). McFarland&Company, Inc. ISBN:978-0-7864-1472-7.{{استشهاد بكتاب}}:  صيانة الاستشهاد: ref duplicates default (link)
- Komnene, Anna (2003) [1969]. Sewter, E. R. A. (ed.). The Alexiad (بالإنجليزية). London and New York: Penguin Classics. ISBN:978-0-14-044958-7. Archived from the original on 2014-01-03.{{استشهاد بكتاب}}:  صيانة الاستشهاد: ref duplicates default (link)
- Asbridge, Thomas (2004). The First Crusade: A New History (بالإنجليزية). Oxford. ISBN:0-19-517823-8. Archived from the original on 2021-01-26.{{استشهاد بكتاب}}:  صيانة الاستشهاد: ref duplicates default (link)
- Bréhier, Louis (2004). Louis BréhierMembre de l’Institut Le monde byzantin: Vie et mort de Byzance (PDF) (بالفرنسية) (electronic ed.). Archived from the original (PDF) on 1-10-2020. {{استشهاد بكتاب}}: تحقق من التاريخ في: |سنة= (help)
- Madden, Thomas (2005). Crusades The Illustrated History (بالإنجليزية). Ann Arbor: University of Michigan Press. ISBN:0847694291. Archived from the original on 2021-08-31.{{استشهاد بكتاب}}:  صيانة الاستشهاد: ref duplicates default (link)
- France, John (2006). "Dorylaion, Battle of (1097)". The Crusades – An Encyclopedia (بالإنجليزية). Archived from the original on 20 أكتوبر 2021. Retrieved 29 أكتوبر 2021. {{استشهاد بموسوعة}}: تحقق من التاريخ في: |تاريخ الوصول= and |سنة= (help)
- Lock, Peter (2006). The Routledge Companion to the Crusades (بالإنجليزية). Routledge. ISBN:9-78-0-415-39312-6.{{استشهاد بكتاب}}:  صيانة الاستشهاد: ref duplicates default (link)
- Tyerman, Christopher (2006). God's War: A New History of the Crusades (بالإنجليزية). The Belknap Press of Harvard University Press. ISBN:978-0-674-02387-1. Archived from the original on 2022-05-12.{{استشهاد بكتاب}}:  صيانة الاستشهاد: ref duplicates default (link) (التسجيل مطلوب)
- Albert of Aachen (2007). Historia Hierosolimitana: History of the Journey to Jerusalem (بالإنجليزية). Translated by Susan B. Edgington. Clarendon Press. Vol. 29.{{استشهاد بكتاب}}:  صيانة الاستشهاد: ref duplicates default (link)
- Kostick, Conor (2009). The Siege of Jerusalem: Crusade and Conquest in 1099 (بالإنجليزية). Bloomsbury Publishing. ISBN:9781441158567. Archived from the original on 30-12-2021. {{استشهاد بكتاب}}: تحقق من التاريخ في: |سنة= (help)
- MacEvitt, Christopher (2010). The Crusades and the Christian World of the East: Rough Tolerance (بالإنجليزية). University of Pennsylvania Press. ISBN:978-0-8122-4050-4.{{استشهاد بكتاب}}:  صيانة الاستشهاد: ref duplicates default (link)
- Rubenstein, Jay (2011). Armies of Heaven: The First Crusade and the Quest for Apocalypse (بالإنجليزية). New York: Basic Books. ISBN:978-0-465-01929-8.{{استشهاد بكتاب}}:  صيانة الاستشهاد: ref duplicates default (link)
- Asbridge, Thomas (2012). The Crusades: The War for the Holy Land (بالإنجليزية). Oxford University Press. ISBN:9781849837705. Archived from the original on 2021-06-18.{{استشهاد بكتاب}}:  صيانة الاستشهاد: ref duplicates default (link)
- Barber, Malcolm (2012). The Crusader States (بالإنجليزية). Yale University Press. ISBN:978-0-300-11312-9.{{استشهاد بكتاب}}:  صيانة الاستشهاد: ref duplicates default (link)
- Porter, Whitworth (2013). A History of the Knights of Malta. Cambridge Library Collection - European History (بالإنجليزية). Cambridge University Press. ISBN:9781108066228. Archived from the original on 2021-12-31. Retrieved 2014-05-20.{{استشهاد بكتاب}}:  صيانة الاستشهاد: ref duplicates default (link)
- Theotokis, Georgios (2014). The Norman Campaigns in the Balkans: 1081–1108 AD (بالإنجليزية). Suffolk, UK: Boydell & Brewer.{{استشهاد بكتاب}}:  صيانة الاستشهاد: ref duplicates default (link)
- Edgington, Susan B. (2019). Baldwin I of Jerusalem, 1100-1118 (بالإنجليزية). Routledge. ISBN:978-1-4724-3356-5.{{استشهاد بكتاب}}:  صيانة الاستشهاد: ref duplicates default (link)

## وصلات خارجيَّة
- الحُرُوب الصليبيَّة - الجُزء الأوَّل: الصدمة، على يوتيوب. وثائقي يتحدَّث عن حملتيّ الفُقراء والنُبلاء، إعداد قناة الجزيرة الوثائقيَّة.
- مجد أبو ريا (11 مايو 2020). "الحملة الصليبية الأولى: عندما أكل الأوروبيون لحوم البشر في سوريا". عربي پوست. مؤرشف من الأصل في 2024-11-29.
- "لُبنان.. العثور على مقبرتين جماعيتين لِرُفات جُنُودٍ من زمن الحملات الصليبيَّة". آر تي العربيَّة. 18 سبتمبر 2021. مؤرشف من الأصل في 2024-11-29.
- مُصطفى قدَّاد (2020). "الاستيطان الصليبيّ لبيت المقدس وتهجير المقدسيين". مجلَّة دراسات بيت المقدس. ج. 20 ع. 3. DOI:10.31456/beytulmakdis.80. مؤرشف من الأصل في 2022-04-12. {{استشهاد بدورية محكمة}}: تحقق من التاريخ في: |سنة= (مساعدة)
- أمينة البيطار (16 أكتوبر 2006). "رُؤية مُعاصرة للحملة الصليبيَّة الأولى". شبكة الألوكة. مؤرشف من الأصل في 2024-11-19.